# Arquitectura de Rusia

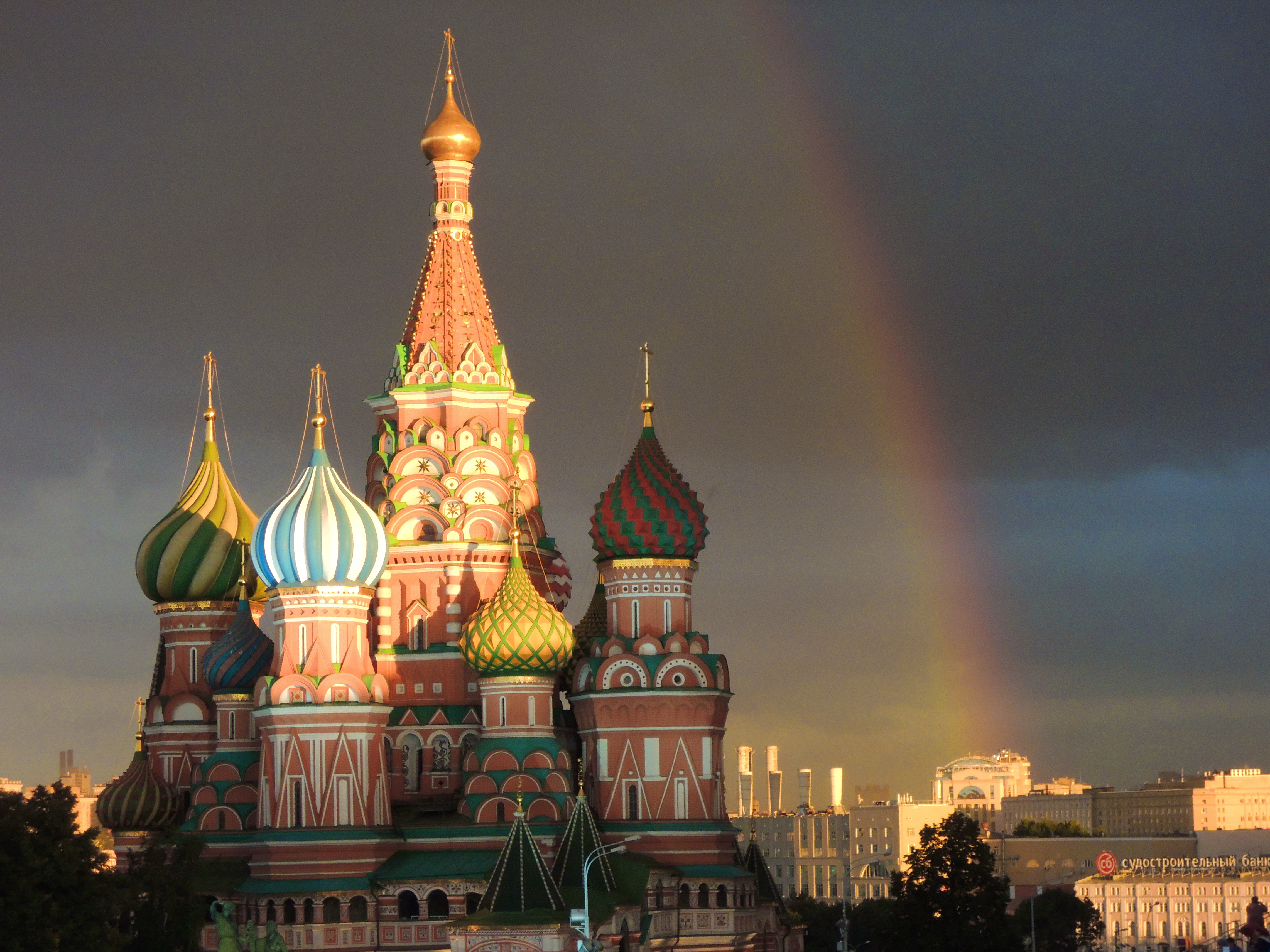
Catedral de San Basilio (1555-1561), en la plaza Roja de Moscú, probablemente el edificio ruso más famoso en el mundo.

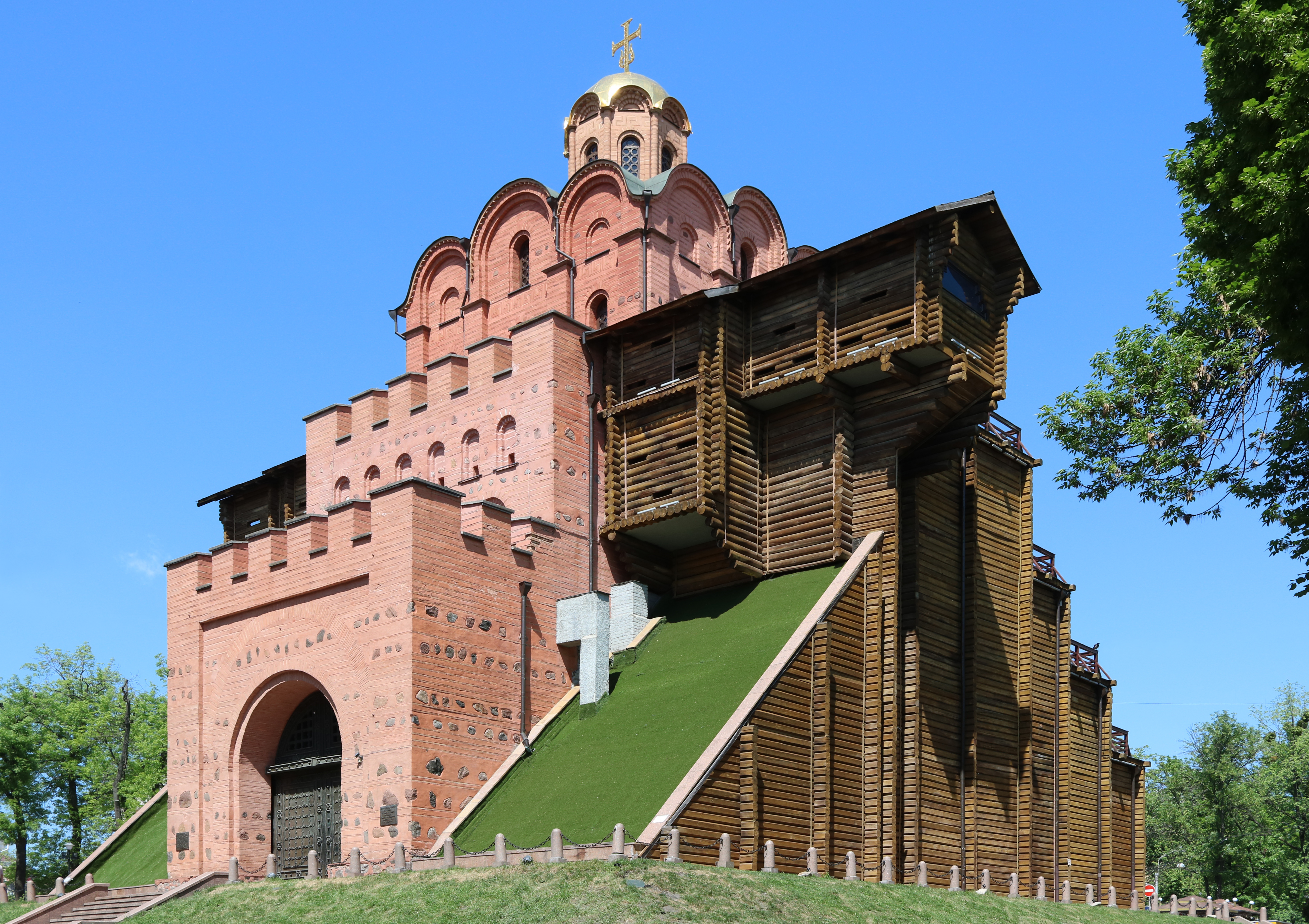
La Puerta dorada de Kiev

La arquitectura de Rusia se refiere a la arquitectura practicada en el territorio actual de la Federación de Rusia y en los del histórico Imperio ruso. También se usa para referirse a los edificios erigidos bajo la influencia rusa o por los arquitectos rusos en ciertas épocas en otras partes del mundo, particularmente en el territorio de la Unión Soviética, en  las antiguas repúblicas socialistas soviéticas.
La arquitectura rusa sigue una tradición cuyas raíces se encuentran en la arquitectura de madera rusa temprana (incluyendo varios elementos vernáculos) y en la arquitectura de la Rus de Kiev con sus centros en Veliki Nóvgorod y en Kiev. La arquitectura rusa también fue influenciada por el Imperio bizantino.  Si bien la arquitectura, y la cultura, rusa se inspiraron en muchos casos en la arquitectura bizantina, esa influencia no impidió que gran parte se desarrollase de forma independiente, con características nacionales y locales. Después de la caída de Kiev, la historia de la arquitectura rusa continuó en el principado de Vladímir-Súzdal (1157-1363), en la  república de Nóvgorod (1136-1478) y en los sucesivos estados del zarato de Rusia. Las grandes iglesias de la Rus de Kiev, construidas después de la adopción del cristianismo en 988, fueron los primeros ejemplos de arquitectura monumental en la región eslava oriental. Las primeras iglesias ortodoxas orientales se construyeron principalmente en madera, con su forma más simple conocida como iglesia celular. Las catedrales a menudo presentaban muchas cúpulas pequeñas, lo que ha llevado a algunos historiadores del arte a inferir cómo pueden haber aparecido los templos eslavos paganos.
En su segunda edad de oro el arte bizantino se había extendido a Armenia, y en Kiev se construyó la iglesia de Santa Sofía en el año 1017, siguiendo fielmente los influjos de la arquitectura de Constantinopla: se estructuró en forma basilical de cinco naves terminadas en ábsides.
La catedral de Santa Sofía de Nóvgorod (1044-1052), por otro lado, expresó un nuevo estilo que ejerció una fuerte influencia en la arquitectura de las iglesias rusas. Sus austeros y gruesos muros, sus ventanas pequeñas y estrechas tienen mucho en común con la arquitectura románica de Europa occidental. La forma de las cúpulas acebolladas serán una característica distintiva de la arquitectura rusa. Otras desviaciones del modelo bizantino son evidentes en las siguientes catedrales de Nóvgorod: San Nicolás (1113), San Antonio (1117-1119) y San Jorge (1119). La arquitectura secular de la Rus de Kiev apenas ha sobrevivido. Hasta el siglo XX, solo la Puerta Dorada de Vladímir, a pesar de las muchas restauraciones del siglo XVIII, podían considerarse un auténtico monumento del período premongol. Durante la década de 1940, el arqueólogo Nikolái Voronin descubrió los restos bien conservados del palacio de Andréi Bogoliubski en Bogoliúbovo (que data de 1158 a 1165).
La ciudad de Nóvgorod conservó su arquitectura durante la invasión mongola. Las primeras iglesias fueron encargadas por los príncipes, pero después del siglo XIII, comerciantes, gremios y comunidades comenzaron a encargar catedrales. Los ciudadanos del Nóvgorod del siglo XIII destacaron por su astucia, diligencia y prosperidad, expandiéndose desde el Báltico hasta el mar Blanco. La arquitectura en Nóvgorod no comenzó a florecer hasta principios del siglo XII. La catedral de Santa Sofía se inspiró en la iglesia original de Santa Sofía de Kiev; es similar en apariencia pero más pequeña, más estrecha y (en un desarrollo de la arquitectura del norte de Rusia) las cúpulas en forma de cebolla reemplazan a las cúpulas. La construcción fue supervisada por trabajadores de Kiev, que también importaron ladrillos. Los materiales de construcción principales fueron piedra de campo y sillares de mampostería de piedra caliza desnudos. Se piensa que los interiores estuvieron pintados con frescos, que ahora han desaparecido. Las puertas estaban hechas de bronce.
El katholikon del monasterio de Yúriev fue encargado en 1119 por el príncipe Vsévolod de Pskov. El arquitecto era conocido como el maestro Pedro, uno de los pocos arquitectos del que hay constancia registral en ese momento en Rusia. El exterior se caracteriza por las ventanas estrechas y los nichos de doble empotramiento, que avanzan rítmicamente en la fachada; los muros interiores alcanzan una altura de 20 metros. Sus pilares están muy espaciados, enfatizando la altura de los techos abovedados. El interior estaba cubierto de frescos de los talleres del príncipe, incluidas algunas de las pinturas rusas más raras de la época.
La Iglesia de la Transfiguración del Salvador fue un monumento a Ilyá Múromets. Durante la invasión mongola, Ilyá tenía fama de haber salvado la ciudad; la iglesia fue construida en su honor en la calle Elijah en 1374. En esa época, la ciudad-estado de Nóvgorod estableció un distrito separado para los príncipes, subdividiendo la ciudad en una serie de calles donde todavía se encuentra la iglesia. Las ventanas de la iglesia son más detalladas, los nichos más profundos y la cúpula (vista en catedrales más grandes) se ve aumentada por una cubierta inclinada.
Otra iglesia que se parece mucho a la iglesia de la Transfiguración es la Iglesia de los Santos Pedro y Pablo en Kozhévniki. Fue construida en 1406, y la diferencia principal está en el material de construcción. El detalle se centra en las fachadas oeste y sur. Aparecen en ese momento nuevos motivos ornamentales en el ladrillo. El ladrillo también se usó para las pilastras que delinean la fachada. Originalmente estaba enlucida, pero se restauró después de que fuese dañada durante la Segunda Guerra Mundial. Su ábside apunta hacia el río, que ofrece una bienvenida agradable a los barcos que se acercan desde el Báltico. La cubierta de tejas se asemeja a los techos de bochka (techo de barril) populares en ese momento. Los muros fueron construidos con piedra de canteras locales, que contrastaba con los ladrillos rojos. La planta de la iglesia es casi cuadrada con cuatro pilares, un ábside y una cúpula.
Posteriormente, destaca la catedral de San Basilio, en la Plaza Roja de Moscú, realizada en tiempos de Iván el Terrible (1555-1560), cuyas cinco cúpulas, la más alta y esbelta en el crucero y otras cuatro situadas en los ángulos que forman los brazos de la cruz, resaltan por su coloración, por los elevados tambores y por su característicos perfiles bulbosos.
Aparte de la arquitectura religiosa, también destacan construcciones civiles tales como las fortalezas.
Rusia tiene numerosos edificios y monumentos protegidos y muchos de ellos integran la Lista del Patrimonio Mundial de la UNESCO, tanto a nivel individual —iglesias de Kizhi Pogost (1990), Kremlin y Plaza Roja de Moscú (1990), Laura de la Trinidad y San Sergio (1993), Iglesia de la Ascensión en Kolómenskoye (1994), monasterio de Ferapóntov (2000), Kremlin de Kazán (2000), monasterio Novodévichi  (2004), monasterio de Sviajsk (2017)— como parte de conjuntos y cascos históricos —San Petersburgo (1990), Nóvgorod y sus alrededores (1992), islas Solovetsky (1992), Vladímir y Súzdal (1992), Derbent (2003), Yaroslavl (2005) y Bólgar (2014)—  (ver Patrimonio de la Humanidad en Rusia).

## Periodo varego (988-1230)

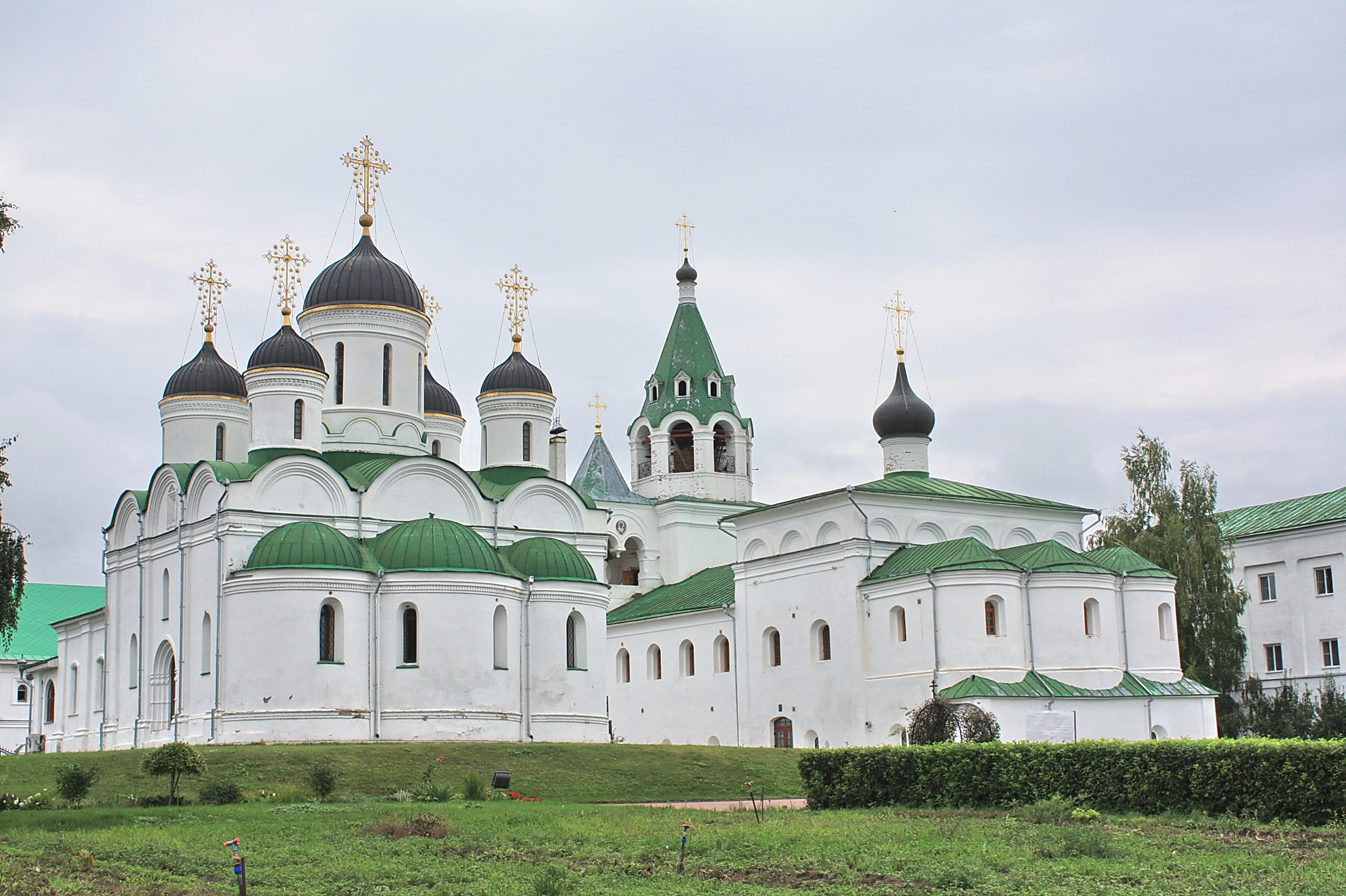
Monasterio de la Transfiguración de Múrom, el primero de los monasterios rusos registrado en las crónicas (se menciona en la Crónica de tiempos pasados en relación con el año 1096 y la muerte en sus muros del príncipe Iziaslav Valdimirovich).

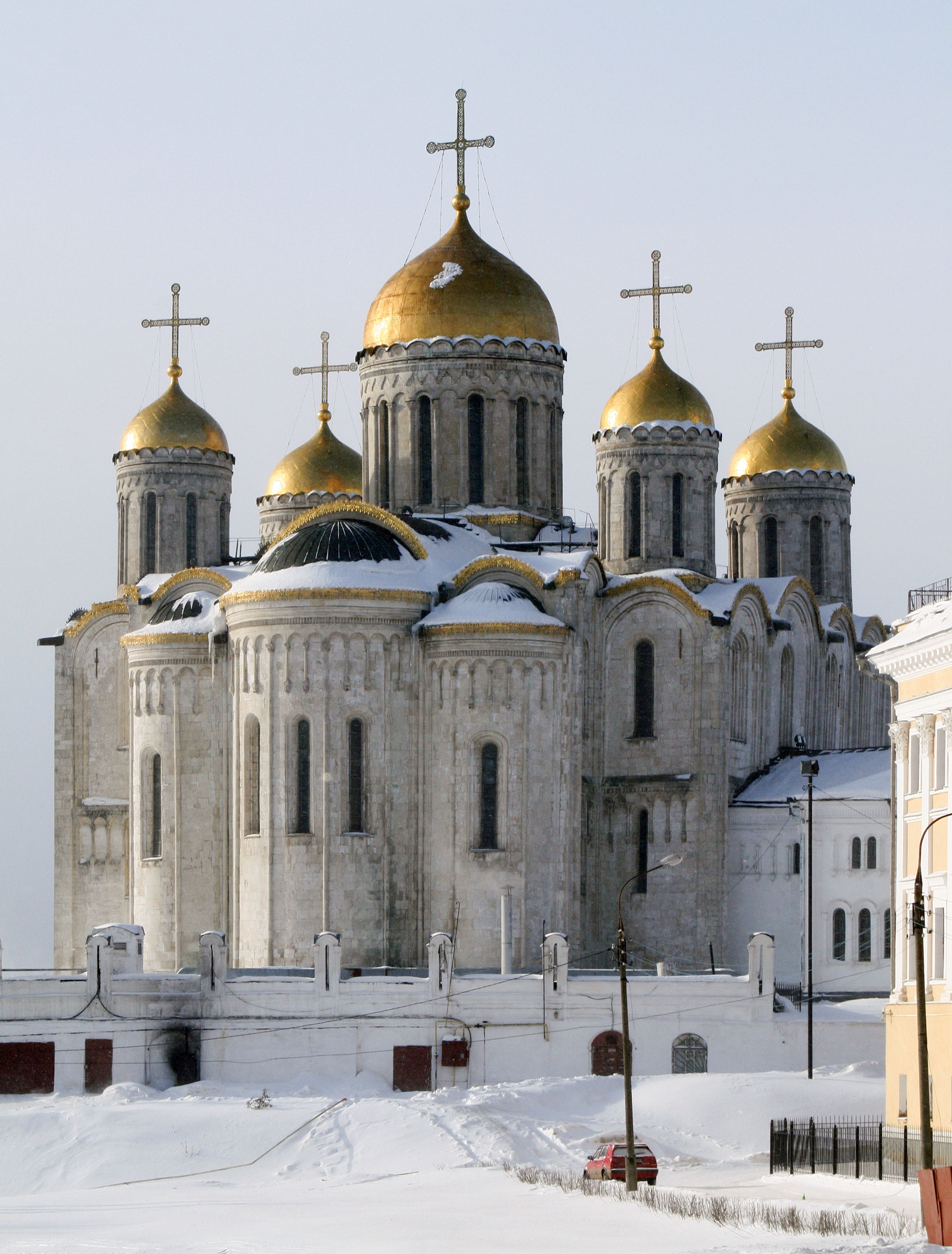
Catedral de la Dormición de Vladímir (construida entre 1158 y 1160, ampliada entre 1185 y 1198, con frescos en 1408)

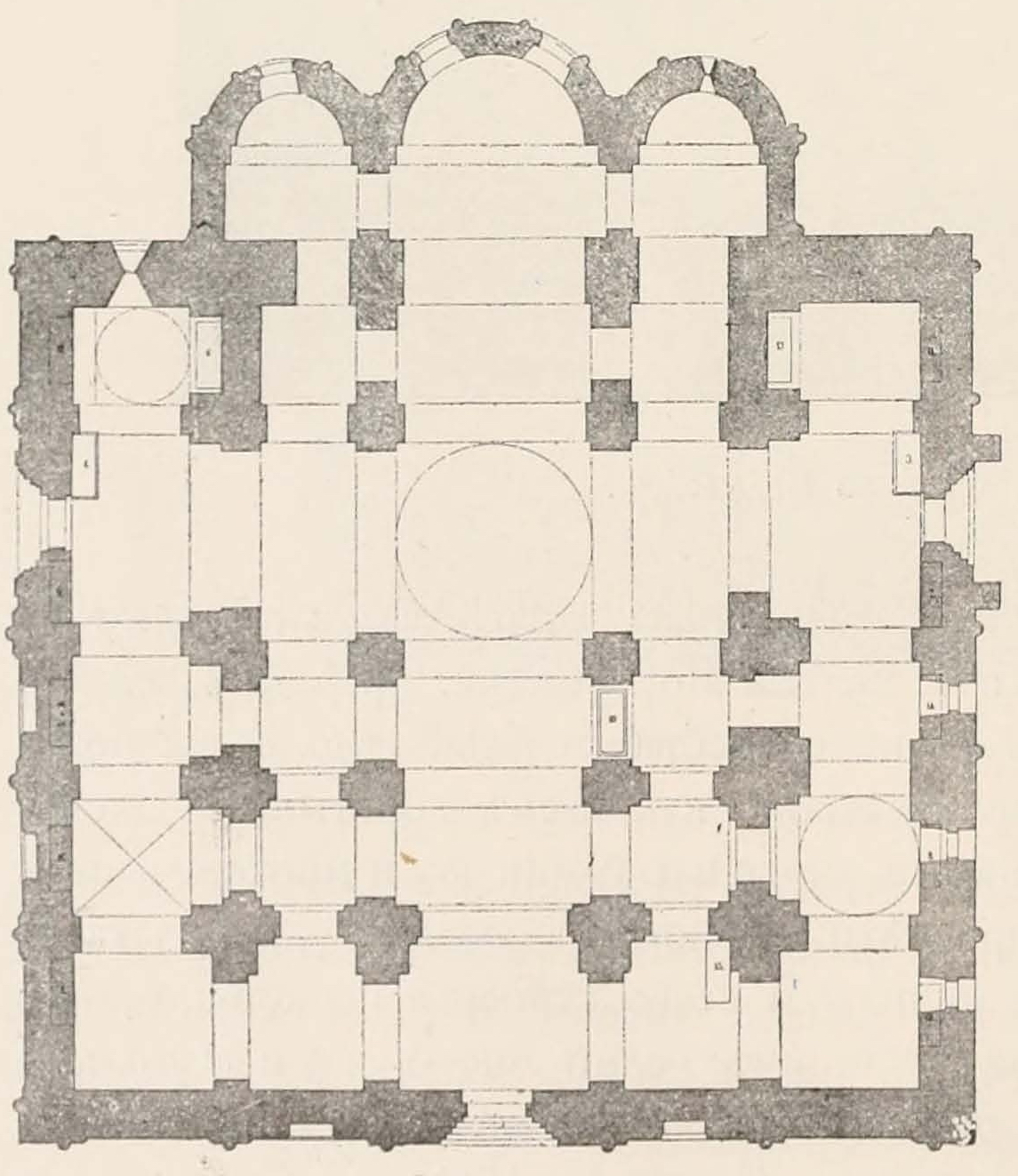
Planta de la catedral de la Dormición (Vladímir), sobre seis pilastras y con tres ábsides.

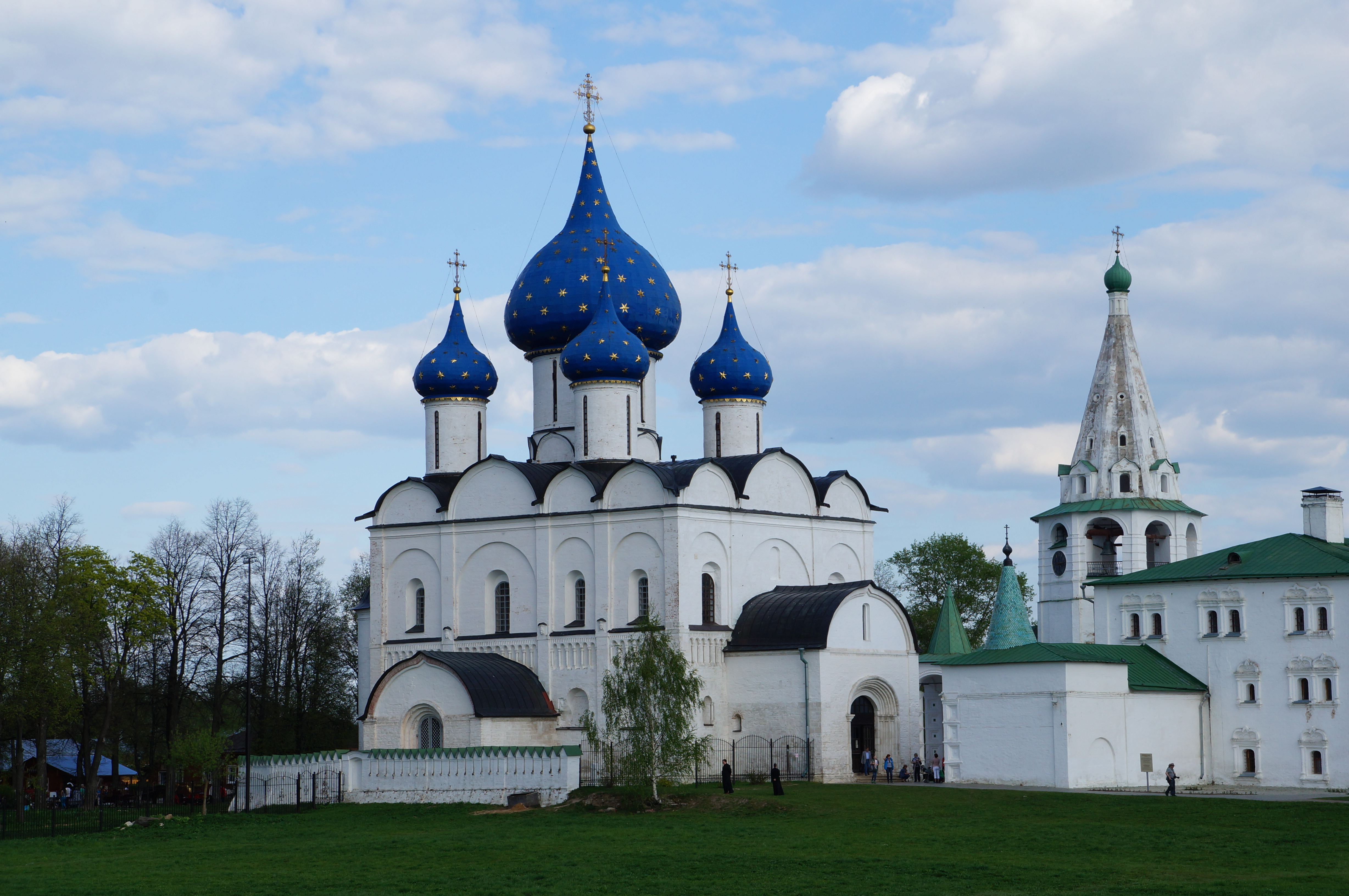
Catedral de la Natividad de Súzdal (1222-1225)

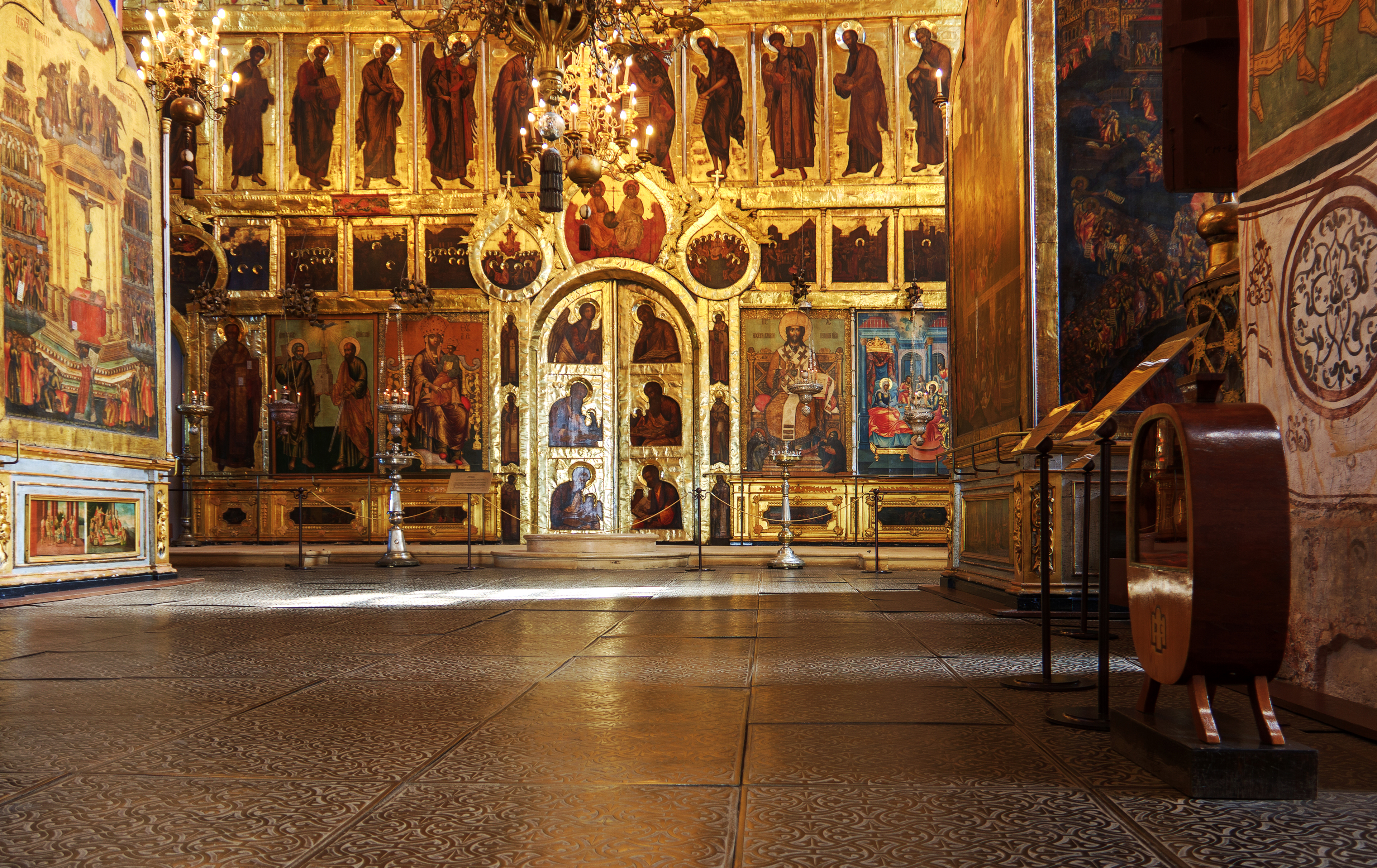
Interior dela catedral de la Natividad de Súzdal

El estado feudal de la Rus de Kiev fue, al menos culturalmente y, en este caso, arquitectónico, el antepasado de Rusia, Bielorrusia y Ucrania. Las grandes iglesias de Kiev, construidas después de la adopción del cristianismo en 988 en la región, son los ejemplos más antiguos de arquitectura monumental en las regiones eslavas orientales. El estilo arquitectónico del reino de Kiev, que se estableció rápidamente, estuvo muy influenciado por la arquitectura bizantina. Las primeras iglesias ortodoxas orientales, con su característica geometría de «iglesia de células», fueron en su mayoría construidas con carpinterías de madera, con su forma más simple conocida como iglesia celular. Las principales catedrales a menudo presentaban docenas de pequeñas cúpulas, lo que ha llevado a algunos historiadores del arte a inferir cómo pudieron haber aparecido a partir de los templos paganos eslavos.
La Iglesia de los Diezmos de Kiev (ahora Ucrania), del siglo X, fue el primer edificio de culto construido en piedra. Las primeras iglesias de Kiev fueron construidas y decoradas con frescos y mosaicos de maestros bizantinos. Otro gran ejemplo de una iglesia primitiva en la Rus de Kiev fue la catedral de Santa Sofía de Kiev (1037-1054), con trece cúpulas, construida por Yaroslav el Sabio. Gran parte de su exterior ha sido modificado con el tiempo, extendiéndose hacia el área circundante y llegando a tener 25 cúpulas.
La catedral de Santa Sofía de Nóvgorod (1044-1052), por otro lado, expresó un nuevo estilo que ejercerá una gran influencia en la arquitectura religiosa rusa. Sus austeras muros gruesos, sus huecos pequeños y estrechos y sus cúpulas con casco tienen mucho en común con la arquitectura románica de Europa occidental.  Fue modelada según Santa Sofía de Kiev: es similar en apariencia pero las cúpulas en forma de cebolla son más pequeñas, más angostas y (en un desarrollo de la arquitectura del norte de Rusia) reemplazan a las cúpulas. La construcción fue supervisada por trabajadores llegados de Kiev, que también importaron la mampostería de ladrillo. Los materiales de construcción eran piedra y guijarros del lugar y sillería de piedra caliza ensamblados en mampostería seca, sin revestir. Se piensa que los interiores ya estuvieron pintados con frescos, que ahora han desaparecido. Las puertas fueron hechas en bronce. La ciudad de Nóvgorod logró preservar su arquitectura durante la invasión mongola. La construcción de las primeras iglesias habían sido encargos de los príncipes; sin embargo, después del siglo XIII, los comerciantes, sus gremios y las ciudades comenzaron también a financiar las catedrales. Los ciudadanos del Nóvgorod del siglo XIII, que destacaban por su astucia, diligencia y prosperidad, lograron expandirse desde el mar Báltico hasta el mar Blanco. La arquitectura en Nóvgorod no comenzó a florecer hasta el cambio de siglo XII y más desviaciones del modelo bizantino son evidentes en las sucesivas catedrales de la ciudad: en San Nicolás (1113-1136), en San Antonio (1117-1119) y en San Jorge (1119). 
Junto a las catedrales, fue destacable la arquitectura de los monasterios de la época. Los siglos XII y XIII fueron el período de la división definitiva  feudal de la Rus de Kiev en principados que estaban en lucha casi permanente, lo que resultó en nuevos centros de poder y una multiplicación de catedrales en los principados emergentes y cortes de príncipes locales (knyazes), que acogieron el estilo de Kiev y lo adoptaron a sus propias tradiciones.
En el principado norteño de Vladimir-Suzdal, las iglesias locales fueron construidas con piedra blanca con la ayuda de los maestros románicos de Federico Barbarroja, mientras que las estatuas de sus paredes fueron ricamente talladas por artesanos de Georgia. El estilo de Suzdal también se conoce como «arquitectura de piedra blanca» (белокаменное зодчество). La primera iglesia de piedra blanca fue la iglesia de los Santos Borís y Gleb encargada por Yuri Dolgoruki en 1152, una iglesia fortaleza en Kidekša, cerca de Suzdal, el supuesto lugar de estancia de los knyaze Borís y Gleb durante su peregrinación a Kiev. Las iglesias de piedra blanca marcan el punto culminante de la arquitectura de la Rus premongola. Las iglesias más importantes de Vladímir son la catedral de la Dormición (construida entre 1158 y 1160, ampliada entre 1185 y 1198, con frescos en 1408) y la catedral de San Demetrio  (1194-1197). En el frente occidental del Principado de Galicia-Volinia, durante algún tiempo se construyeron iglesias en el estilo tradicional de Kiev, pero finalmente el estilo comenzó a virar hacia la tradición románica centroeuropea.
La arquitectura secular de la Rus de Kiev apenas ha sobrevivido. Hasta el siglo XX, solo la Puerta Dorada de la ciudad de Vladímir, a pesar de que fue en gran parte restaurada en el siglo XVIII, podría considerarse como un auténtico monumento de la época premongola. Después, durante la década de 1940, el arqueólogo Nikolái Voronin descubrió los restos bien conservados del palacio de Andréi Bogoliubski en Bogoliúbovo (que datan de 1158 a 1165). En Kiev, la capital del país, no han sobrevivido monumentos centenarios, aparte de trozos de murallas y ruinas de puertas. El Golden Gate de Kiev fue completamente destruido con el paso de los años, dejando sólo ruinas. En el siglo XX se construyó un museo sobre las ruinas, que es un reflejo de la puerta de la época de la Rus de Kiev, pero no es un monumento de la época.
La construcción del katholikon —la iglesia principal de un monasterio o diócesis en la Iglesia ortodoxa— del monasterio de Yúriev fue encargada en 1119 por el príncipe Vsévolod Mstislávich. El arquitecto, uno de los raros artistas citados en los documentos de ese momento en Rusia, es mencionado como «maestro Pedro». El exterior de este edificio se caracteriza por los huecos angostas y los nichos de doble hueco algo retirados, cuya alternancia ritma la fachada; los muros interiores alcanzan una altura de 20 m. Sus pilares están muy espaciados, destacando la altura de los techos abovedados. El interior estaba cubierto de frescos realizados por los artesanos del príncipe, que se encuentran entre los raros especímenes de la pintura medieval auténticamente rusa.
La iglesia de la Transfiguración del Salvador de Nóvgorod fue un monumento al Nuestra Señora del Signo que durante la invasión mongola, habría defendido y salvado milagrosamente la ciudad; la iglesia fue construida en su honor en la calle Elías en 1374. Durante esa época, la ciudad-estado de Nóvgorod estableció un distrito reservado para la aristocracia, subdividiendo la ciudad en una serie de calles donde la iglesia aún se mantiene. En comparación con las iglesias anteriores, sus huecos son más altos, los nichos están más hundidos y la cúpula (hasta entonces reservada para las catedrales) está cernida por cubiertas a dos aguas.
Otra iglesia que se parece mucho a la iglesia de la Transfiguración es la iglesia de los Santos Pedro y Pablo en Kozhévniki. Fue construida en 1406, y la principal diferencia está en la elección del material de construcción: en ese momento, el ladrillo comienza a adornarse con motivos decorativos; las ornamentación se centra en las fachadas oeste y sur. El ladrillo también se utilizó para las pilastras que puntúan la fachada. Originalmente estaba cubierta con yeso, pero con las depredaciones de la Segunda Guerra Mundial, fue profundamente restaurada. Su ábside apunta hacia el río, dibujando una vista agradable a los barcos que se aproximasen desde el Báltico. El techo de tejas se asemeja a los techos de bochka populares en ese momento. Los muros fueron construidos con piedra de cantera local, que contrasta con los ladrillos rojos. La planta de la iglesia es casi cuadrada, con cuatro pilastras, un ábside y una cúpula.

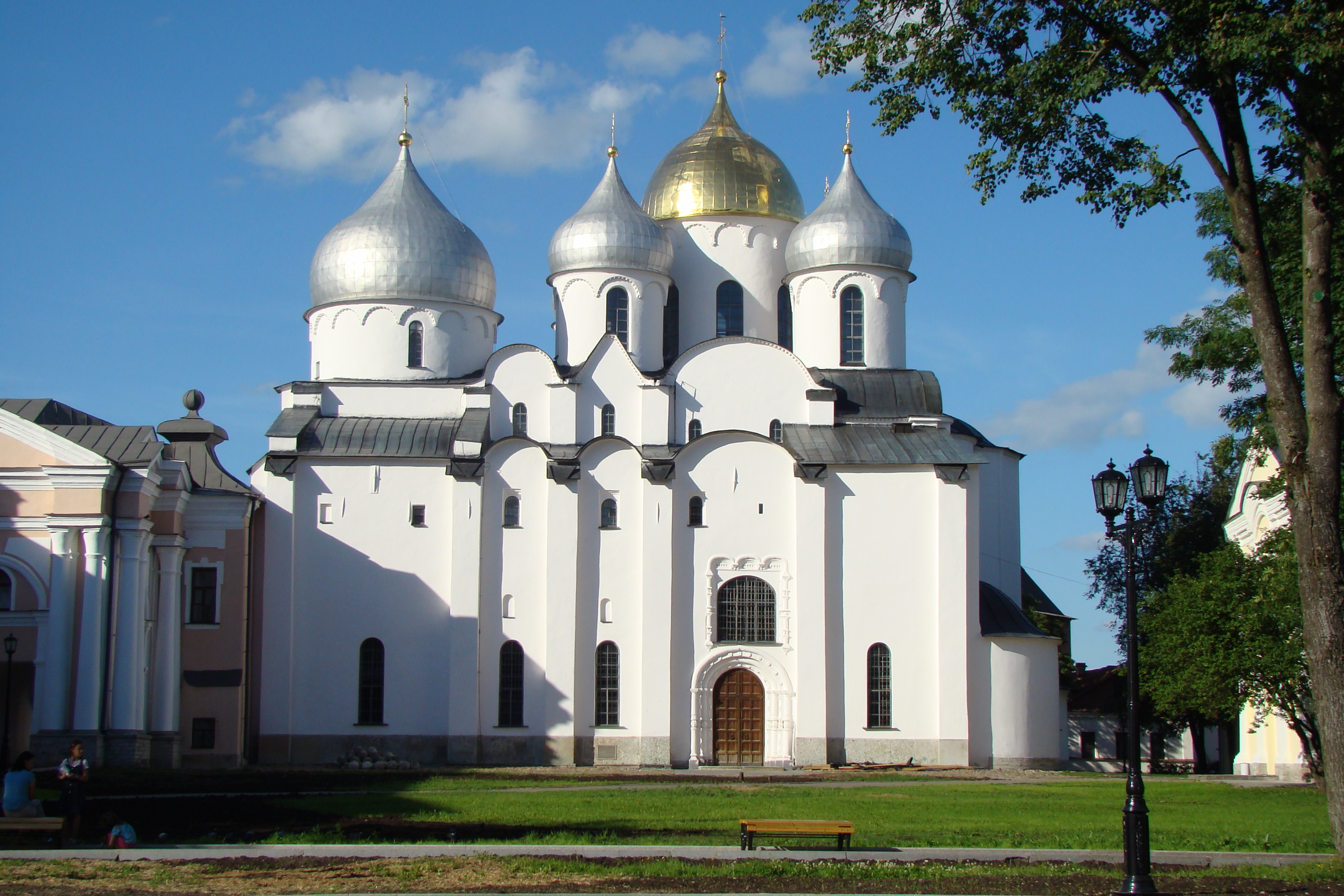
La catedral de Santa Sofía de Nóvgorod (1045-1050)
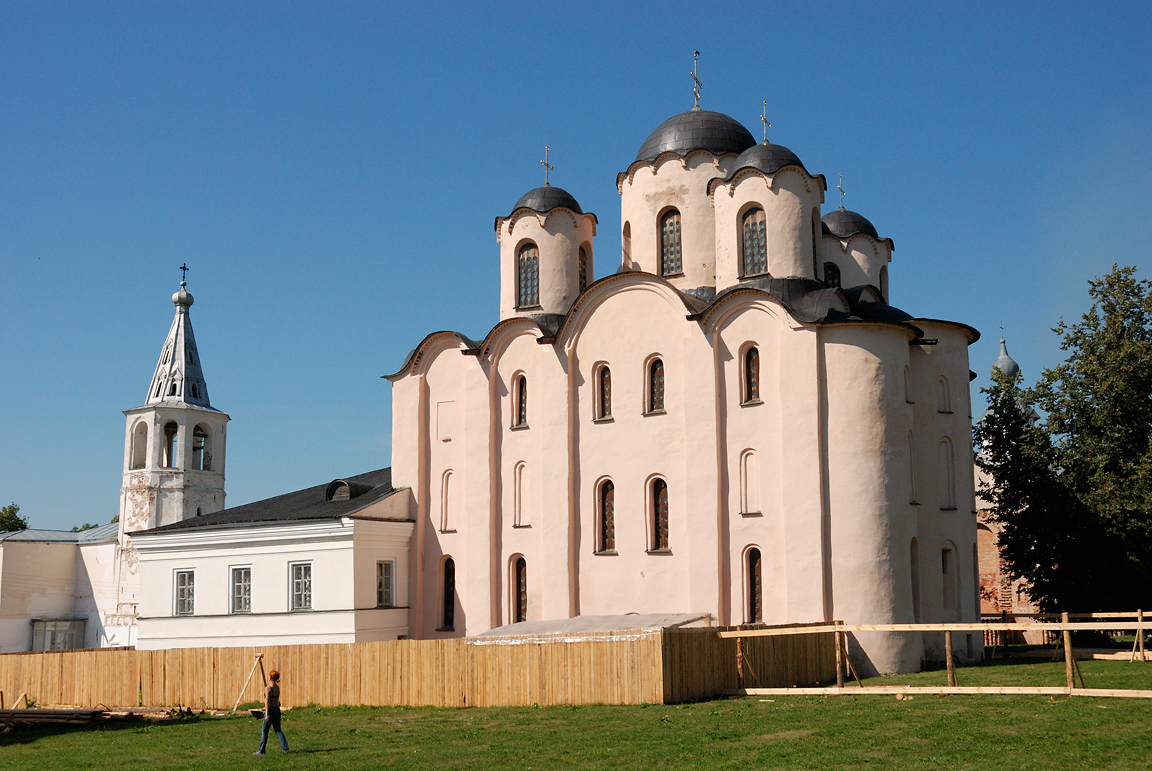
Catedral de san Nicolás en Veliki Nóvgorod (1113-1136)
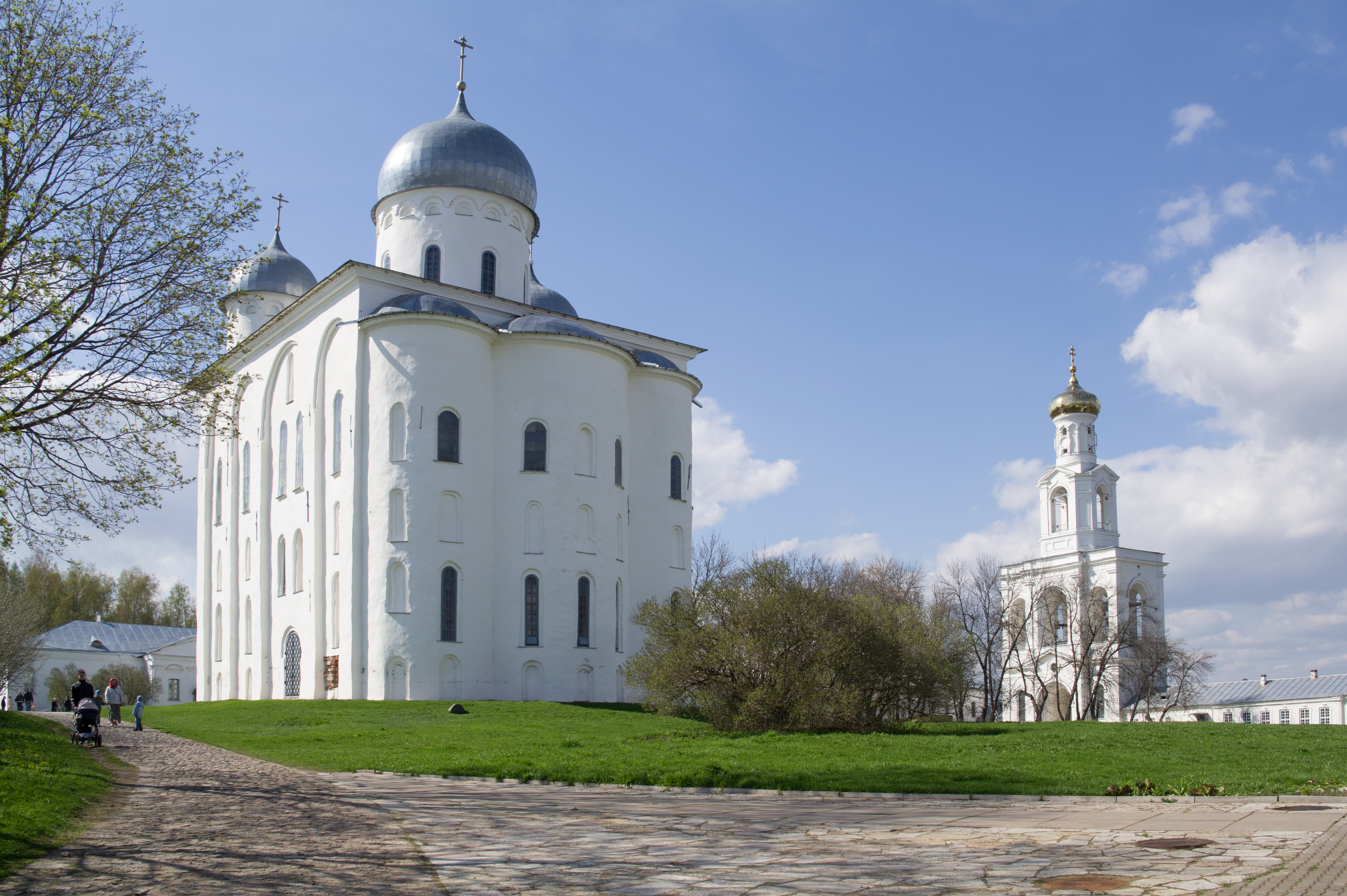
La catedral de San Jorge del monasterio de Yúriev, cerca de Veliki Nóvgorod (1119)
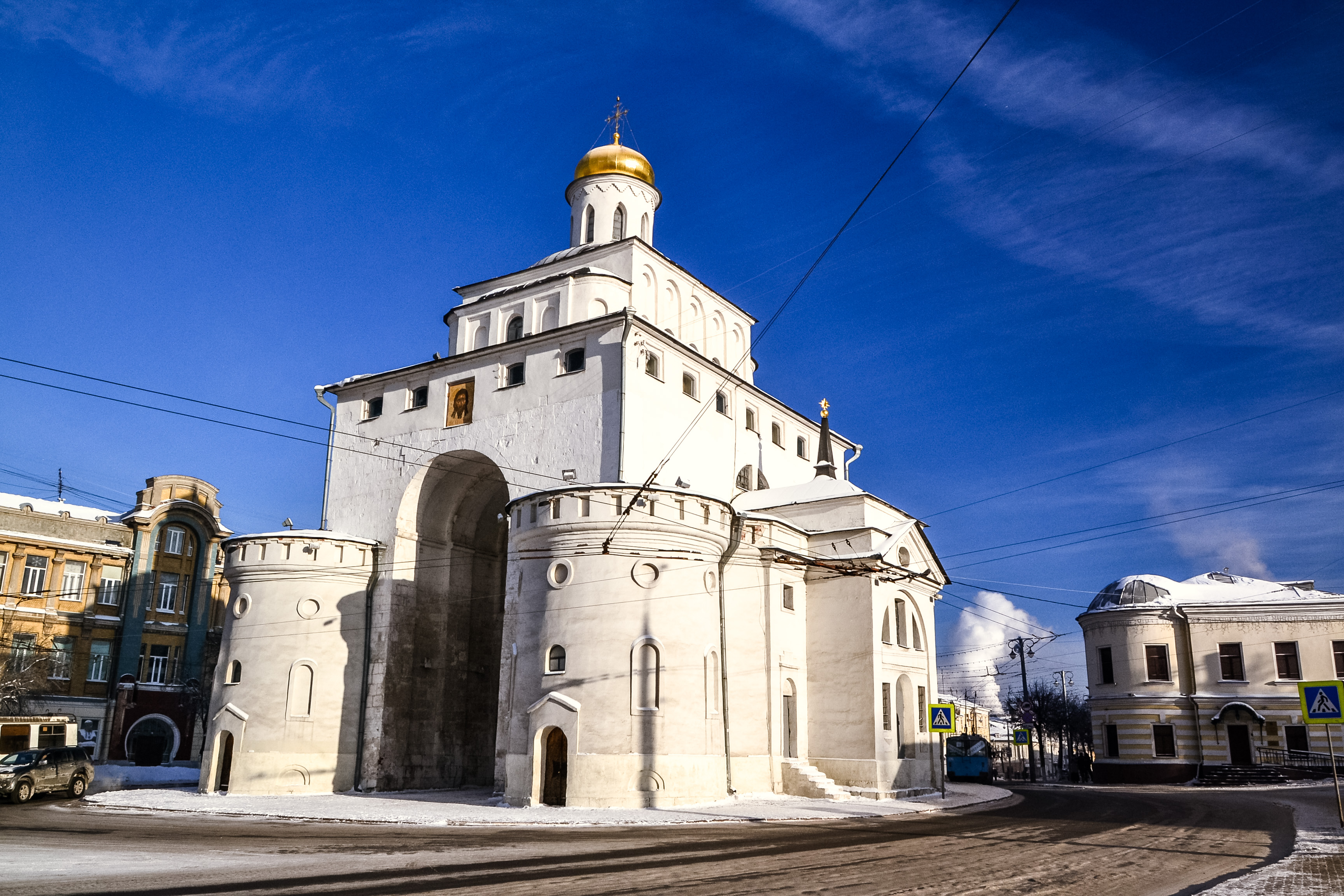
Puerta Dorada de Vladímir (1158-1164) ( Patrimonio de la Humanidad   (parte de «Monumentos Blancos de Vladímir y Súzdal», n.º ref. 633)  (1992))
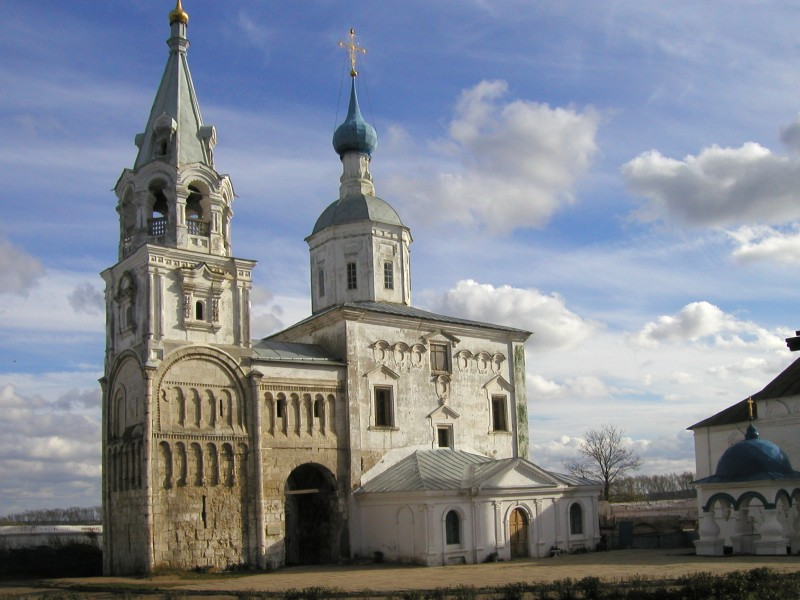
Restos del castillo de Bogoliúbovo (izda.) y el templo de la Natividad de la Santísima Virgen (dcha.) (1158)

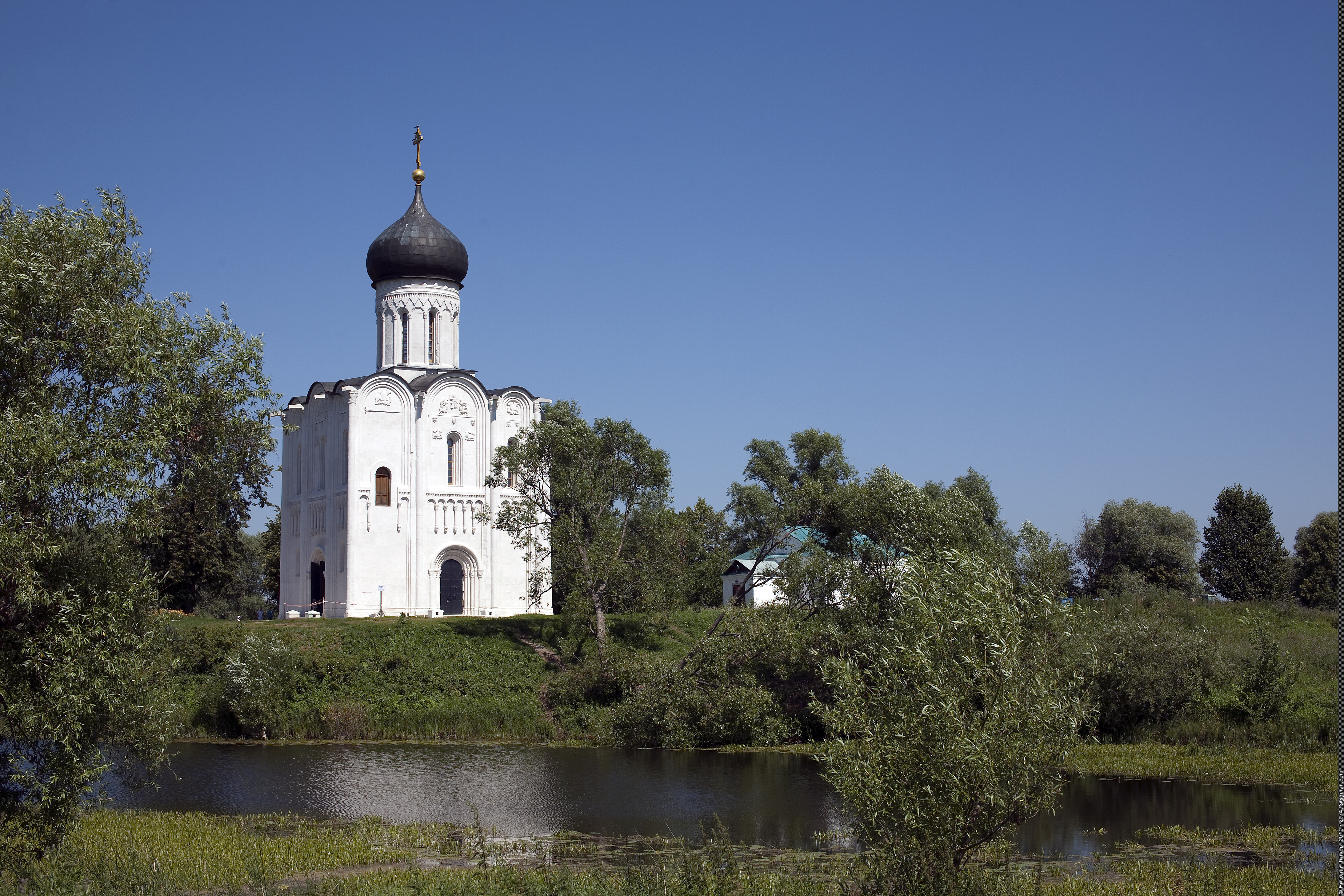
Iglesia de la Intercesión del río Nerl (1165), una de las iglesias medievales rusas más famosas ( Patrimonio de la Humanidad   (parte de «Monumentos Blancos de Vladímir y Súzdal», n.º ref. 633)  (1992))
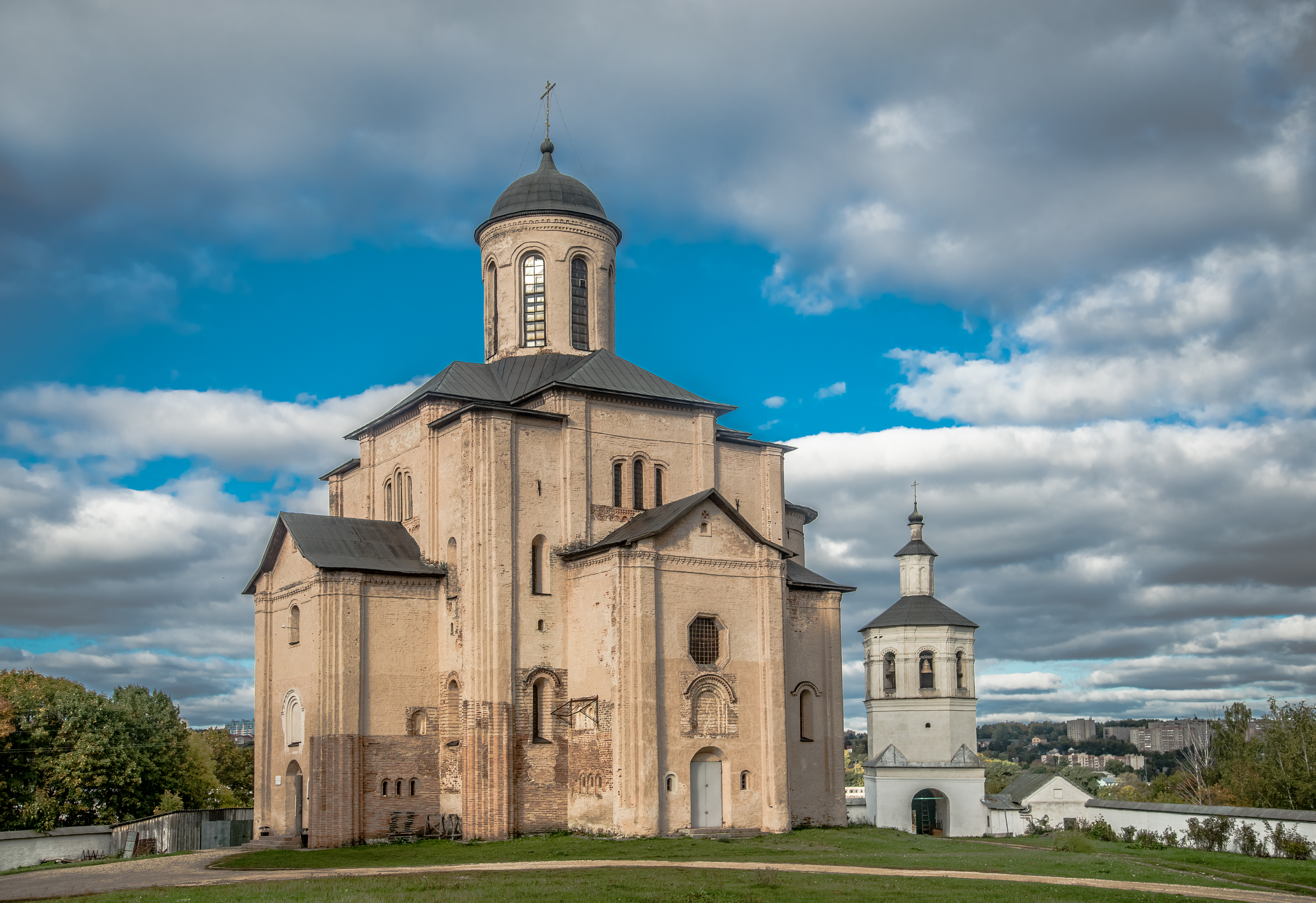
lgesia de San Miguel Arcángel, en Smolensk (1180-1197)
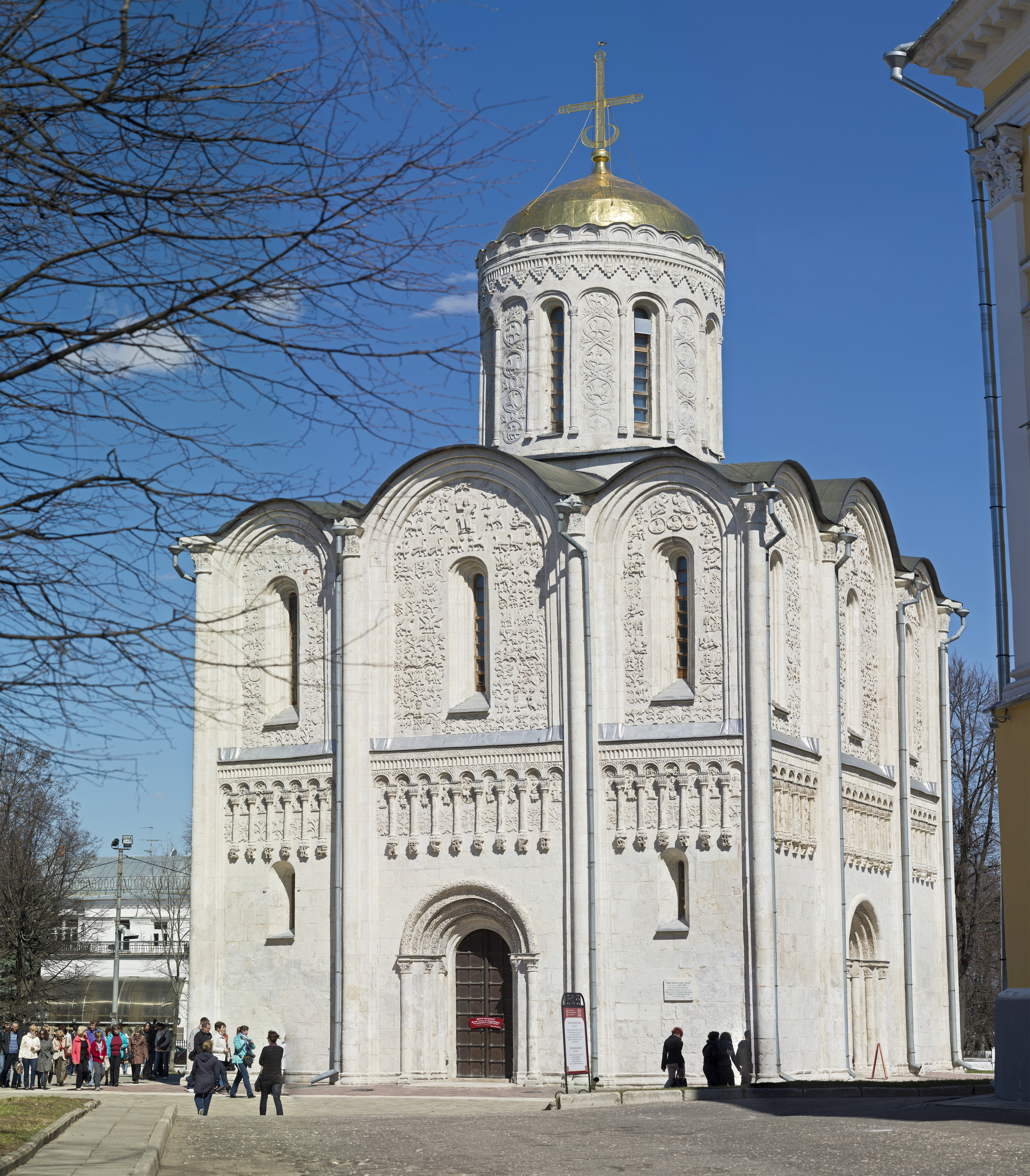
Catedral de San Demetrio en Vladímir (1194-1197) ( Patrimonio de la Humanidad   (parte de «Monumentos Blancos de Vladímir y Súzdal», n.º ref. 633)  (1992))
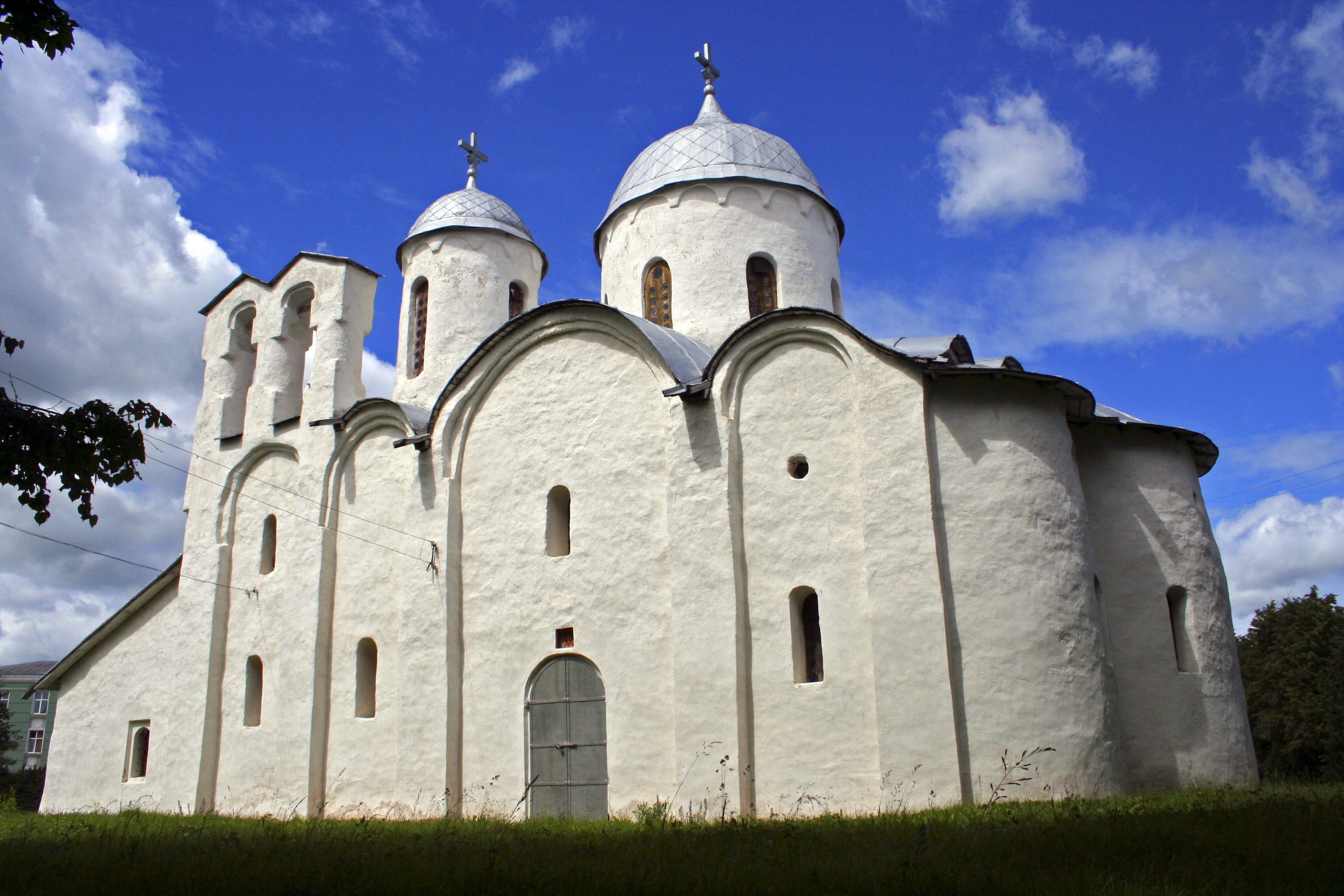
Catedral de San Juan Bautista (Pskov) (const. en 1119-1139, mencionado por vez primera en 1243) ( Patrimonio de la Humanidad   (parte de «Iglesias de la escuela de arquitectura de Pskov», n.º ref. 1523-001)  (2019))

## Periodo moscovita (1230-1712)

### Periodo moscovita primitivo (1230-1530)

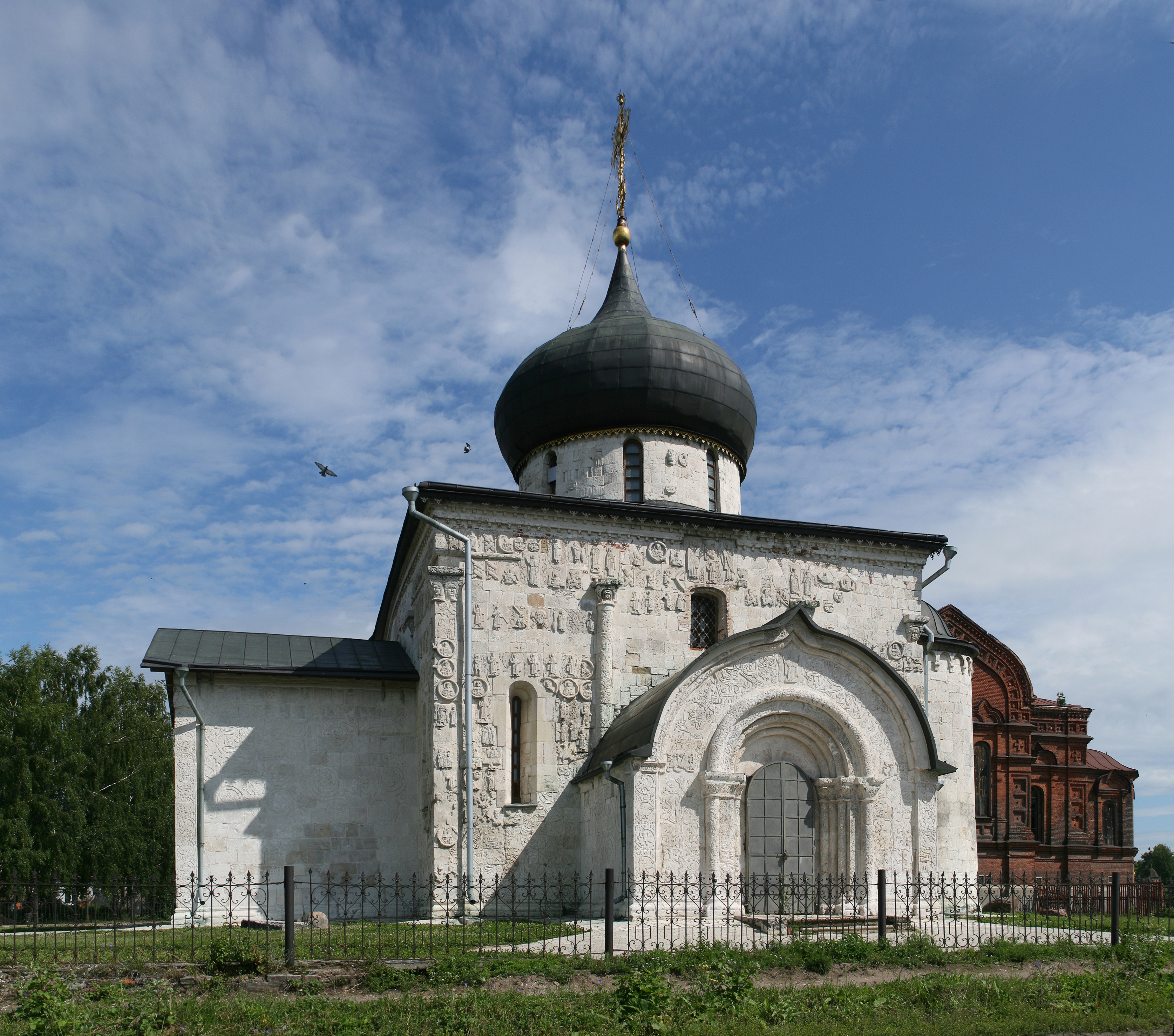
Catedral de San Jorge (Yúriev-Polski) (1230-1234)

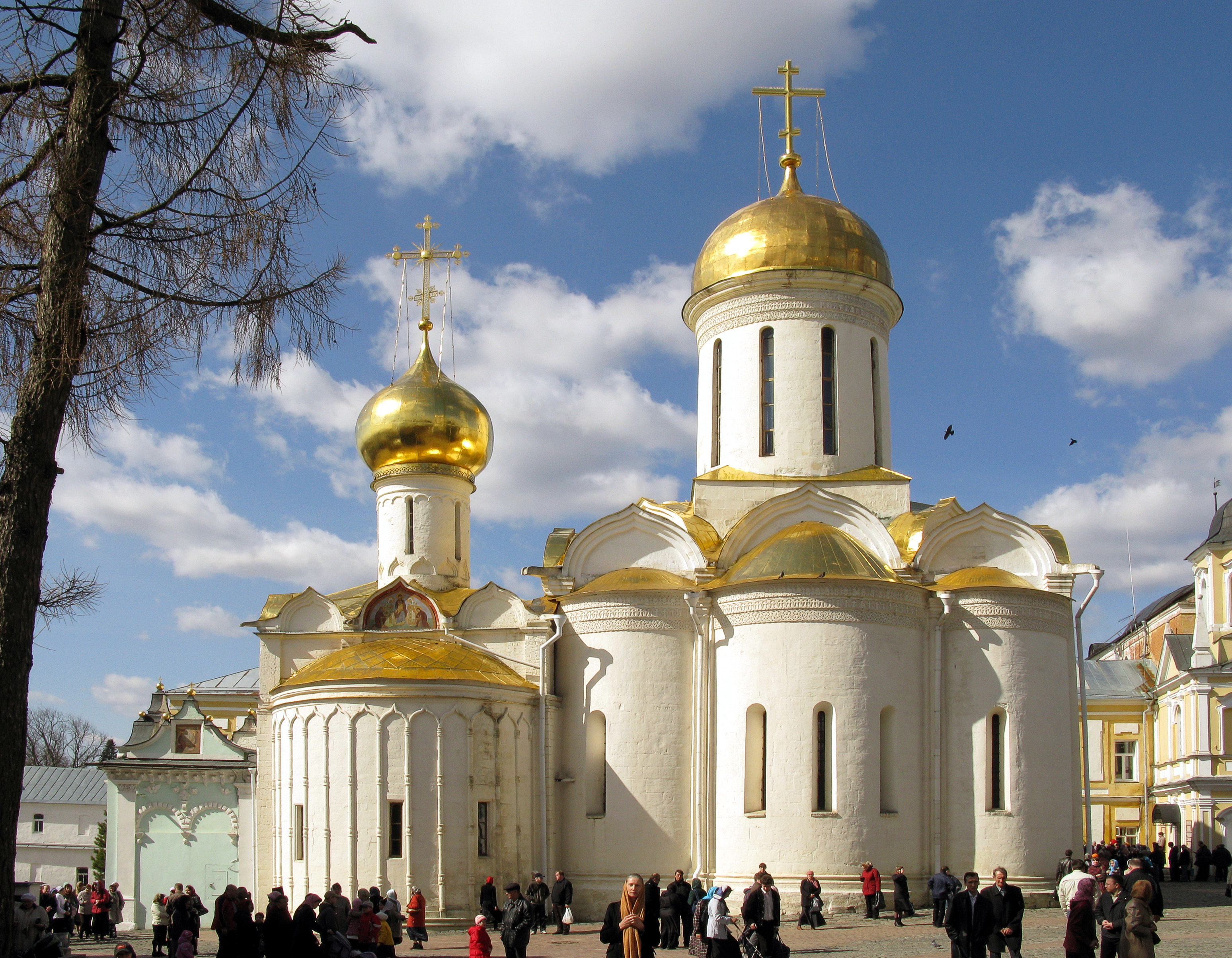
Iglesia de la Trinidad de la Laura de la Trinidad y San Sergio (1422-1423): las cúpulas de cebolla doradas y coloridas son elementos arquitectónicos característicos de las iglesias rusas

Los mongoles habían asolado el país hasta el punto de hacer, durante al menos medio siglo, que incluso las ciudades más grandes (como Moscú o Tver) fuesen incapaces de financiar la construcción de iglesias de piedra. Sin embargo, las ciudades de Nóvgorod y Pskov habían escapado del yugo de los mongoles y prosperado como repúblicas comerciales boyantes; se han conservado docenas de iglesias medievales en estas ciudades (las más antigua del siglo XII). Las iglesias de Nóvgorod (como la iglesia de la Transfiguración de la calle Ilyiná, construida en 1374), tienen cubiertas inclinadas y las paredes están toscamente talladas; algunas de ellas albergan magníficos frescos medievales. Las pequeñas y pintorescas iglesias de Pskov tienen muchas características innovadoras: arcos conopiales (kokóshniks), pórticos de iglesia, galerías exteriores y campanarios. Estas nuevas características fueron importadas en Moscovia por albañiles llegados de Pskov, que construyeron muchos edificios en el siglo XV (incluyendo la iglesia de la Deposición del Kremlin de Moscú (1462) y la iglesia del Santo Espíritu de la Laura de la Trinidad, construida en 1476).

Arquitectura en las repúblicas de Nóvgorod y Pskov
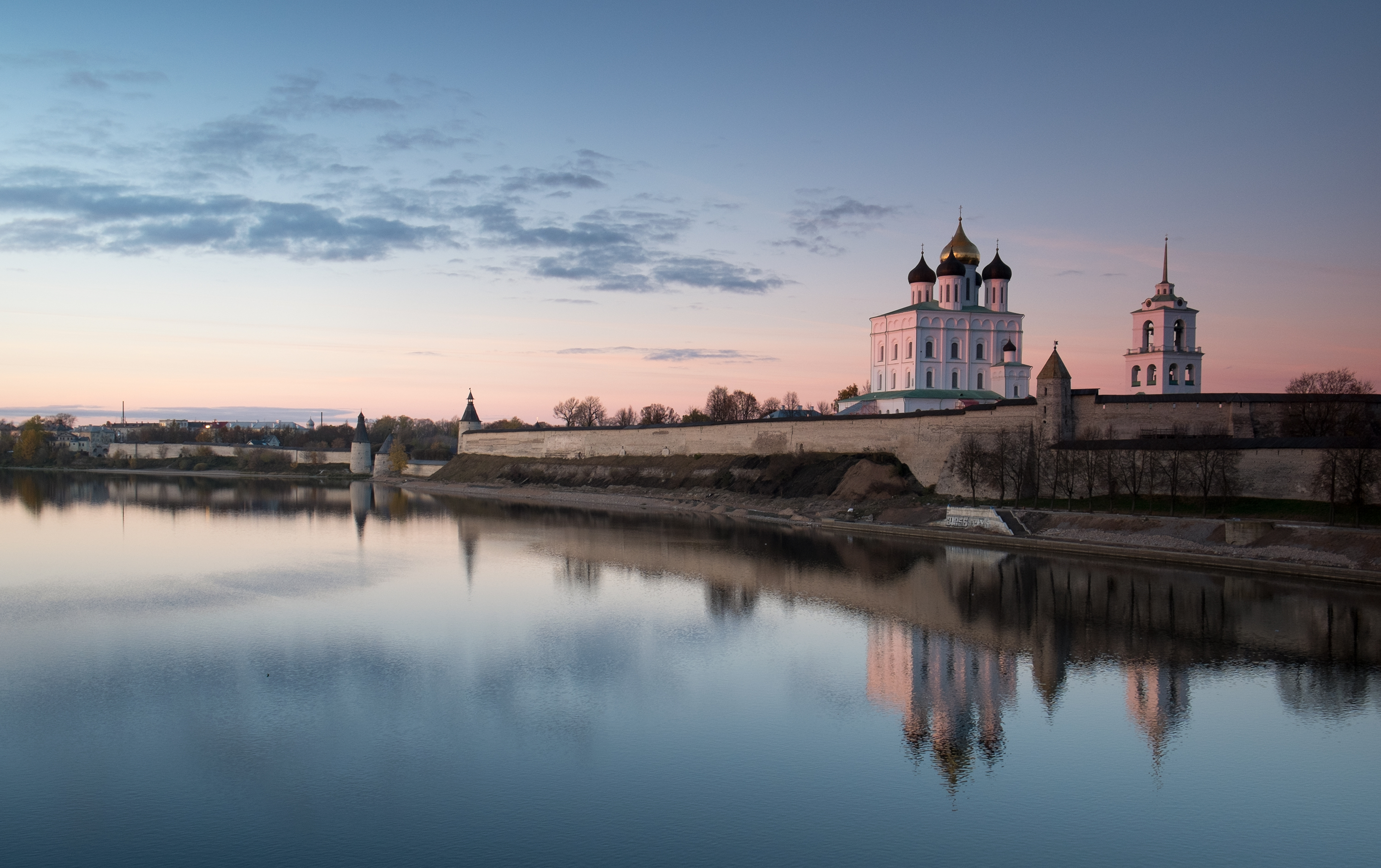
Krom de Pskov (fin siglo XI-inicios del XII)
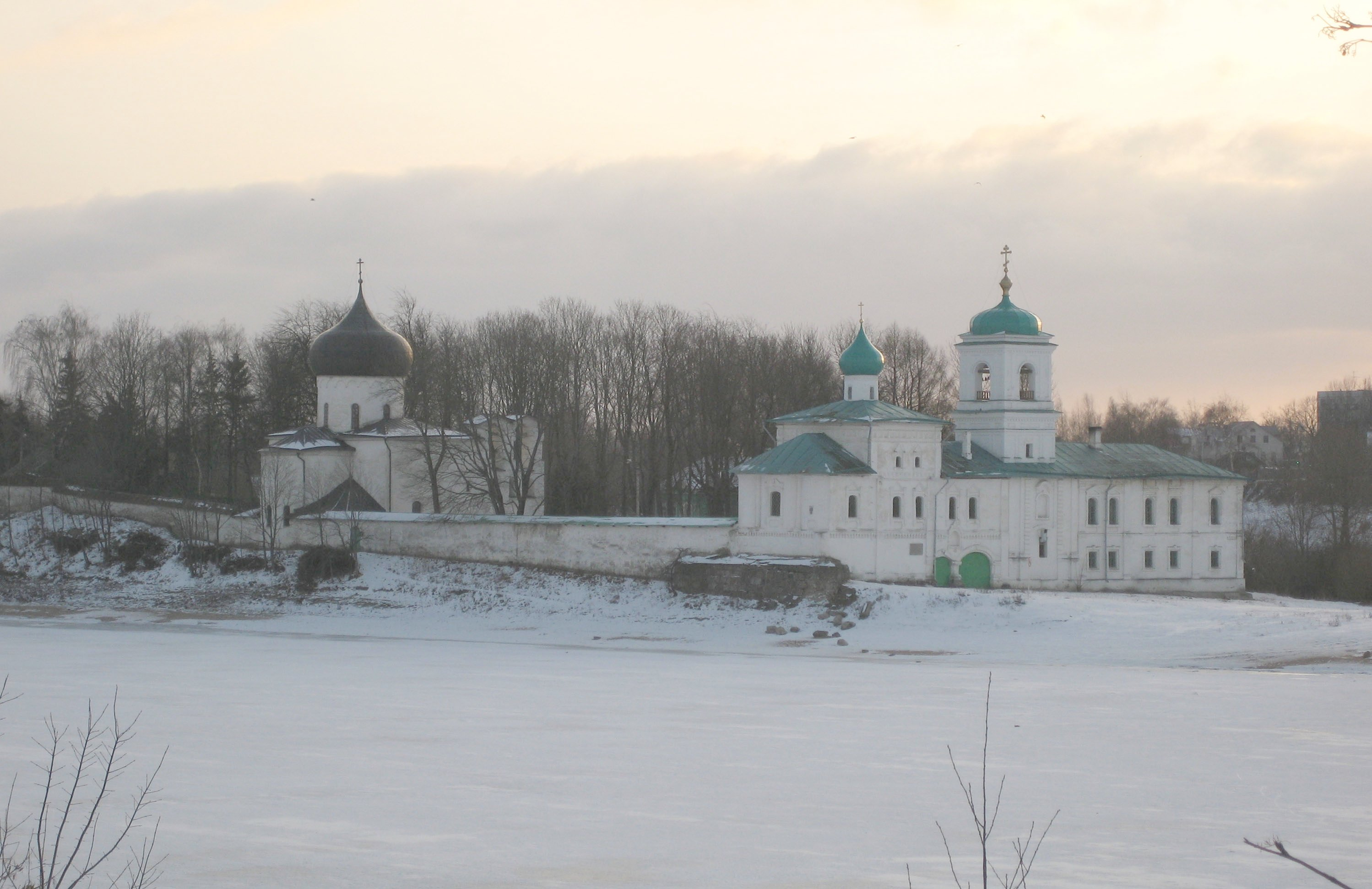
Iglesia de la Transfiguración del Salvador del monasterio del Mirozha (1148-1149)
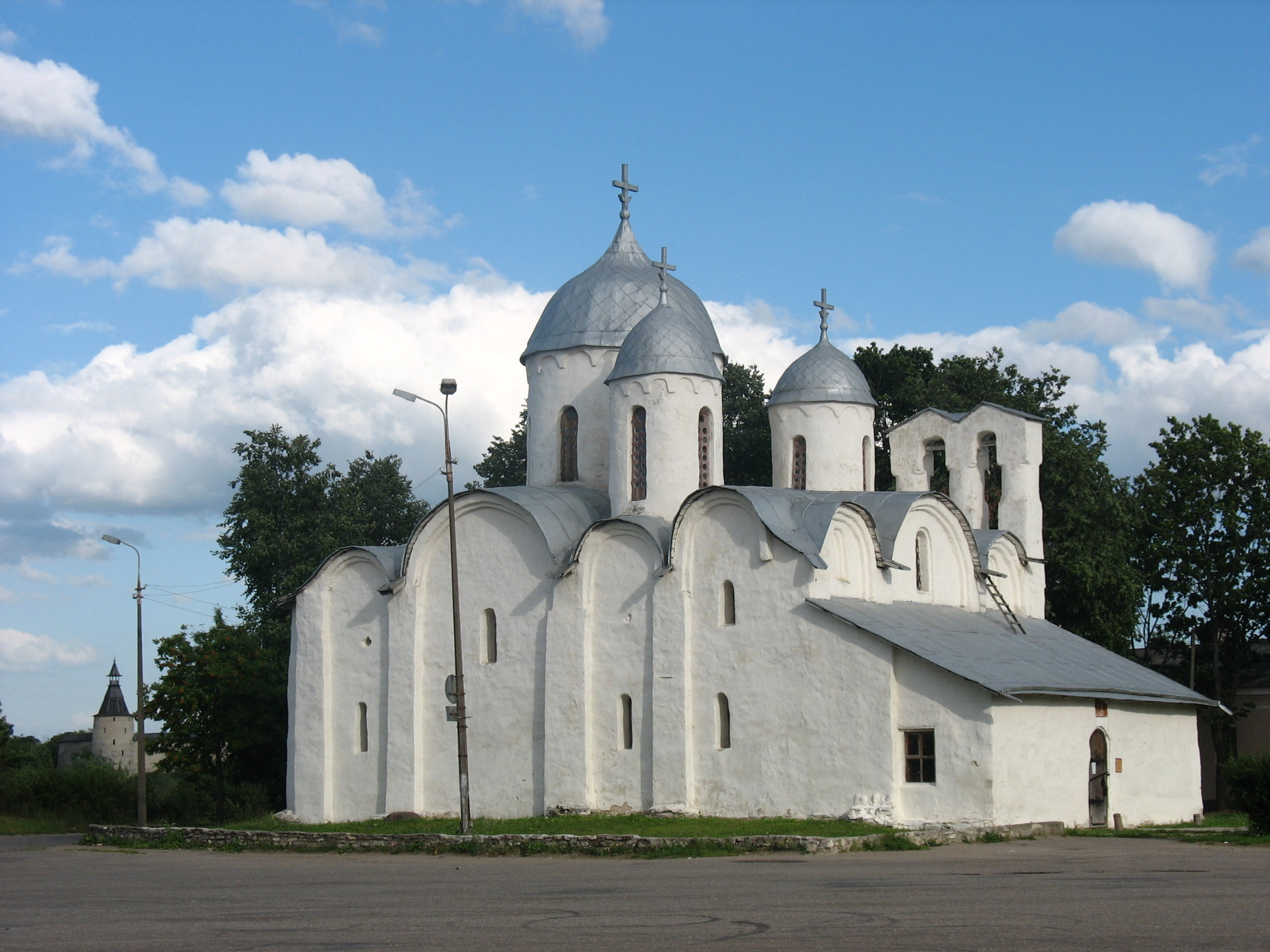
Catedral de San Juan Bautista (Pskov) (mencionado desde 1243)
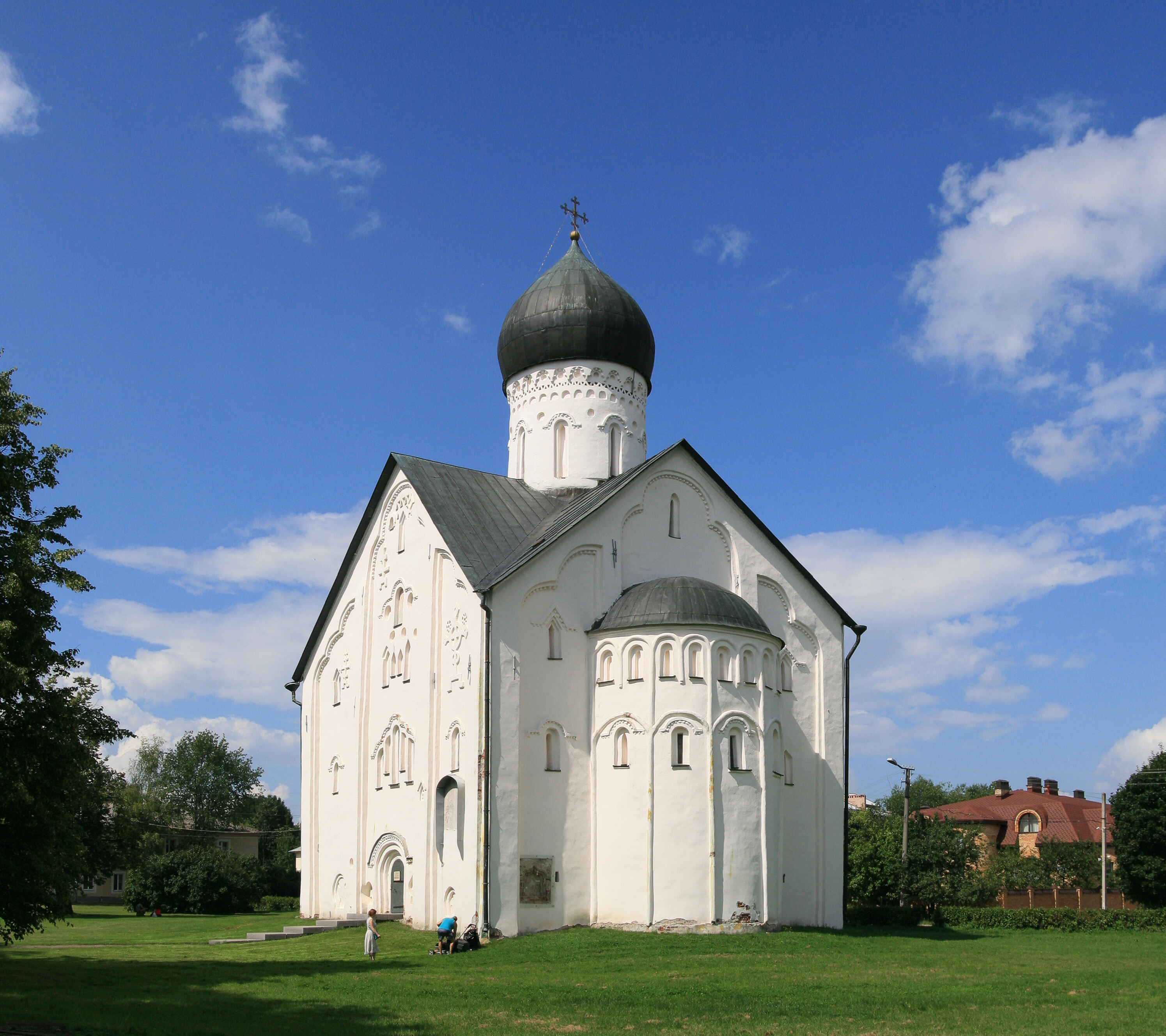
Iglesia de la Transfiguración del Salvador en la calle Ilyiná en Veliki Nóvgorod (1374)

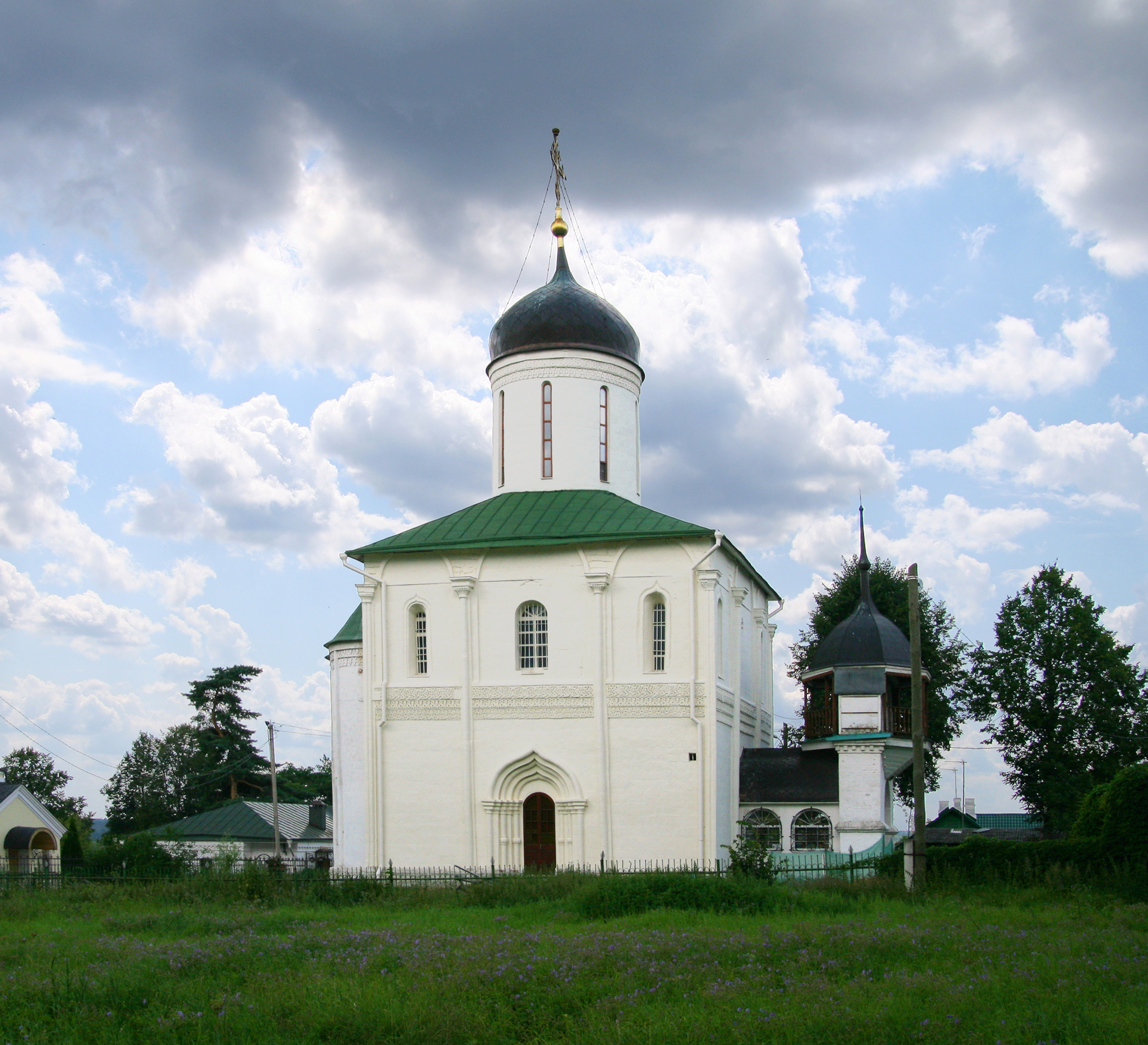
Iglesia de la Dormición en Gorodok, en Zvenígorod

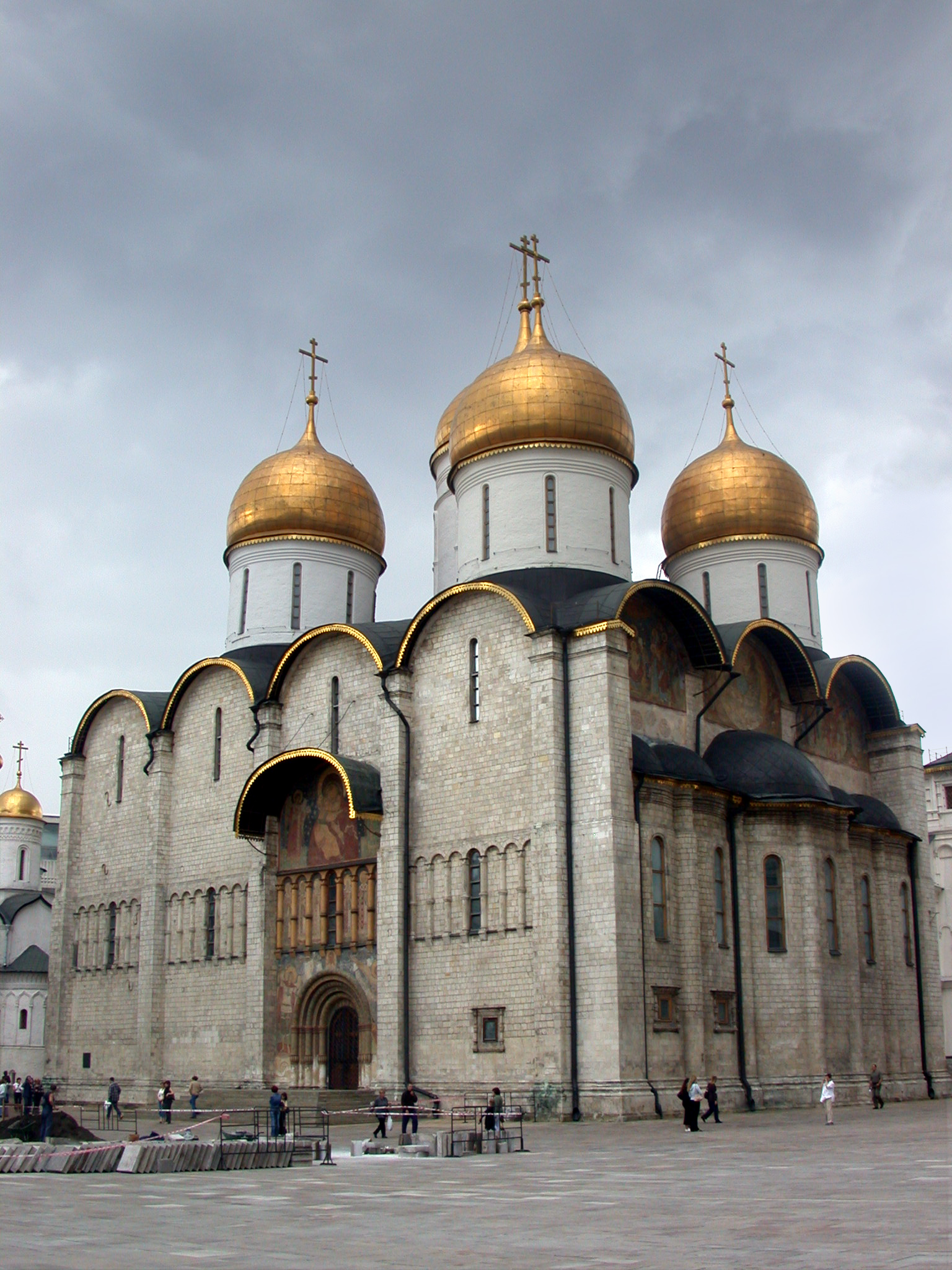
Catedral de la Dormición (1475-1479), Moscú, obra del italiano Aristóteles Fioravanti

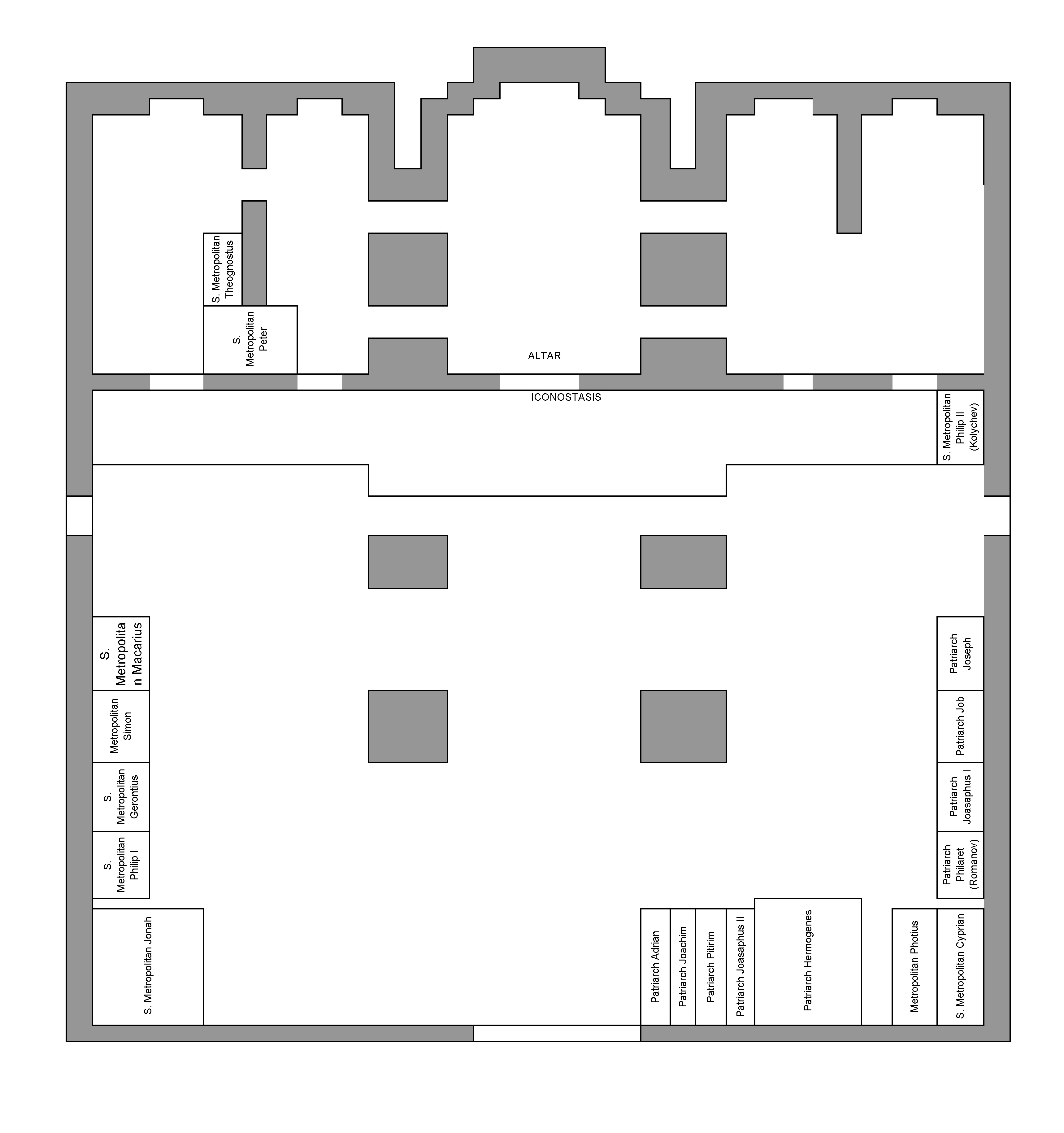
Planta de la catedral, modelo de muchas iglesias posteriores

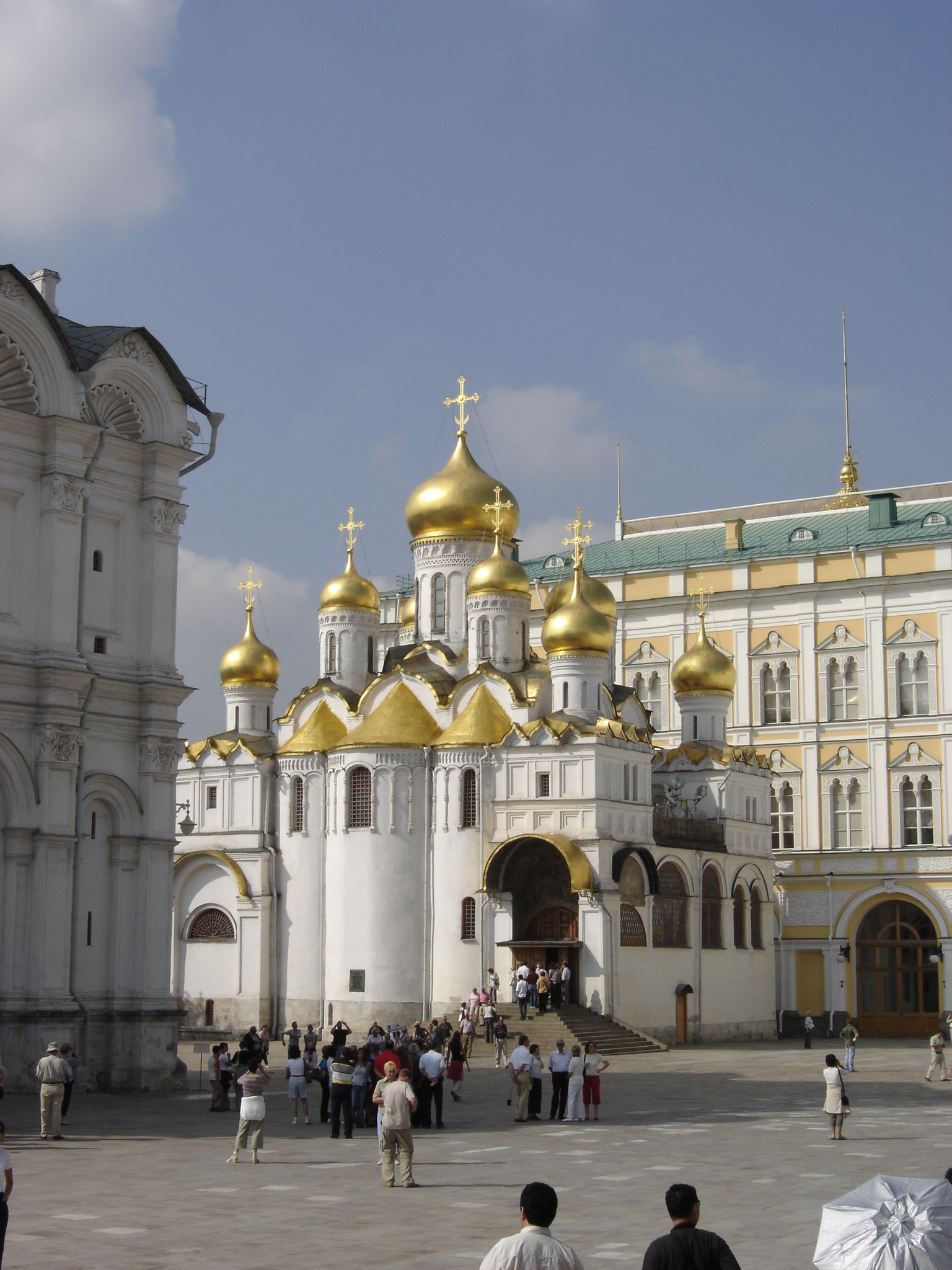
Catedral de la Anunciación (1484-1490), Moscú, obra de maestros de Pskov

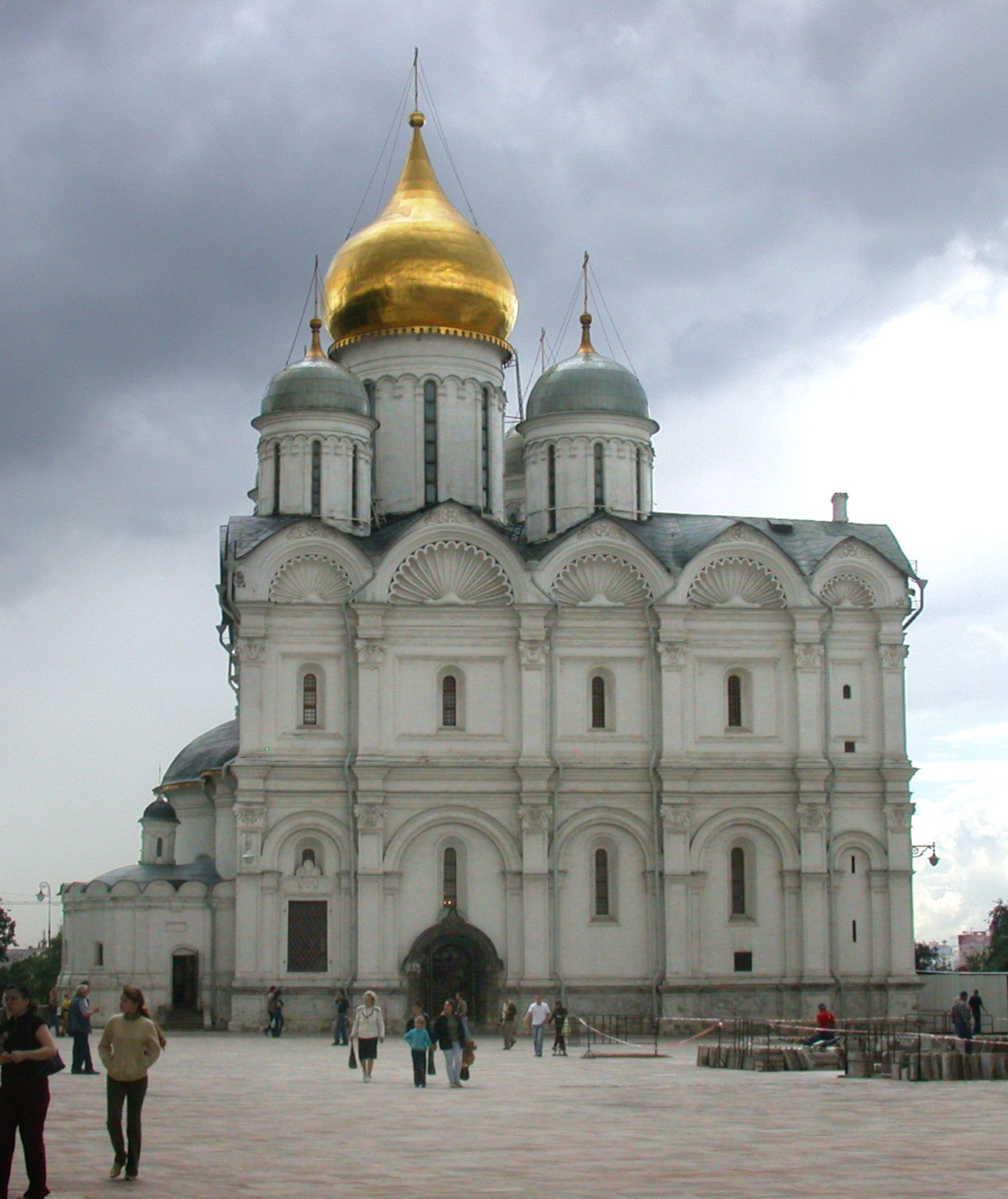
Catedral del Arcángel Miguel (1505-1509), la tercera catedral de Moscú, obra del italiano Aloisio Nuovo

Las iglesias de Moscovia del siglo XIV son poco numerosas, y la fecha de su construcción es muy controvertida. Los monumentos más característicos de este período —que se pueden ver en Nikólskoia (cerca de Ruza, y probablemente de los años 1320) o en Kolomna (posiblemente de la segunda mitad del XIV— son pequeñas iglesias fortificadas de cúpula única, hechas de manpuestos casi en bruto que son capaces de soportar pequeños asientos. La transformación de Moscú en un fuerte centro político condujo a un rápido desarrollo de la arquitectura en la ciudad y en el territorio del principado. Las tradiciones arquitectónicas del principado de Vladímir-Súzdal fueron adoptadas con éxito por los arquitectos de Moscú, y a finales del siglo XVI ya se puede hablar propiamente de una escuela de arquitectura de Moscú.
Con la construcción de la iglesia de la Dormición en Gorodok (ca. 1399/1400), en Zvenígorod, los albañiles moscovitas rivalizaron con el dominio de sus predecesores de antes de las invasiones e incluso lograron resolver algunos problemas originales que habían sido irresolubles para sus predecesores. Es una de las iglesias de Moscú de piedra blanca completamente conservadas de ese período. Es un pequeño templo de planta en cruz inscrita, con cuatro pilastras y coronado con una única cúpula. En el lado este, el templo tiene tres ábsides de altar y las fachadas occidental, sur y norte tienen una división tradicional en tres arcadas verticales, rematadas por zakomaras. La gracia de las proporciones y la belleza de la rica decoración ornamental distinguen al templo de entre otras catedrales de la misma época. Sobreviven más ejemplos de la arquitectura antigua moscovita en la catedral de la Laura de la Trinidad (1423), en el monasterio Savvin de Zvenígorod (quizás de 1405) y en el monasterio de Andrónikov de Moscú (1427).
El ascenso de la arquitectura de Moscú estuvo ligado a los éxitos políticos y económicos del principado a finales del siglo XV, durante el reinado de Iván III (r. 1462-1505). Moscovia se había vuelto tan pujante como estado que su prestigio requería edificios magníficos de varias cúpulas que fueran capaces de rivalizar con las catedrales premongolas de Nóvgorod y Vladímir. Pero como los maestros de obra rusos eran incapaces de concebir obras de ese género, Iván III hizo llamar a arquitectos italianos. Se ha especulado sobre por qué recurrió a los italianos (Friázines) en vez de a los alemanes, vecinos más próximos y con los que mantenía relaciones desde la época de la Hansa y ya establecidos desde hacía tiempo en Nóvgorod y Pskov. Esa elección se explica por varias razones: las relaciones comerciales de Moscú con las colonias genovesas y venecianas del mar Negro por ruta del Don; la penetración del Renacimiento italiano en los reinos vecinos de Hungría y Polonia; y por último, pero no menos, el matrimonio de Iván III en 1472 con una princesa bizantina criada en Roma, Sofía Paleóloga. En 1475, llegó el florentino Aristóteles Fioravanti que construyó en el Kremlin de Moscú la catedral de la Dormición (1475-1479) (también conocida como de la Asunción). Templo de seis pilastras, cinco cúpulas —símbolos de Jesucristo y los Cuatro Evangelistas— y cinco ábsides, fue construida en piedra blanca en combinación con ladrillo. El diseño de la nueva iglesia, inspirado en las catedrales medievales de Vladímir con ornamentación a la italiana, se mostró inmensamente popular, y fue tomado como modelo para muchas otras iglesias en toda Rusia. En 1547 tuvo lugar en esa catedral la coronación del primer zar ruso, Iván el Terrible y será en adelante el lugar de coronación de los monarcas rusos, incluso cuando la capital fue trasladada a San Petersburgo. La instalación ritual de metropolitanos y patriarcas de la Iglesia Ortodoxa Rusa también tuvo lugar en esta catedral, y sus tumbas se encuentran en ella.
En 1484-1490, arquitectos de Pskov con albañiles locales construyeron una nueva catedral en el kremlin, algo más pequeña, la catedral de la Anunciación. Originalmente, tenía tres cúpulas (dos más fueron añadidas alrededor de 1572). Estaba rodeada por una explanada en tres de sus lados. En 1562-1564, se le agregaron cuatro capillas laterales. Las entradas norte y oeste fueron decoradas con portales de piedra caliza en el siglo XVI. Este edificio ya estuvo muy influenciado por la arquitectura renacentista italiana, que pudieron aprender de la experiencia de Fioravanti. Las puertas de bronce de las portadas norte y oeste están doradas con oro fino. El piso del edificio fue cubierto con jaspe llegado de la catedral de Rostov.
En 1505-1509, Iván hizo llamar a un veneciano, Aleviz Novy (Aloisio Nuovo) o Aleviz Friazin, para construir una nueva catedral cerca de la Asunción, la catedral del Arcángel Miguel. El aspecto del Renacimiento veneciano marca el exterior de la catedral. Las piedras de los muros eran blancas, pero fueron pintadas de rojo, según un documento antiguo. Se pueden admirar las pilastras con capiteles, un frontón circular sobre el portal central y una cornisa horizontal que da la ilusión de que el edificio tiene dos plantas. Los bulbos dorados del siglo XVIII decoran la catedral para reemplazar a una única cúpula central original, dañada.
Estas ambiciosas catedrales del Kremlin sirvieron de modelo en toda Rusia a lo largo del siglo XVI, siendo cada nuevo edificio diseñado para superar a sus predecesores en tamaño y ornamentación (por ejemplo, la catedral Odighitria del monasterio Novodévichi, construida en la década de 1520).
Al mismo tiempo, se estaba desarrollando la construcción civil, y se erigen varios edificios en el Kremlin de Moscú, el más famoso de los cuales es palacio de las Facetas (1487-1492). En 1485 comenzó la construcción de nuevas murallas y torres del Kremlin, que se terminó bajo el reinado de Basilio III de Moscú en 1516. A esta era también corresponden la construcción activa de otras fortificaciones: monasterios fortificados, fortalezas, kremlins. Se construyeron los kremlin de Tula (1514), Kolomna (1525), Zaraisk (1531), Mozhaisk (1541), Sérpujov (1556), y así sucesivamente.

Krémlines del siglo XVI
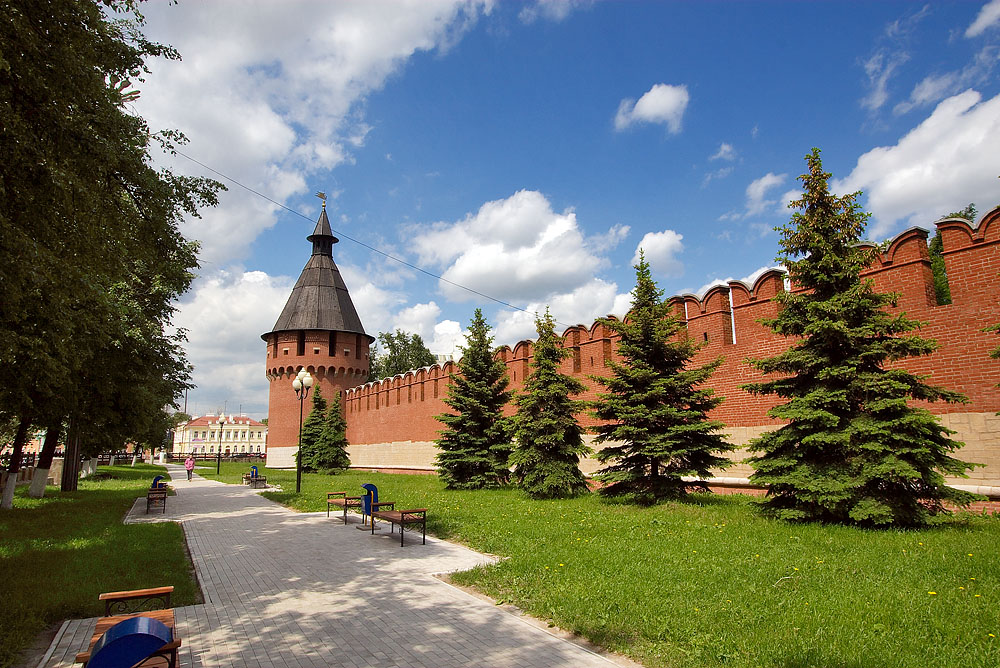
Kremlin de Tula (1514)
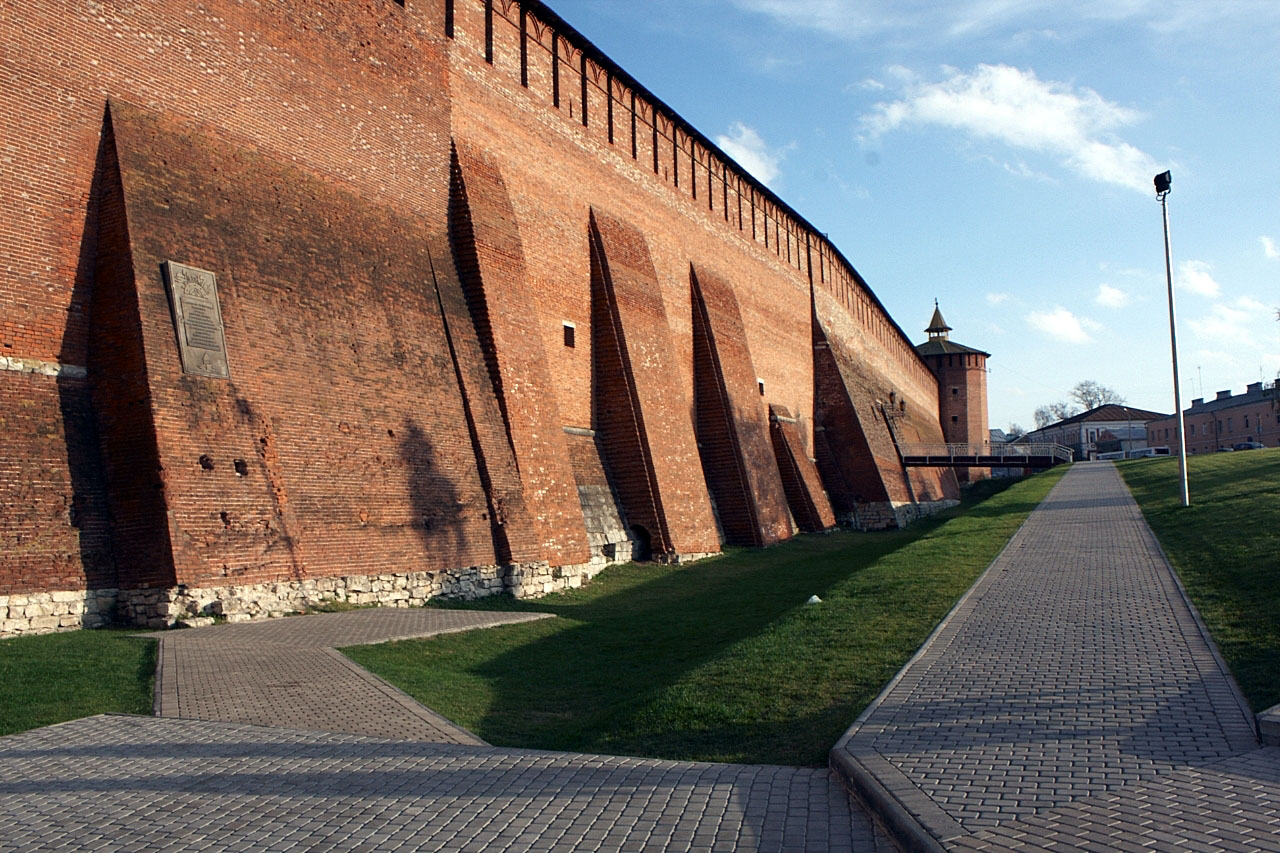
Kremlin de Kolomna (1525)
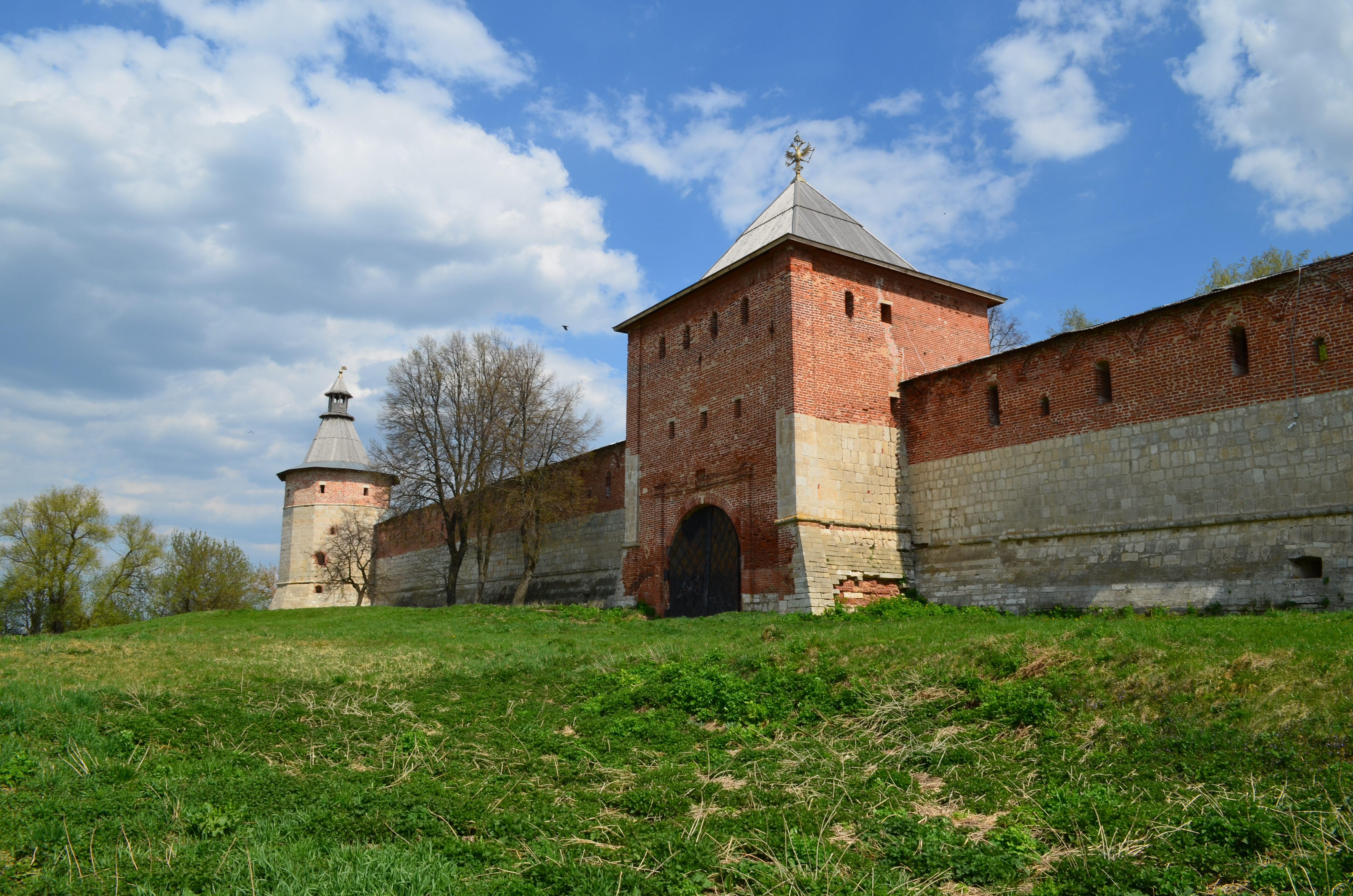
Kremlin de Zaraisk (1531)
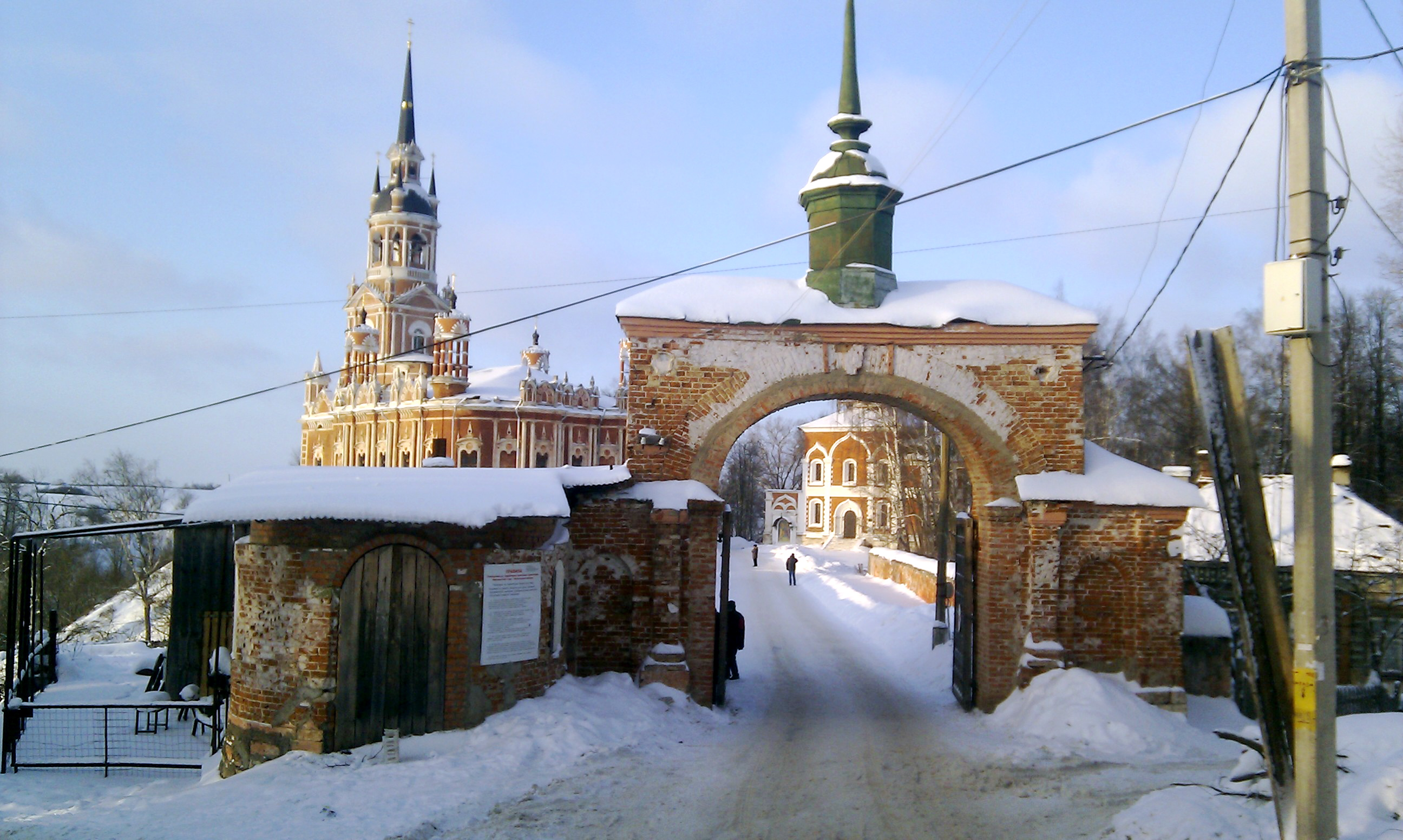
Kremlin de Mozhaisk (1541)

Aparte de las iglesias, muchas otras construcciones datan del reinado de Iván III: entre ellas, fortificaciones en el Kitái-górod, el Kremlin de Moscú (cuyas torres visibles hoy son, sin embargo posteriores), Ivangorod), campanarios (campanario de Iván el Grande) y palacios (palacio de las Facetas y palacio Úglich). La cantidad y variedad de los edificios se explica por el abandono, a instancias de los maestros italianos, de la piedra caliza, piedra prestigiosa, costosa y poco manejable en favor del ladrillo, económico y más fácil de usar.

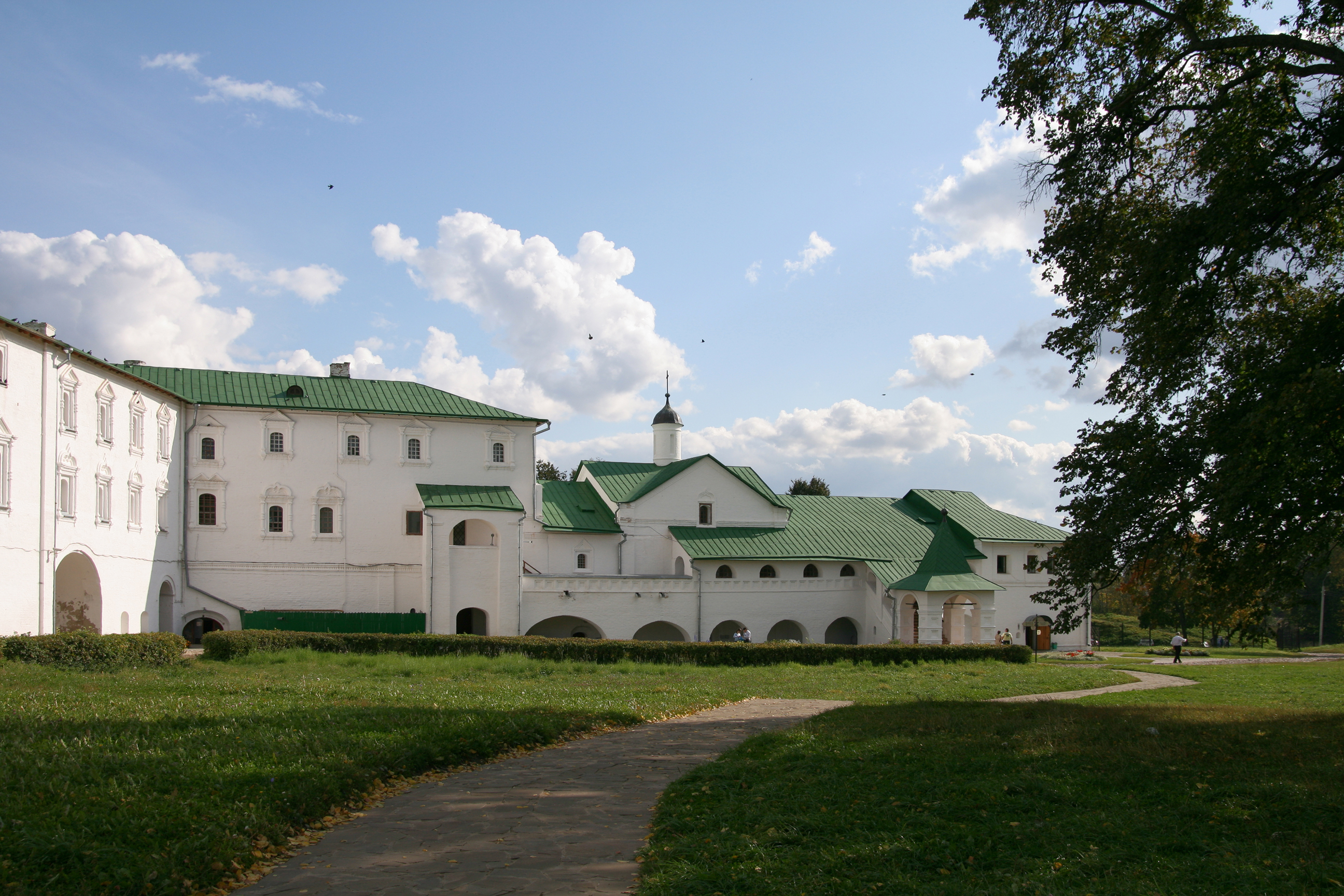
Palacio episcopal de Súzdal (siglo XV)
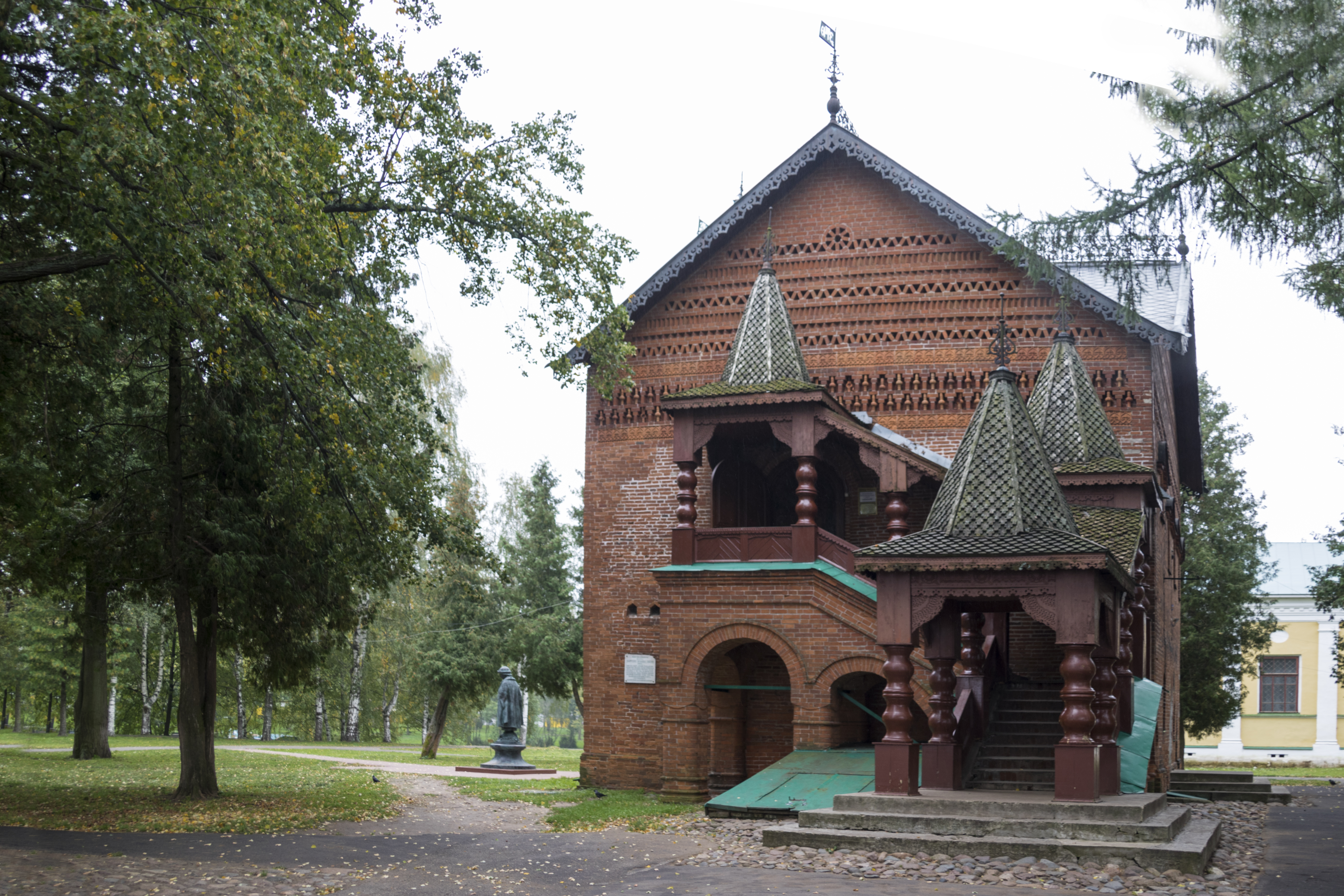
Palacio del zarévich en Úglich (1480-1482)
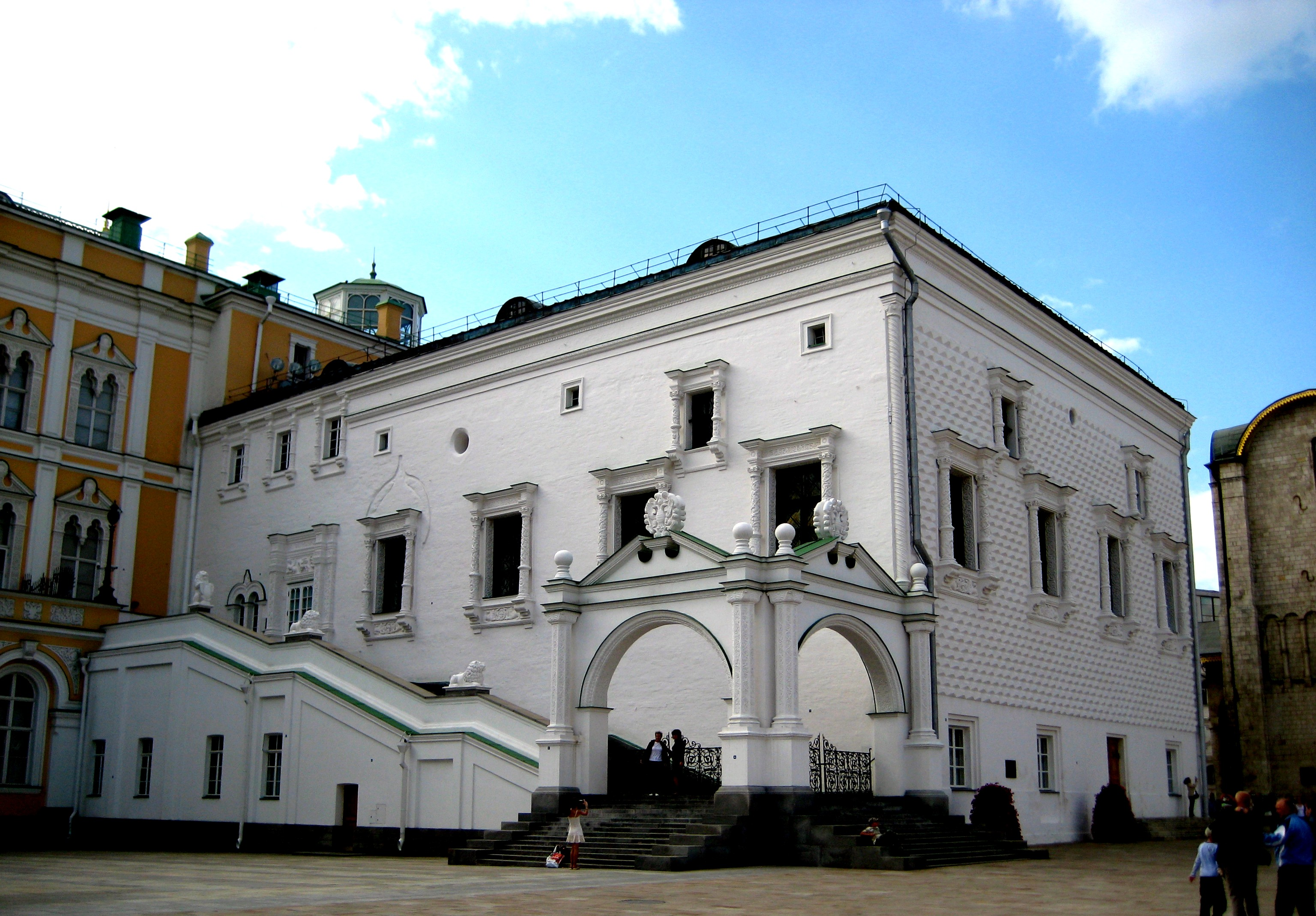
Palacio de las Facetas en el Kremlin de Moscú (1487-1492)
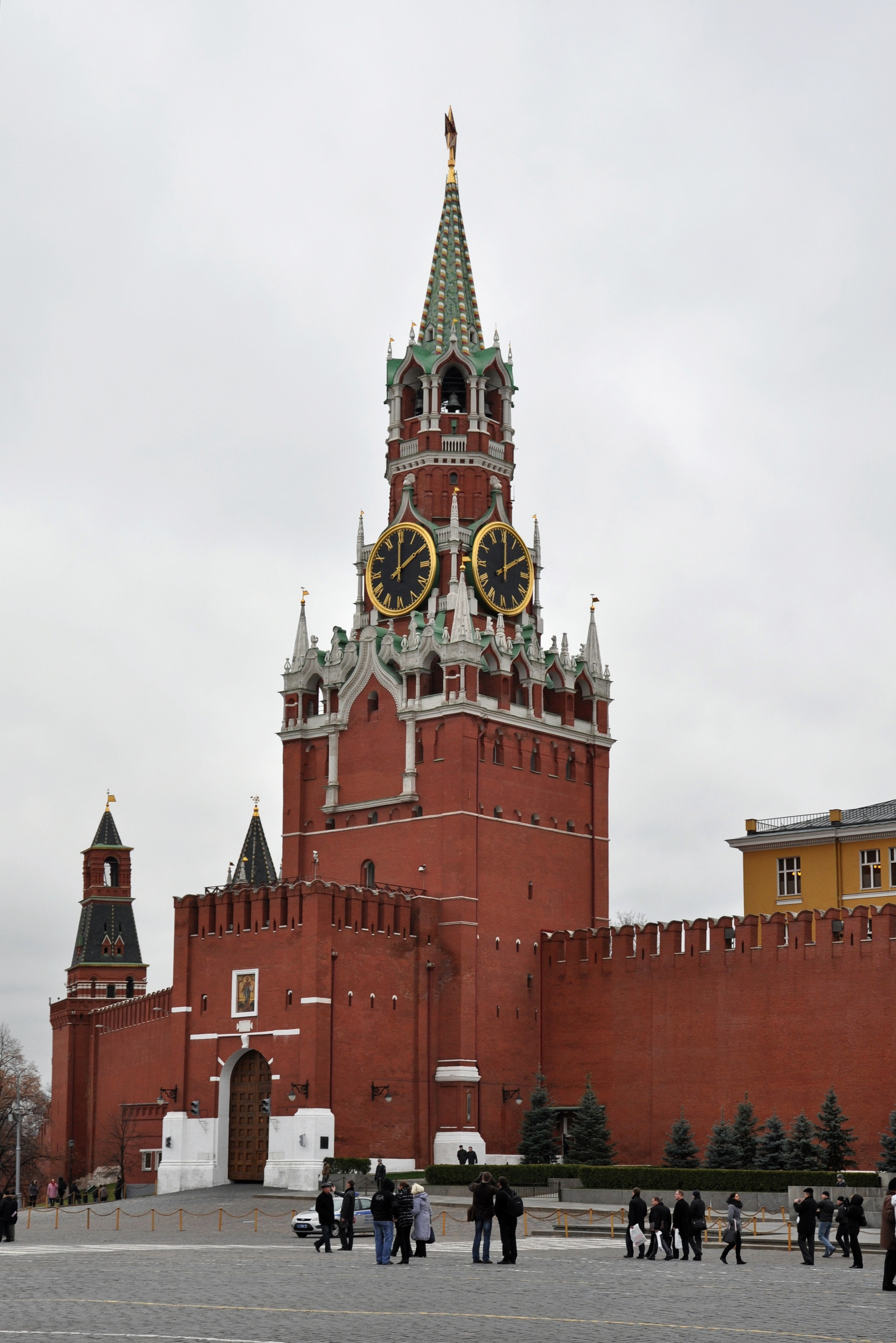
La Torre Spásskaya del Kremlin de Moscú (1491)
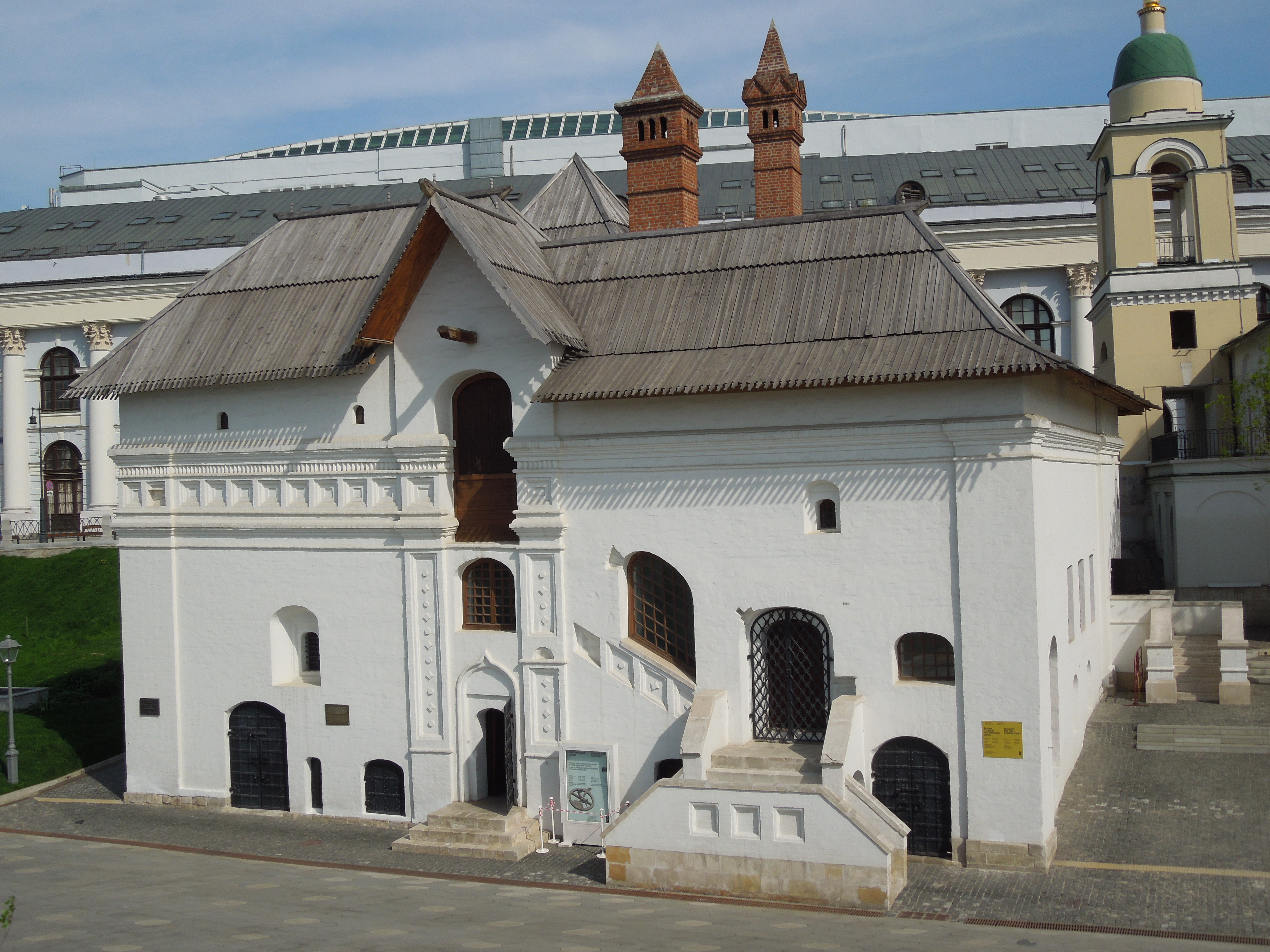
Viejo patio inglés, sede de la Compañía de Moscovia (ca. 1490-1510)
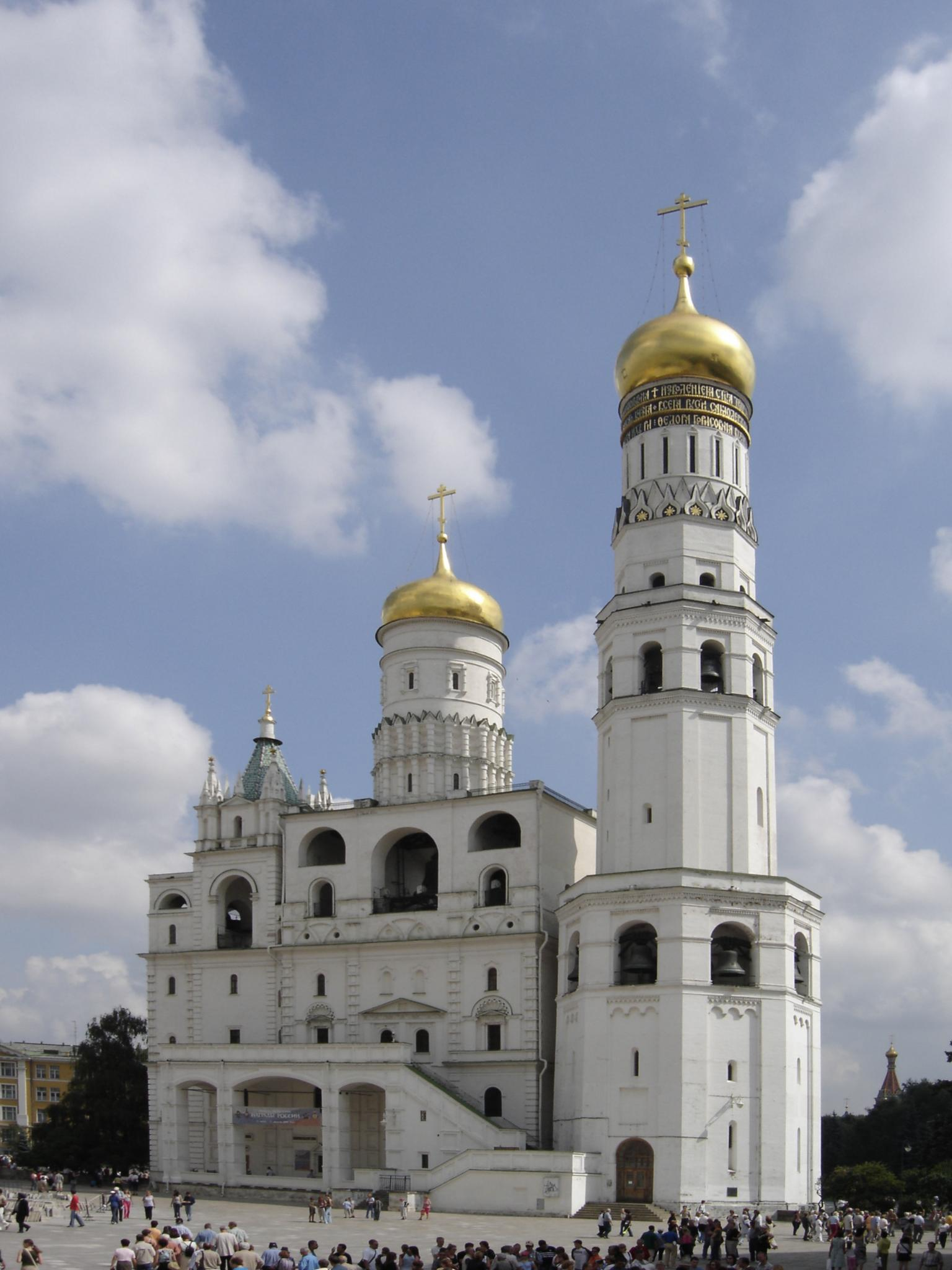
Campanario de Iván el Grande (1505-1508)

### Periodo moscovita central (1530-1630)

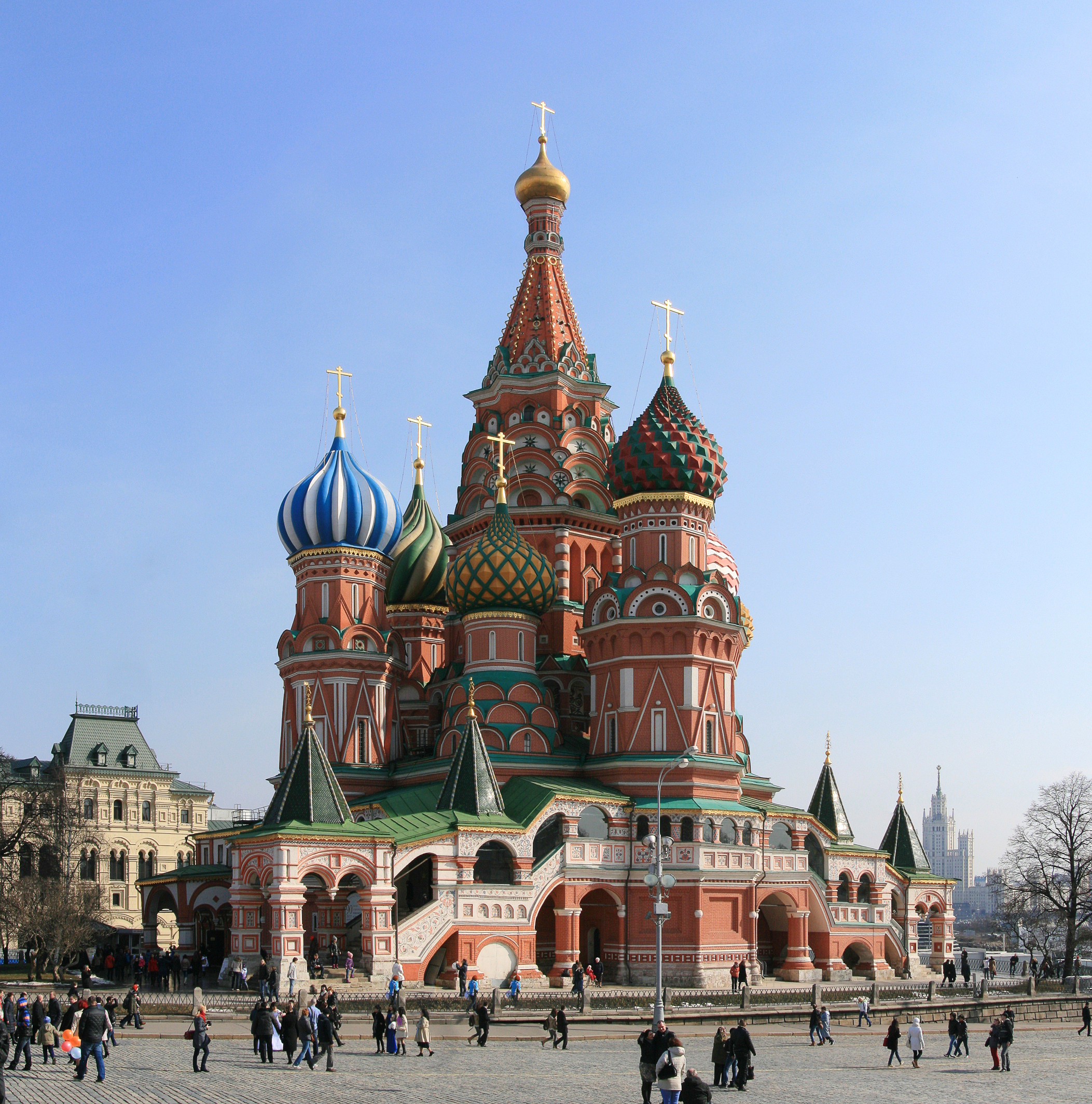
Catedral de San Basilio en la Plaza Roja de Moscú (1555-1561)

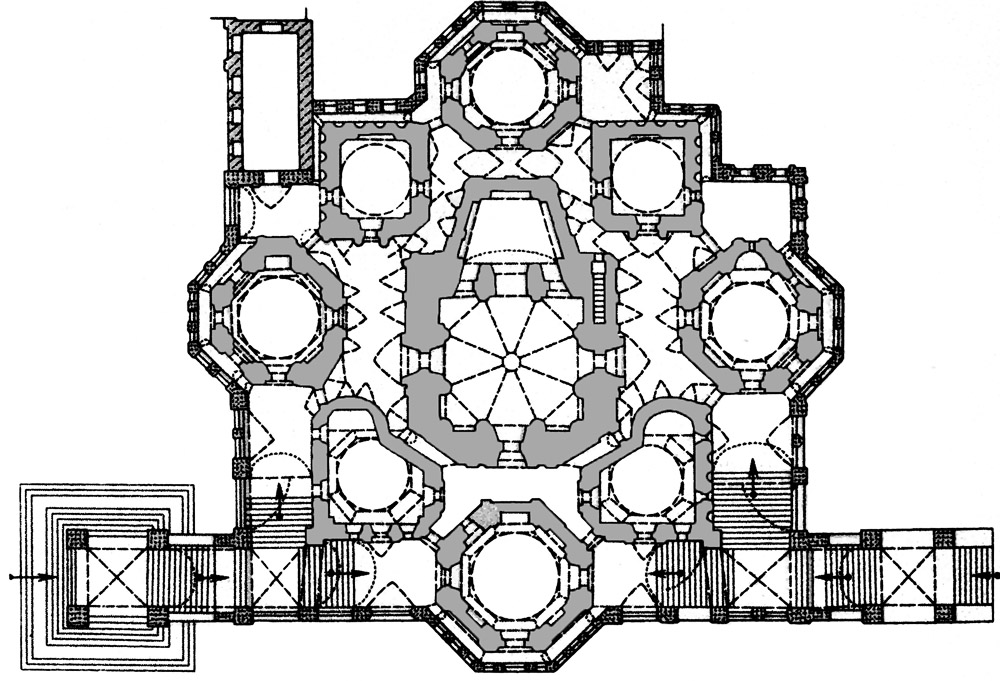
Planta de la catedral de San Basilio

En el siglo XVI, la introducción de la cubierta en pabellón y la arquitectura del ladrillo marcaron un punto de inflexión en la tradición eclesiástica. Los techos inclinados parecen haberse asentado primero en el norte de Rusia, donde evitaban la acumulación excesiva de nieve y la sobrecarga de las carpinterías durante los largos inviernos. En las iglesias de carpintería (incluso recientes), este tipo de techo se convirtió en algo común. La primera iglesia de ladrillo con techo inclinado fue la iglesia de la Ascensión en Kolómenskoye  (1532), erigida para el jubileo de Iván el Terrible. El origen de su inusual diseño es muy controvertido; es probable que la singularidad de ese edificio (cuyo estilo es desconocido en las otras naciones ortodoxas) refleje las ambiciones del naciente Estado ruso y la emancipación del arte del país de los cánones bizantinos después de la caída de Constantinopla en 1453. De hecho, la Iglesia rusa había cambiado mucho desde el final de la Edad Media y su peso se había vuelto preponderante en el mundo ortodoxo después de esa caída. Moscú había tenido su propio metropolitano desde 1448  y los rusos desconfiaban cada vez más de la Iglesia griega: ¿no habría castigado Dios a los griegos por sus vicios al dejar que los turcos tomaran Constantinopla? Moscú, patriarcado libre, se mantuvo en la tradición ortodoxa y tuvo vocación de tomar el control de la capital bizantina. Así fue como la ciudad se impuso gradualmente en mentalidades como la «Tercera Roma» y que los grandes príncipes de Moscovia tomaran el título de «zar», variante eslava de César. La idea de una "Tercera Roma", sin embargo, nunca fue formalmente aceptada por la Iglesia Ortodoxa, y los patriarcas rusos siempre afirmaron para ellos la primacía de Constantinopla. Pero en la conciencia popular, como en el bajo clero, esta idea alimentó violentas controversias sobre el futuro religioso de Rusia. Por un lado, algunos abogaban por una estrecha alianza entre la Iglesia y la monarquía, y una preservación de los grandes dominios del clero que se utilizan para practicar la caridad y la enseñanza. Creían que el reino moscovita debía esforzarse por realizar el reino de Dios en la tierra y que una monarquía muy vinculada a la Iglesia sería beneficiosa. Su líder era el abad Iósif de Vólok (o Volokolamsk, 1440-1515). Frente a ellos, liderados por un asceta, el starets Nil de Sora (1433-1508), otros temían que una estrecha alianza entre la Iglesia y el zar conduciría, más tarde, a una alienación del clero al poder político, y predicaban la pobreza monástica y la fidelidad a Constantinopla.
Las iglesias con techos inclinados se multiplicaron bajo el reinado de Iván el Terrible (1547-1584). Dos ejemplos primitivos que datan de su reinado presentan aguadas multicolores y de geometría exótica, combinadas de una manera compleja: así la iglesia de San Juan Bautista en Kolómenskoye (1529-1547) y la catedral de San Basilio en la Plaza Roja (1555-1561). Esta última iglesia combina no menos de nueve secciones de inclinación variable en una curiosa composición circular.
San Basilio fue construida entre 1555 y 1561 por orden de Iván el Terrible y conmemora la captura de Kazán (1552) y de Astracán, que supuso la derrota final final de los tártaros del kanato de Kazán. Fue el edificio más alto de la ciudad hasta la finalización del campanario de Iván el Grande en 1600. El edificio original, conocido como la iglesia de la Trinidad y más tarde como catedral de la Trinidad, tenía ocho iglesias dispuestas alrededor de la novena iglesia central de la Intercesión; la décima iglesia fue erigida en 1588 sobre la tumba del venerado santo local Vasili (Basilio). En los siglos XVI y XVII, la iglesia, percibida como el símbolo terrenal de la ciudad celestial, como sucede con todas las iglesias en la Cristiandad bizantina, se la conocía popularmente como la "Jerusalén" y servía como alegoría del Templo de Jerusalén en la procesión anual del Domingo de Ramos a la que asistían el Patriarca de Moscú y el zar.

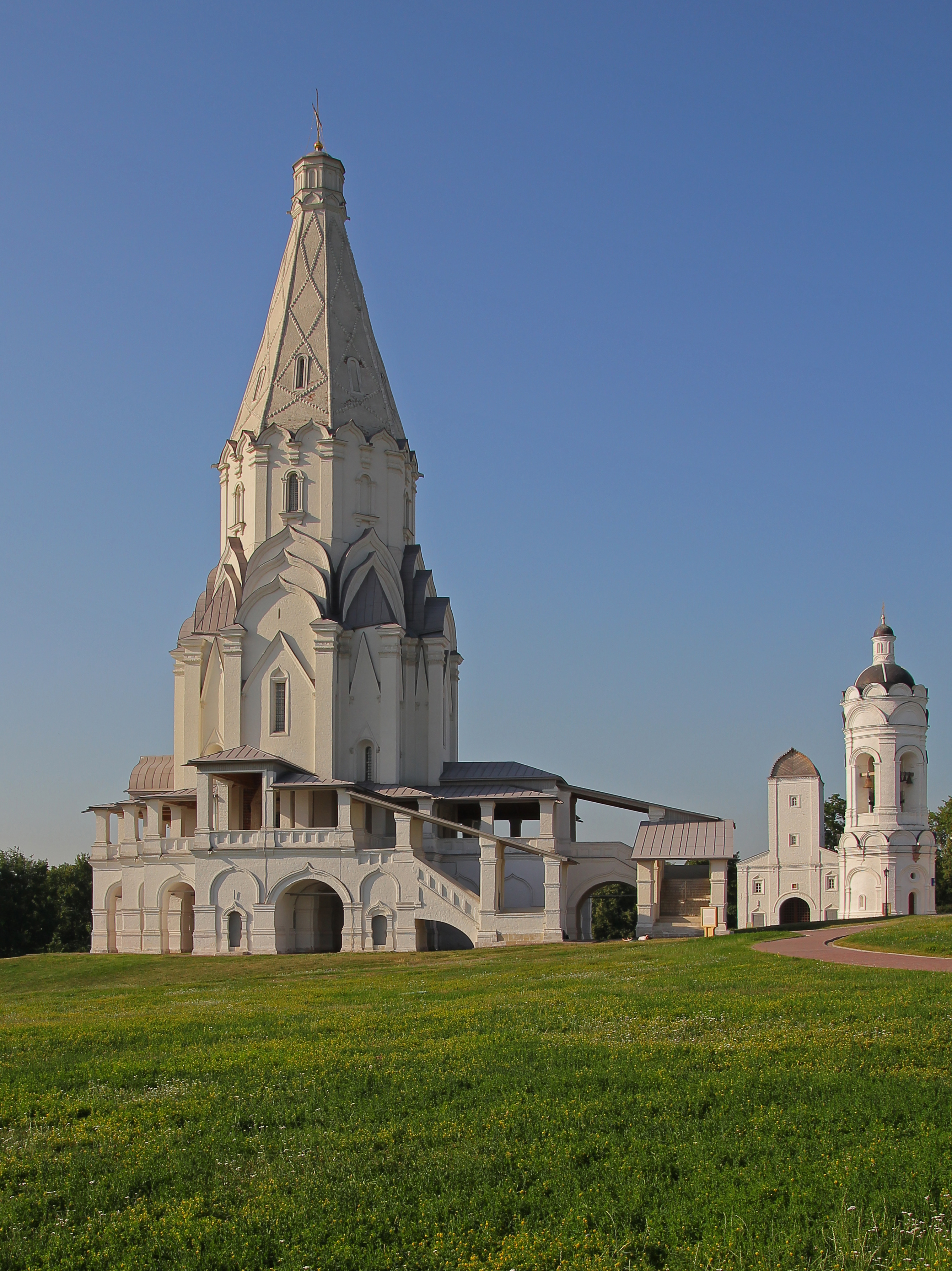
Iglesia de la Ascensión en Kolómenskoye (1532)
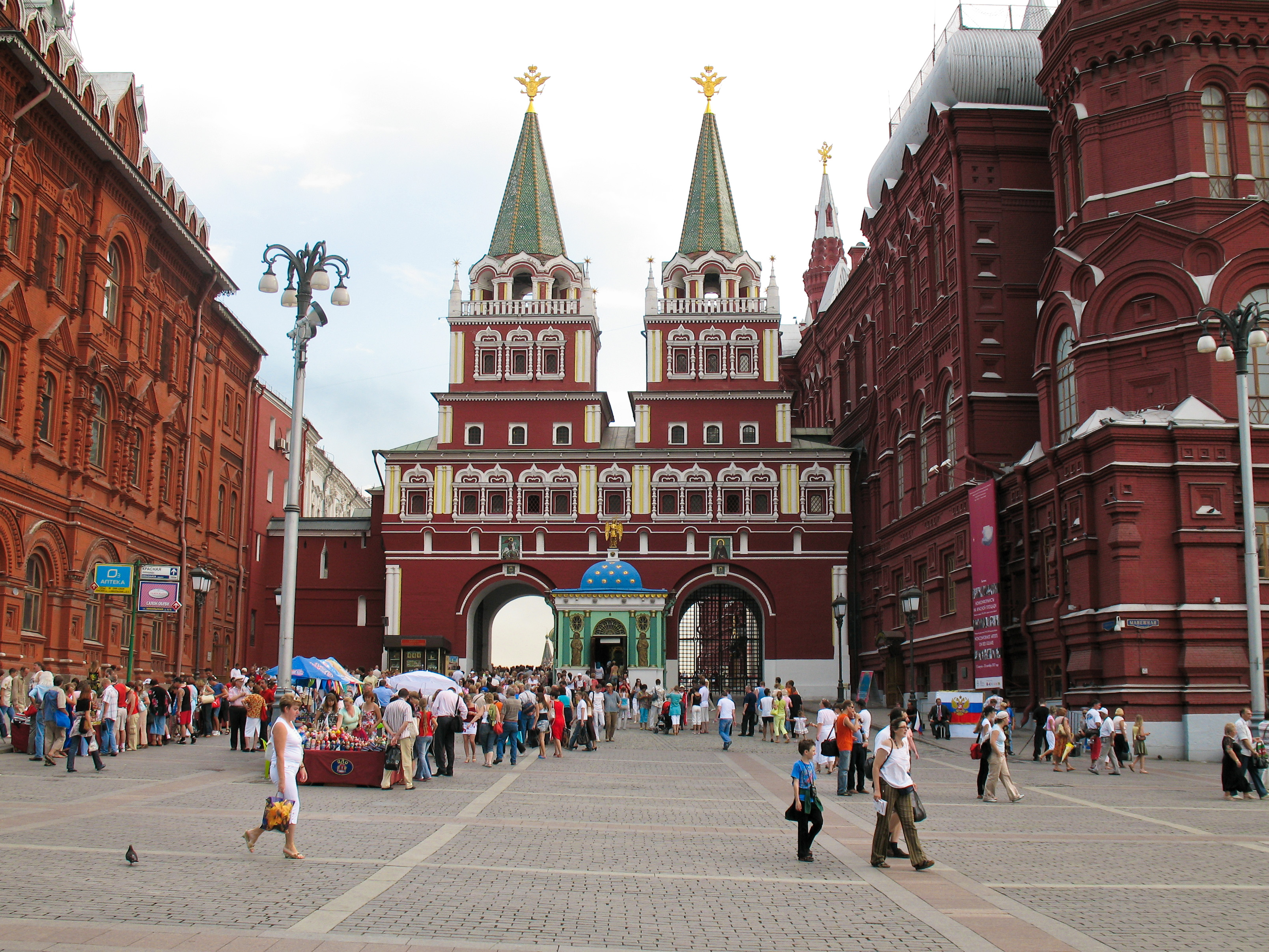
Puertas Iveres de Moscú (1535)
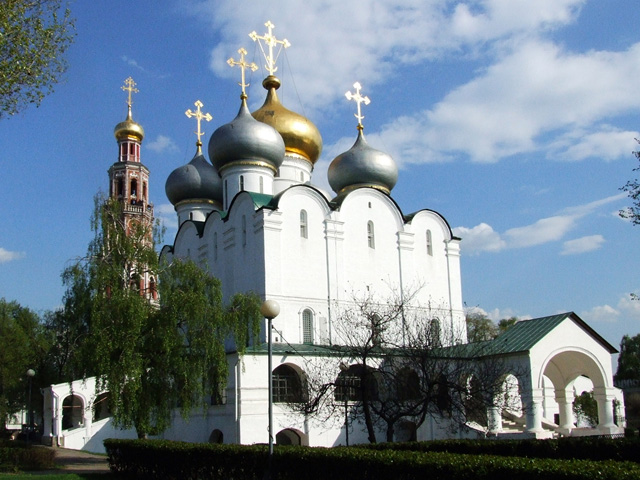
Catedral de Smolensk del Monasterio Novodévichi (años 1560)
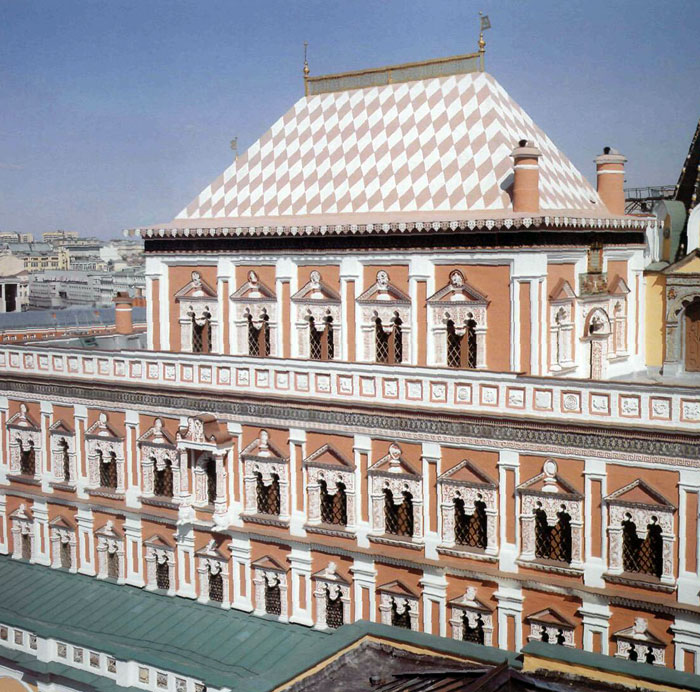
Palacio de los Terems (entre los años 1560 y 1635-1636)

### Periodo moscovita tardío (1630-1712)

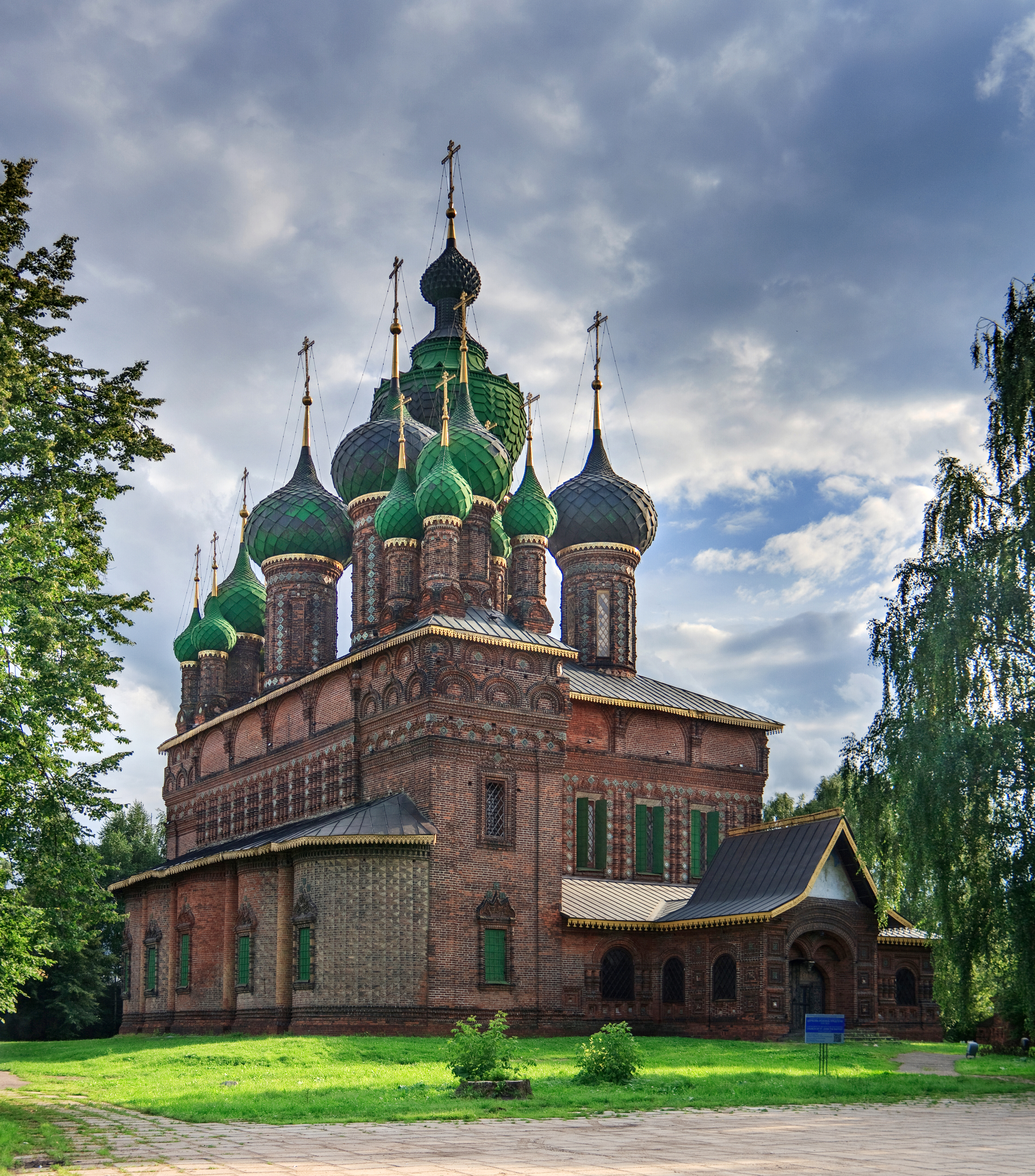
iglesia de San Juan Bautista (1671-1687), la mayor de Yaroslavl

La época de las revueltas (1598-1613) había dejado al Estado y a la Iglesia arruinados, ambos incapaces de financiar ninguna construcción; fueron los ricos mercaderes de Yaroslavl, en el Volga, quienes tomaron el testigo de las grandes construcciones. A lo largo del siglo XVII, construyeron grandes iglesias con cinco torres de bulbos, circunscritas por campanarios y alas radiantes. Al principio, la composición de estas iglesias estaba fundamentalmente desequilibrada, y las diferentes partes se equilibraban entre sí a la manera de los brazos de una balanza (por ejemplo la iglesia del profeta Elías (1647-1650); pero poco a poco evolucionaron en Yaroslavl hacia una simetría perfecta, sobresaliendo las cúpulas del resto del edificio con cubiertas de tejas polícromas (por ejemplo. en la iglesia de San Juan Crisóstomo en Koróvniki en Yaroslavl, 1649-1654). La arquitectura de la cuenca del Volga culminó con la iglesia de San Juan Bautista (construida entre 1671 y 1687), la más grande de Yaroslavl, con sus 15 cúpulas y más de 500 frescos. El revestimiento exterior de ladrillo, desde las cúpulas hasta los porches elevados, ha sido trabajado minuciosamente y decorado con azulejos policromos.

Iglesias de Yaroslavl
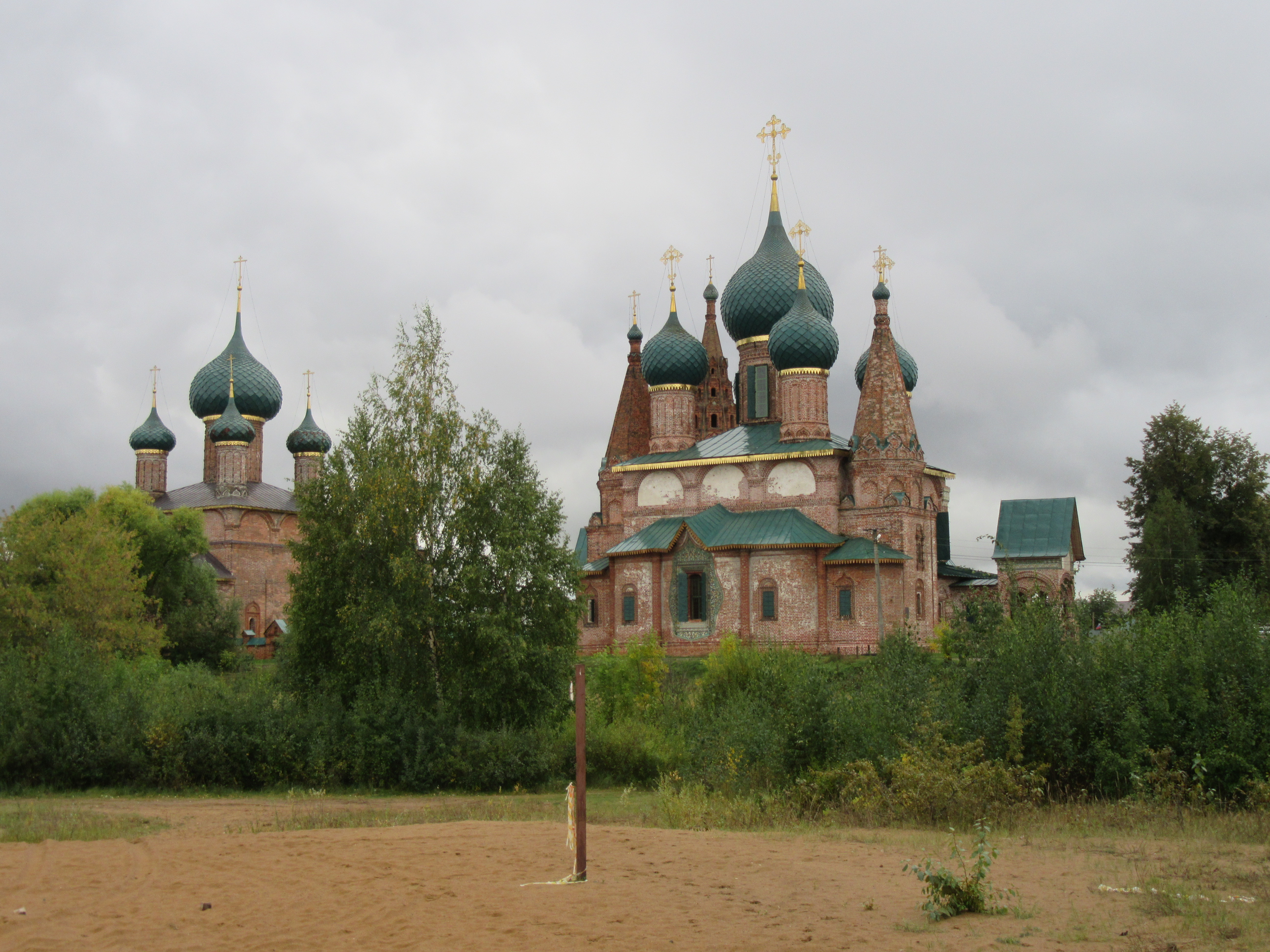
Iglesia de San Juan Crisóstomo en Koróvniki en Yaroslavl (1649-1654)
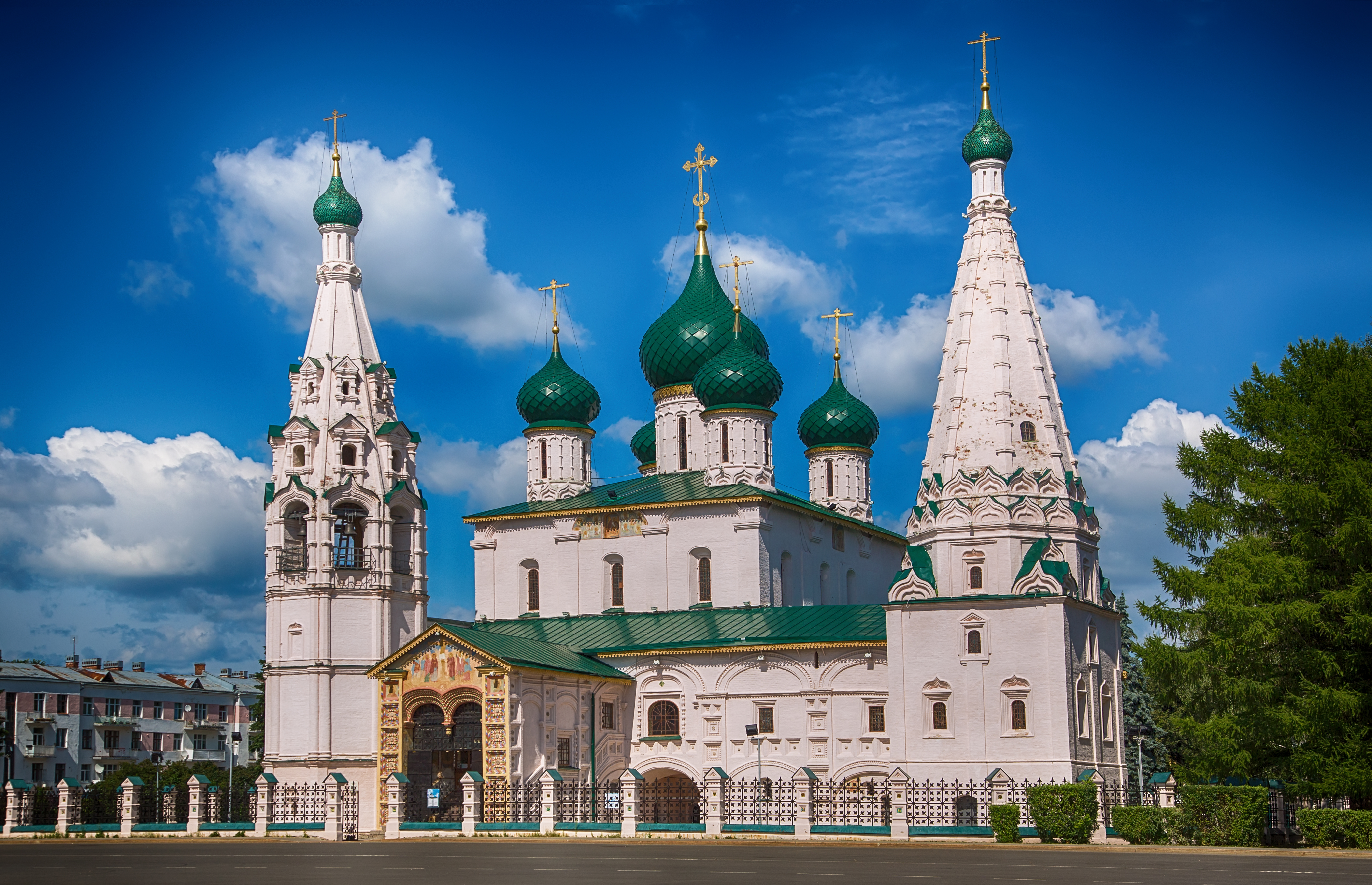
iglesia del profeta Elías (1647-1650)
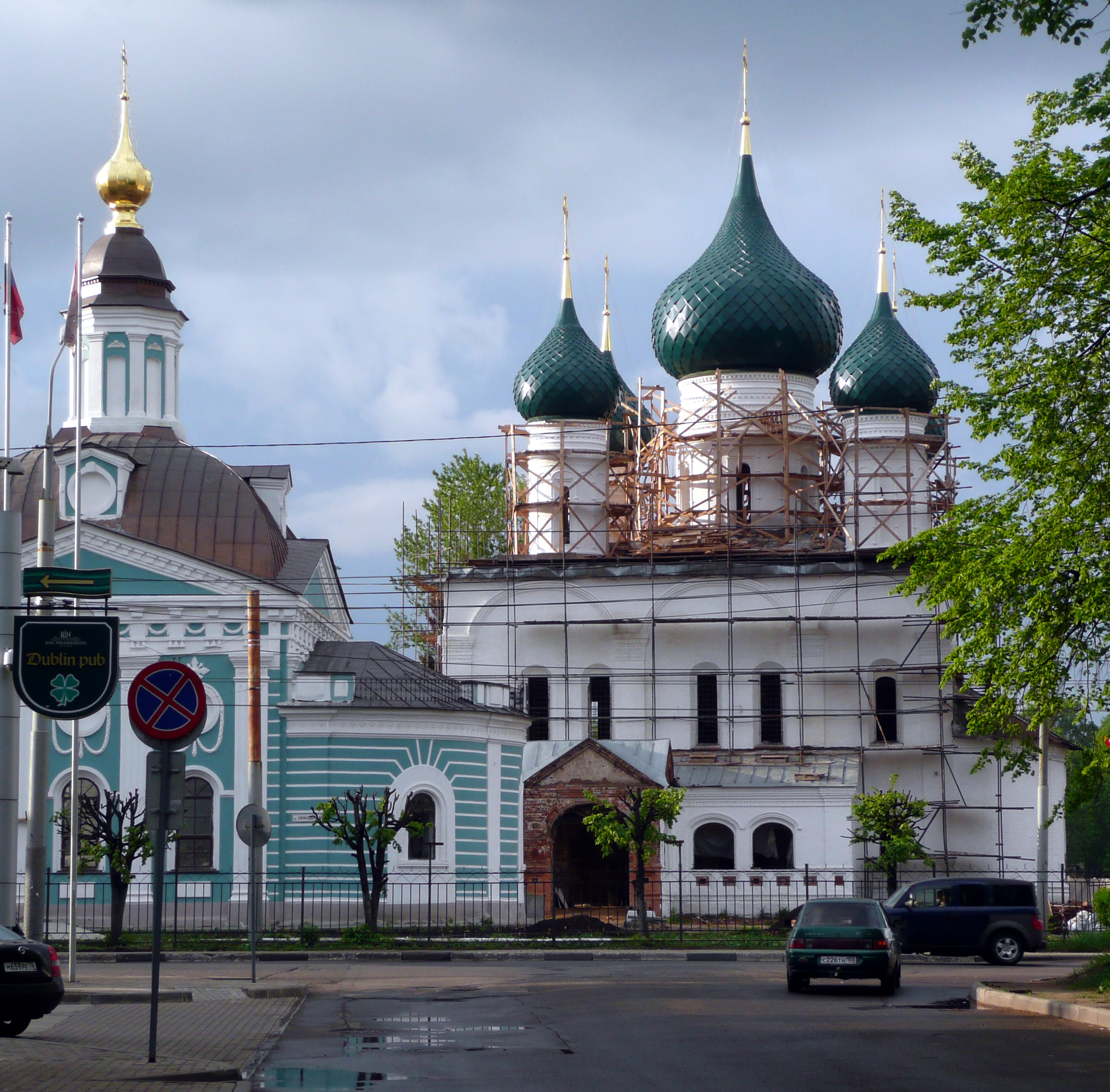
Iglesia de la Ascensión (1682)
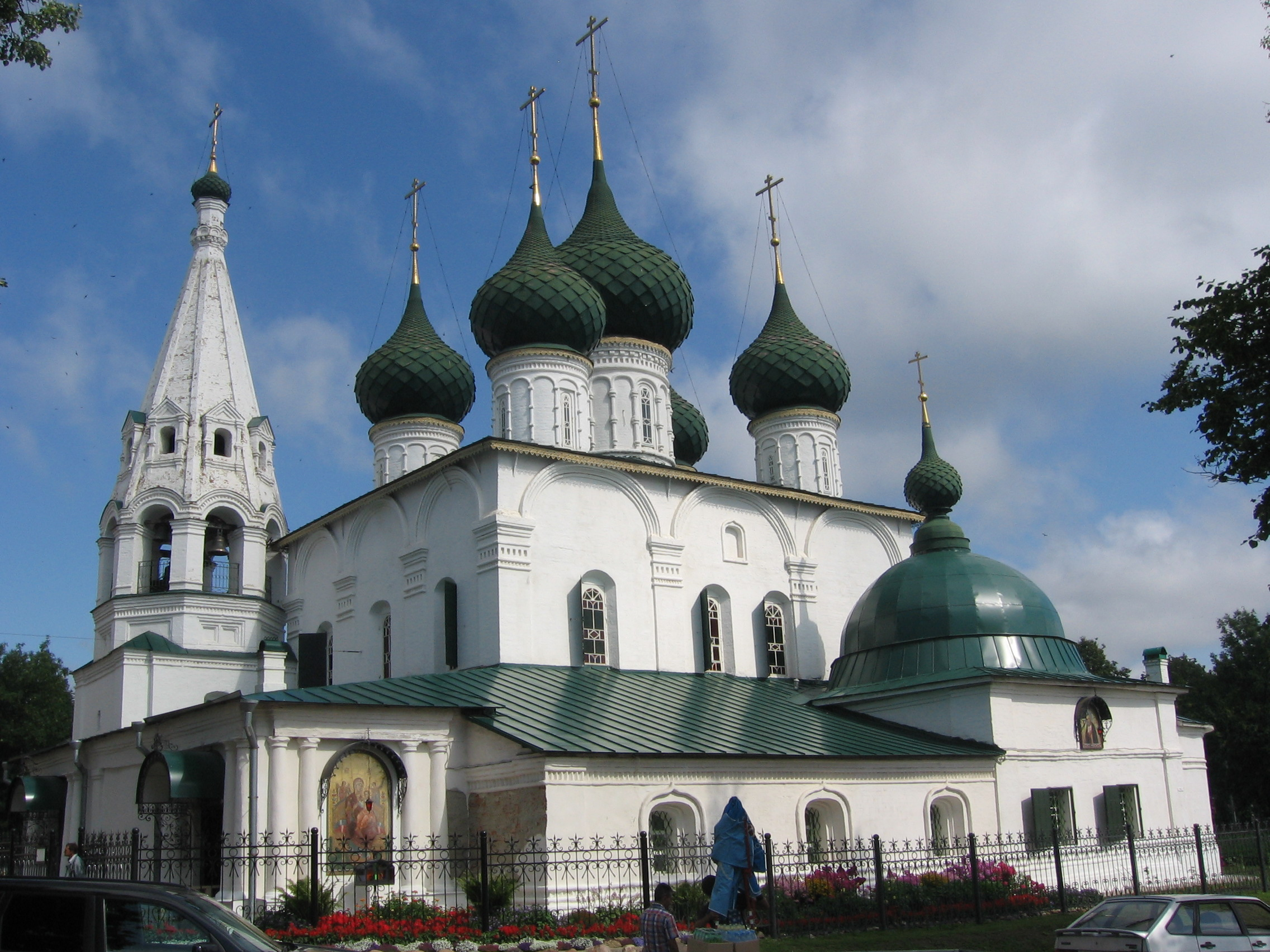
Iglesia del Salvador  (1672-1695)

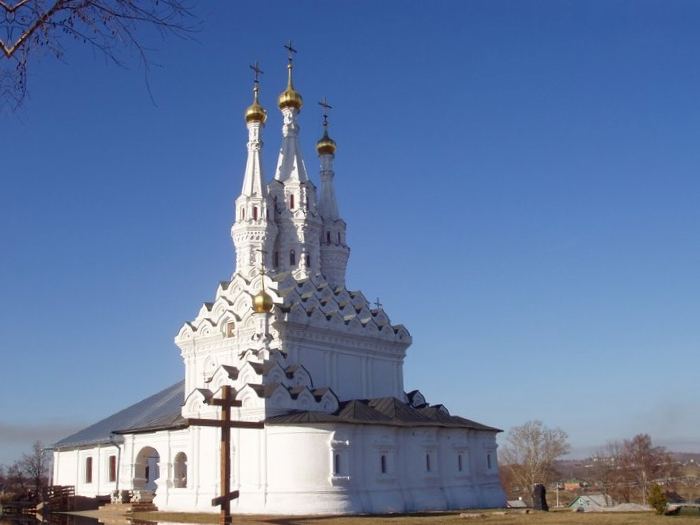
iglesia Odighitria de Vyazma (1638)

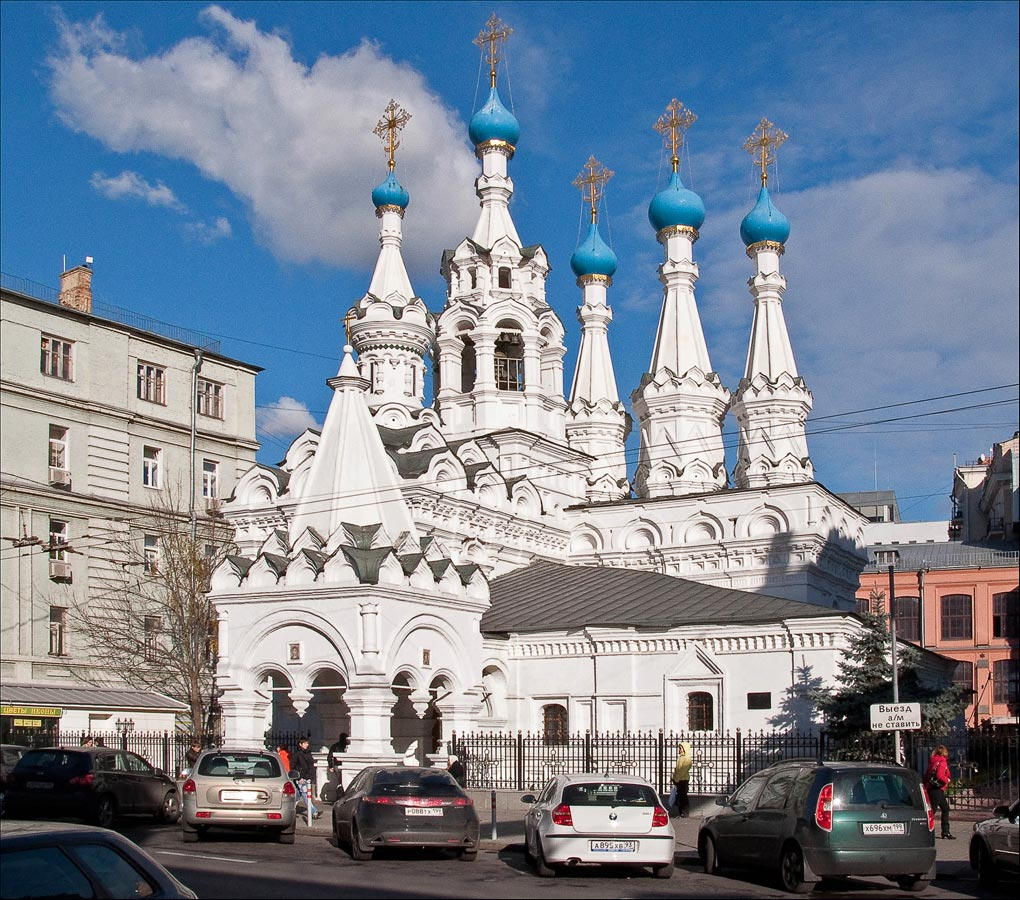
iglesia de la Natividad de Putinki, Moscú (1649-1652)

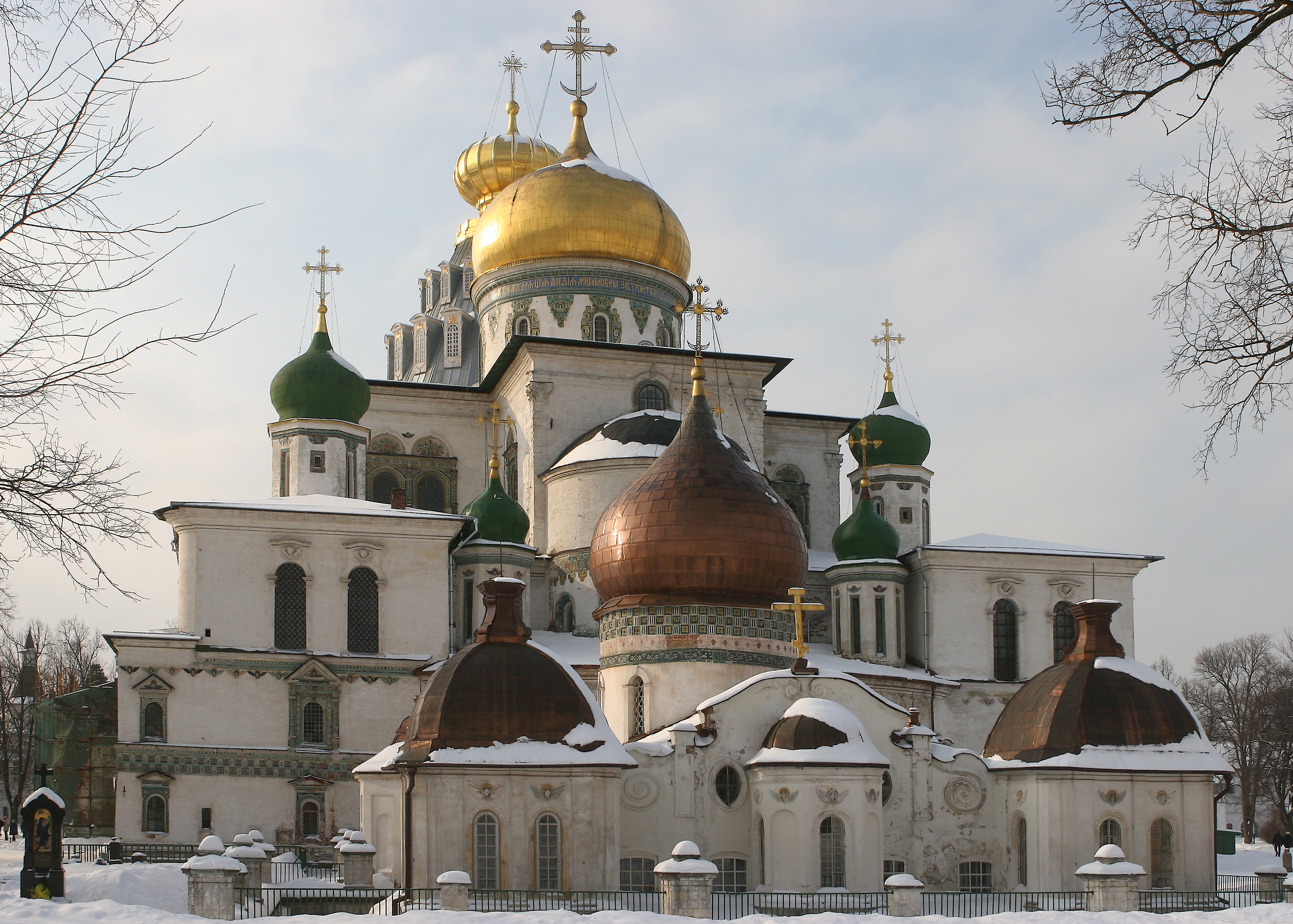
El katholikon de la Resurrección del monasterio de la Nueva Jerusalén (1656-1685) está modelado según la iglesia del Santo Sepulcro de Jerusalén

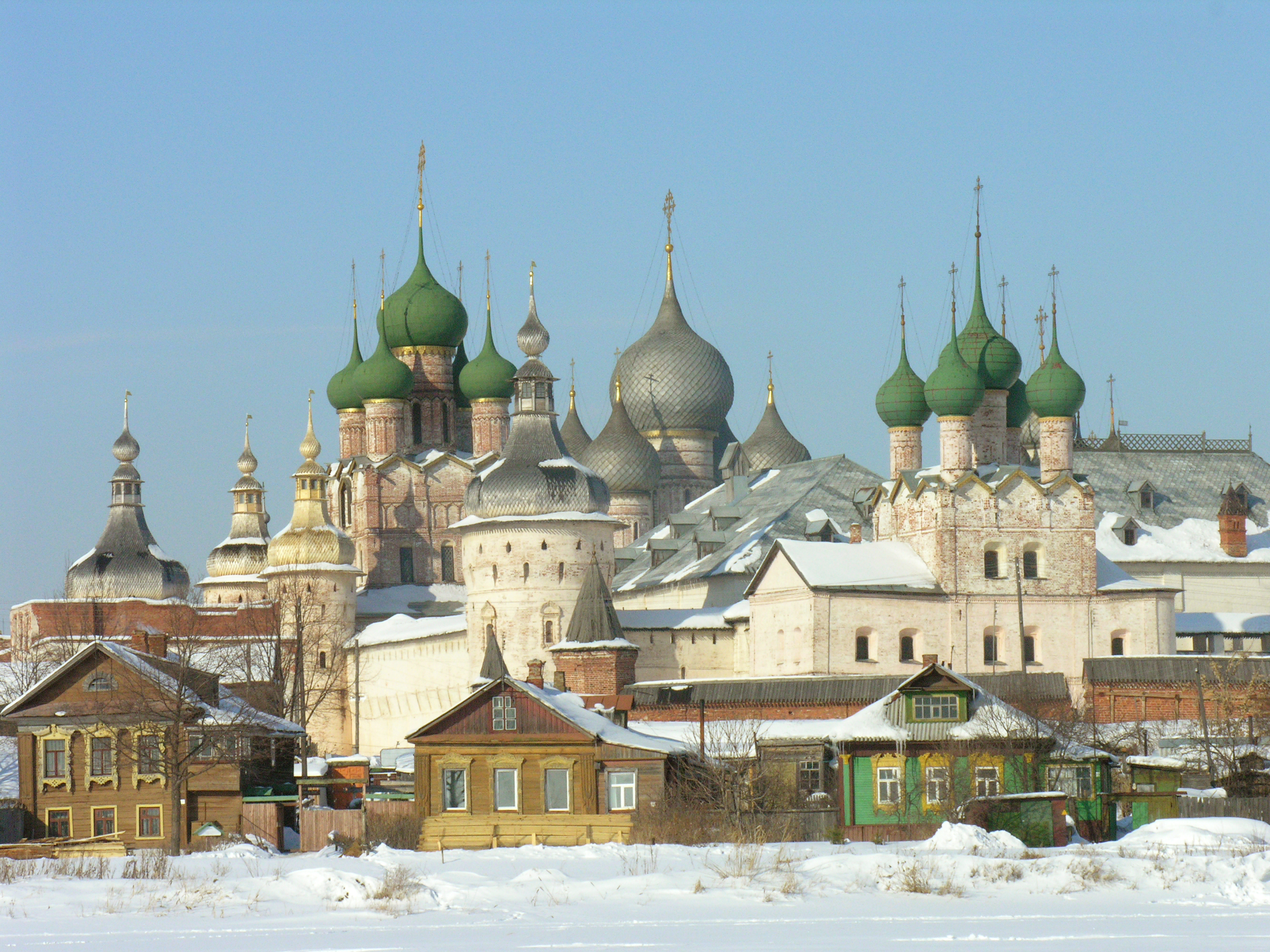
El kremlin de Rostov (1670-1683)

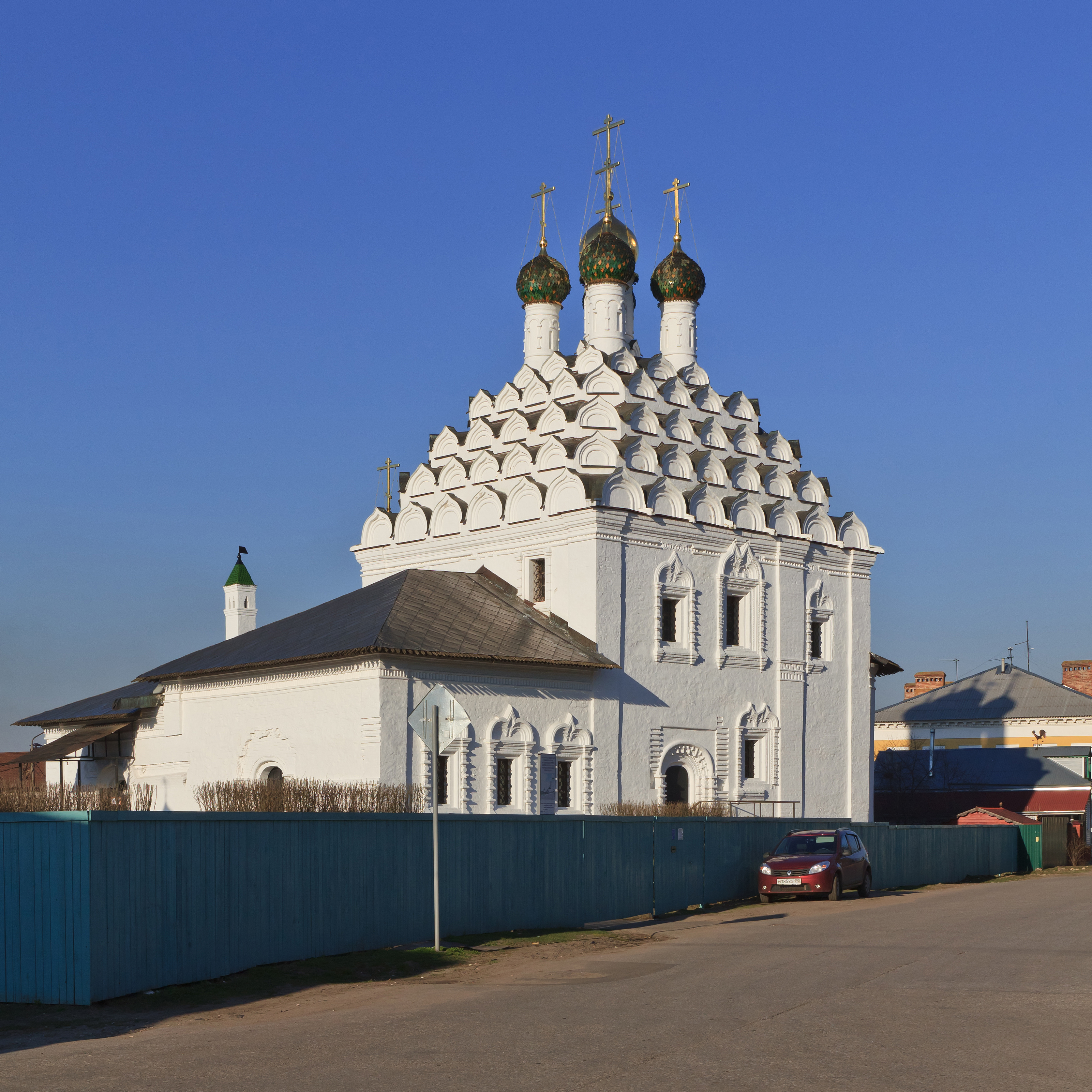
Iglesia de San Nicolás, en Kolomna (1716—1719)

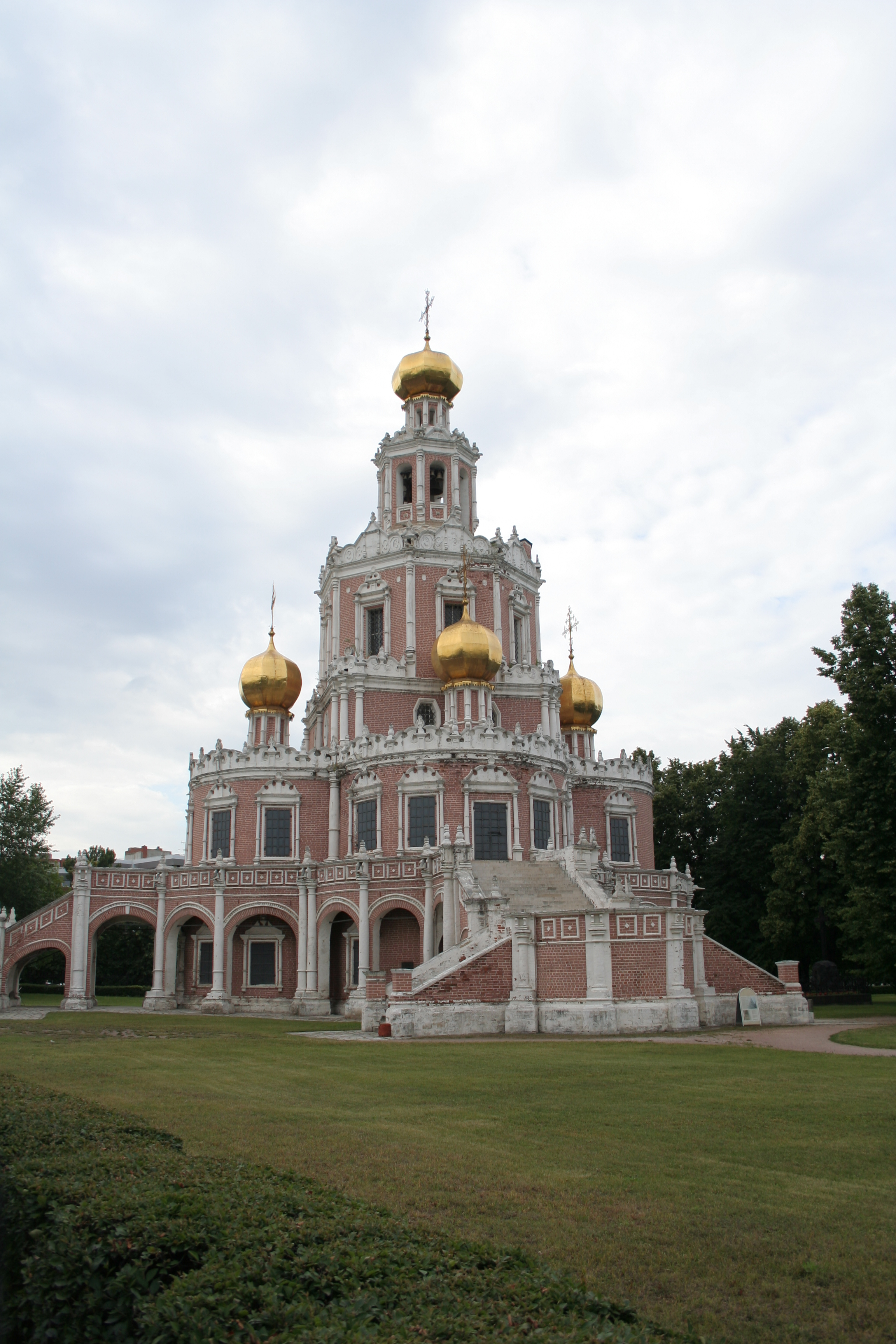
Iglesia de la Intercesión en Filí (1693-1696)

Las iglesias moscovitas del siglo XVII también ofrecen una ornamentación exuberante, pero son mucho más modestas en tamaño. A principios de ese siglo, los moscovitas aún preferían los techos radiantes, que recuerdan la forma de una tienda de campaña. La obra maestra de este tipo fue la iglesia de la Asunción Milagrosa de Uglich (1627): presentaba una sucesión de tres pabellones cónicos, evocando tres velas. Esta composición fue retomada con exuberancia en la iglesia Odighitria de Vyazma (1638) y en la iglesia de la Natividad de Putinki, Moscú (1649-1652). Teniendo en cuenta que tales construcciones iban en contra de la tradición bizantina, el patriarca Nikon las denunció como heterodoxas. Él era favorable a los edificios suntuosos, como el kremlin de Rostov (1670-1683) a orillas del lago Nero, con sus cinco iglesias esbeltas, su profusión de torres y sus muchos palacios. Nikon eligió para su propia residencia el monasterio de la Nueva Jerusalén (1656-1685), dominado por una catedral en rotonda, la primera de este tipo en Rusia.
Los tejados en pabellón fueron prohibidos entonces y los arquitectos moscovitas tuvieron que reemplazarlos con sucesiones de arcos conopiales (kokóshniki), y este esquema se convirtió en el símbolo de la arquitectura moscovita del siglo XVII. Uno de los primeros ejemplo de este estilo fue la catedral de Nuestra Señora de Kazán en Moscú (1632-1636), en Moscú. A finales de siglo, más de 100 iglesias de este estilo audaz habían surgido en Moscú, y tal vez al menos otras tantas en la región. Entre los mejores ejemplos a citar, la Iglesia de San Nicolás, en Kolomna (1716-1719), la iglesia de la Santa Trinidad de Nikítniki (Moscú, 1628—1651), la iglesia de San Nicolás de Jamóvniki (1679-1682), y la iglesia de la Santa Trinidad de Ostánkino (Moscú, 1677-1692 ). El edificio más representativo debe haber sido la iglesia de San Nicolás (la «Gran Cruz») del distrito de Kitái-górod, arrasada por orden de Stalin.

Iglesias en Moscú
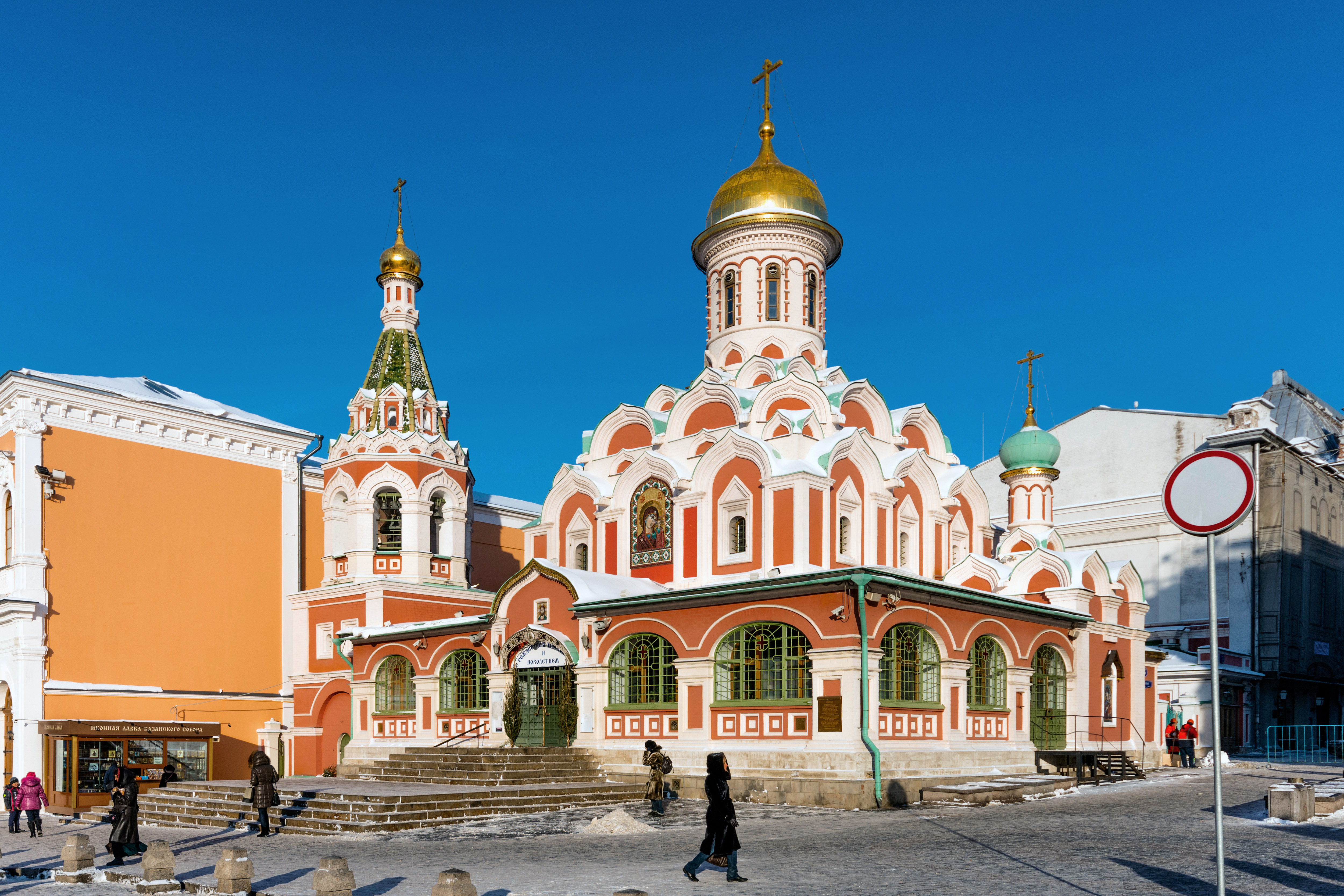
Catedral de Nuestra Señora de Kazán en Moscú (1632-1636)
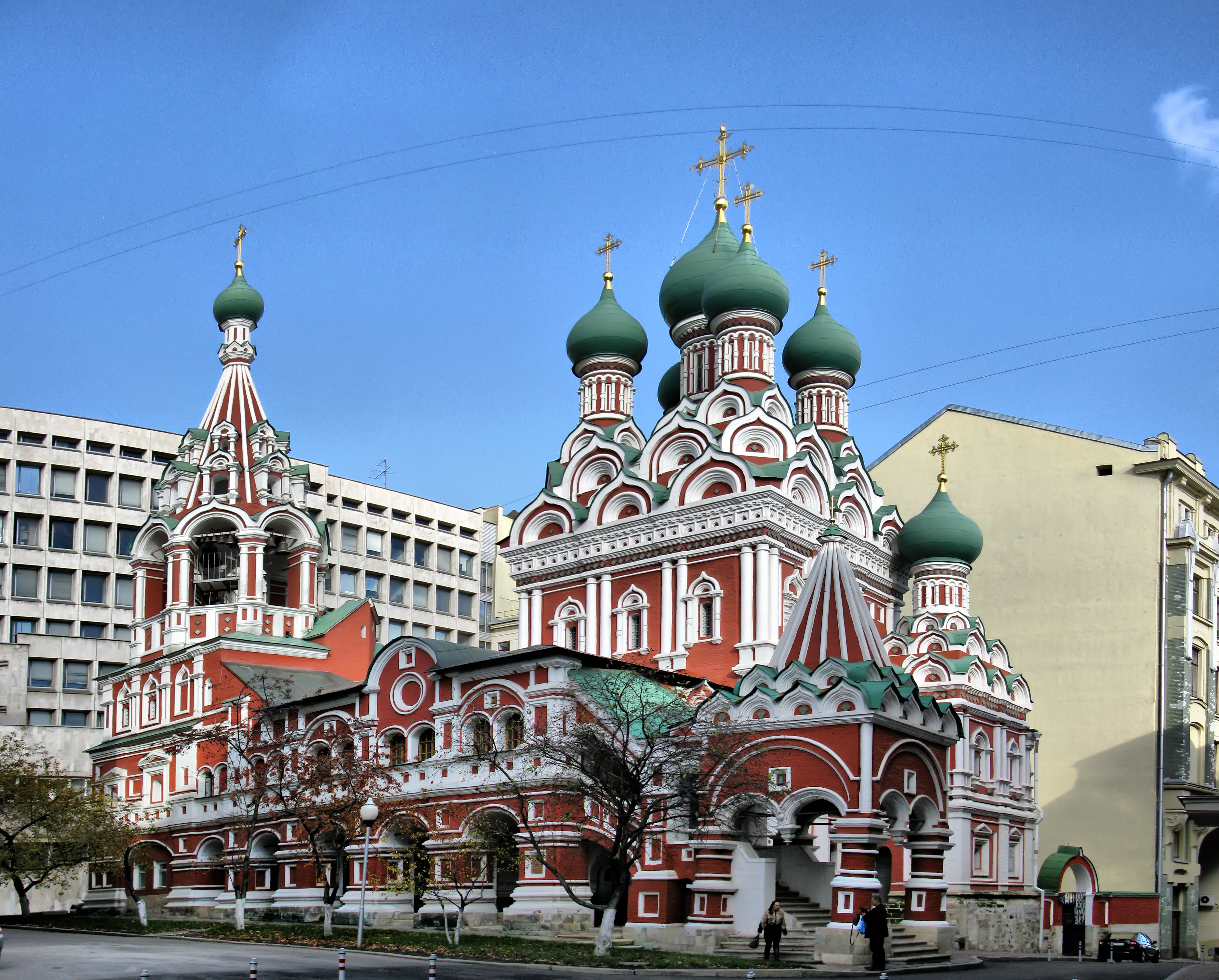
Iglesia de la Santa Trinidad de Nikítniki (1628-1651)
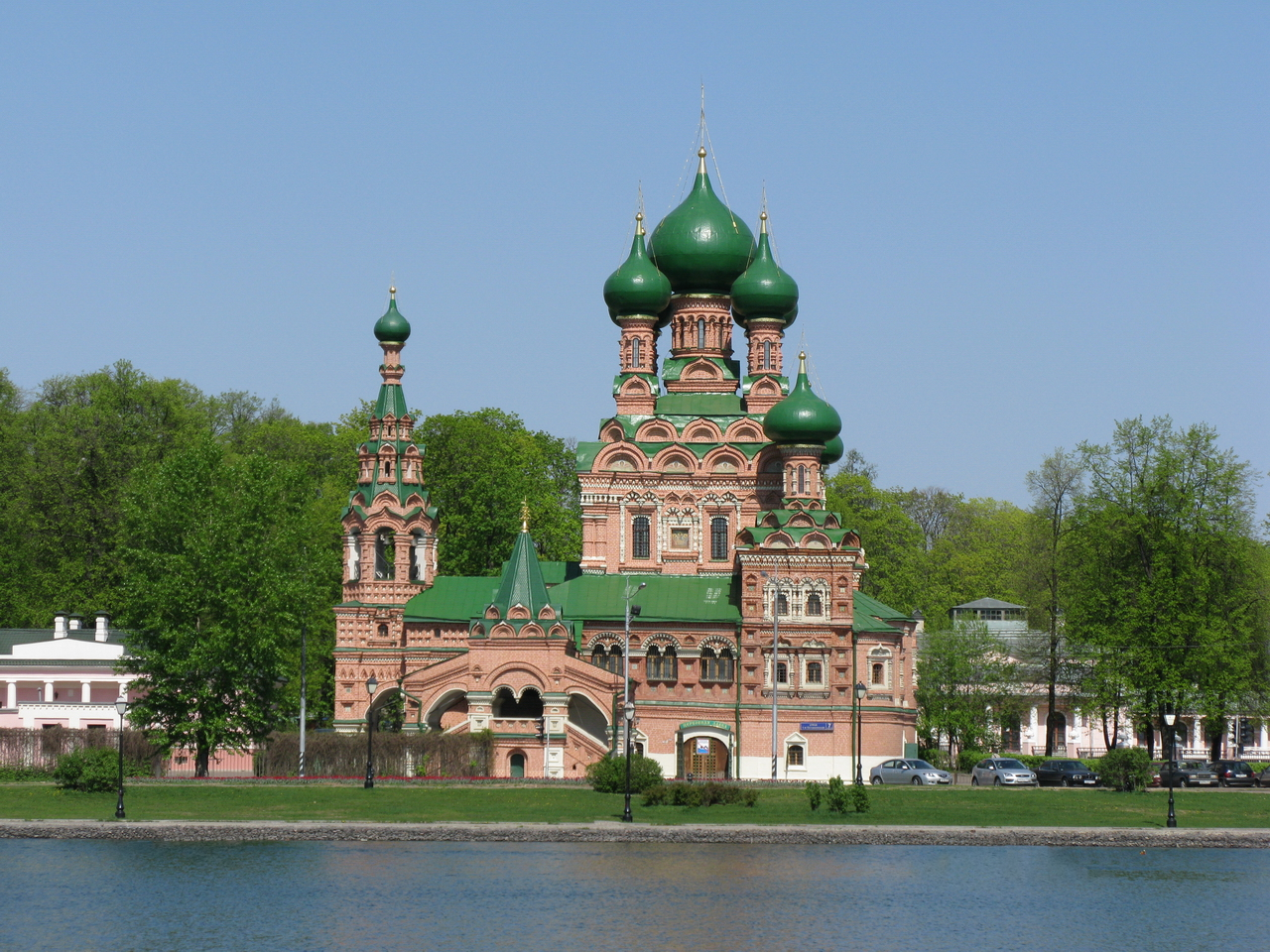
Iglesia de la Santa Trinidad de Ostánkino (1677-1692)
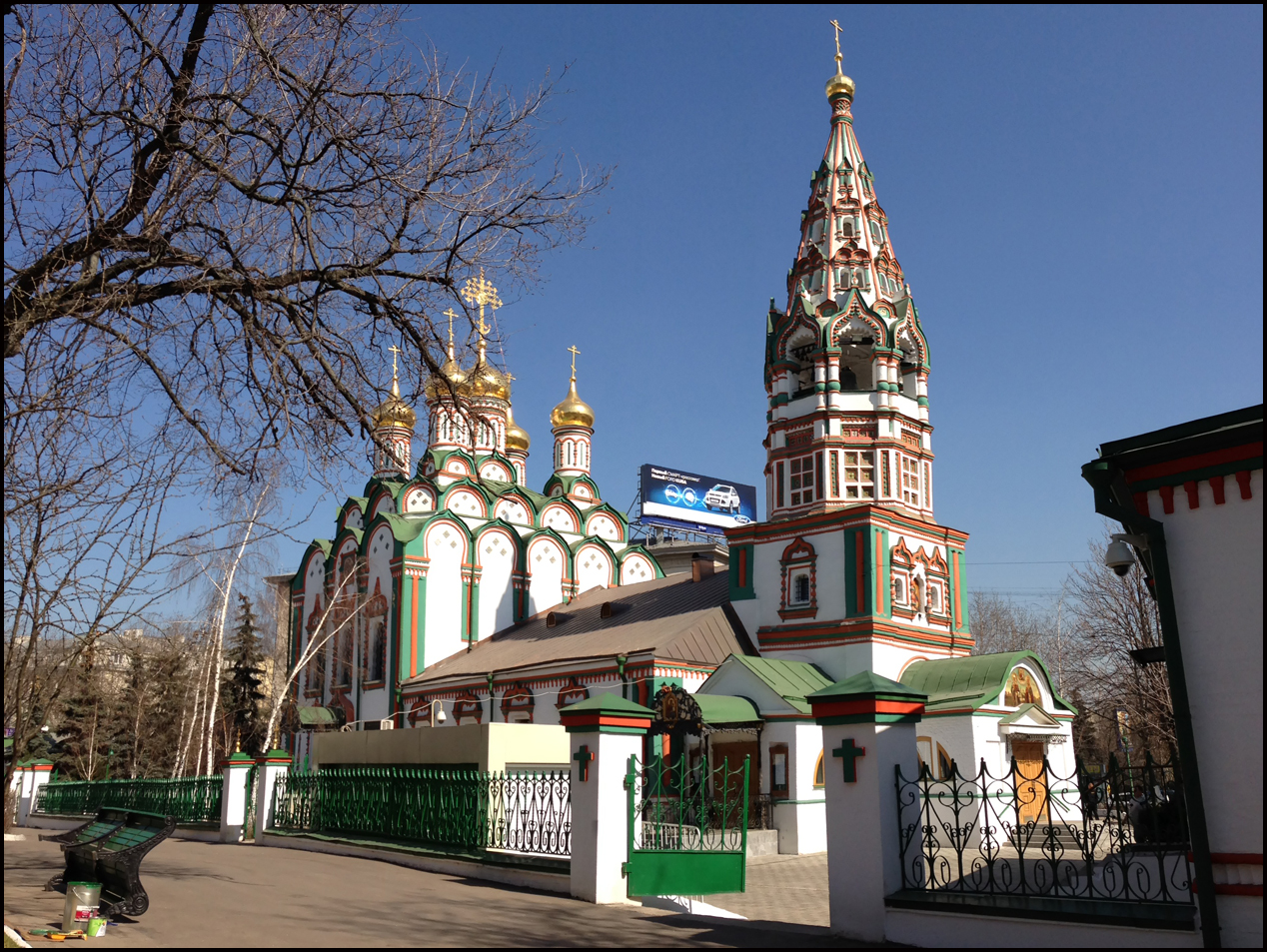
Iglesia de San Nicolás de Jamóvniki (1679-1682)

Cuando la arquitectura rusa se hundió en el decorum, comenzó a inspirarse en el barroco polaco y en el barroco ucraniano. Las primeras iglesias barrocas fueron simplemente capillas construidas en las tierras de la familia Naryshkin cerca de Moscú, de ahí la designación barroco Naryshkin para este estilo. Algunas de estas iglesias son torres de pisos superpuestos cúbicos y octogonales (la iglesia de San Salvador de Oubory, 1697); otras tienen una composición escalonada, terminada por un campanario (Iglesia de la Intercesión en Filí (1693-1696). La ornamentación de los estilos moscovita y barroco a menudo es tan exuberante que parece obra de un joyero más que de un albañil (véase, por ejemplo, la iglesia de la Santísima Trinidad de Lykovo, 1696). El ejemplo más exitoso del barroco Naryshkin es, sin duda, la iglesia de la Asunción de la calle Pokrovka, en Moscú (1696-1699, demolida en 1929), con sus múltiples cúpulas. Su arquitecto también realizó la reconstrucción «en rojo y blanco» de varios monasterios de Moscú, incluidos el monasterio Novodévichi y el monasterio Donskói (reformado con una nueva catedral y murallas, 1684-1711).

Edificios barrocos en Moscú
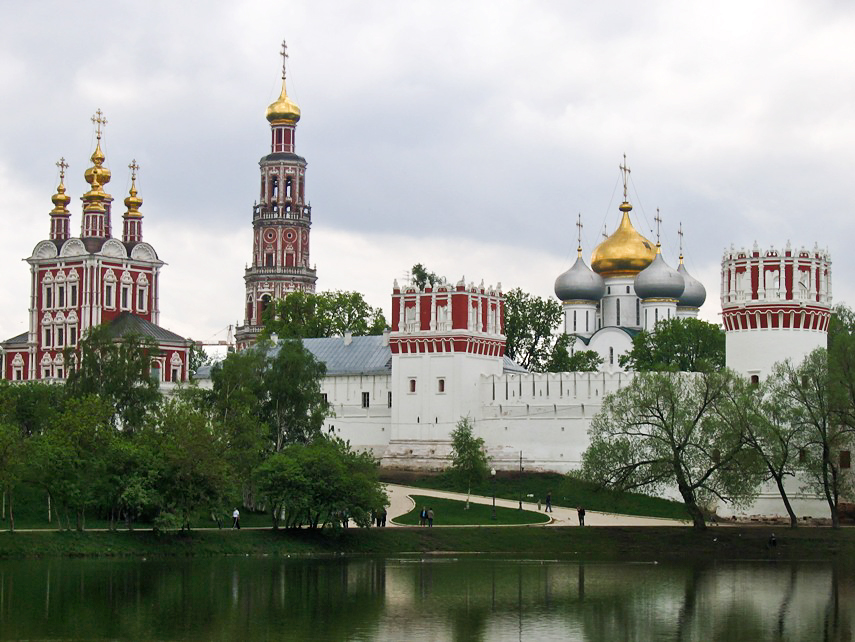
Monasterio Novodévichi
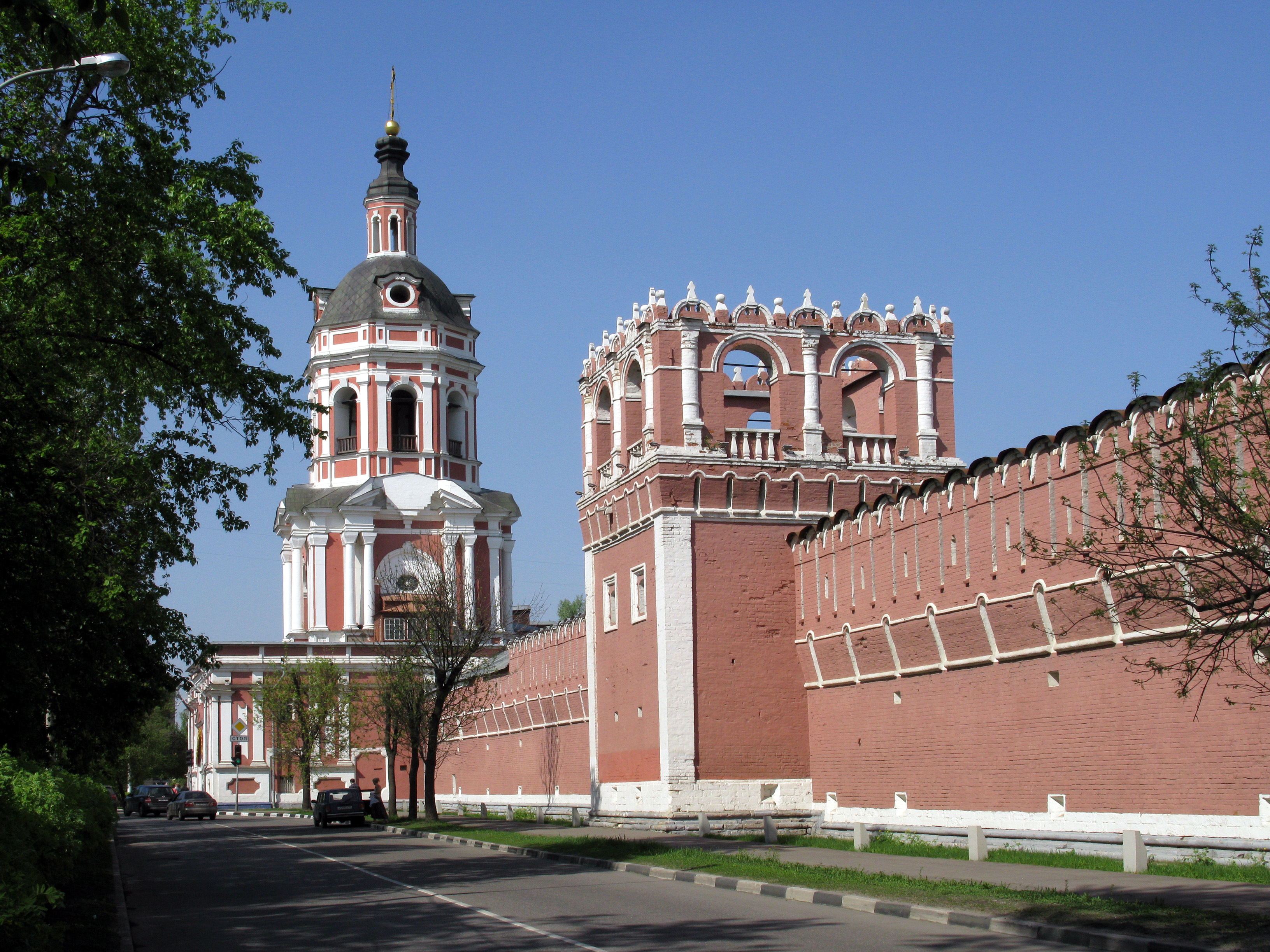
Monasterio Donskói

El estilo barroco se extendió rápidamente en Rusia y reemplazó a los cánones anteriores en casi todas partes. Una familia de comerciantes de pieles, los Stróganov, financió la construcción de los magníficos edificios barrocos de Nizni Nóvgorod (la Iglesia de la Natividad, desde 1703) y en los confines de la tundra (la catedral de la Presentación en Solvychegodsk, desde 1693). Algunas construcciones barrocas notables aparecieron en las ciudades más meridionales en las primeras décadas del XVIII, como en Kazán, Solikamsk, Verjoturie, Tobolsk e Irkutsk. Las iglesias tradicionales de carpintería de madera del norte de Rusia también presentan características interesantes. Ensambladas sin clavos ni grapas, tienen estructuras tan singulares como la de la iglesia de la Intercesión, de 24 cúpulas, en Výtegra (1708, completamente incendiada en 1963) o la iglesia de la Transfiguración de 22 cúpulas en la isla de Kijí (1714).

Edificios barrocos
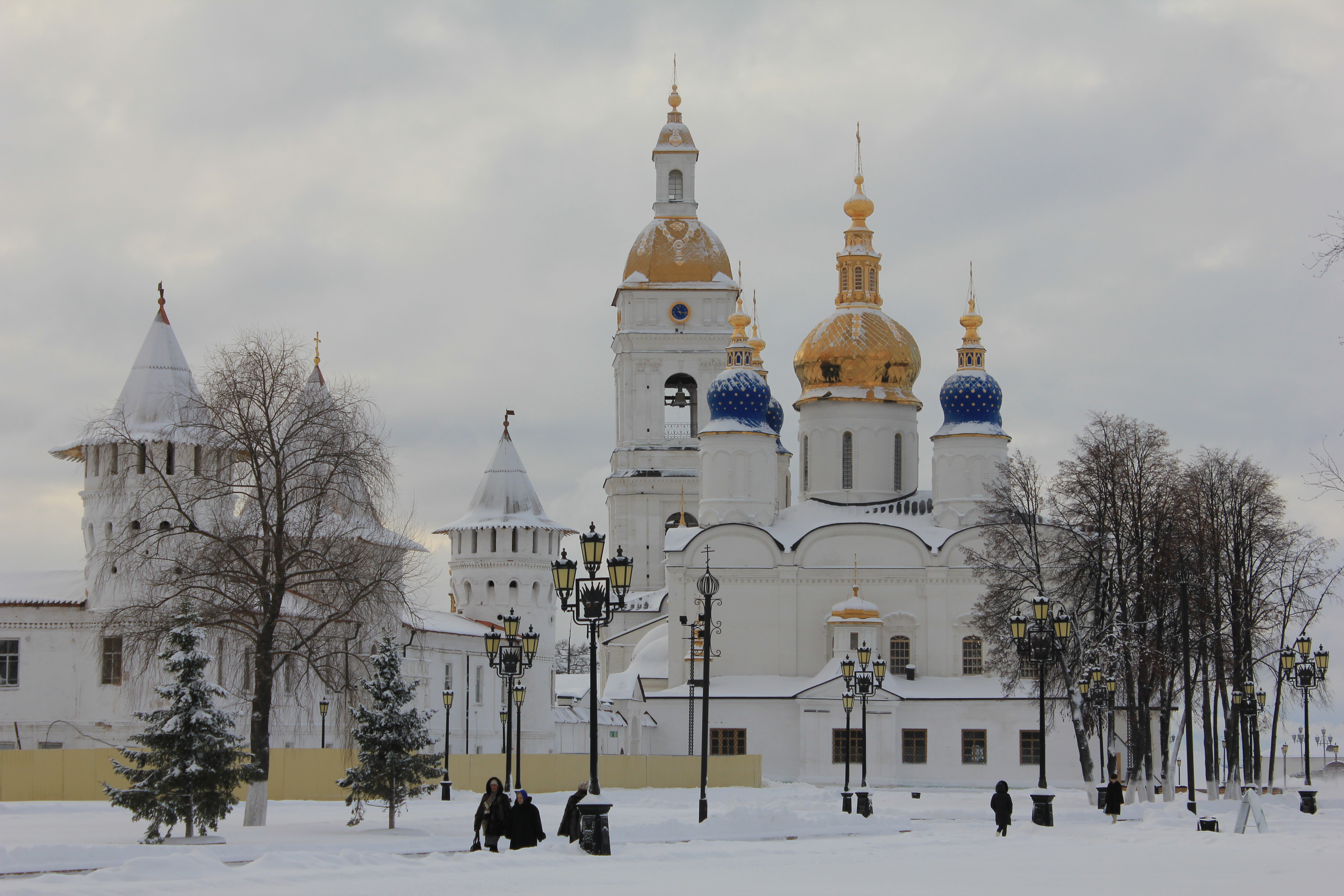
Catedral de Santa Sofía (1683-1686) de Tobolsk
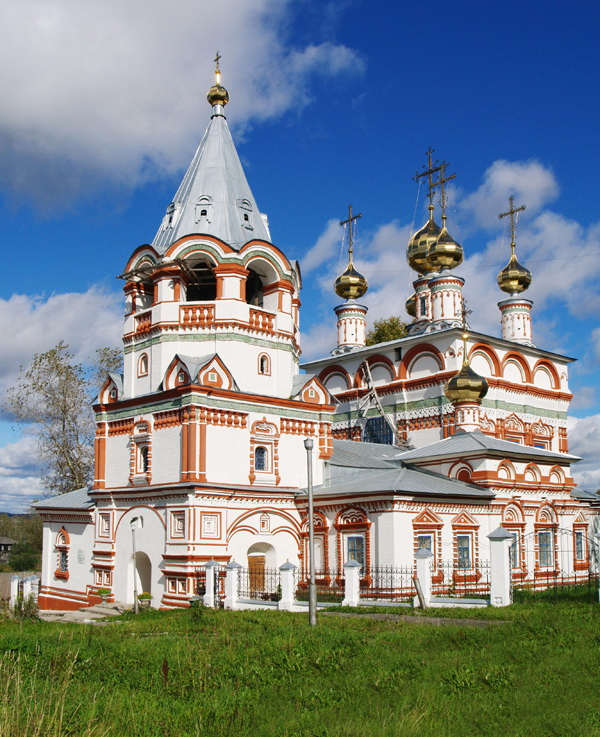
Iglesia de la Epifanía (1688-1695)
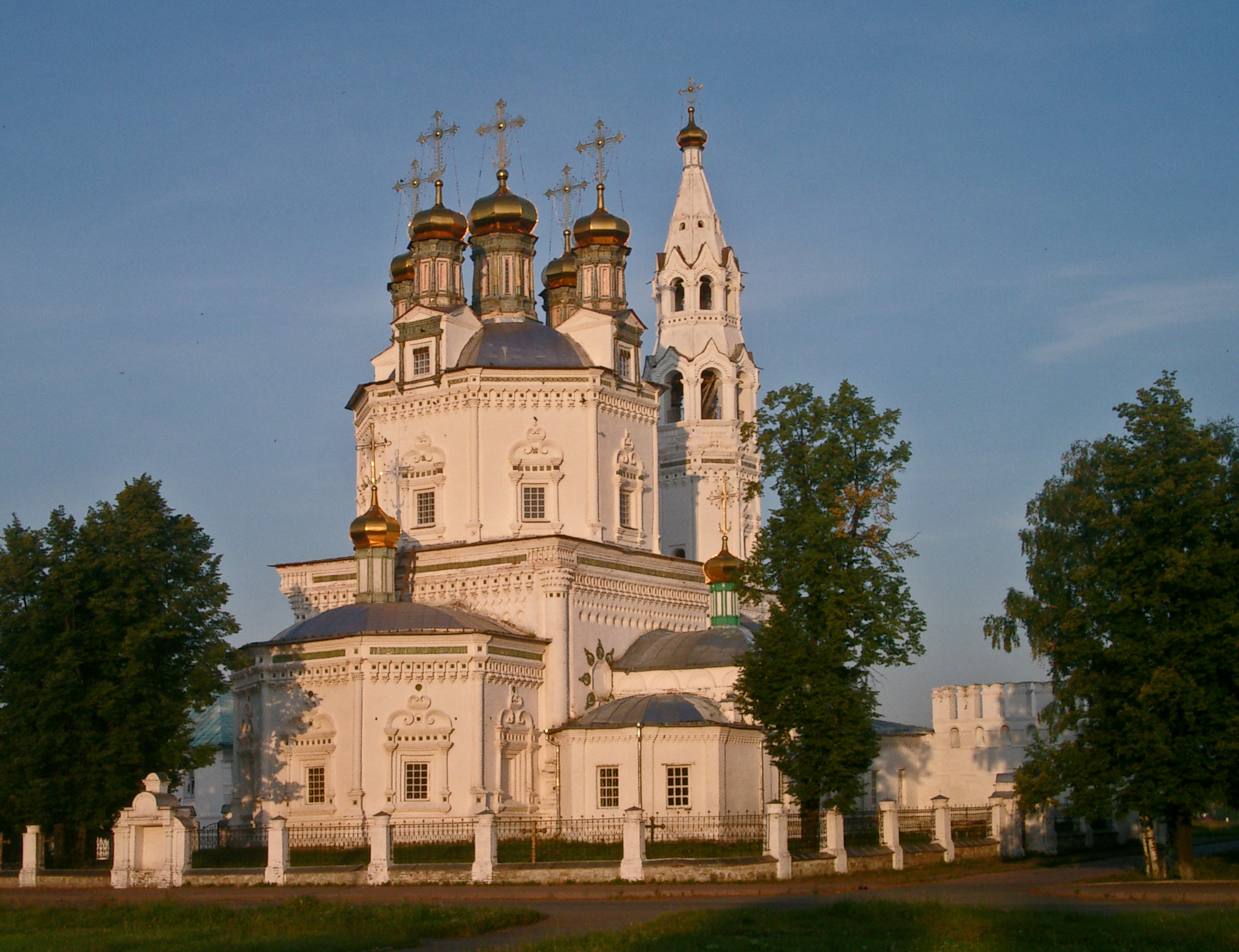
Catedral de la Trinidad (1703-1712) de Verjoturie
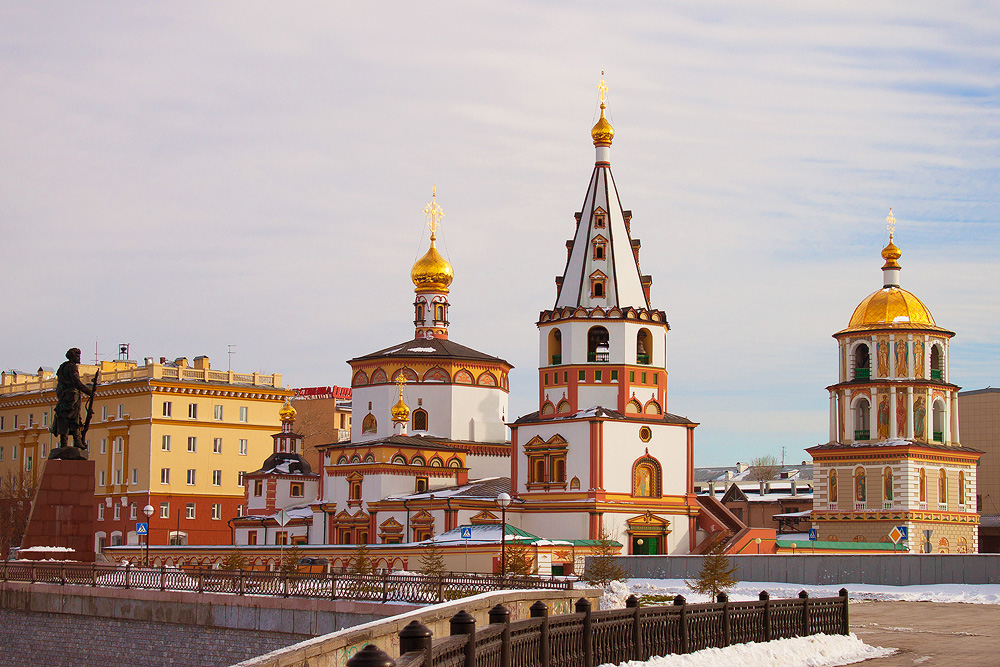
Catedral de la Epifanía (1718-1746) de Irkutsk
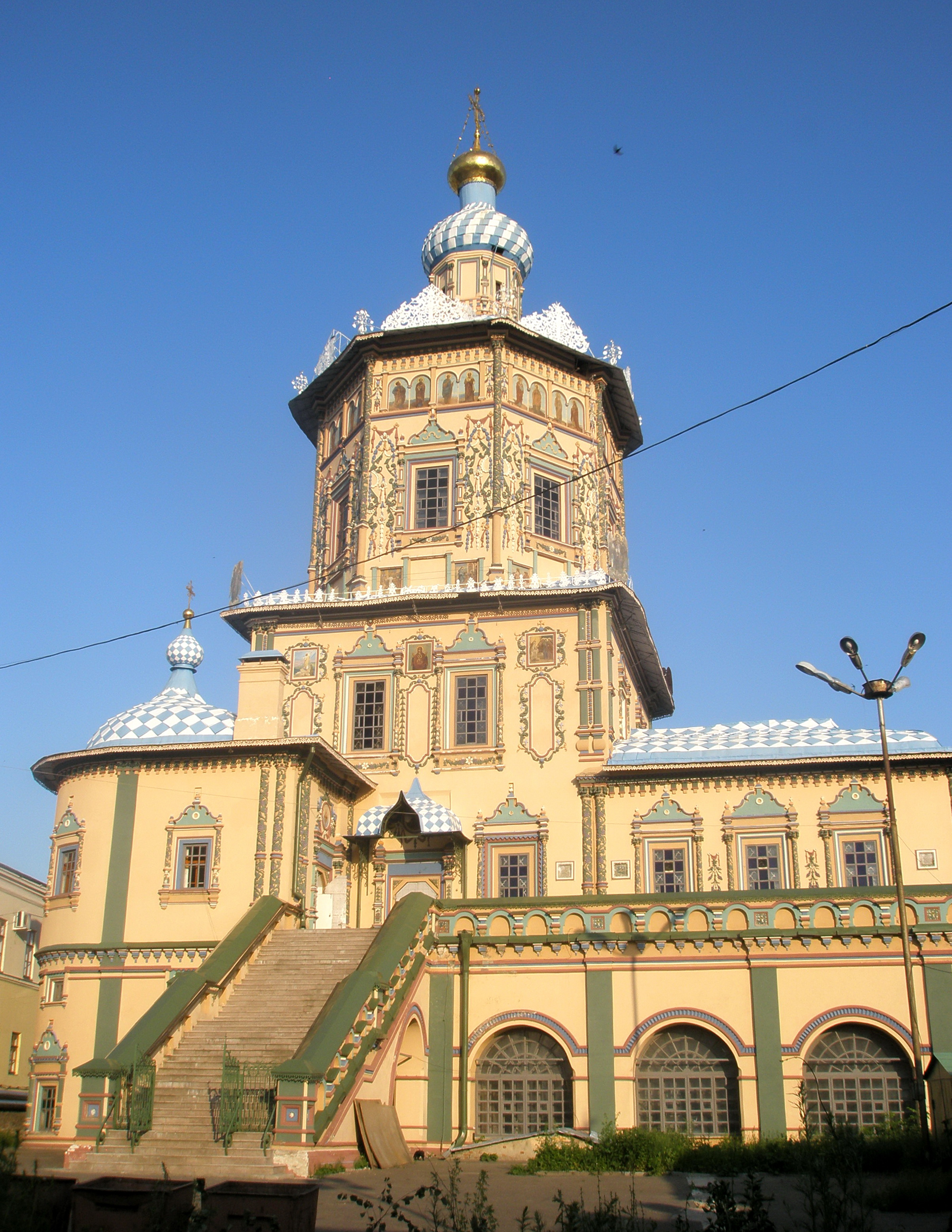
Iglesia de San Pedro y Pablo  (1723-1726) de Kazán

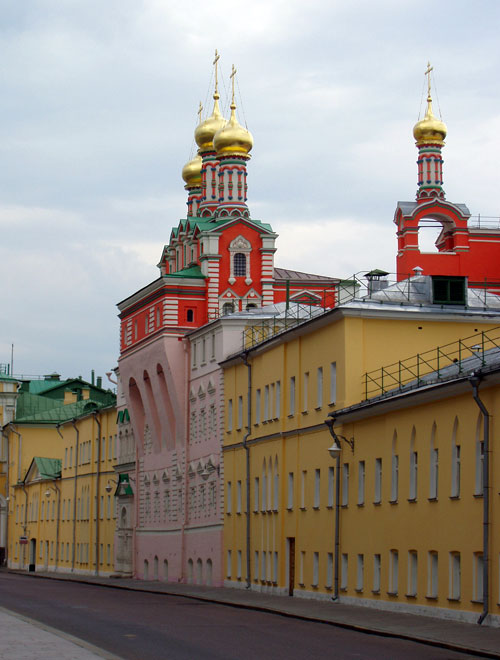
Palacio Poteshny (de diversión, de color rosa) en el Kremlin de Moscú (1652)
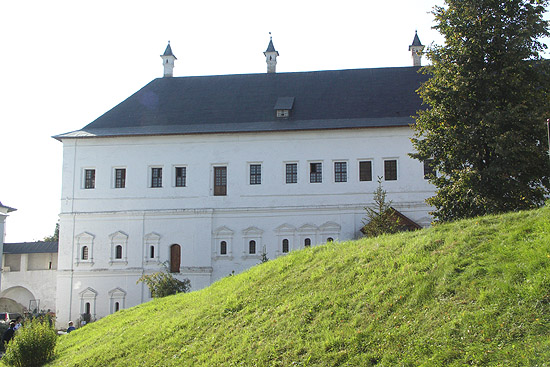
Palacio de Alejo I en el monasterio Sávvino-Storozhevski (1652–54)
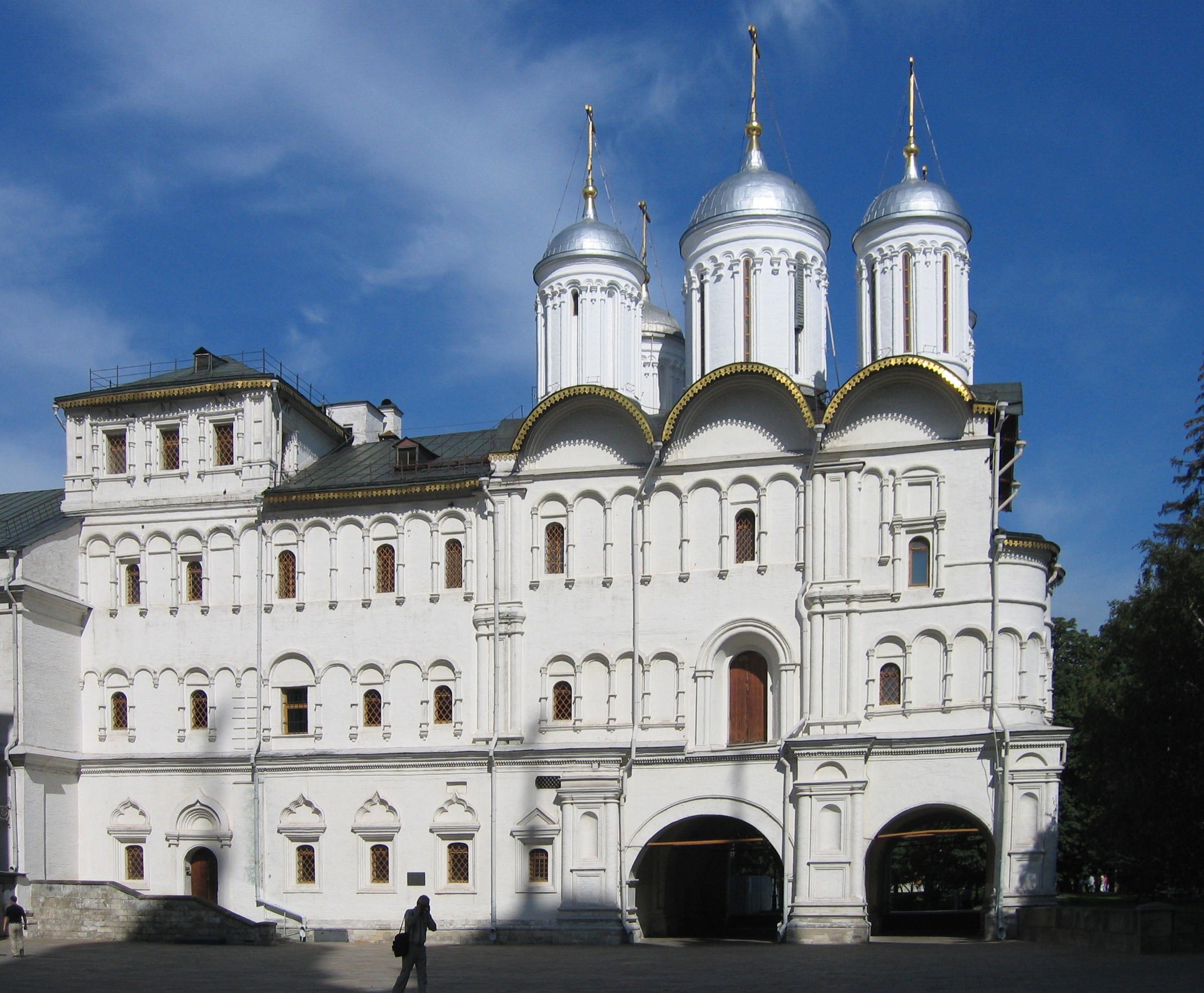
Palacio del Patriarca de Moscú, con la iglesia de los Doce Apóstoles (1653)
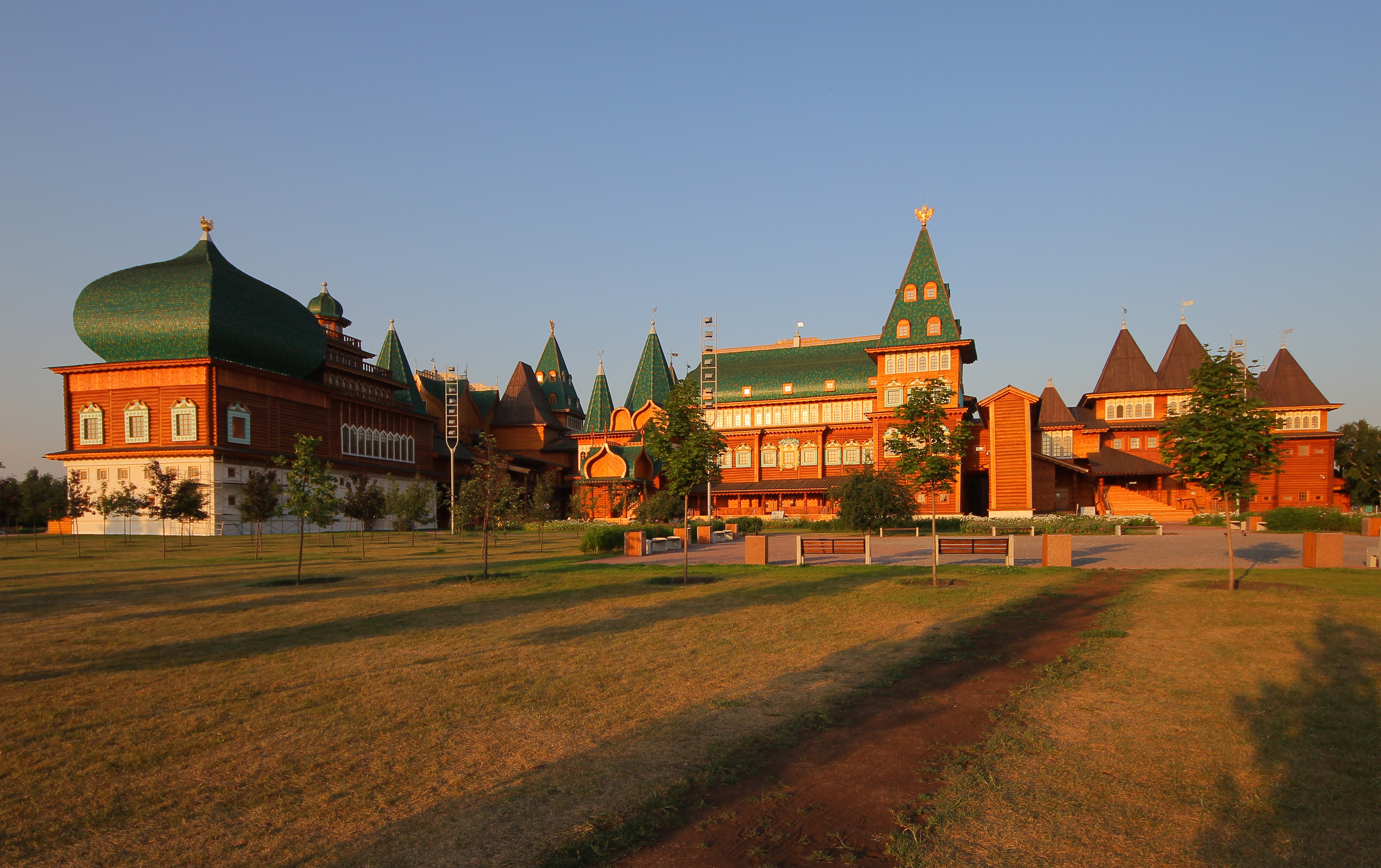
Kolómenskoye, residencia de verano de los zares (1667-1668)
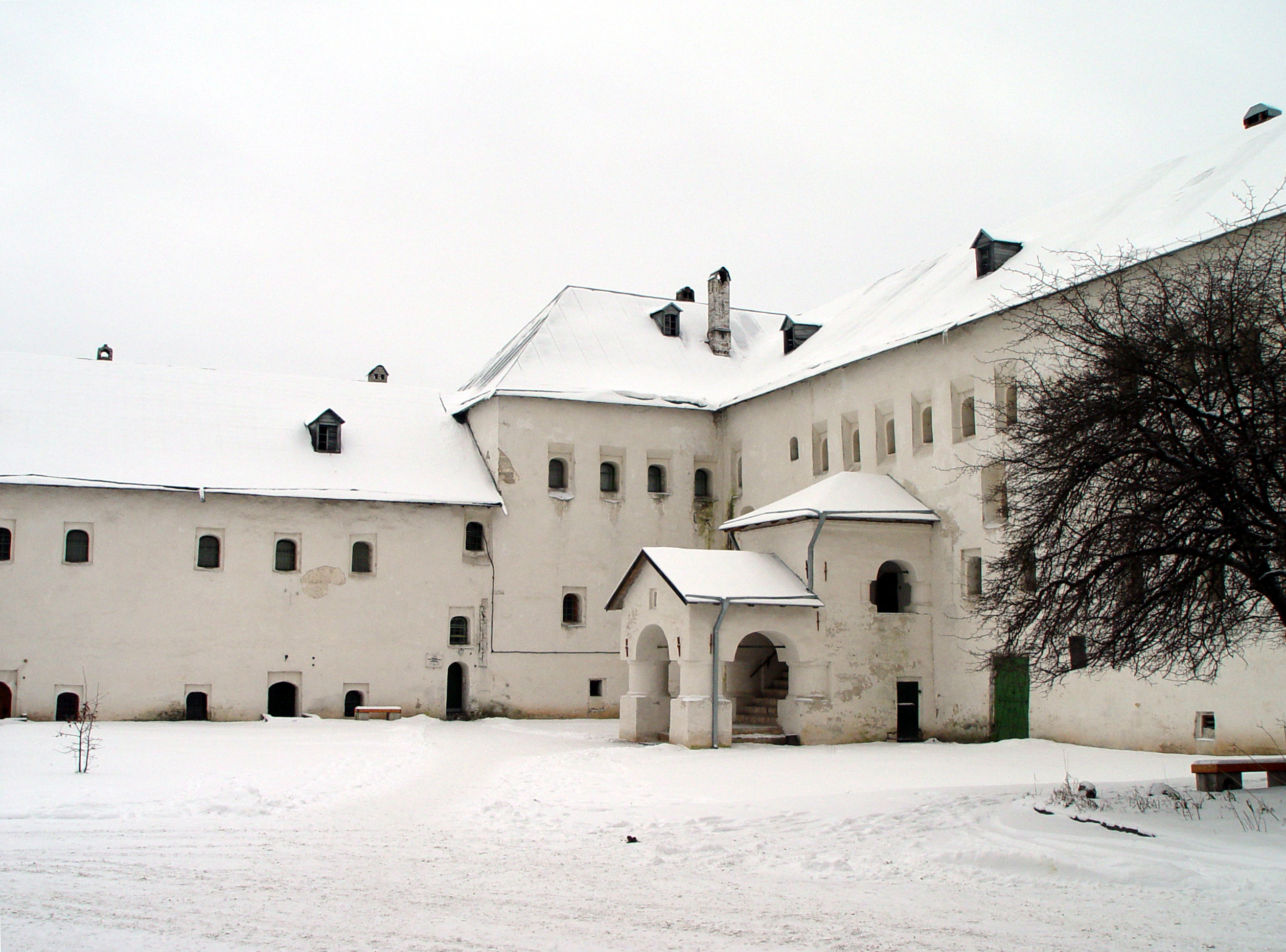
Palacio de la familia de comerciantes Pogankin en Pskov (1671-1679)
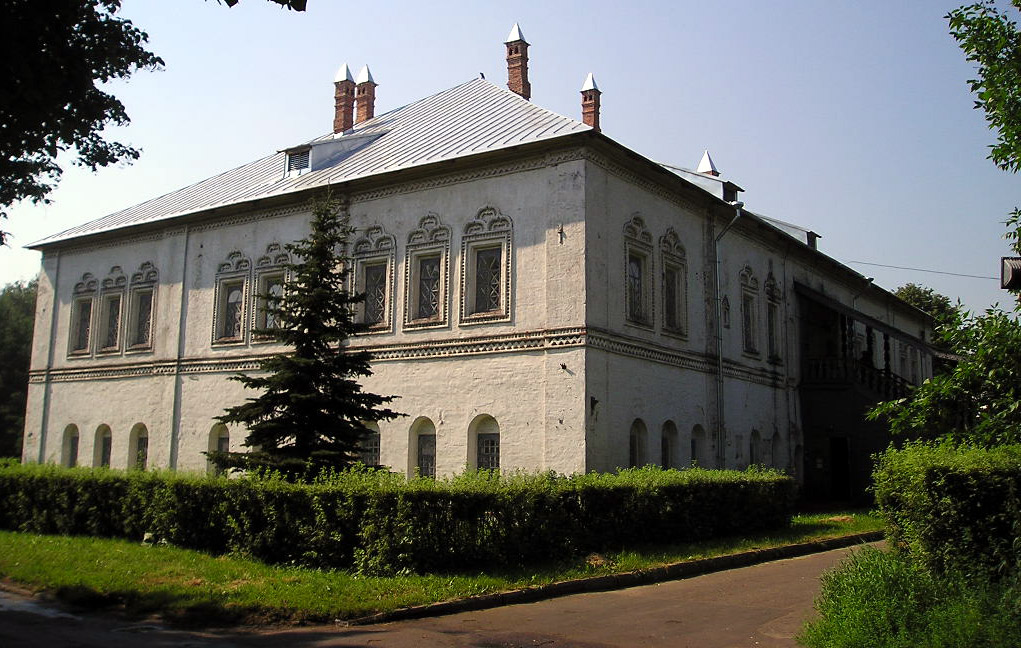
Palacio del Metropolitano en Yaroslavl (1680th-1690th)
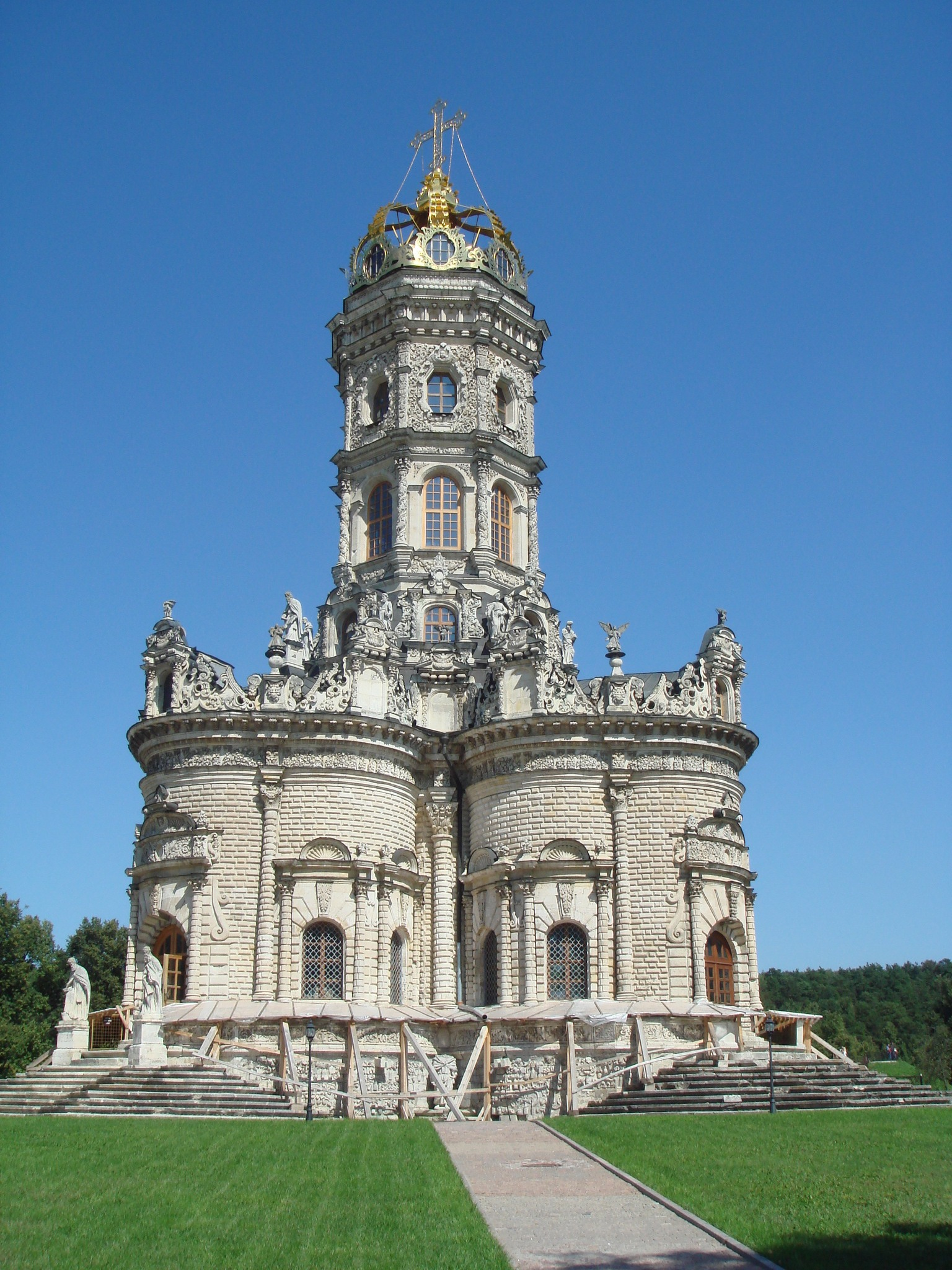
Iglesia de la Encarnación de Dubróvitsy (1690-1704) en Dubróvitsy
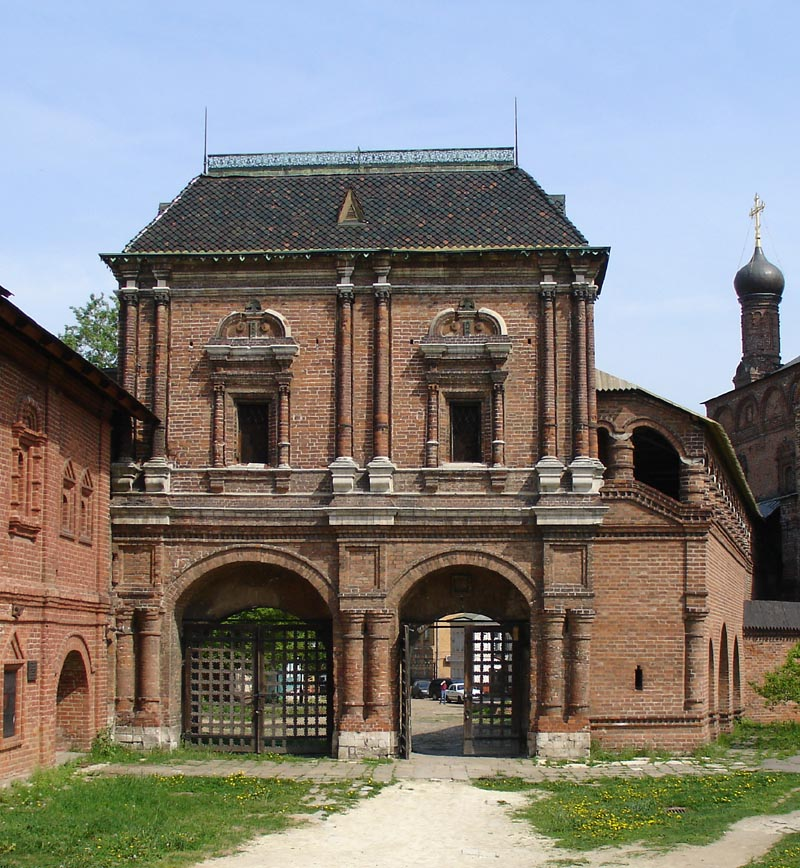
Residencia del metropolitano de Krutitsy (1693–94)
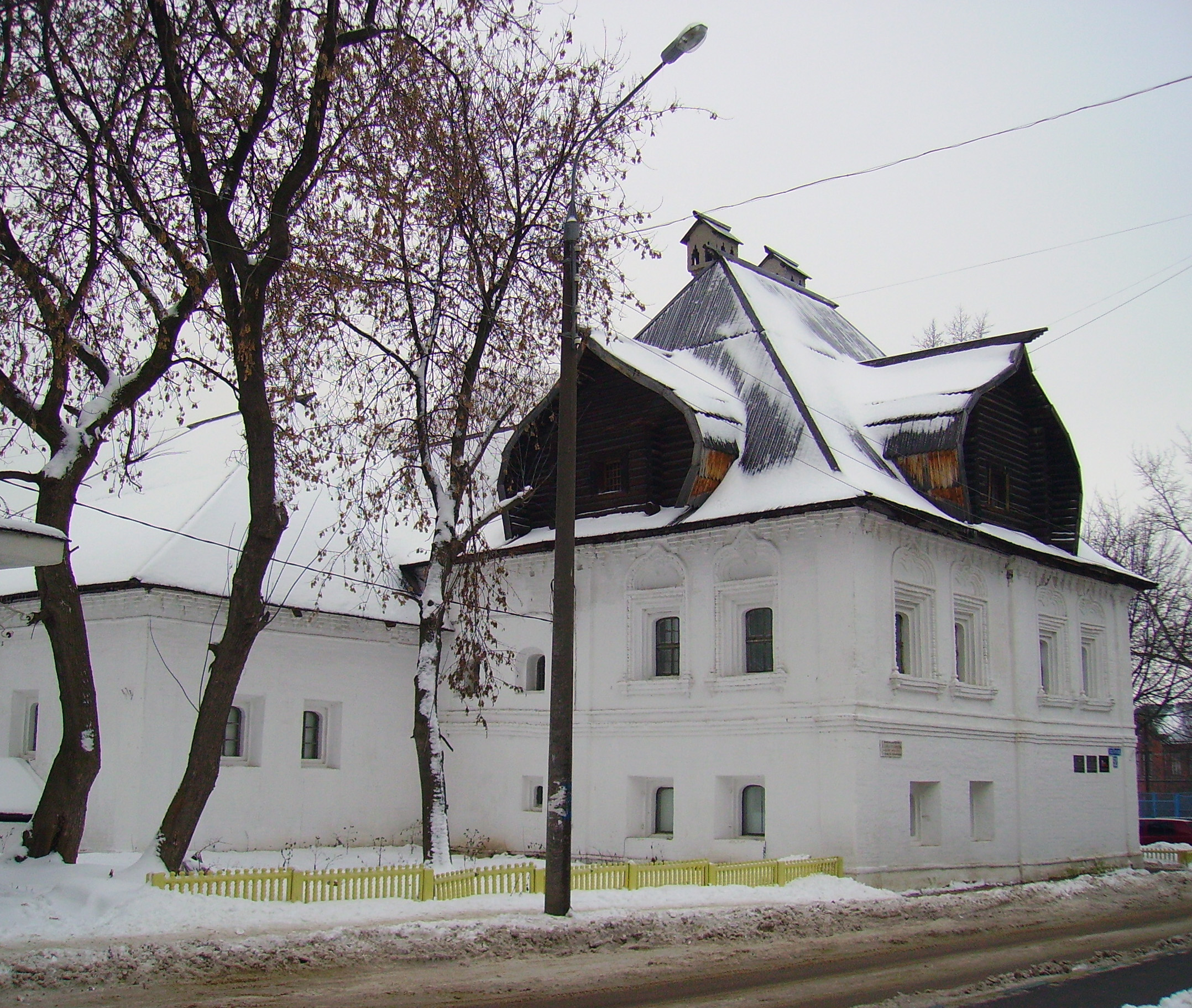
Palacio Puchnikov en Nizhni Nóvgorod (1698)
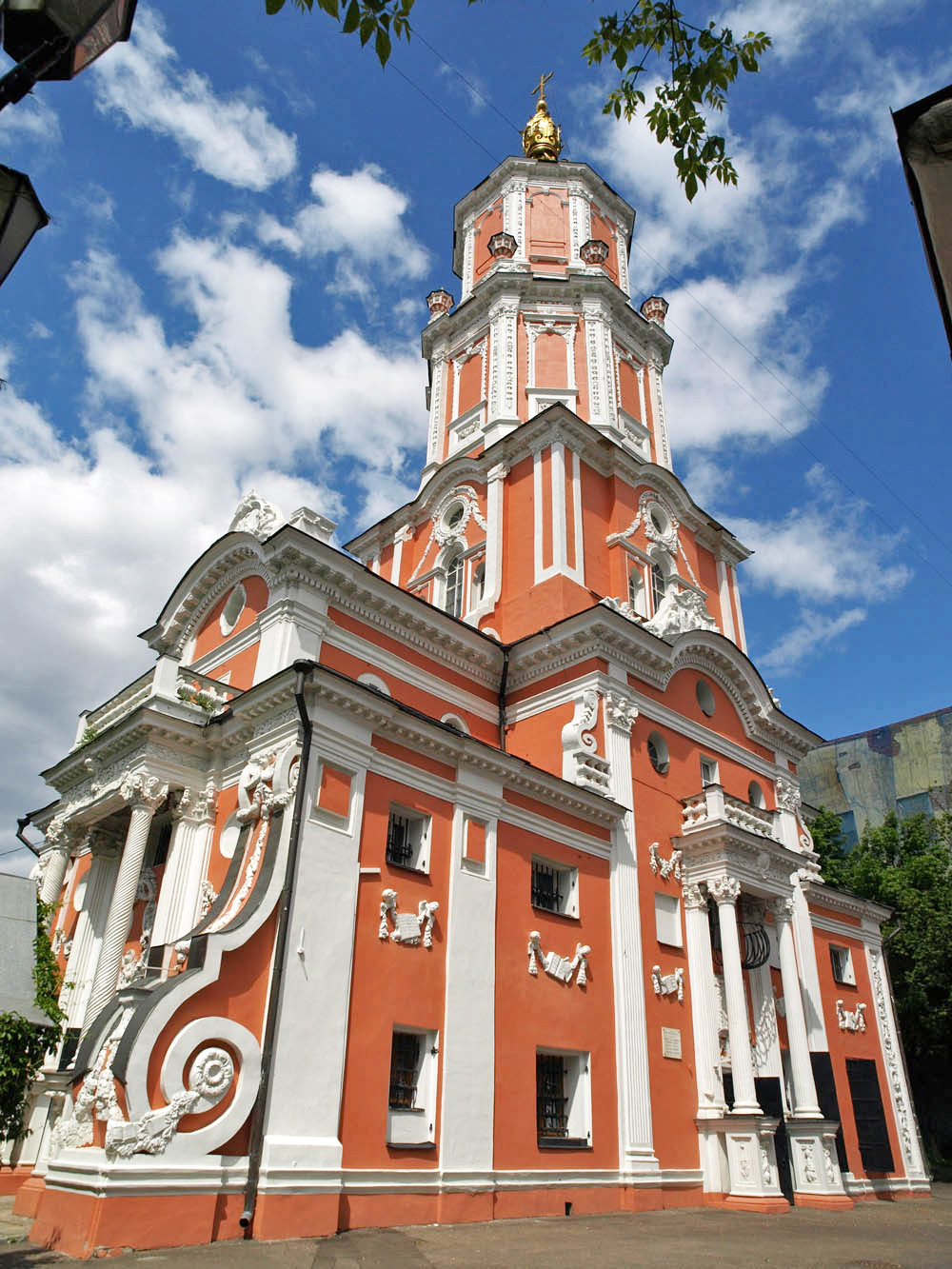
Torre de Ménshikov (1707) /encargada por Aleksandr Ménshikov/
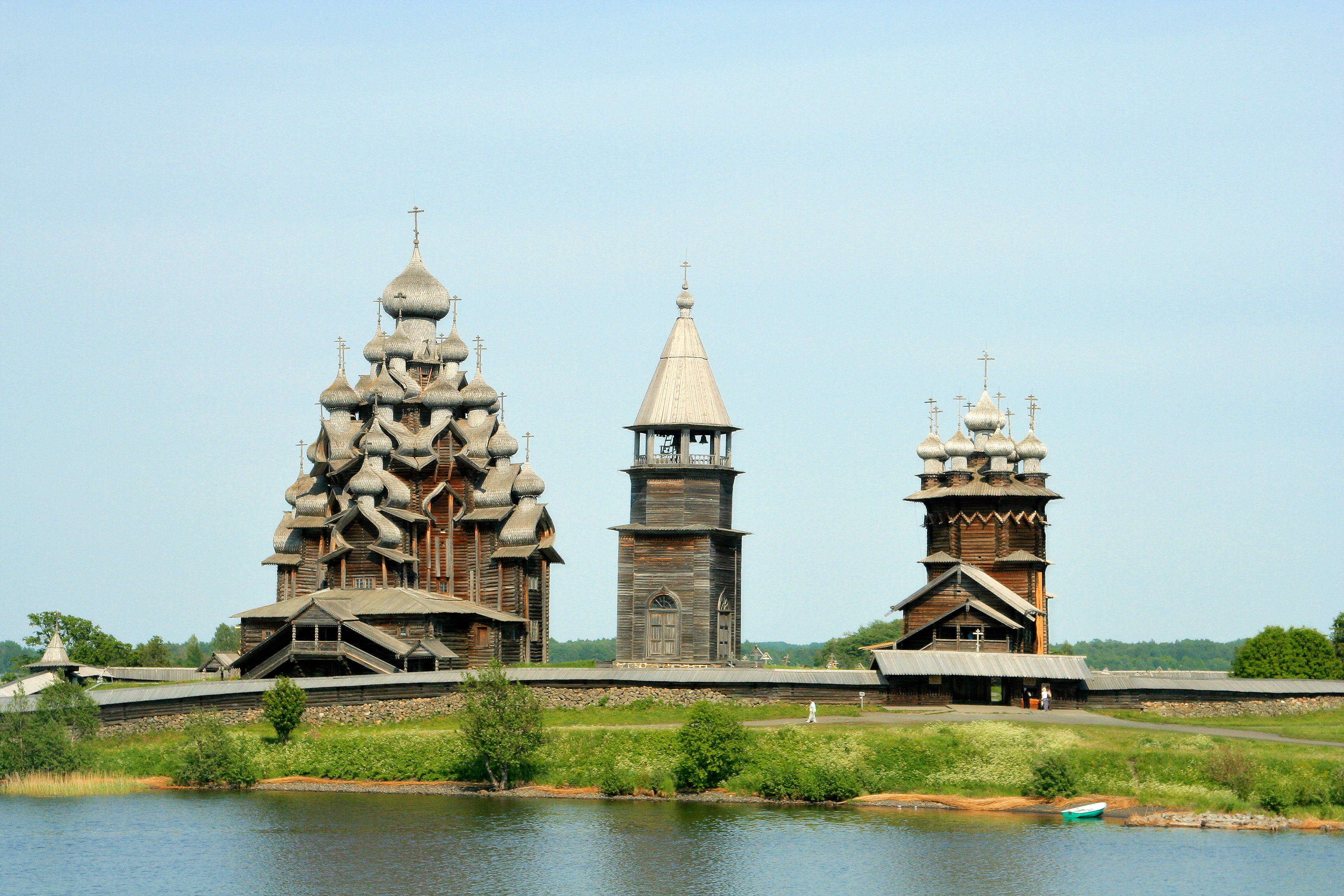
Las dos iglesias principales de la isla de Kijí (1711-1714)

## Rusia imperial (1712-1917)

### Pedro I y la nueva capital

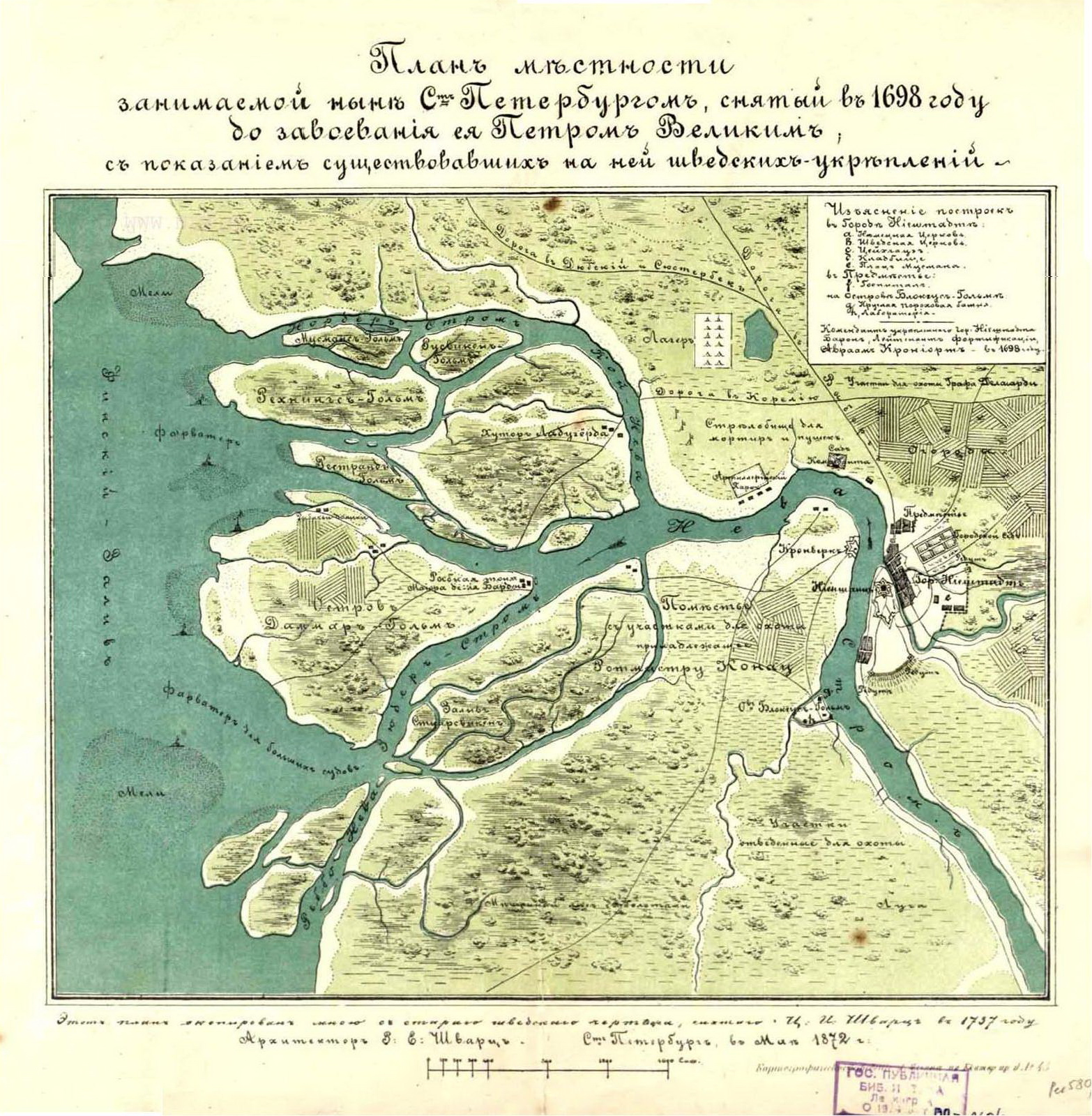
Mapa del área ahora ocupada por San Petersburgo, en 1698.

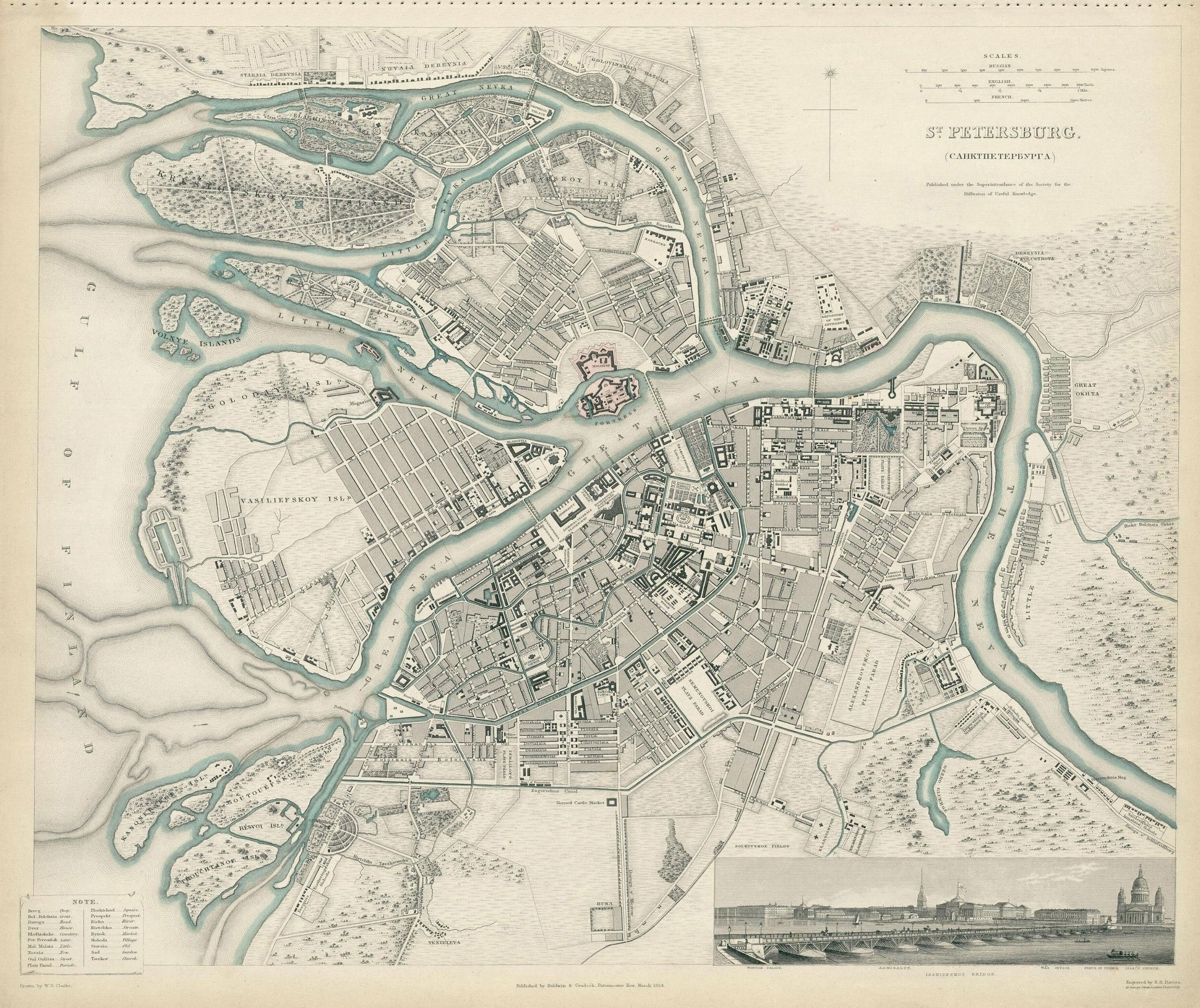
Mapa de la nueva capital en 1834.

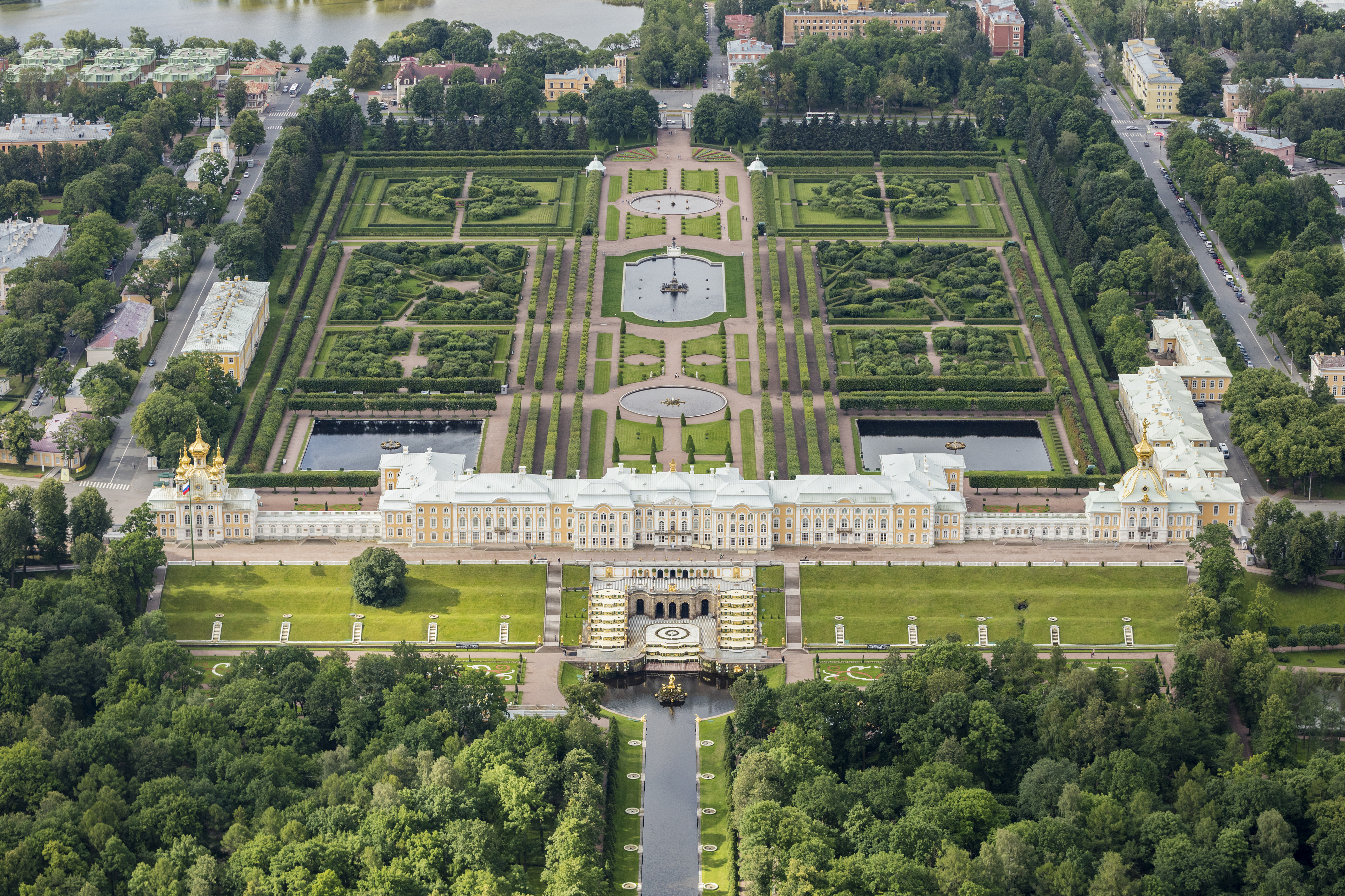
Vista aérea del palacio Peterhof, la residencia oficial de Pedro el Grande

Después de regresar de su Gran Embajada en 1698, Pedro I de Rusia se embarcó en una política de occidentalización y expansión que transformaría el Zarato ruso en el Imperio ruso y en una gran potencia europea. Enfrascado desde 1700 en la Gran Guerra del Norte, Pedro I conquistó el 1 de mayo de 1703, la fortaleza sueca de Nyenschantz y la ciudad de Nyen, en la zona del delta del río Nevá. Fundó allí la ciudad de San Petersburgo, en honor de su patrón San Pedro, el 27 de mayo de 1703 y la construcción fue emprendida bajo condiciones climáticas y geográficas adversas. La alta tasa de mortalidad requirió un suministro constante de trabajadores y Pedro ordenó un reclutamiento anual de 40 000 siervos, un conscripto por cada nueve a dieciséis familias.
La cultura y el diseño de la nueva ciudad se concibieron como un rechazo consciente de la arquitectura rusa de influencia bizantina tradicional, como el barroco Naryshkin, entonces en boga, en favor de la arquitectura de inspiración clásica que prevalecía en las grandes ciudades de Europa. El zar tenía la intención de que su nueva ciudad fuera diseñada en un estilo renacentista flamenco, más tarde conocido como barroco petrino, y ese fue el estilo que seleccionó para su nuevo palacio en la ciudad. La primera residencia real en el sitio había sido una humilde cabaña de troncos conocida entonces como Dómik Petrá I (Casita de Pedro I), construida en 1704, que daba al río Nevá. En 1711, fue transportado a la Petróvskaya Náberezhnaya (el malecón de Pedro), donde todavía se encuentra. Con el sitio despejado, el zar se embarcó en la construcción de una casa más grande entre 1711 y 1712. Esta casa, hoy conocida como el primer Palacio de Invierno, fue diseñada por Domenico Trezzini.
El siglo XVIII fue un período de gran desarrollo en la arquitectura real europea, ya que la necesidad de tener residencias fortificadas disminuyó gradualmente. Este proceso, que había comenzado a finales del siglo XVI, se aceleró y los grandes palacios clásicos reemplazaron rápidamente a los castillos fortificados en los países europeos más poderosos. Uno de los ejemplos más antiguos y notables fue el Versalles de Luis XIV. Completamente terminado en 1710, Versalles, con su tamaño y esplendor, aumentó la rivalidad entre los soberanos de Europa. Pedro el Grande, interesado en promover todos los conceptos occidentales, deseaba tener un palacio moderno como sus compañeros soberanos. Sin embargo, a diferencia de algunos de sus sucesores, Pedro nunca aspiró a rivalizar con Versalles.
El primer Palacio de Invierno fue un modesto edificio de dos plantas principales bajo un techo de pizarra. Parece que Pedro pronto se cansó del primer palacio, ya que en 1721, la segunda versión del Palacio de Invierno fue construida bajo la dirección del arquitecto Georg Mattarnovy. El palacio de Mattarnovy, aunque todavía era muy modesto en comparación con los palacios reales de otras capitales europeas, tenía dos plantas sobre una planta baja rusticada, con una proyección central bajo de un frontón sostenido por columnas. Fue aquí donde Pedro el Grande murió en 1725.

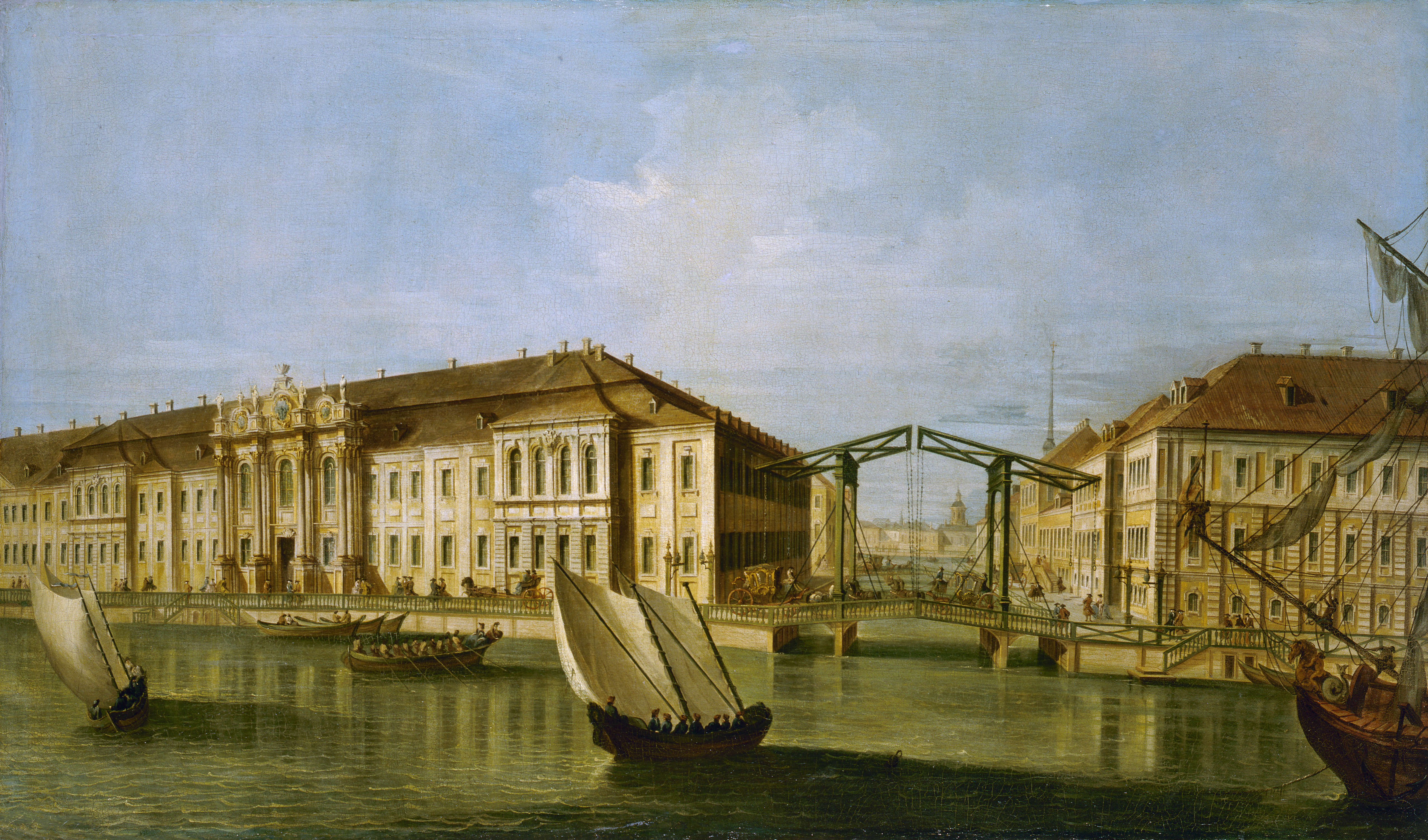
El tercer Palacio de Invierno de 1727. Diseñado por Domenico Trezzini, incorporó el segundo Palacio de Invierno de 1721 de Georg Johann Mattarnovy como uno de sus pabellones de terminación.

El Palacio de Invierno no era el único palacio en la ciudad inconcluso, ni siquiera el más espléndido, ya que Pedro había ordenado a sus nobles construir residencias y pasar la mitad del año allí. Esta fue una orden impopular; San Petersburgo estaba entonces sobre un pantano, con poca luz solar, y se decía que allí solo crecerían coles y nabos. Estaba prohibido derribar árboles para obtener combustible, por lo que se permitía el uso de agua caliente solo una vez a la semana. Solo la segunda esposa de Pedro, la emperatriz Catalina, fingió disfrutar la vida en la nueva ciudad.
El primer edificio de la nueva ciudad fue la fortaleza de San Pedro y San Pablo, dispuesta en la isla Záyachi, en la orilla derecha del Nevá, a cinco kilómetros tierra adentro desde el Golfo. La marisma fue drenada y la ciudad se extendió desde la fortaleza bajo la supervisión de ingenieros alemanes y neerlandeses a quienes Pedro había invitado a Rusia. Pedro restringió la construcción de edificios de piedra en toda Rusia fuera de San Petersburgo para que todos los canteros fueran a ayudar a construir la nueva ciudad. Al mismo tiempo, Pedro contrató a un gran número de ingenieros, arquitectos, constructores navales, científicos y hombres de negocios de todos los países de Europa. La inmigración sustancial de profesionales educados finalmente convirtió a San Petersburgo en una ciudad mucho más cosmopolita que Moscú y el resto de Rusia. Los esfuerzos de Pedro por impulsar la modernización en Moscú y el resto de Rusia fueron completamente incomprendidos por la anticuada nobleza rusa y finalmente fracasaron, causándole muchos problemas con la oposición, incluidos varios atentados contra su vida y la traición de su propio hijo.
Pedro trasladó la capital de Moscú a San Petersburgo en 1712, nueve años antes del tratado de Nystad, a una nueva ciudad que quería acondicionar según el modelo neerlandés, en el estilo barroco. Llamada la "ventana a Europa", era un puerto marítimo y también una base para la armada protegida por la fortaleza de Kronstadt. La primera persona que construyó una casa en San Petersburgo fue Cornelis Cruys, comandante de la Flota del Báltico. Inspirado por Venecia y Ámsterdam, Pedro el Grande propuso barcos y coracles como medio de transporte en su ciudad de canales. Inicialmente, solo había 12 puentes permanentes sobre las vías fluviales más pequeñas, mientras que el Bolshaya Nevá era atravesado por embarcaciones en el verano y a pie o en carruajes de caballos durante el invierno. Un puente de pontones sobre el Nevá era construido cada verano.
Pedro había quedado impresionado por Versalles y otros palacios en Europa. Su palacio oficial de una importancia comparable en Peterhof fue el primer palacio suburbano utilizado permanentemente por el zar como residencia oficial principal y lugar de la recepciones oficiales y bailes estatales. El palacio frente al mar, Monplaisir y el Gran Palacio de Peterhof se construyeron entre 1714 y 1725. En 1716, el rey de Prusia presentó un regalo al zar Pedro: la cámara de Ámbar. Aleksandr Danílovich Ménshikov, el mejor amigo de Pedro, fue el primer gobernador general de la Gobernación de San Petersburgo en 1703-1727 y para él se construyó como residencia oficial el palacio Ménshikov (1710-1711), construido por el italiano Giovanni Maria Fontana y, más tarde, el alemán Gottfried Johann Schädel. En 1724 se estableció en la ciudad la Academia de Ciencias de San Petersburgo. Después de la muerte de Pedro el Grande, Ménshikov fue arrestado y exiliado a Siberia. En 1728, Pedro II de Rusia devolvió la capital a Moscú, pero 4 años más tarde, en 1732, San Petersburgo volvió a ser la capital y permaneció como sede del gobierno durante aproximadamente dos siglos. El logro arquitectónico más importante de su reinado, aparte de los palacios, fue la catedral de San Pedro y San Pablo (San Petersburgo) (1712-1733).
San Petersburgo prosperara bajo el gobierno de dos de las mujeres más poderosas en la historia de Rusia: la emperatriz Isabel y Catalina la Grande, que reinó durante 34 años, de 1762 a 1796. Bajo su mandato, que ejemplificó la de un déspota ilustrado, se construyeron más palacios en San Petersburgo que en cualquier otra capital en el mundo.

Reinado de Pedro I (r. 1682-1725
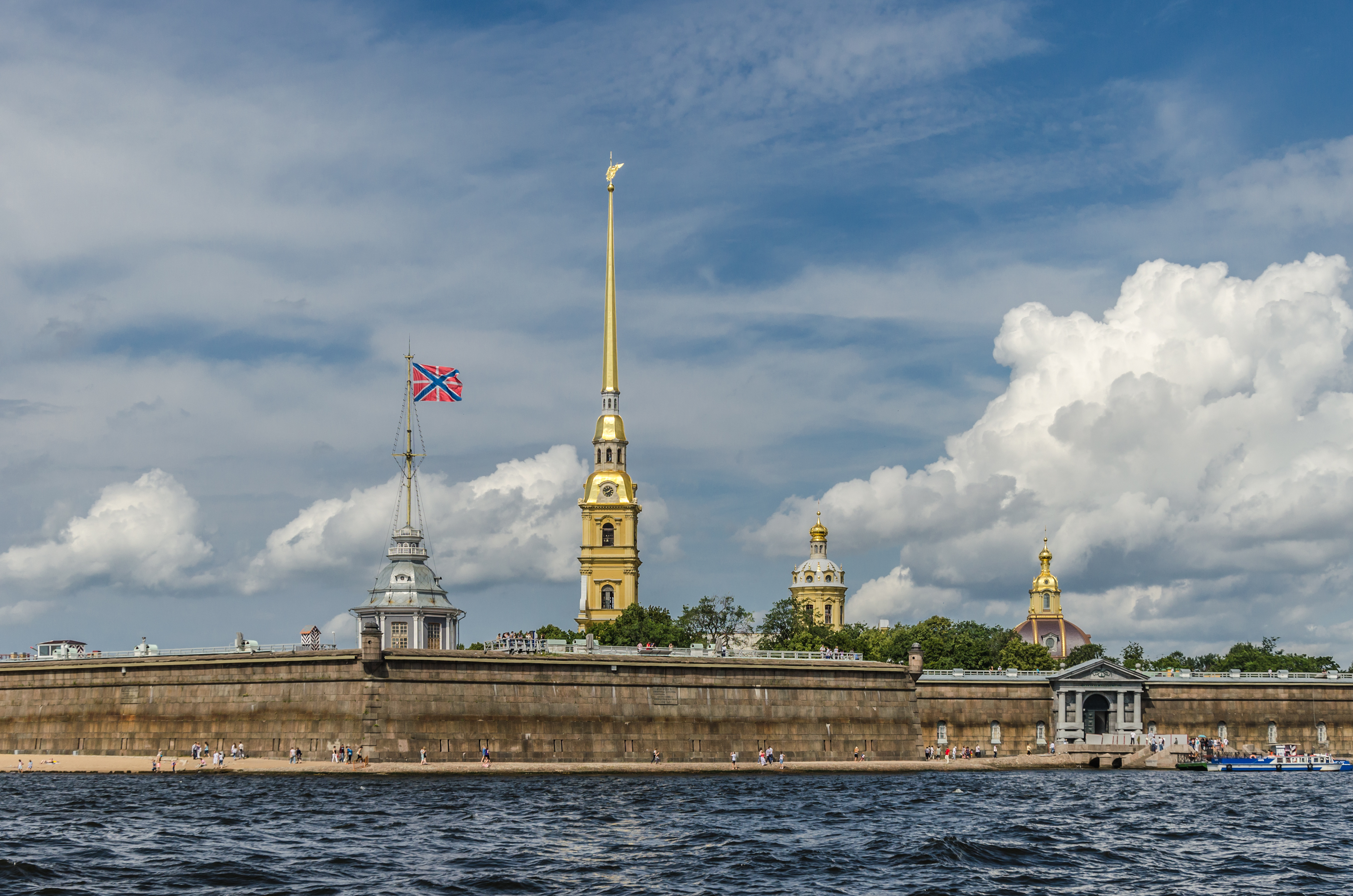
Fortaleza de San Pedro y San Pablo (1706-1740)
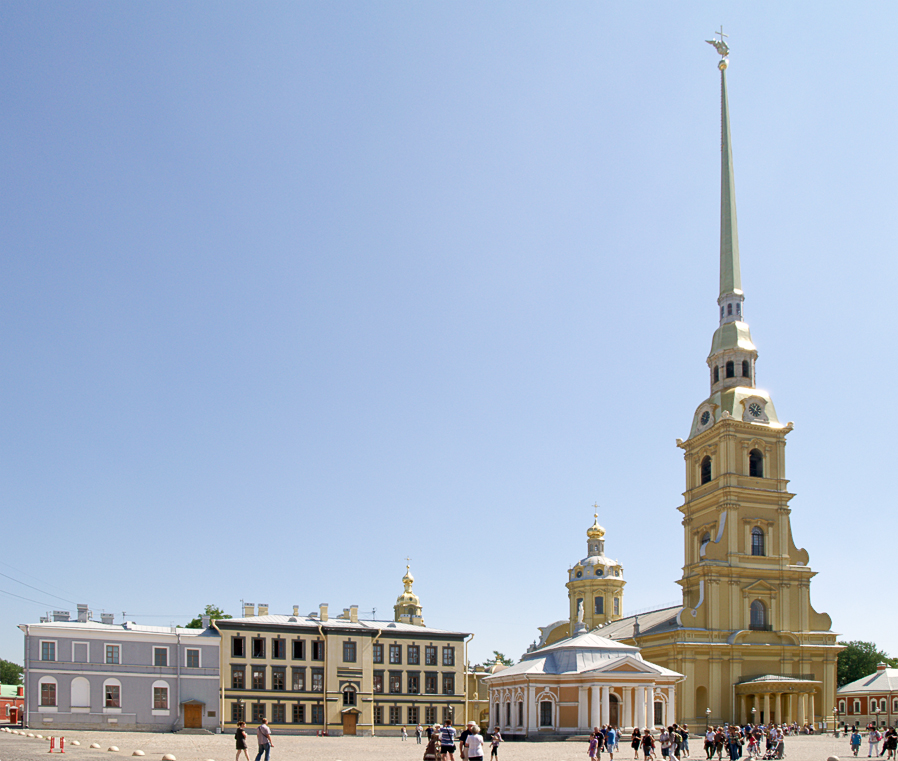
Catedral de San Pedro y San Pablo (San Petersburgo) (1712-1733), de Domenico Trezzini
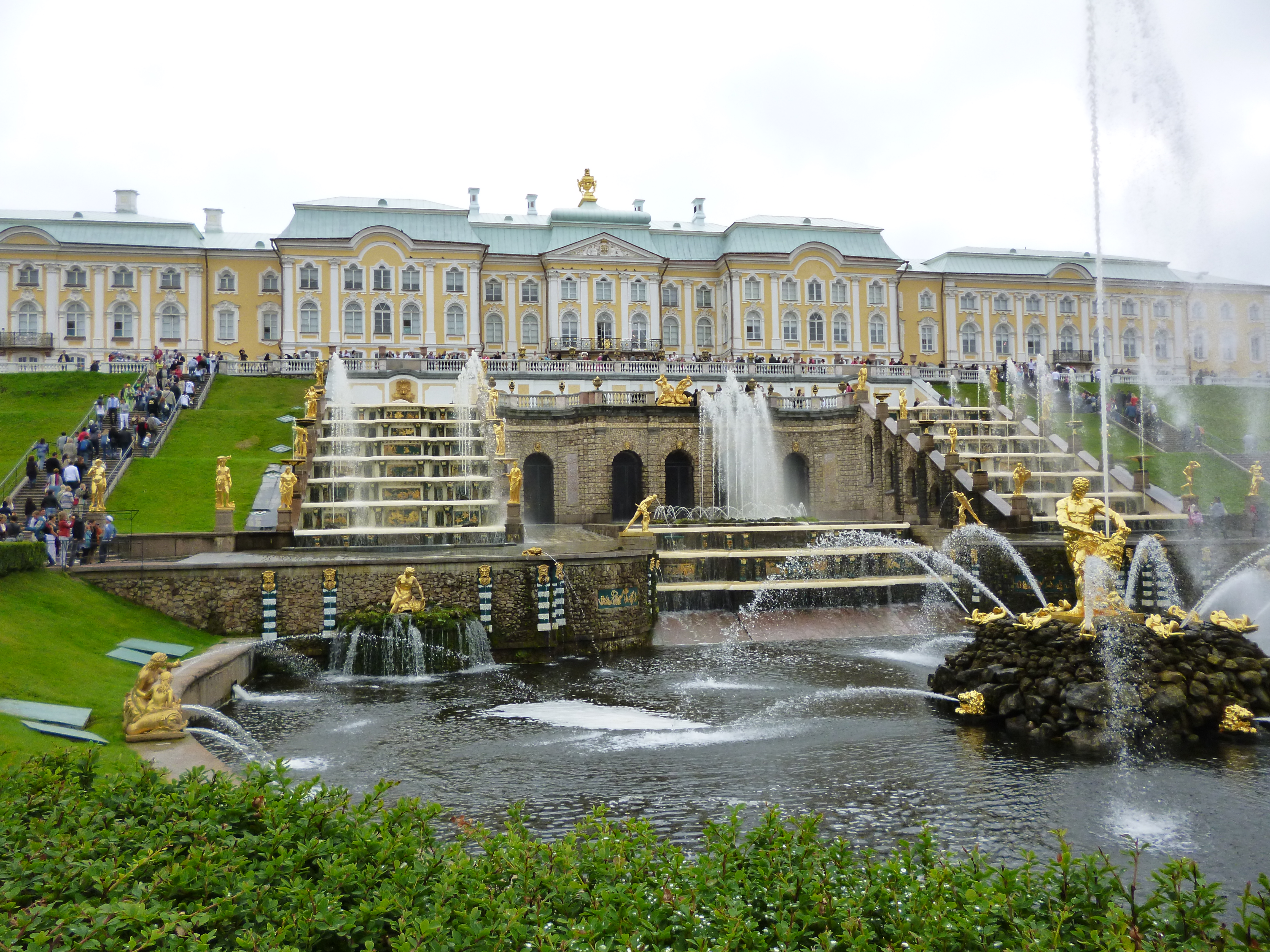
Palacio Peterhof (1714-1755)
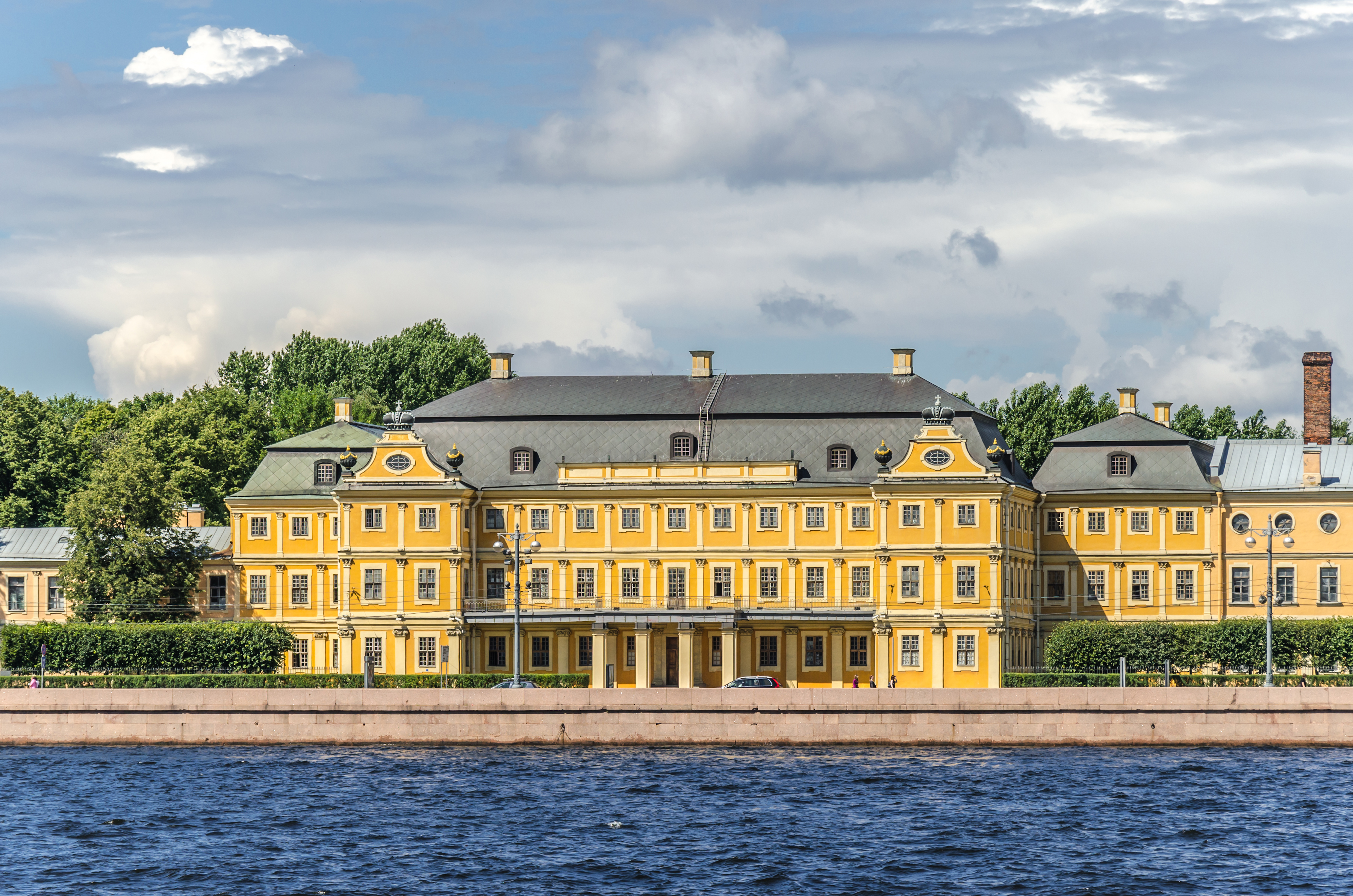
Palacio Ménshikov (1710-1711)

### Reinados de las zarinas Ana (1730-1740) e Isabel (r. 1741-1762)

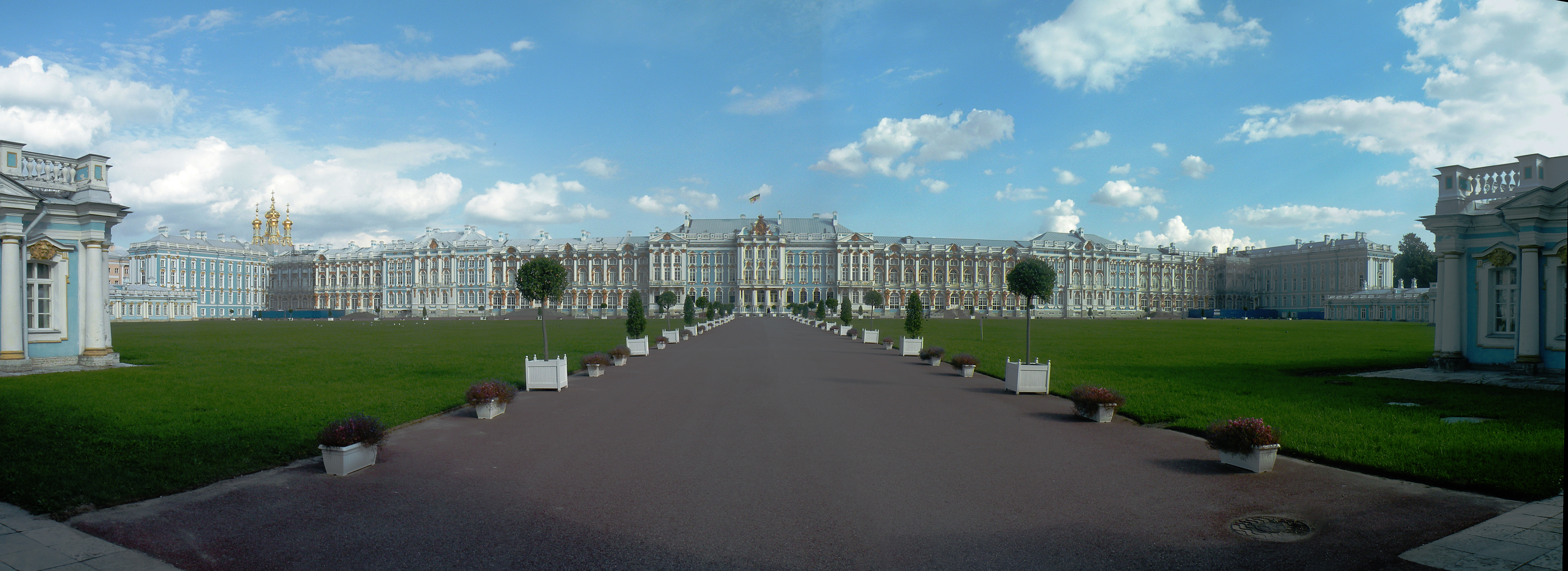
El palacio de Catalina (1752-1756), el palacio de verano erigido por Rastrelli para la emperatriz Isabel

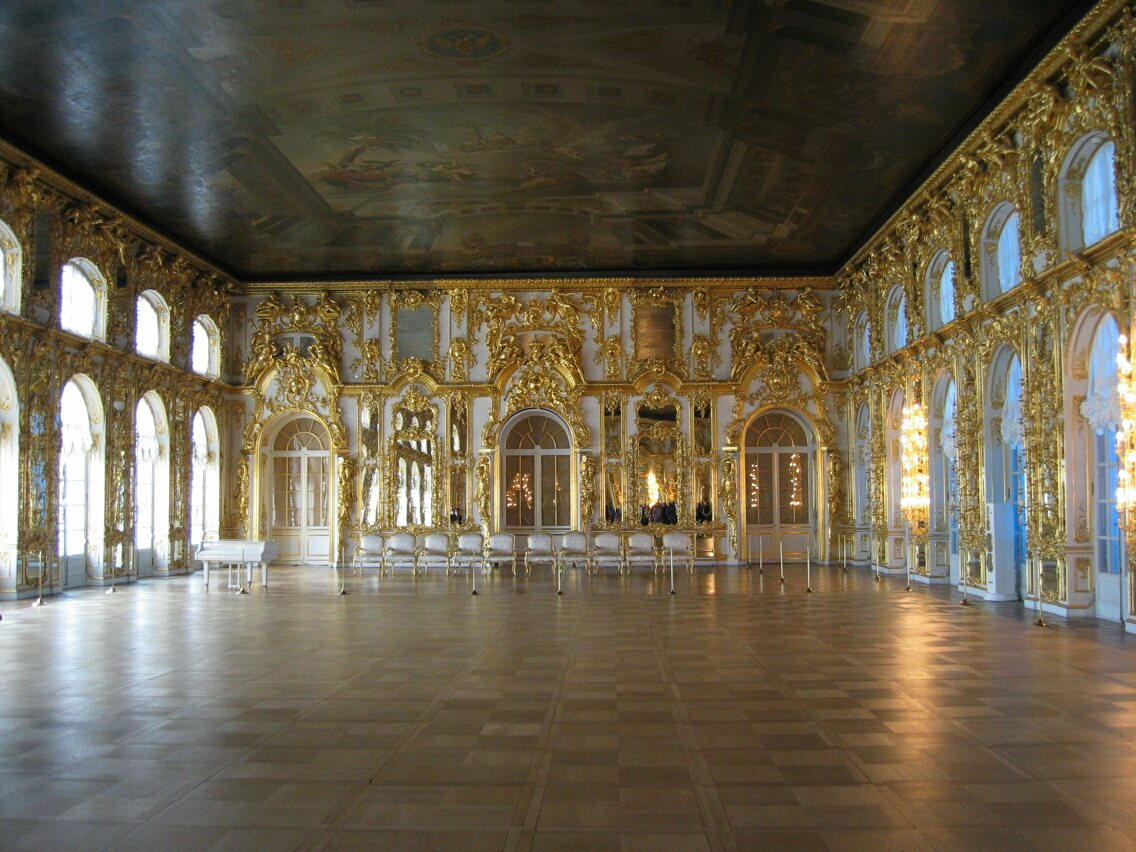
Gran salón de baile del palacio de Catalina

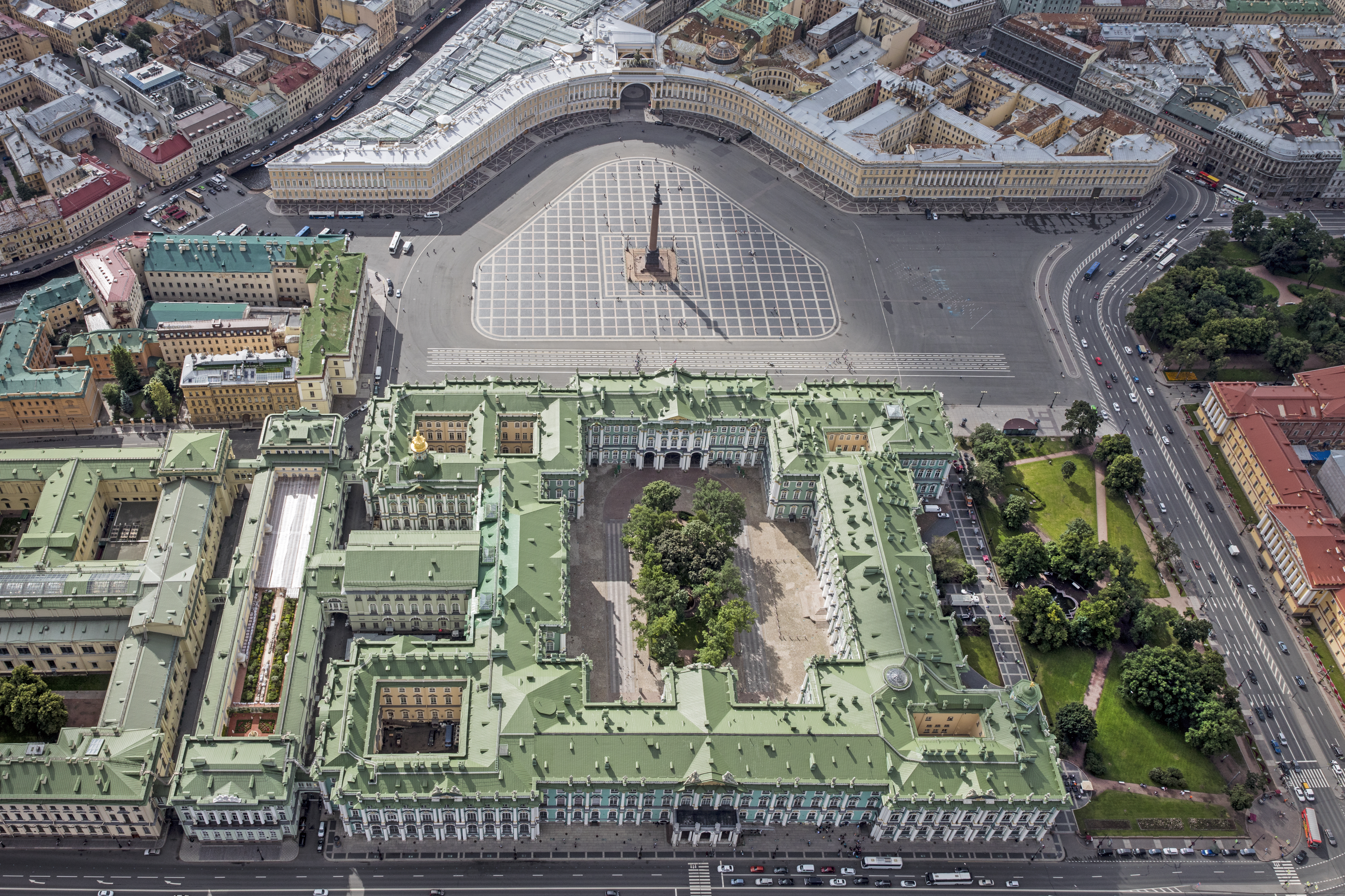
Vista aérea del palacio de Invierno (1762-1796)

Ana (r. 1730-1740) no prestó especial atención a los grandes proyectos pero sí Isabel (r. 1741-1762), que era amante de las grandes fiestas y bailes y de la música. La hija de Pedro reinó sin una sola ejecución en 22 años. Redujo los impuestos, redujo el tamaño del gobierno, y fue conocida por sus bailes de mascaradas y festejos, acumulando un vestuario de unos 12000 vestidos, la mayoría de ellos conservados ahora como piezas de arte museístico. Apoyó a la Academia Rusa de Ciencias y financió muchos proyectos de construcción durante su reinado, liderados por el exuberante estilo barroco de Bartolomeo Rastrelli; fueron obras maestras del italiano la catedral de Smolny (1744-1764), el palacio de Catalina (1752-1756) y el palacio de Invierno (1762-1796), que Isabel no pudo ver completado.
El convento Smolny había sido emprendido como hogar para Isabel cuando su padre Pedro la había apartado de la línea sucesoria y consideró que se convirtiese en monja. Ya como emperatriz, el convento fue uno de los muchos edificios religiosos erigidos por su patrocinio, utilizando los fondos de la nación (en lugar de los de la iglesia). Según Robert Nisbet Bain, «Ningún otro soberano ruso ha erigido tantas iglesias». La catedral (1744-1764), el edificio principal del convento, está considerada como una de las obras principales del estilo barroco de Rastrelli. El monumento inicial debía conllevar un campanario que le haría ser el edificio más alto de San Petersburgo. La muerte de Isabel en 1762 no permitió la finalización de la construcción.
En 1733, la emperatriz Ana había encargado a Mijaíl Zemtsov y Andréi Kvásov que ampliaran el antiguo palacio de Catalina, su palacio de verano. La emperatriz Isabel, sin embargo, consideró que la residencia de su madre estaba pasada de moda y que era incómoda, y en mayo del año 1752 pidió a su arquitecto de corte, Rastrelli, que demoliera la antigua edificación y la reemplazara con un edificio mucho más grande en un llamativo estilo rococó. La construcción tardó cuatro años en realizarse y el 30 de julio de 1756, el arquitecto presentó el flamante nuevo palacio de 325 metros de largo a la emperatriz, a sus aturdidos cortesanos y a los estupefactos embajadores extranjeros.
A petición de Isabel, Rastrelli, que trabajaba también en las obras de ampliación del palacio de Invierno (el tercero desde el primero construido por Pedro el Grande), ideó un esquema completamente nuevo en 1753, en una escala colosal. La finalización acelerada del palacio se convirtió en una cuestión de honor para la emperatriz, que consideraba el palacio como un símbolo de prestigio nacional. Los trabajos no se interrumpían ni en el invierno y seguían durante todo el año, incluso en los meses más severos del invierno. Ni las privaciones del pueblo ruso y en el ejército causadas por la guerra de los Siete Años en curso, fueron obstáculos y se asignaron al proyecto 859 555 rublos, una suma recaudada por un impuesto a las tabernas estatales. Aunque los trabajadores ganaban un salario mensual de solo un rublo, el costo del proyecto excedió el presupuesto, tanto que el trabajo cesó debido a la falta de recursos a pesar del deseo obsesivo de la Emperatriz de completarlo rápidamente. En última instancia, se aumentaron los impuestos sobre la sal y el alcohol para financiar los costos adicionales, aunque el pueblo ruso ya estaba agobiado por los impuestos para pagar la guerra. El costo final fue de 2 500 000 rublos. En 1759, poco antes de la muerte de Isabel, un Palacio de Invierno verdaderamente digno de ese nombre ya estaba a punto de completarse.
Otras obras barrocas destacadas del reinado de Isabel fueron el campanario de la Laura de la Trinidad y San Sergio —de los arquitectos Iván Michurin y Dmitri Ujtomski—, que con sus 88 metros, era una de las edificaciones más altas construidas en Rusia hasta esa fecha, y la Puerta Roja (demolida en 1928).

Reinado de la zarina Isabel (r. 1741-1762
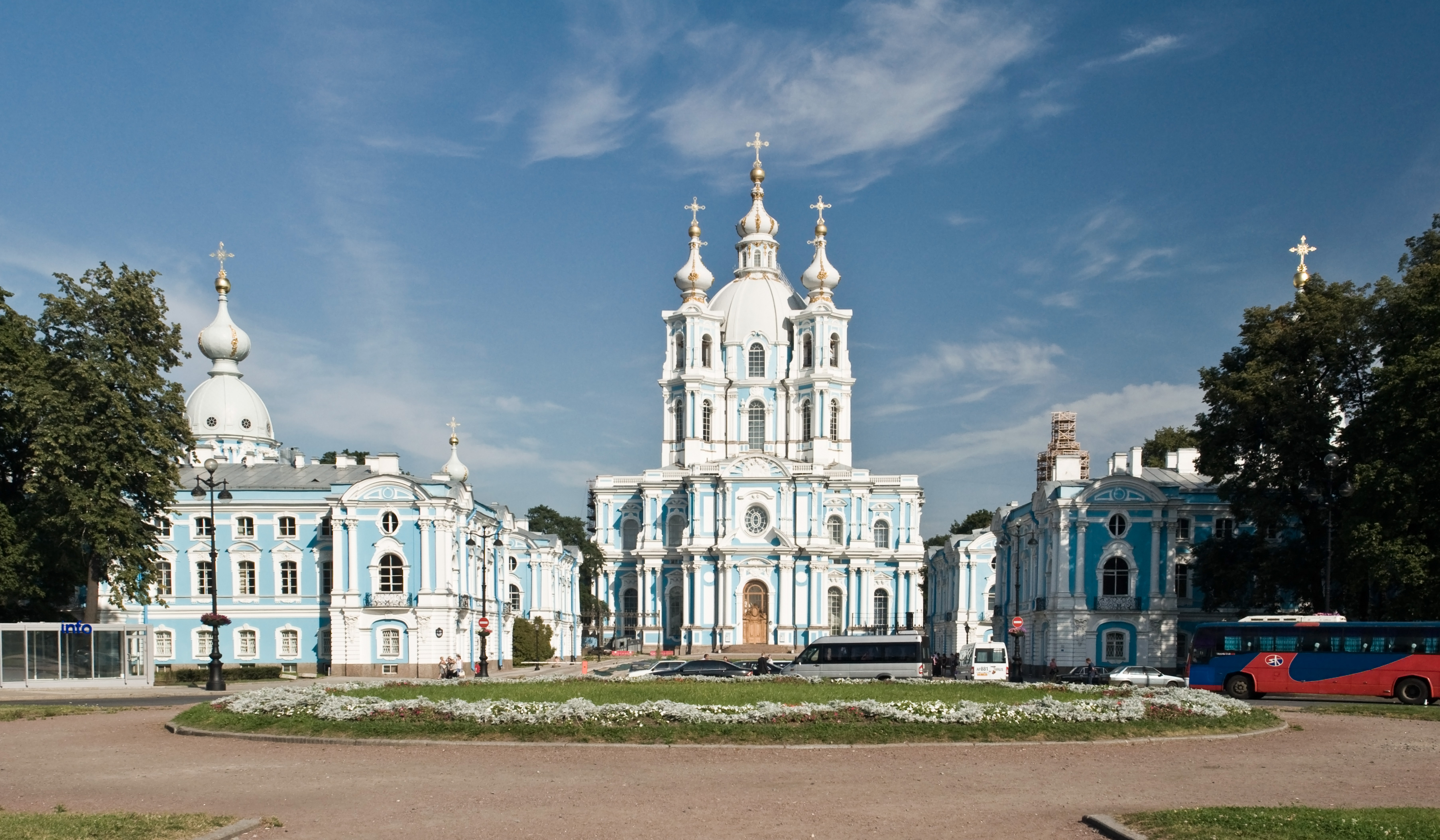
Convento Smolny (1744-1764)
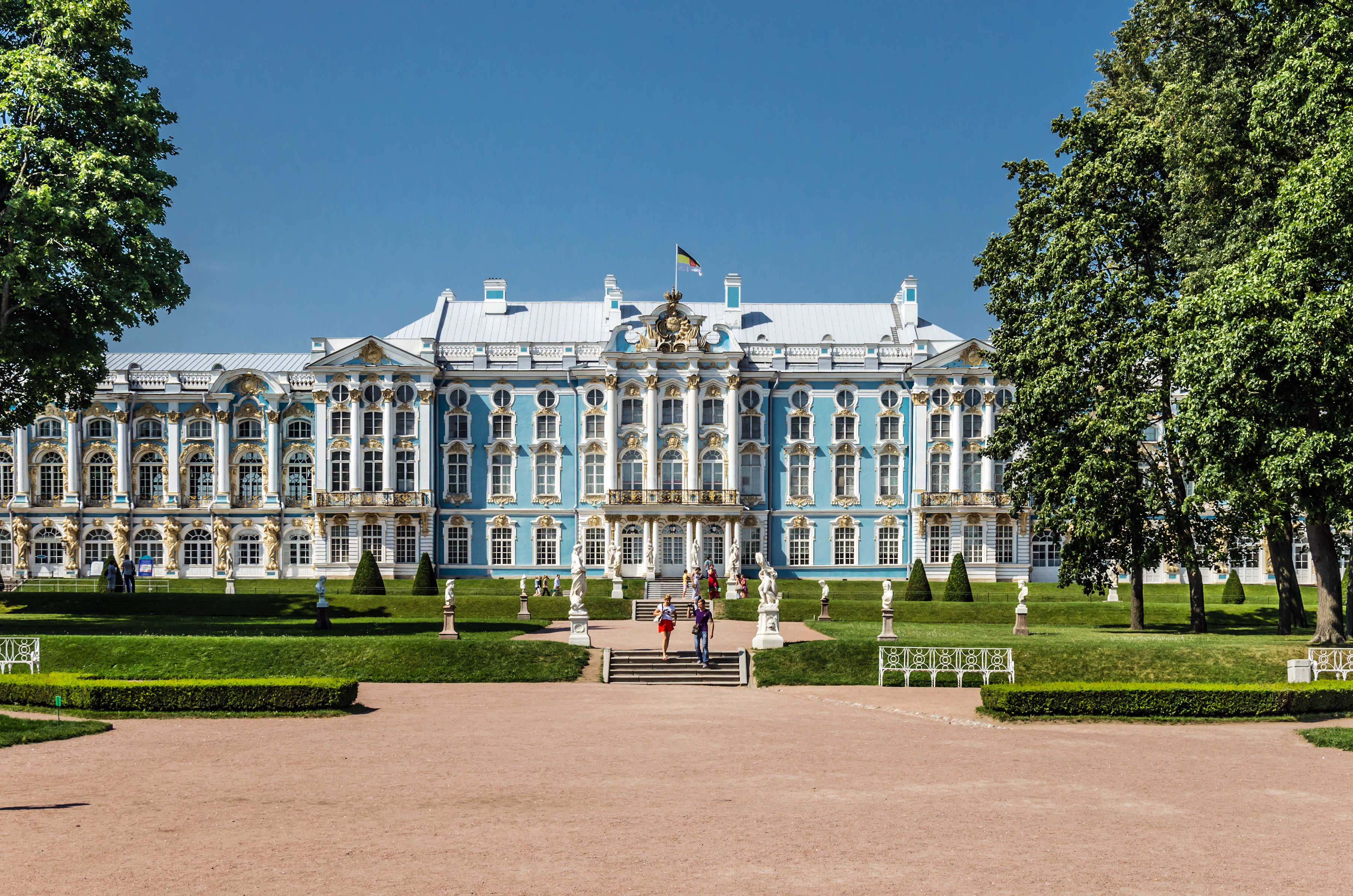
Palacio de Catalina en Tsárskoye Seló (1752-1757)
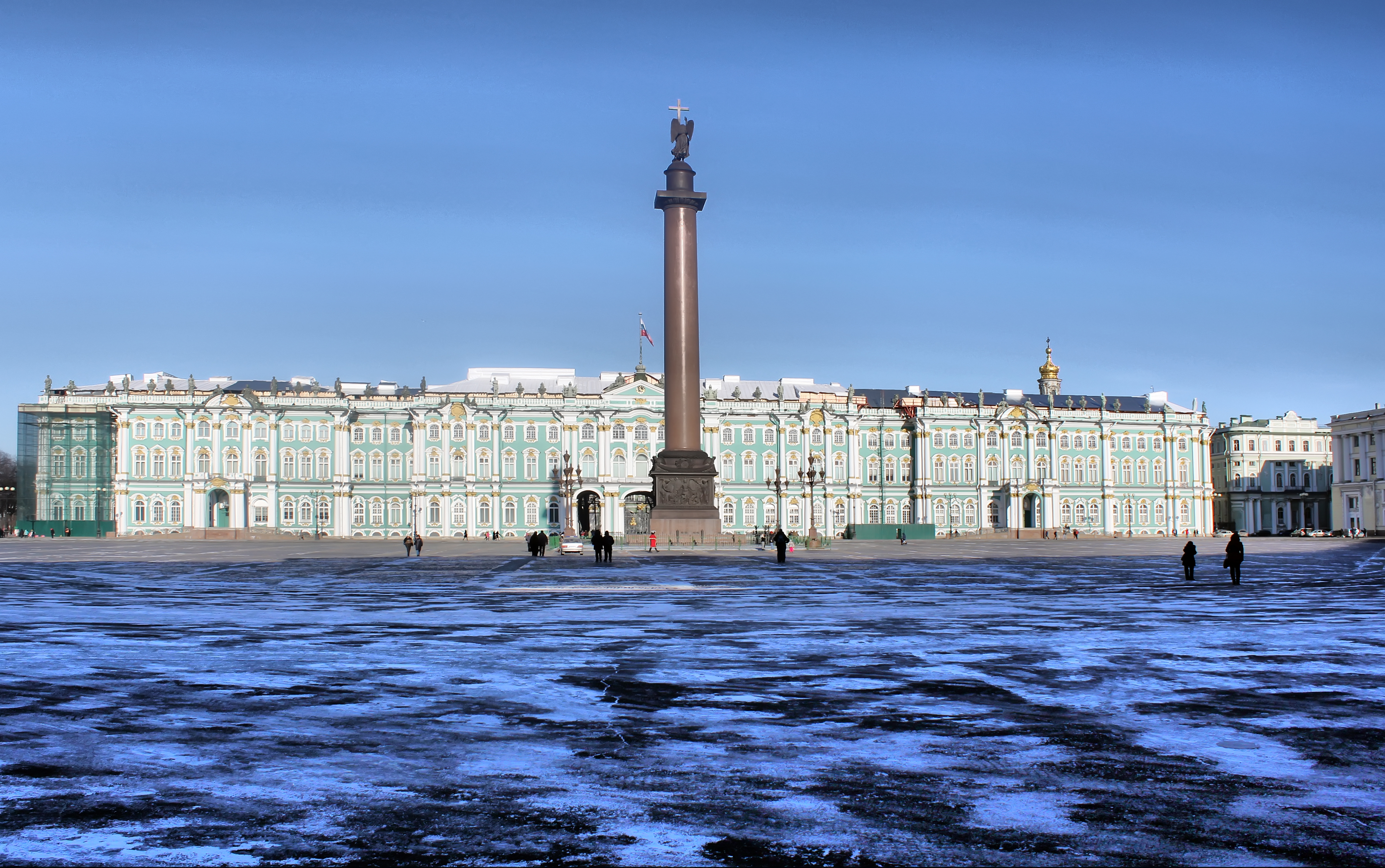
Palacio de Invierno (1762-1796)
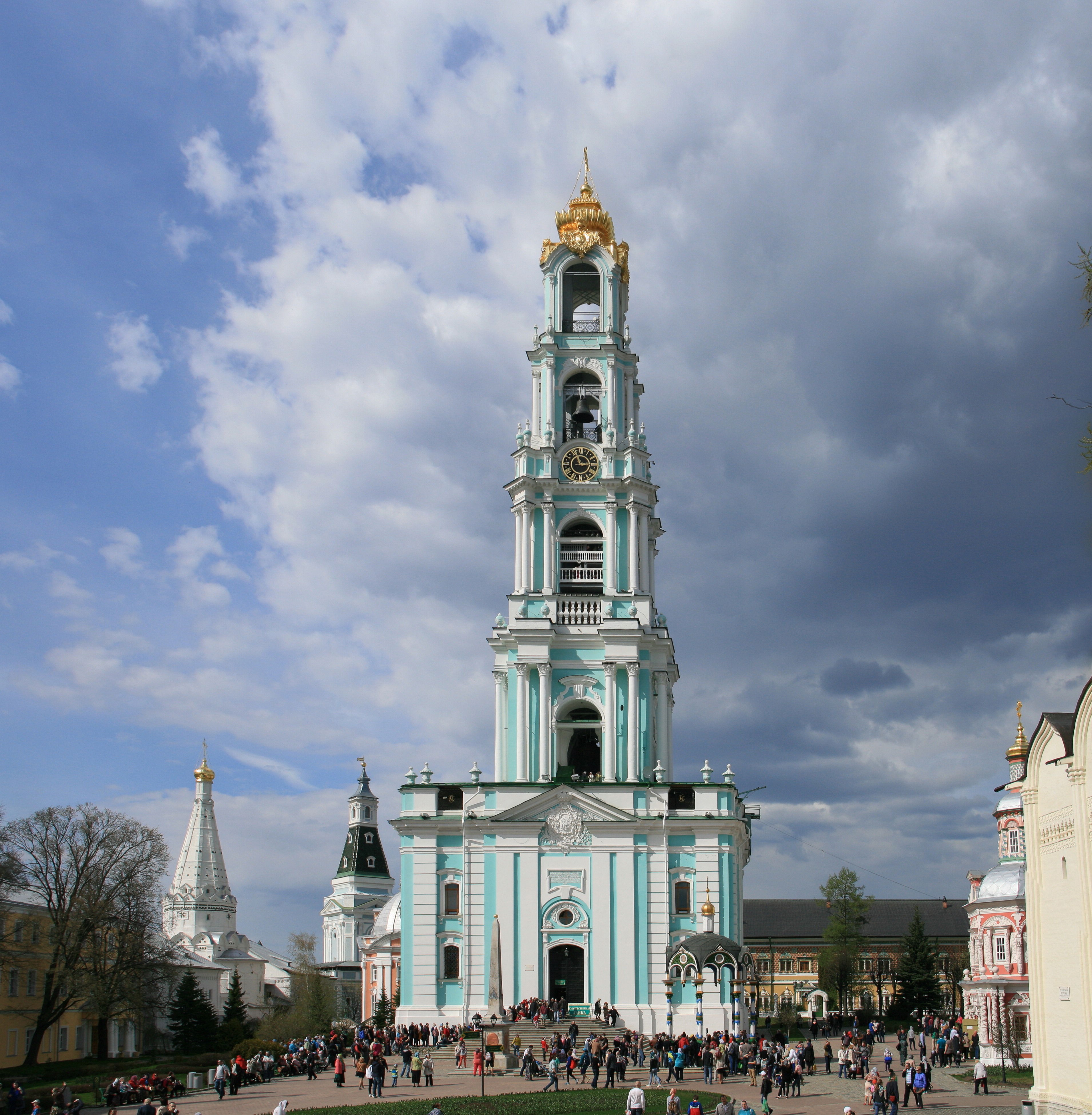
Campanario de la Laura de la Trinidad y San Sergio

### Reinados de Catalina la Grande (r. 1762-1796)
Catalina la Grande, que reinó durante 34 años, de 1762 a 1796, despidió a Rastrelli y prefirió a arquitectos neoclásicos invitados de Escocia y de Italia. Catalina residió en los palacios de Invierno y de Verano y tenía la reputación de ser una mecenas de las artes, la literatura y la educación. Fundó la soberbia colección de arte con la que cuenta hoy el Museo del Hermitage de San Peterburgo, que ahora ocupa el conjunto del Palacio de Invierno. En su afán por reunir un acervo artístico equiparable (o superior) a los de otras cortes europeas, gastó cuantiosas cifras en comprar cientos de pinturas y esculturas, en ocasiones colecciones enteras de nobles y magnates de Francia e Inglaterra como la el barón Pierre Crozat y del político Robert Walpole.
Entre las construcciones más importantes de su reinado se encuentran el palacio Petrovski (1776-1780) en honor a la victoria de la Rusia imperial sobre el Imperio otomano, después de la guerra ruso-turca de 1768-1774, un palacio imperial, construido por Matvéi Kazakov, sirvió de lugar de descanso de Catalina antes de la llegada a Moscú de la carretera de San Petersburgo; la catedral de la Santísima Trinidad del monasterio de Alejandro Nevski (1776-1790) (diseñada por Iván Stárov); el Palacio del Senado (1776-1788), un proyecto neoclásico de Matvéi Kazakov, para albergar el Senado moscovita, la máxima institución legislativa de la Rusia imperial (en el siglo posterior el edificio fue utilizado por la Corte Regional de Moscú); el Teatro del Hermitage (1782-1785), como teatro palladiano siguiendo un proyecto de Giacomo Quarenghi quien se inspiró en el Teatro Olímpico de Vicenza; el palacio de Alejandro (1792-1796), un proyecto neoclásico encargado por Catalina a Giacomo Quarenghi para su nieto favorito y futuro emperador Alejandro I de Rusia con motivo de su matrimonio con la gran duquesa Elizaveta Alekséievna, nacida princesa Luisa María Augusta de Baden; Bajo su mandato, que ejemplificó la de un déspota ilustrado, se construyeron más palacios en San Petersburgo que en cualquier otra capital en el mundo.
Bajo el reinado de Catalina, los moscovitas Vasili Bazhénov y Matvéi Kazakov fueron los inspiradores del renacimiento del estilo gótico ruso.

Reinado de Catalina la Grande (r. 1762-1796)
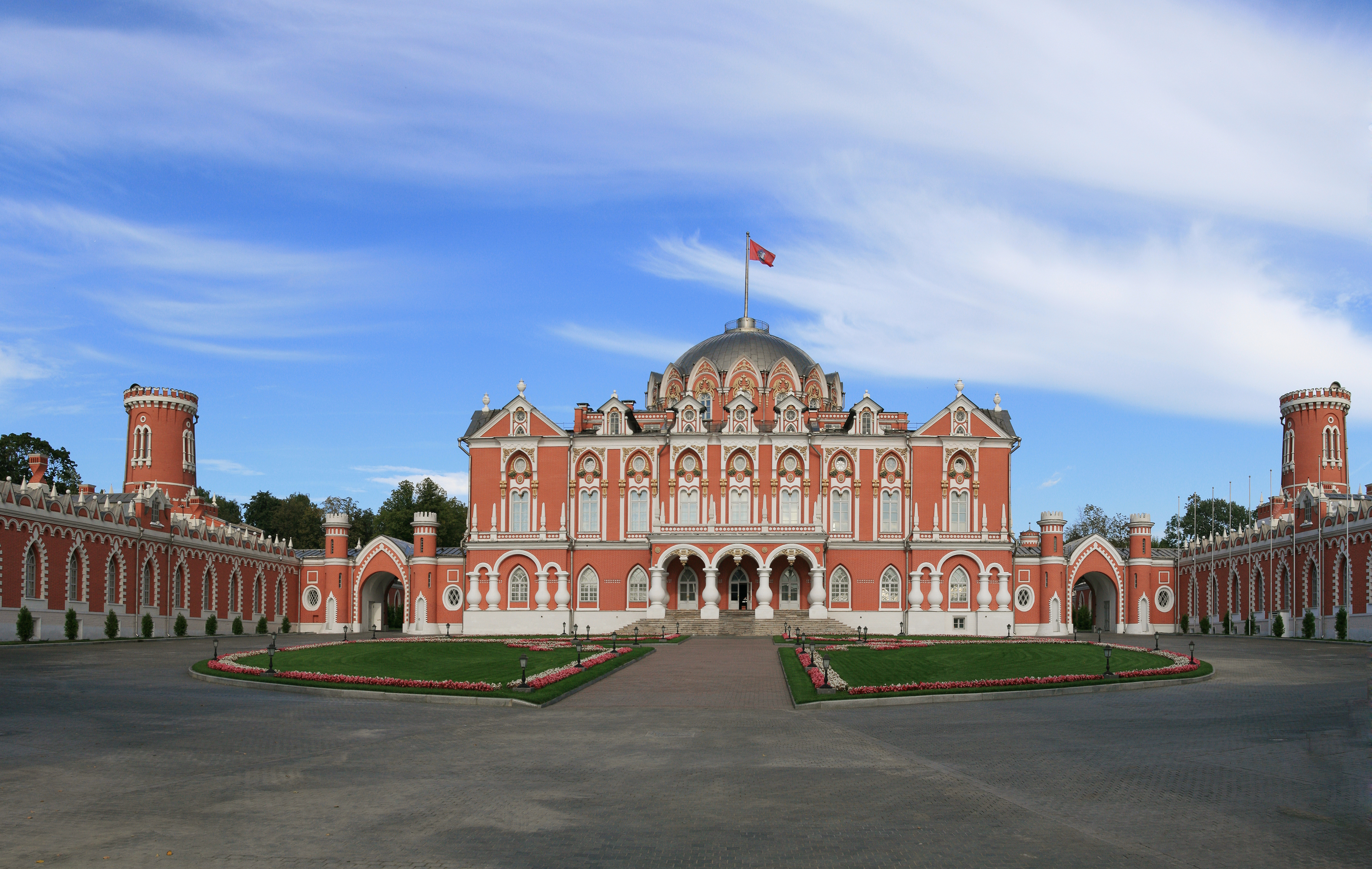
Palacio Petrovski (1776-1780)
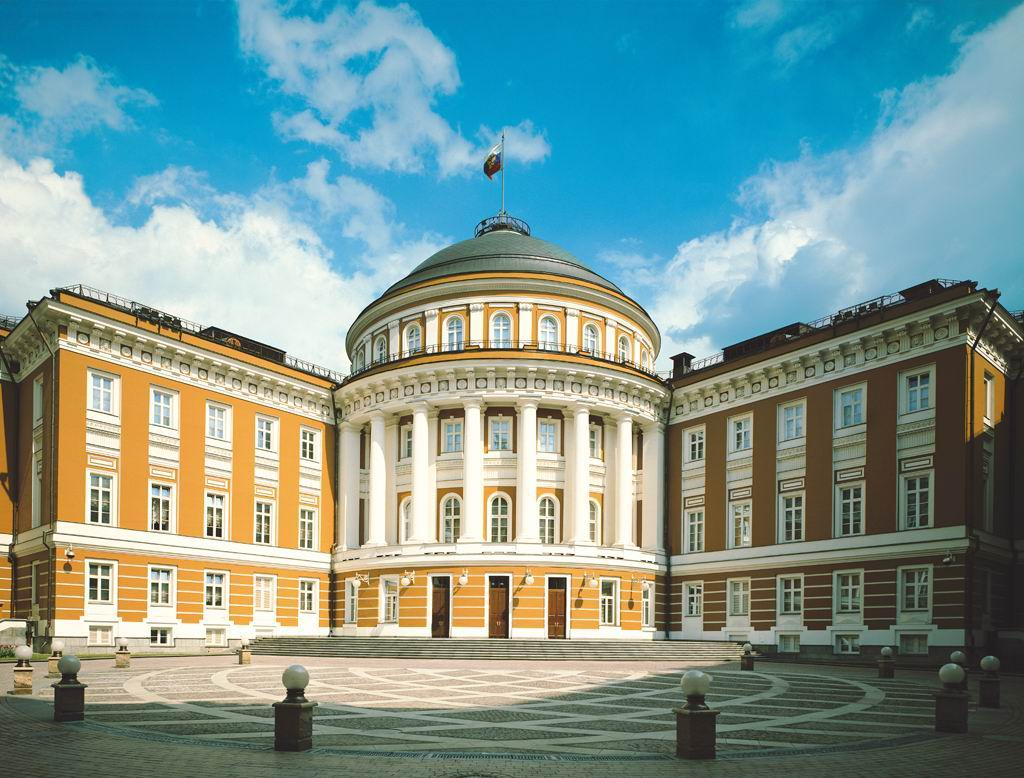
Palacio del Senado (1776-1788)
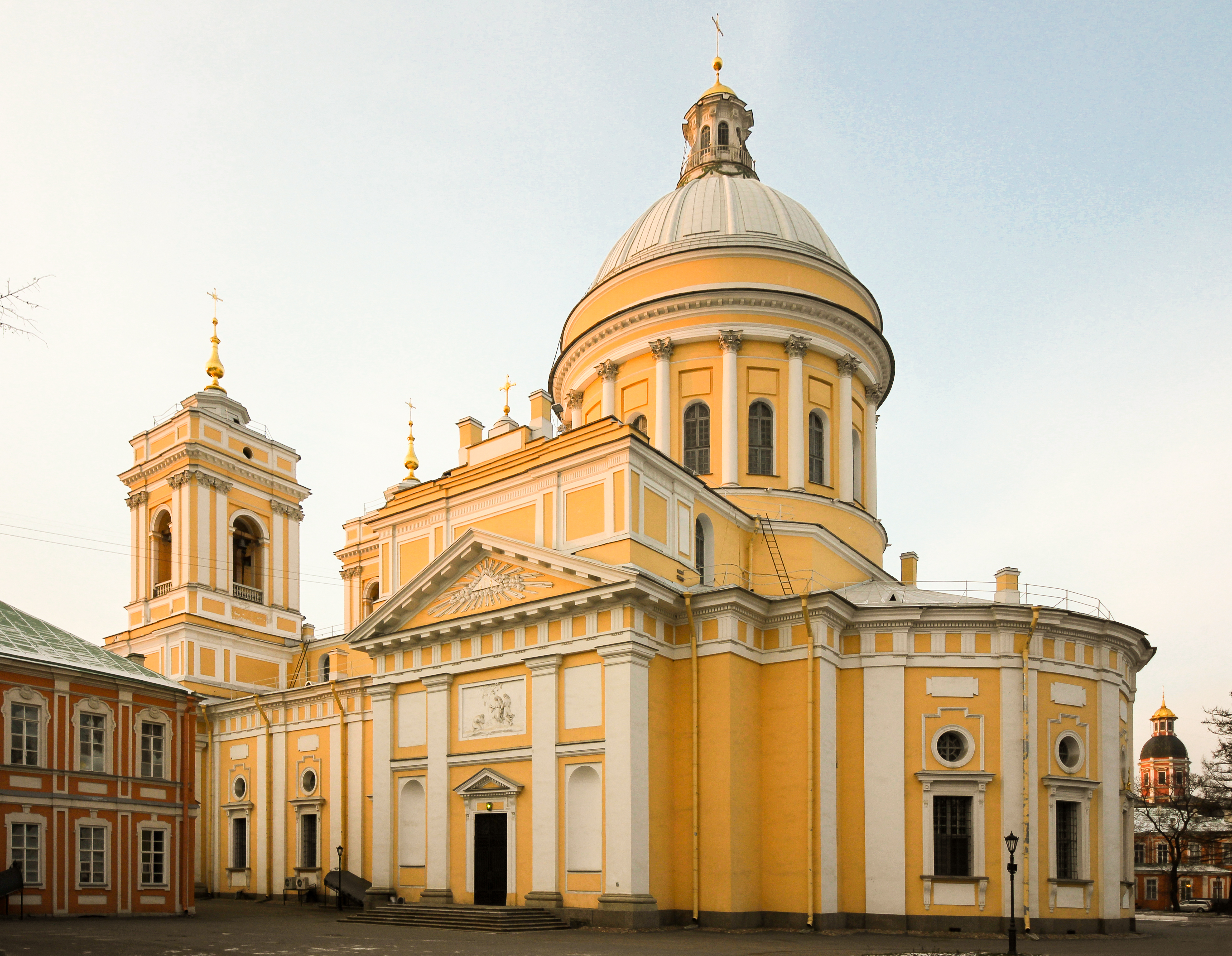
Catedral de la Santísima Trinidad del monasterio de Alejandro Nevski (1776-1790)
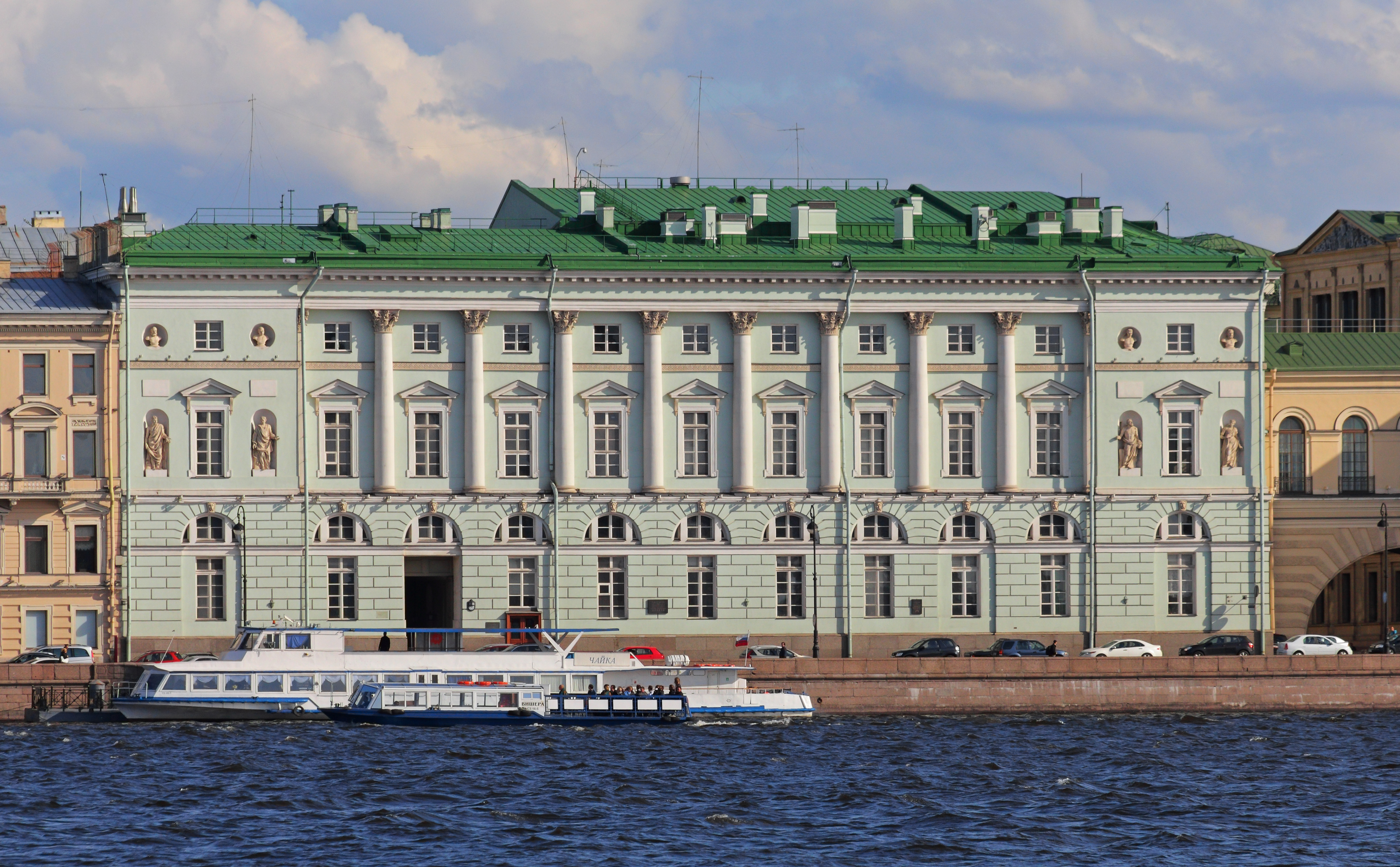
Teatro del Hermitage (1782-1785) en San Petersburgo
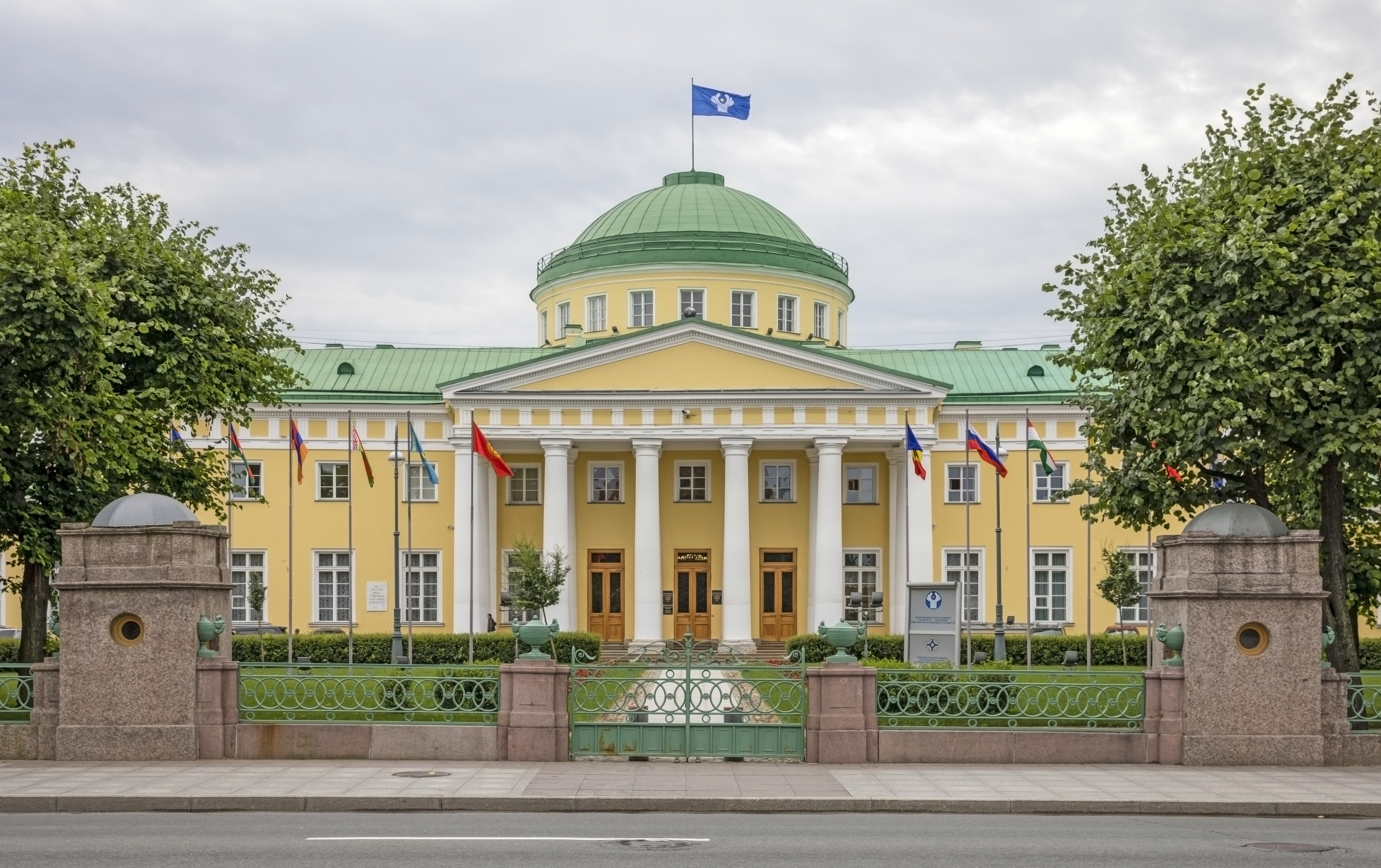
Palacio Táuride (1783) en San Petersburgo, de Iván Stárov para el príncipe Grigori Potiomkin
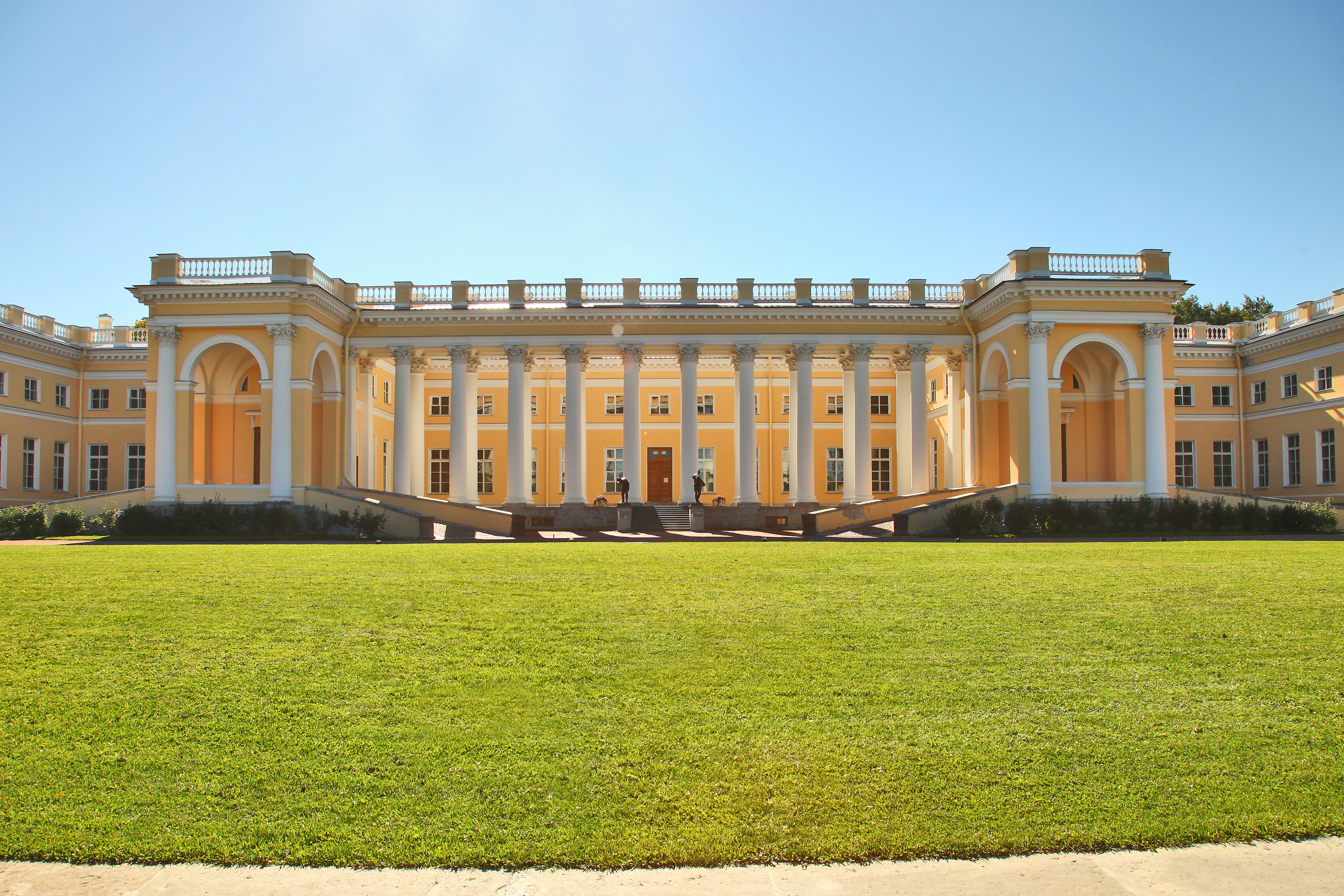
Palacio de Alejandro (1792-1796), en Tsárskoye Seló

Pablo I encargara a los arquitectos Vincenzo Brenna y Vasili Bazhénov el Castillo Mijáilovski (1797-1801) para ser su residencia real en el centro histórico de San Petersburgo. 
Alejandro I favoreció el estilo Imperio, que será de facto el único estilo en el que expresarse en ese momento, como se puede ver en la catedral de Kazán, el palacio de Almirantazgo de San Petersburgo (1806-1823), el Teatro Bolshói (1821-1825), la catedral de San Isaac (1819-1858) y el arco Triunfal de Narva en San Petersburgo. La influencia del estilo Imperio fue aún más fuerte en Moscú, donde fue necesario reconstruir los miles de casas quemadas durante la invasión napoleónica de Rusia.
Instituto Smolny (1806-1808), de estilo palladiano situado en San Petersburgo y que ha sido testigo de importantes acontecimientos de la historia de Rusia. Su construcción fue encargada a Giacomo Quarenghi por la Sociedad para la Educación de Nobles Doncellas y construido para ser la sede del Instituto Smolny para Nobles Doncellas, fundado por Iván Betskói en 1764 y que tomó su nombre del cercano convento Smolny. En 1917, el edificio fue elegido por Vladímir Lenin como cuartel general bolchevique durante la Revolución de Octubre.

Reinados de Pablo I y de Alejandro I (r. 1797-1825)
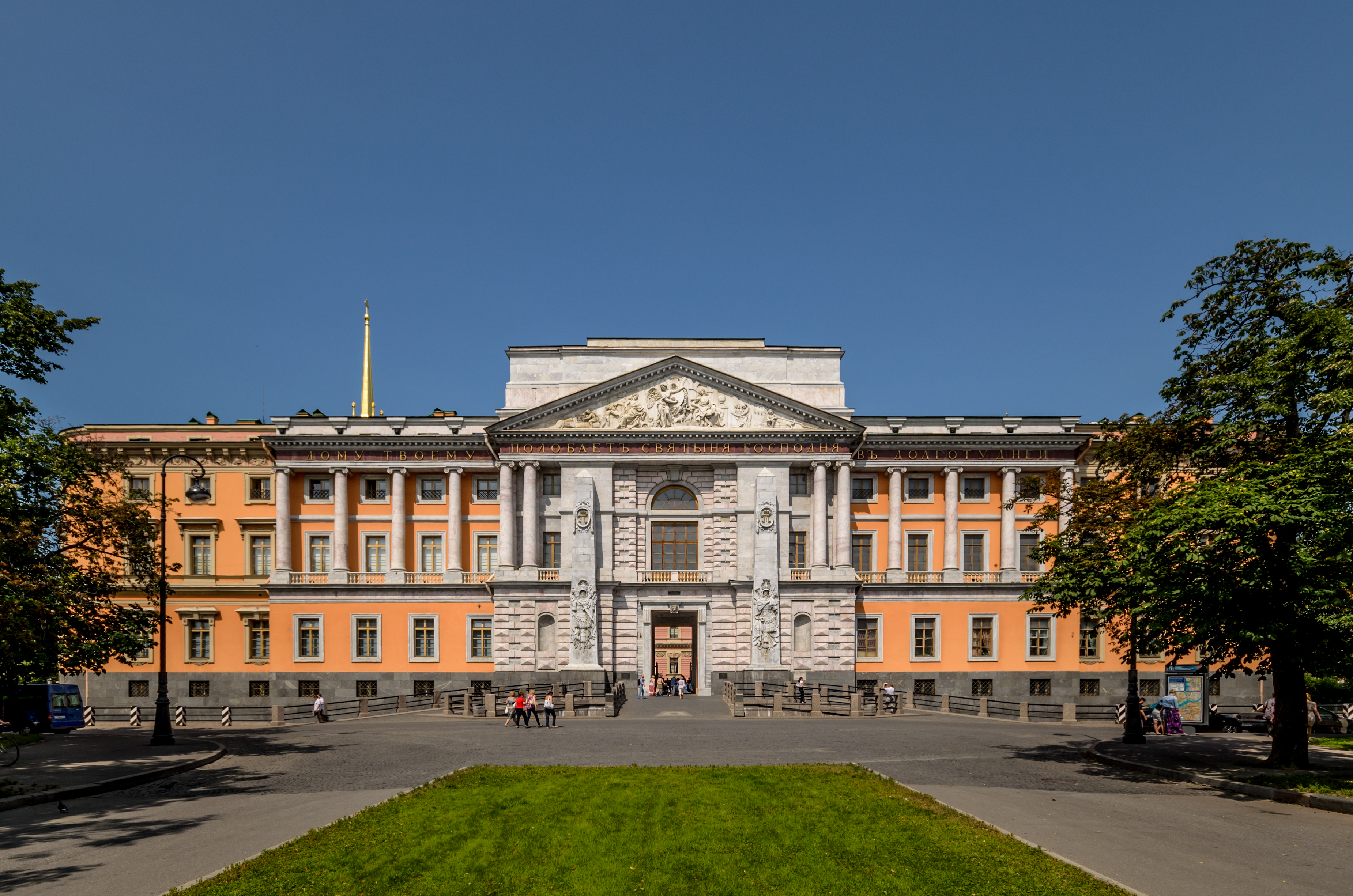
Castillo Mijáilovski (1797-1801)
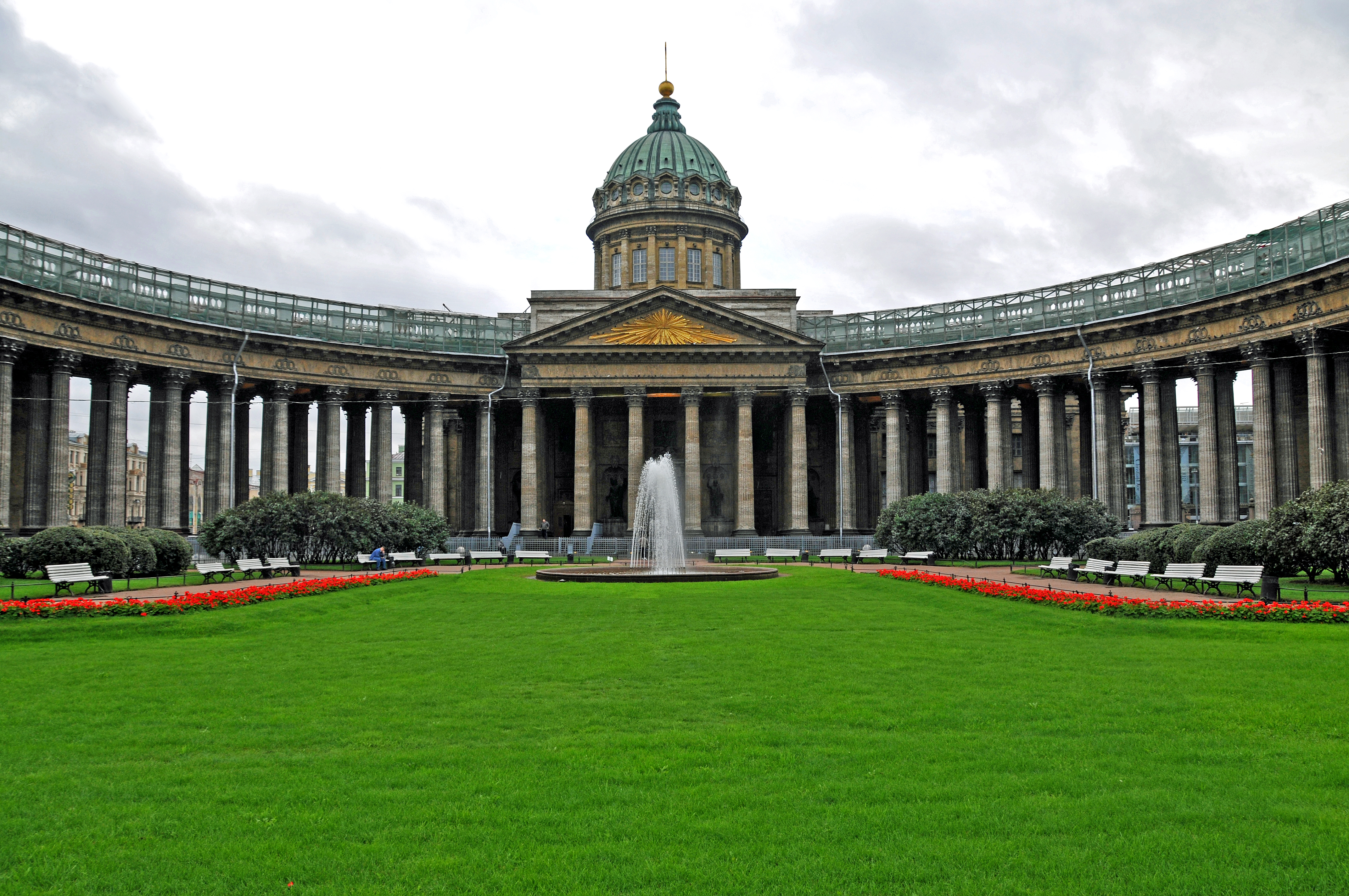
Catedral de Kazán de San Petersburgo (1801-1811)
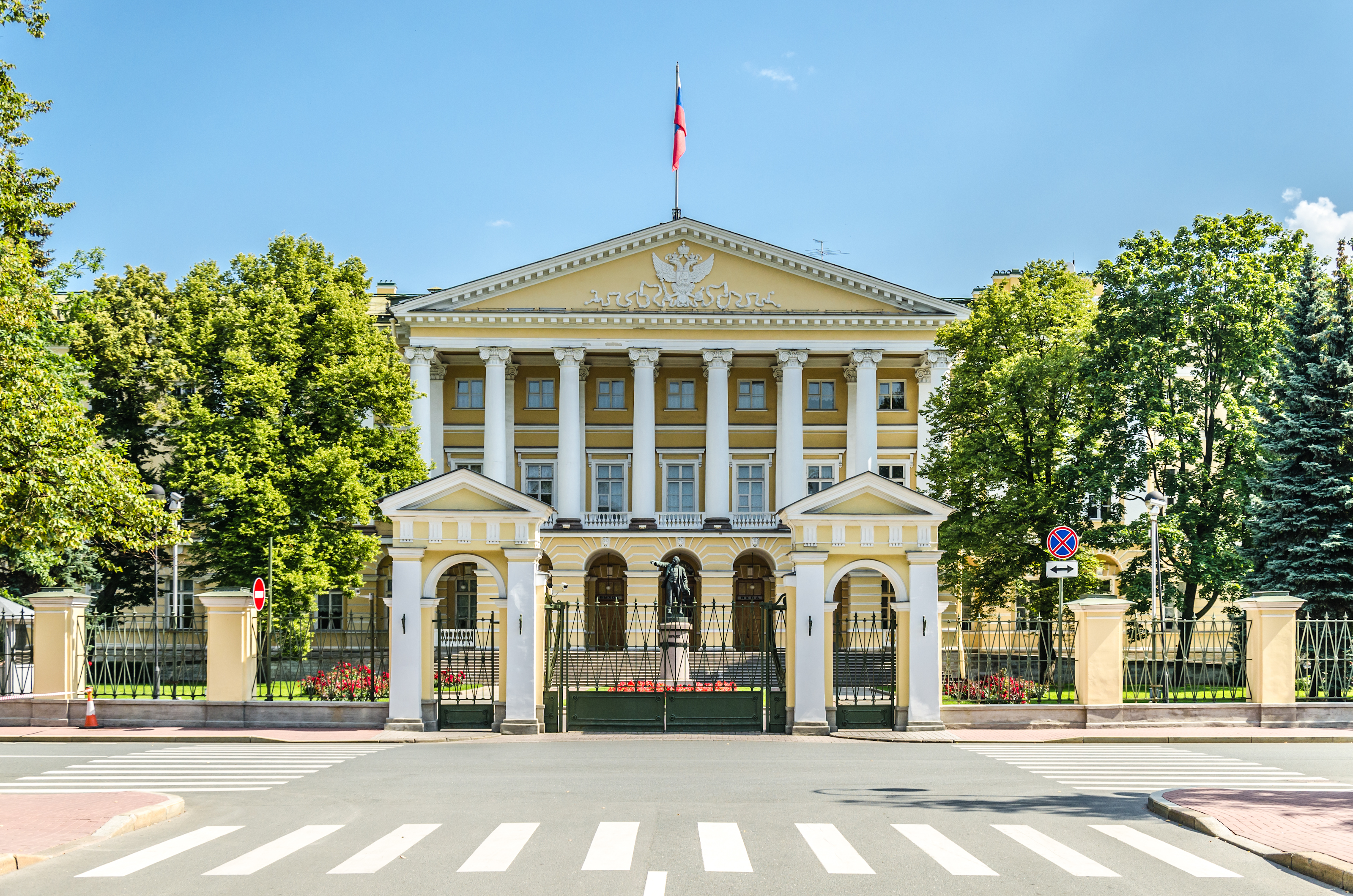
Instituto Smolny (1806-1808)
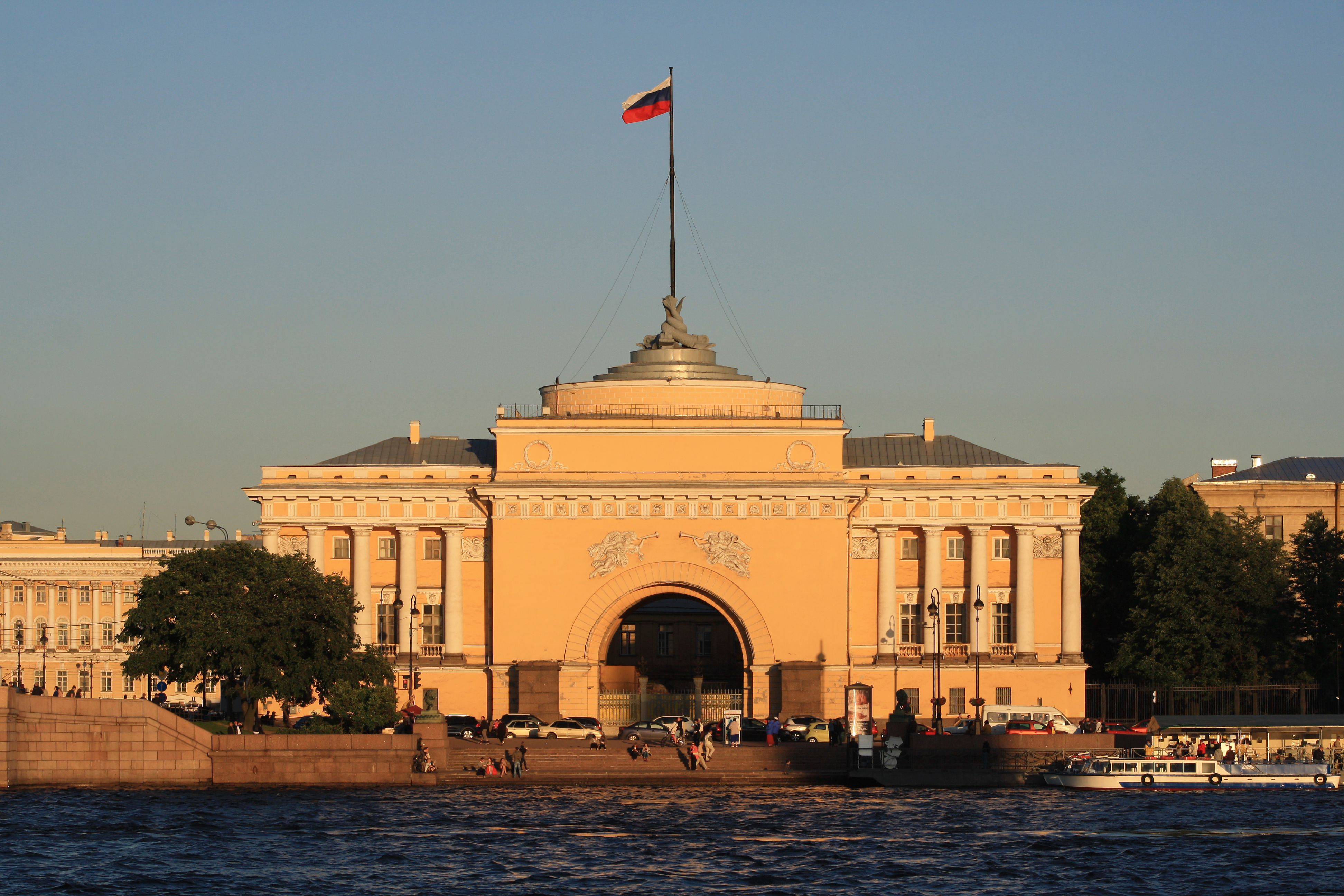
Palacio de Almirantazgo de San Petersburgo (1806-1823)
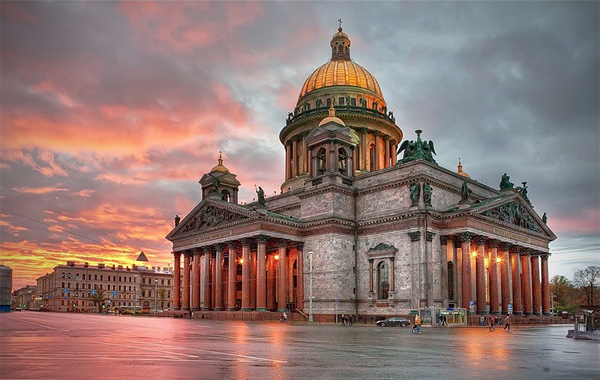
Catedral de San Isaac de San Petersburgo (1819-1858)
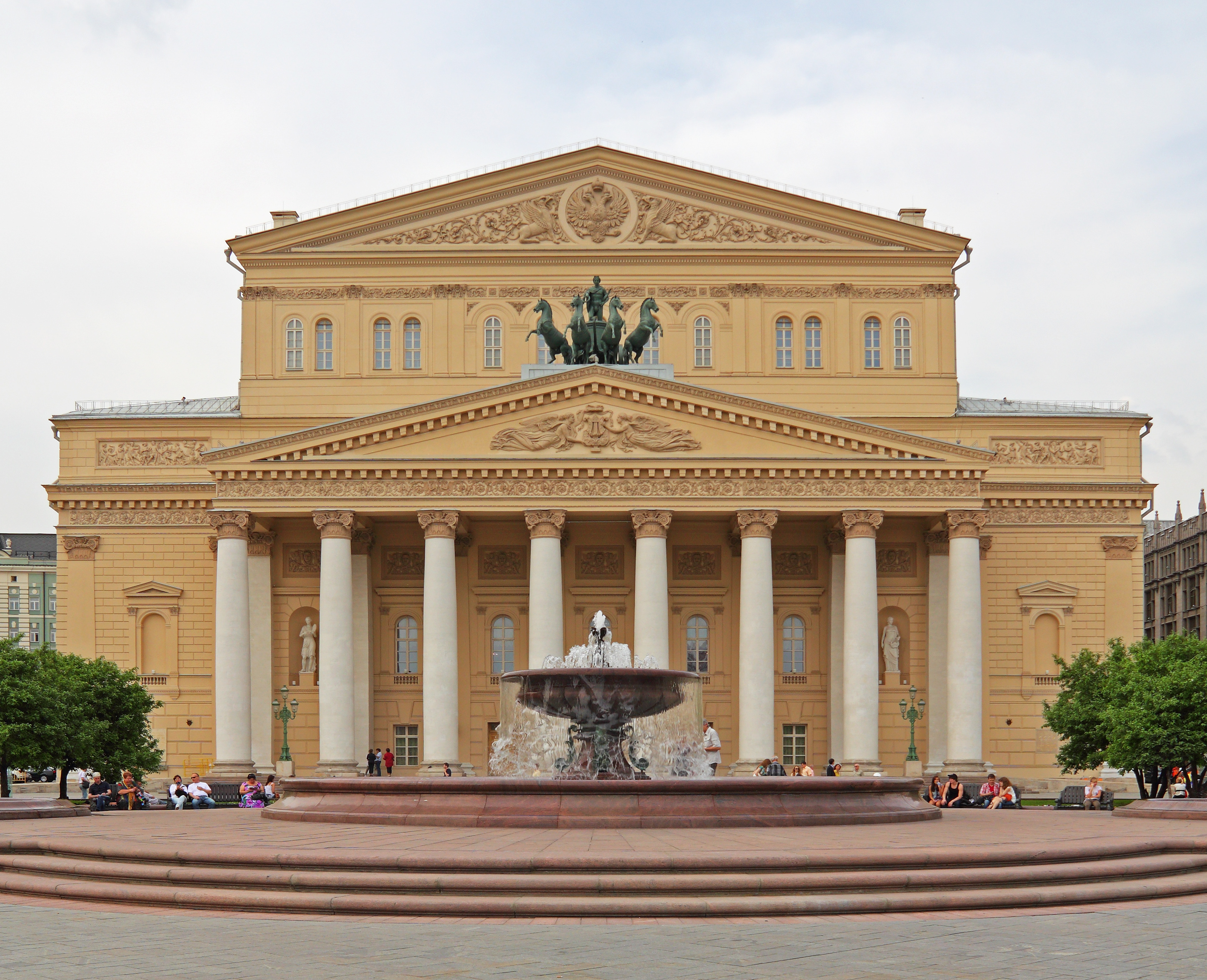
Teatro Bolshói (1821-1825)
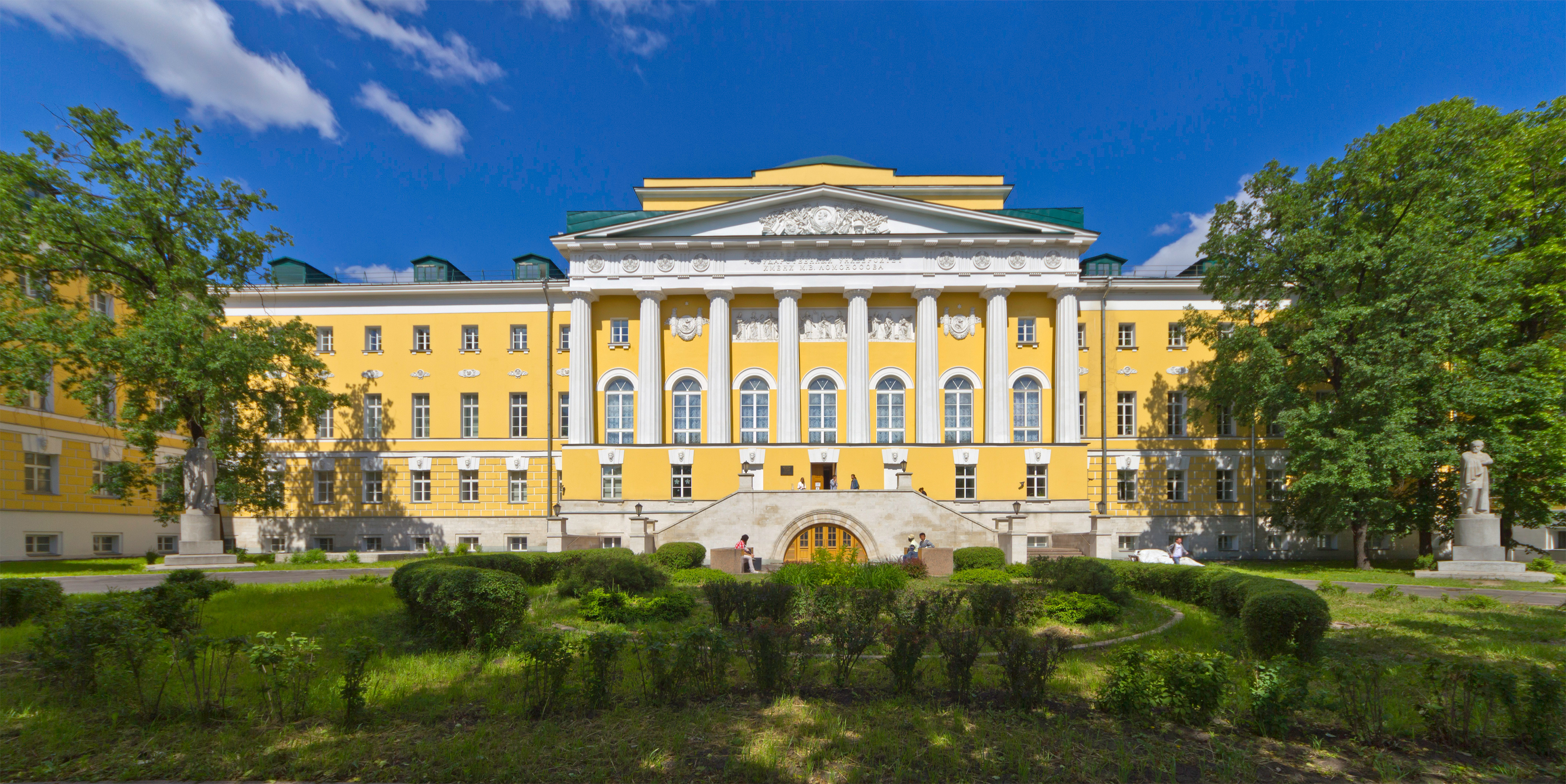
Reconstrucción del edificio de la Universidad de Moscú (1817-1819), obra de Domenico Gilardi

En la década de 1830, Nicolás I liberó la expresión arquitectónica, allanando el camino para las primeras manifestaciones del eclecticismo. Konstantín Thon buscó para sus iglesias la inspiración en los edificios ruso-bizantinos (catedral de Cristo Salvador, 1832-1883), y así estableció el tono para la arquitectura cristiana posterior; para las construcciones civiles, era parte de la tradición renacentista, como se ve en el Gran Palacio del Kremlin (1838-1849) y en la Armería del Kremlin (1844-1851). Los reinados posteriores de Alejandro II y de Alejandro III vieron el renacimiento de un estilo ruso-bizantino en la arquitectura religiosa, mientras que la arquitectura civil siguió los pasos de otras naciones europeas, seguidores del eclecticismo (véase arquitectura ecléctica en Rusia); evoca el surgimiento de los sentimientos nacionalistas y la rehabilitación de un folclore nacional, real o fantaseado (por ejemplo, la cabaña (izbá) de Pogodin (Pogódinskaya izbá) y el Museo Estatal de Historia de Moscú (1875-1881)).

Del reinado de Nicolás I a la Revolución (r. 1825-1917)
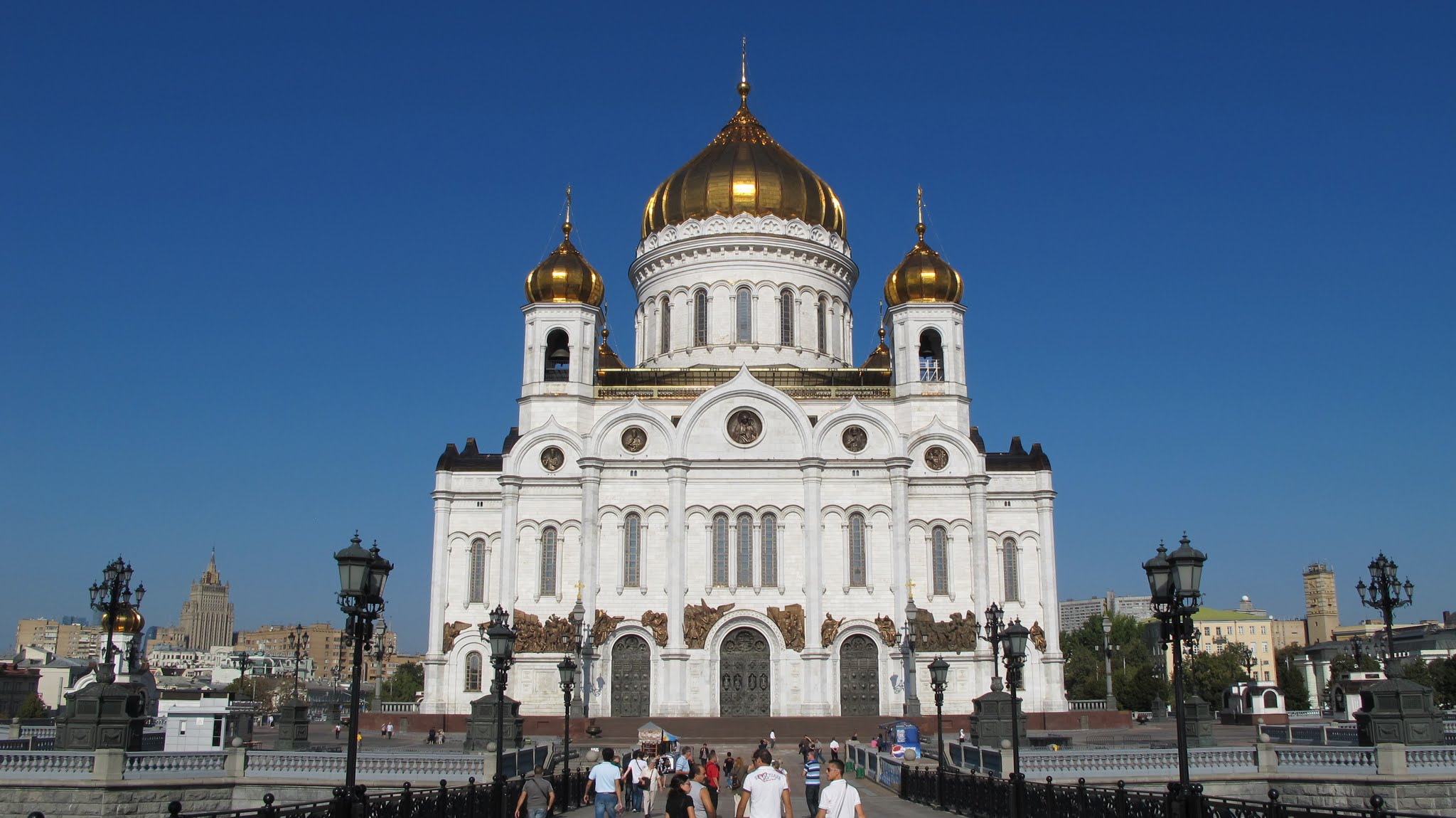
Catedral de Cristo Salvador) (1832-1883) (dinamitada en 1931 y reconstruida en 1995–2000)
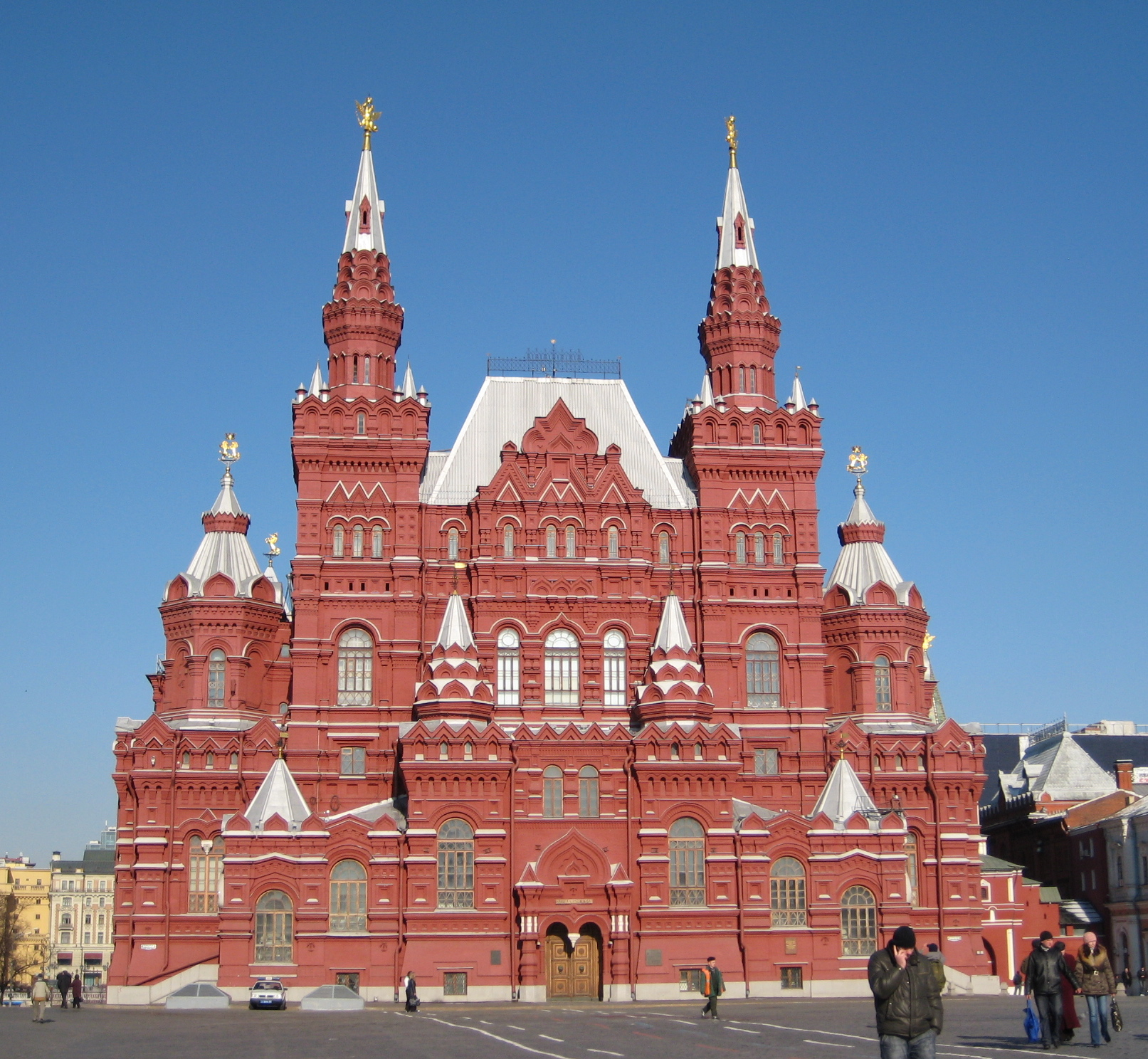
Museo Estatal de Historia de Moscú (1875-1881)
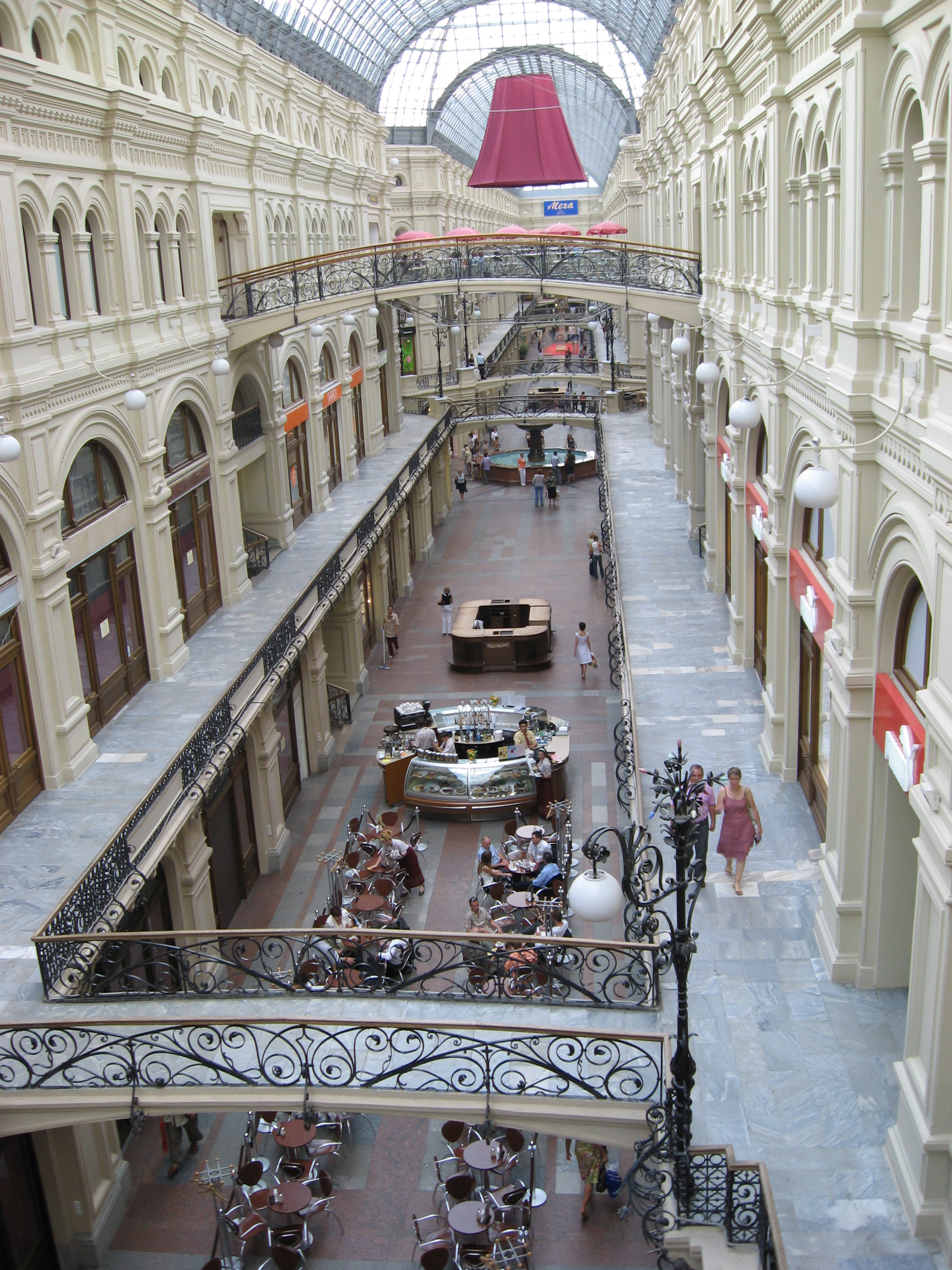
Las grandes galerías GUM (1890-1893)
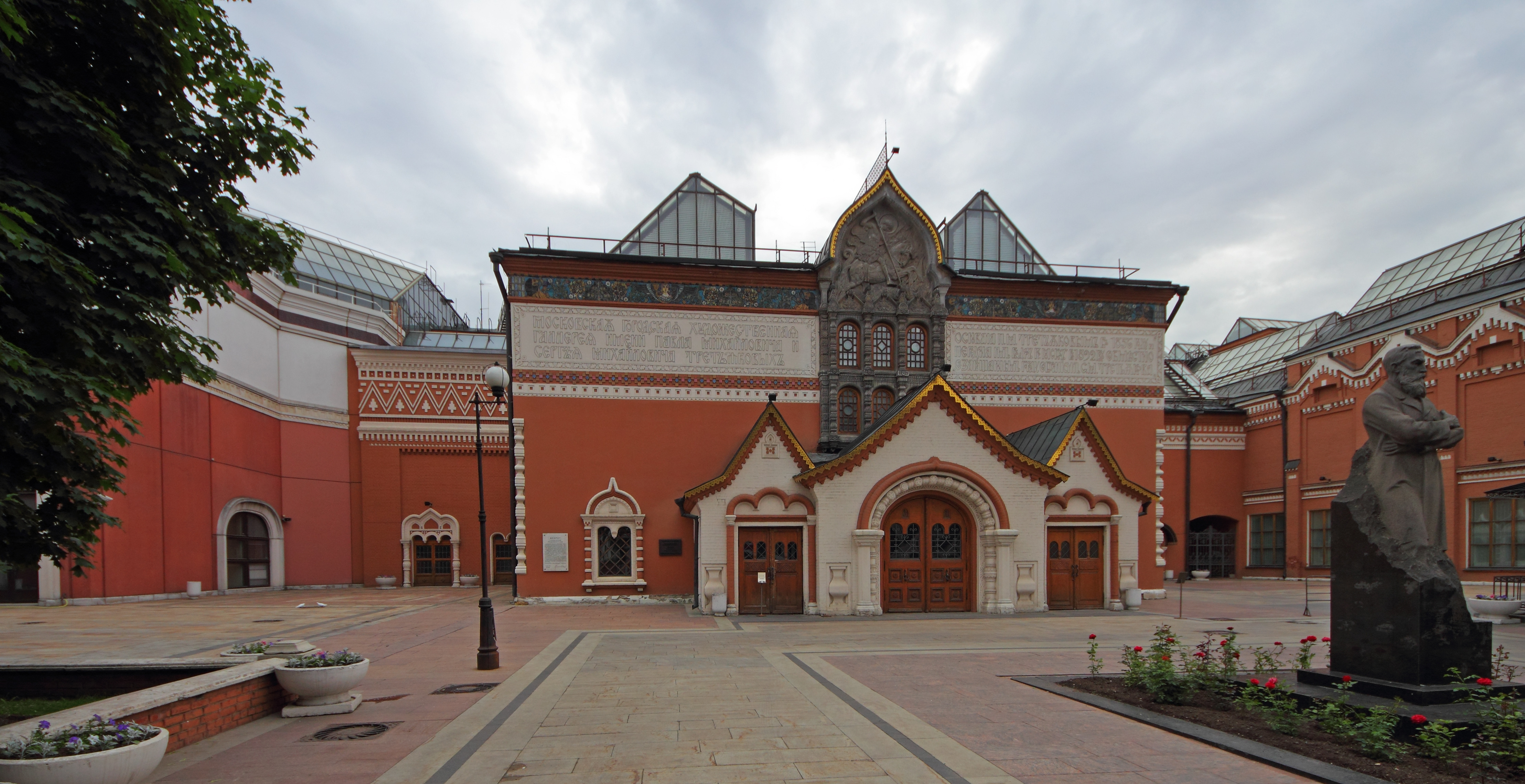
Galería Tretiakov (1902-1904)

## Modernismo

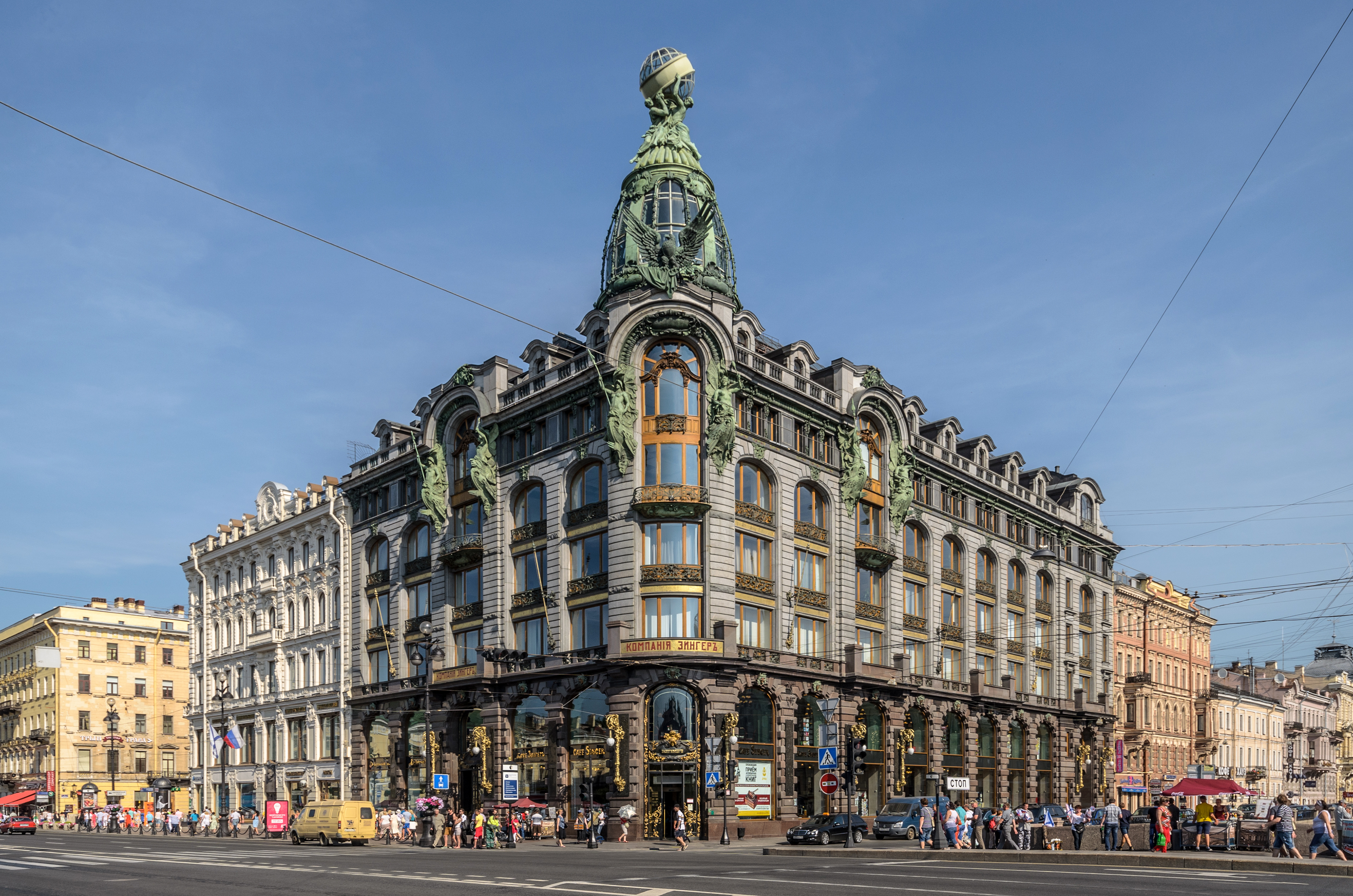
La Casa de los libros (1902-1904) en San Petersburgo es un ejemplo de arquitectura modernista en Rusia.

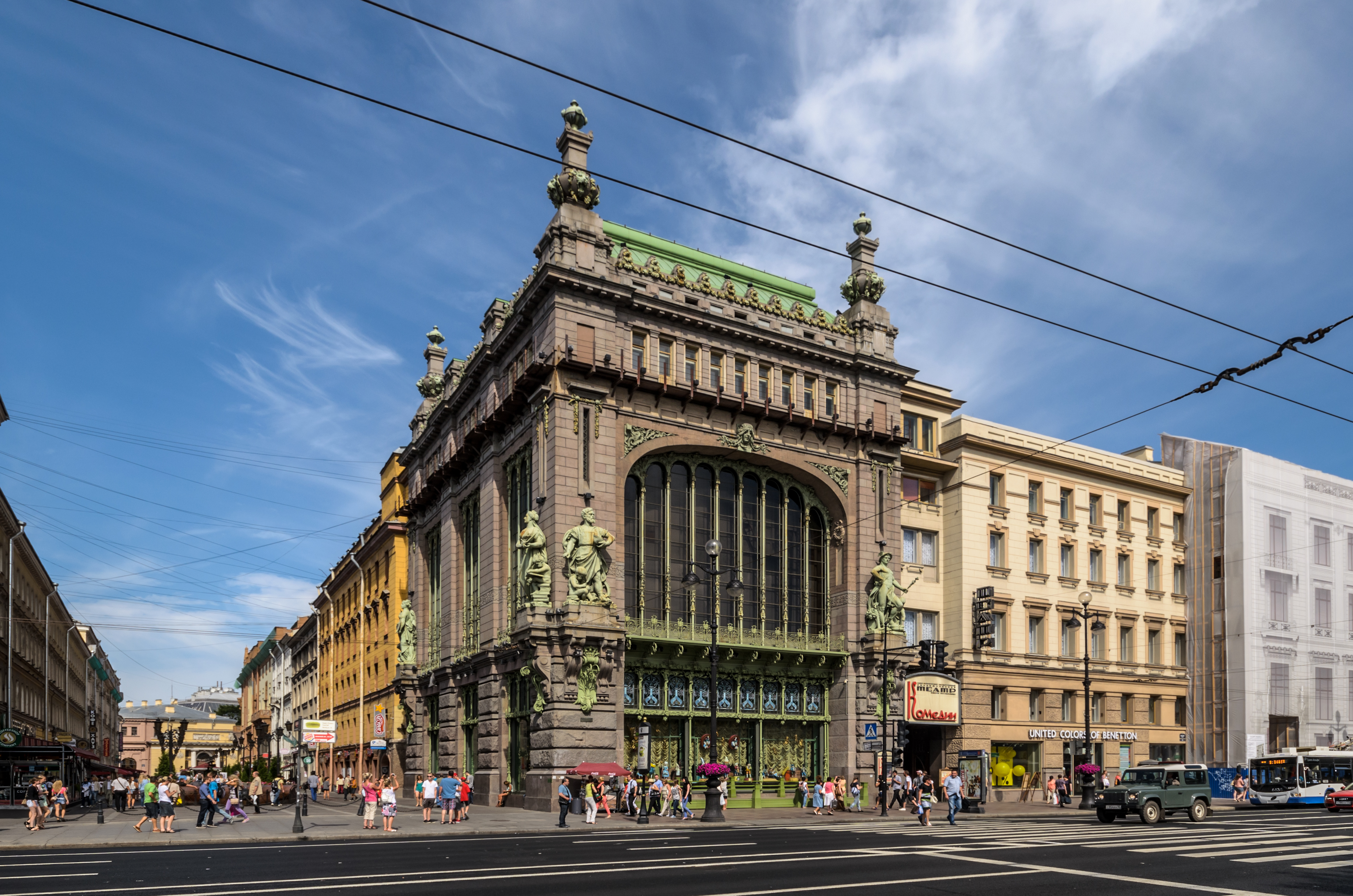
Tienda de Eliséiev

La primera obra modernista en Rusia se considera la dacha del gran duque Borís Vladímirovich Románov, construida por los arquitectos Sherborn y Scott en 1897 en Pushkin. Uno de los monumentos más notables y típicos del art nouveau en San Petersburgo es la Casa del Cantante (ahora "Casa de los Libros") en la Perspectiva Nevsky. Por un lado, el edificio no está conectado a la zona circundante, considerado un error urbanístico, por otro lado, es un ejemplo de una distribución exitosa en las difíciles condiciones de la sección atestada (1902-1904, arquitecto Pavel Suzor). Otro ejemplo vivo es la tienda Eliséiev, ubicada cerca (1902-1903, arquitecto G.V. Baranovsky). Los monumentos del art nouveau ruso también incluyen el Hotel Astoria  en San Petersburgo (F.I. Lidval 1913-1914).
El primer edificio modernista en Moscú fue la mansión de O.A. List diseñada por el arquitecto Lev Kékushev de 1898-1899. Los brillantes ejemplos del estilo modernista de Moscú son los famosos palacios de la ópera de Stepán Ryabushinski y Derozhin de F.O. Shekhtel, la residencia de Iván Mindovsky y la casa del arquitecto de Lev Kékushev, la casa de alquiler de MV Sokol del arquitecto I.P. Mashkov. Muchas de las llamadas "casas de renta" de principios de siglo fueron construidas en estilo Liberty.
Excelentes obras del modernismo son la estación Yaroslavsky, de Franz Schechtel, los grandes almacenes centrales (anteriormente Murray y Meriliz), el Hotel Metropol en Moscú y muchos otros. En Moscú trabajaron una serie de arquitectos, Schechtel, Klein RI, Fomin IV, que crearon una rama del estilo, llamada el moderno Moscú.
Durante un breve período, 1895-1905, la arquitectura rusa (con arquitectos de la talla de Lev Kékushev (1862-1913/7?), Franz Schechtel (1859-1926) y William Walcot (1874-1943) se enamoró de estilo art nouveau, muy presente en Moscú. Este estilo, que siguió siendo popular hasta la Segunda Guerra Mundial, condujo a un revival neoclásico ruso en los años 1905-1914, una síntesis del estilo imperio y del paladianismo apoyándose en técnicas de construcción contemporáneas.

Arquitectura Art Nouveau en Moscú
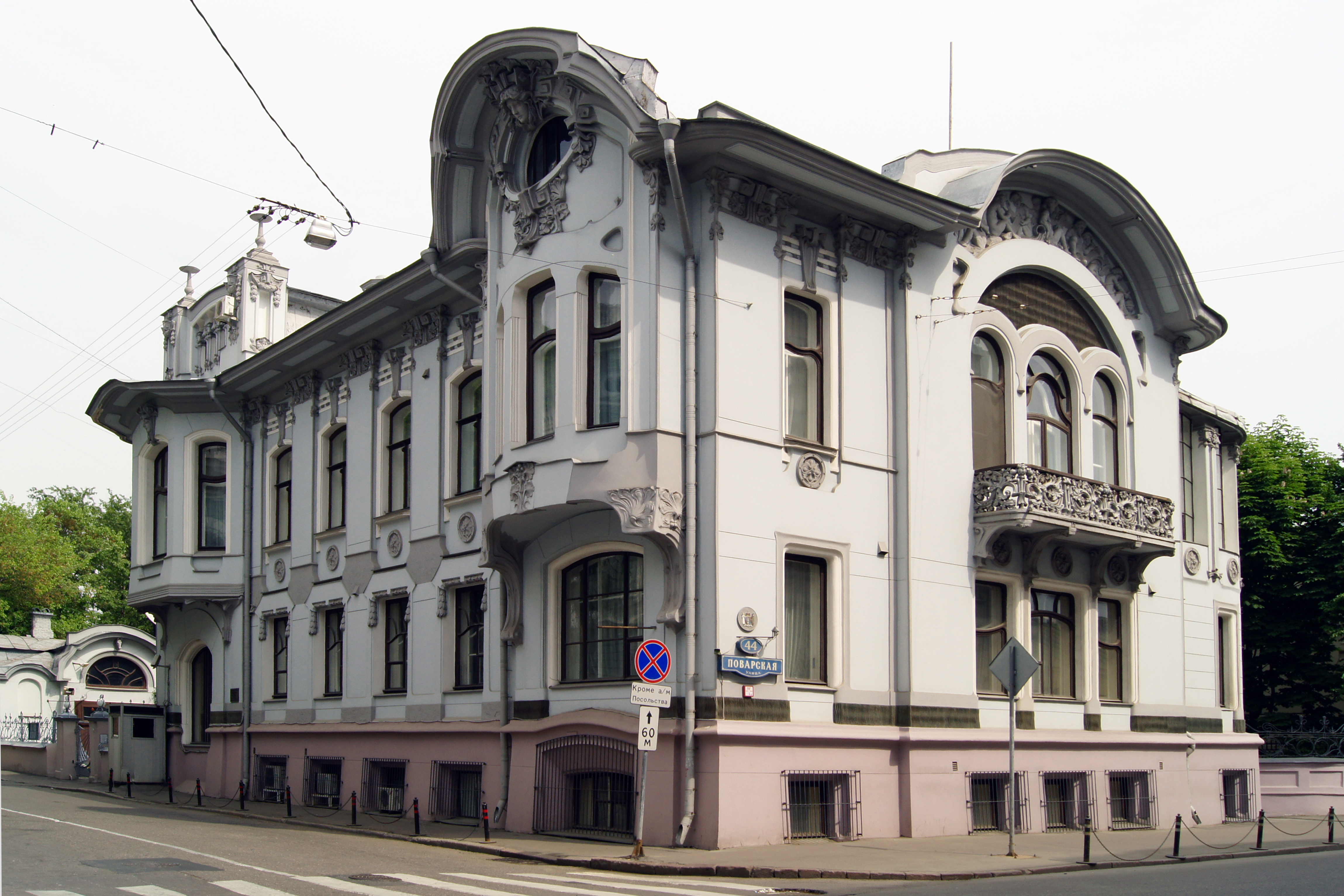
Edificio particular Mindovski) (1903-1904), de Kékushev
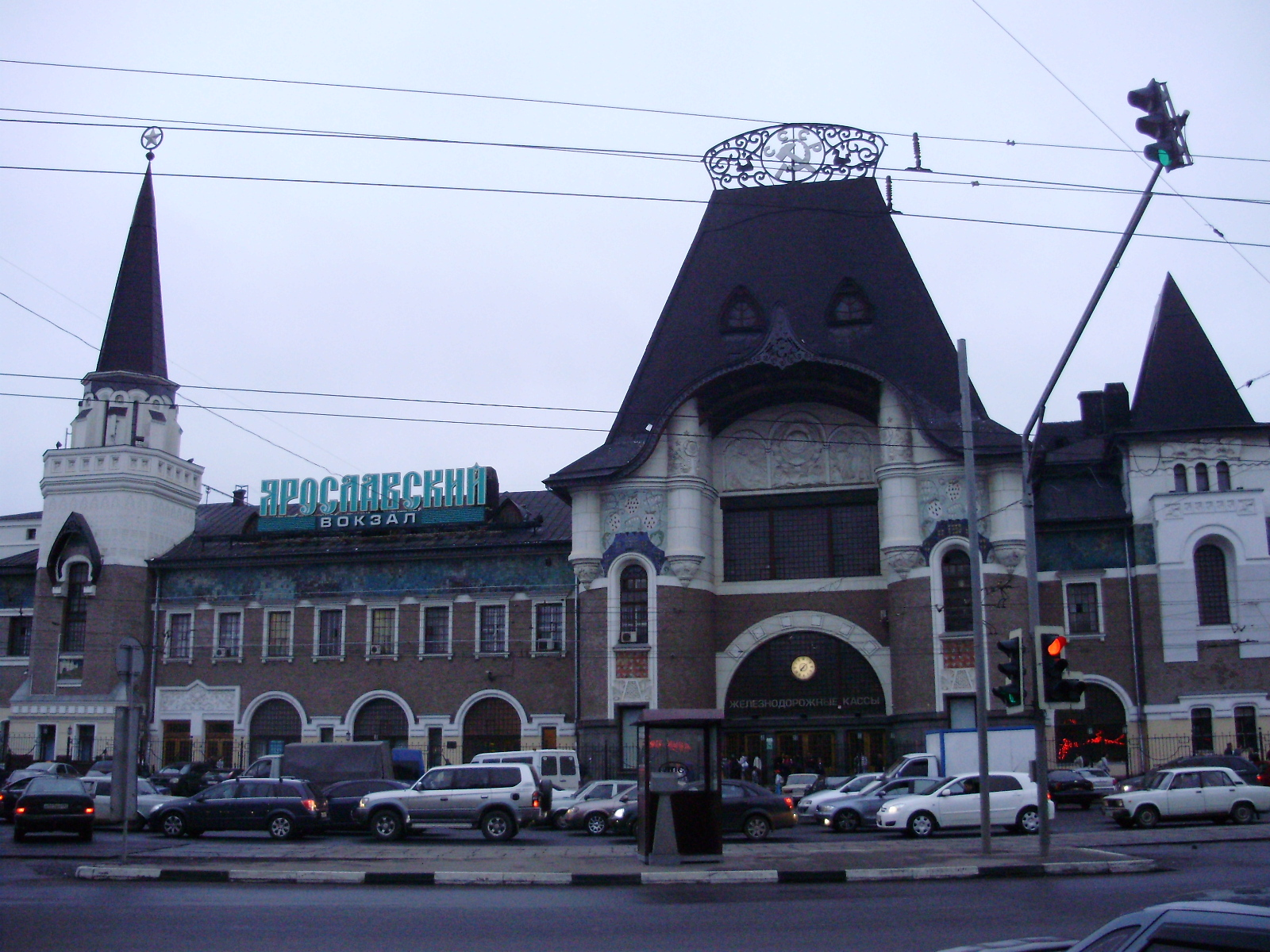
Estación Yaroslavsky (rem. en 1910), de Schechtel
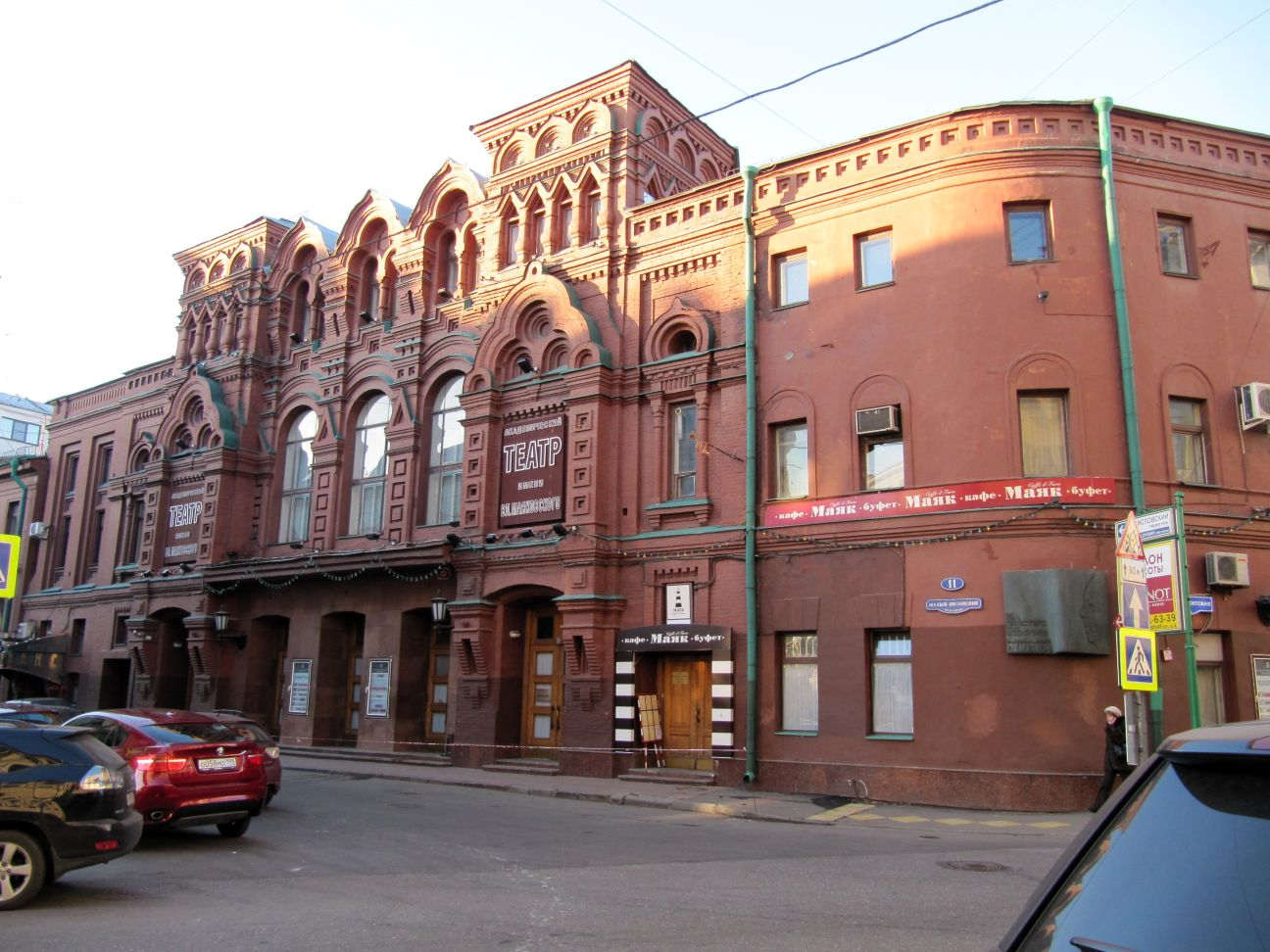
Teatro Mayakovski (1920), de Schechtel
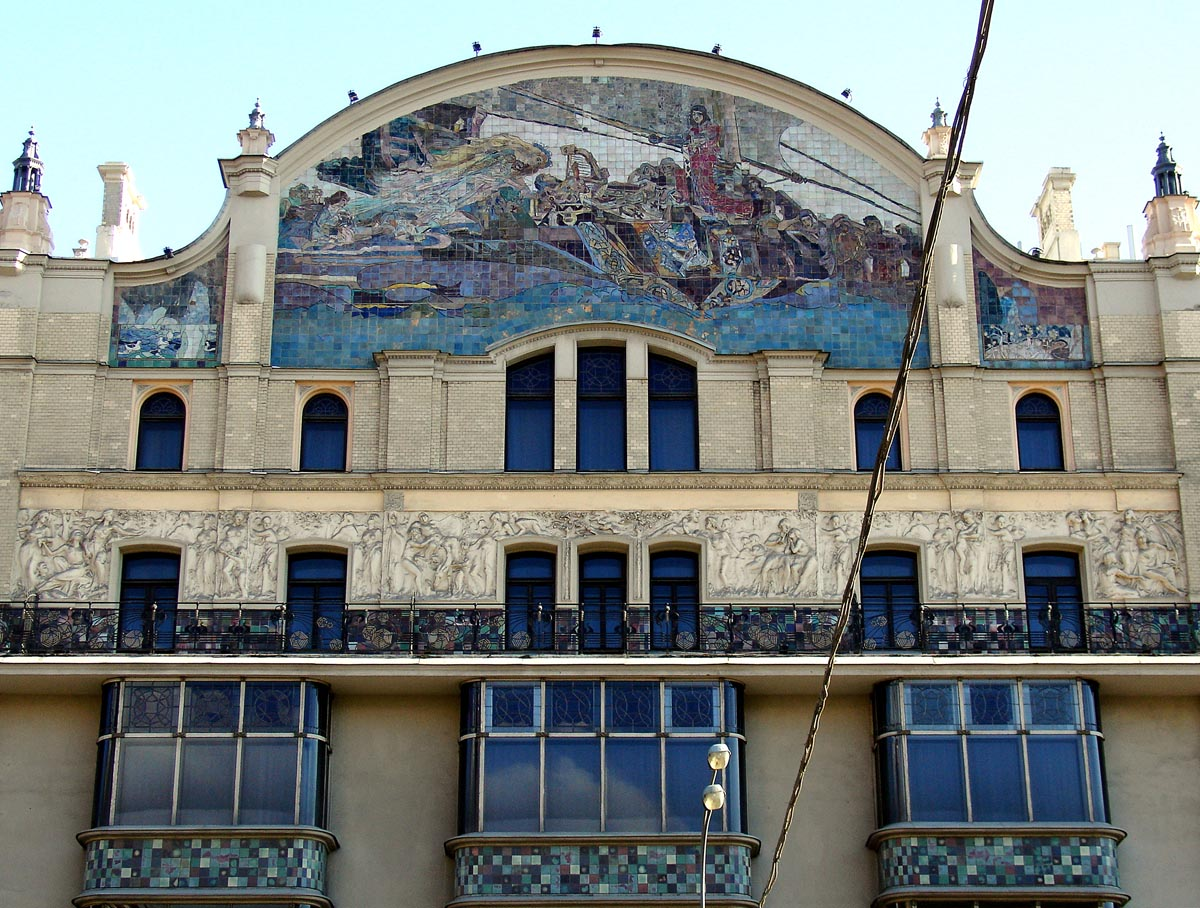
Hotel Metropol (1899-1907), obra de Walcot

## La Revolución de Octubre y la era constructivista (1917-1932)

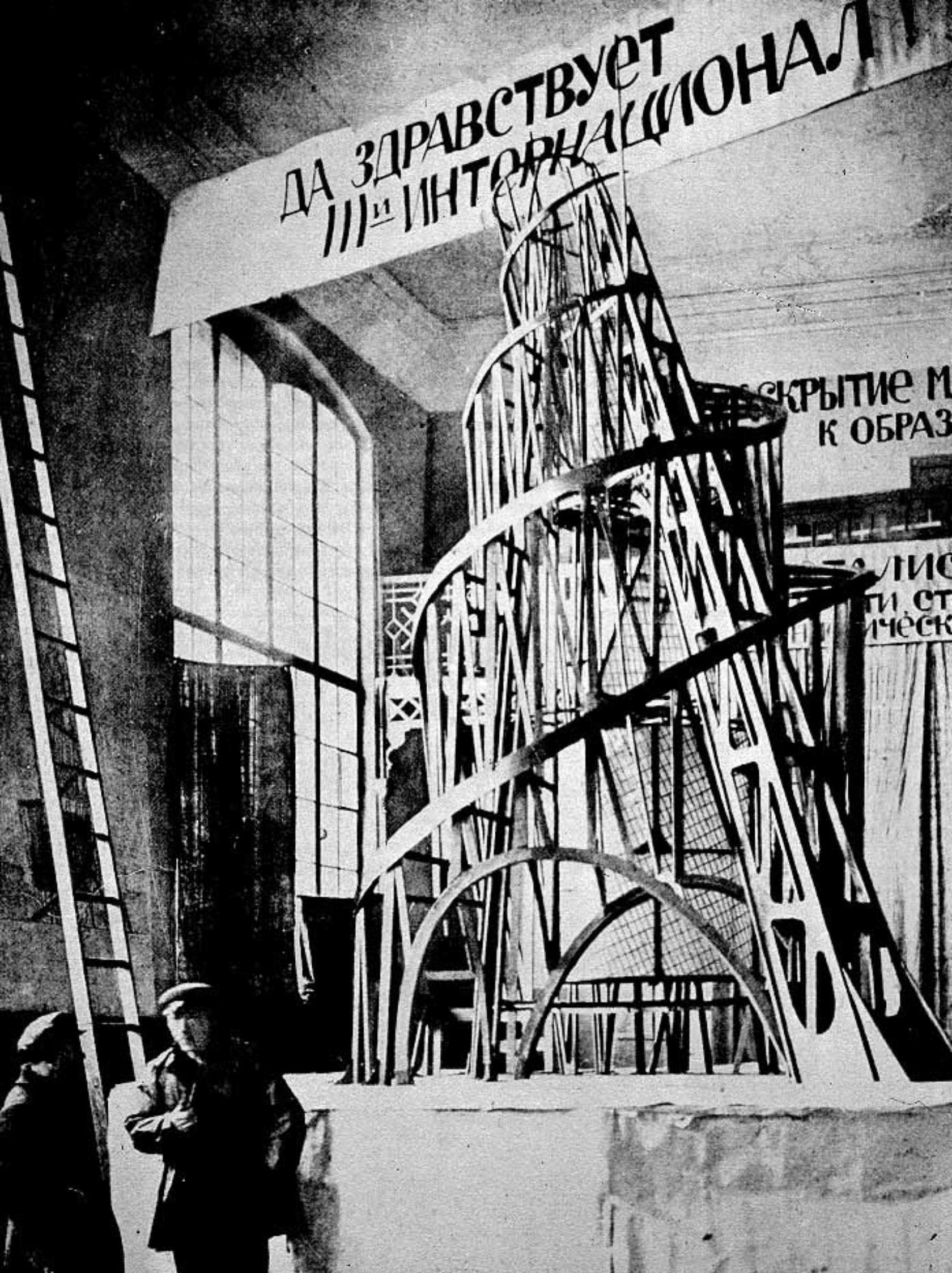
Maqueta de la Torre Tatlin (1919) (en el Museo de Estocolmo)

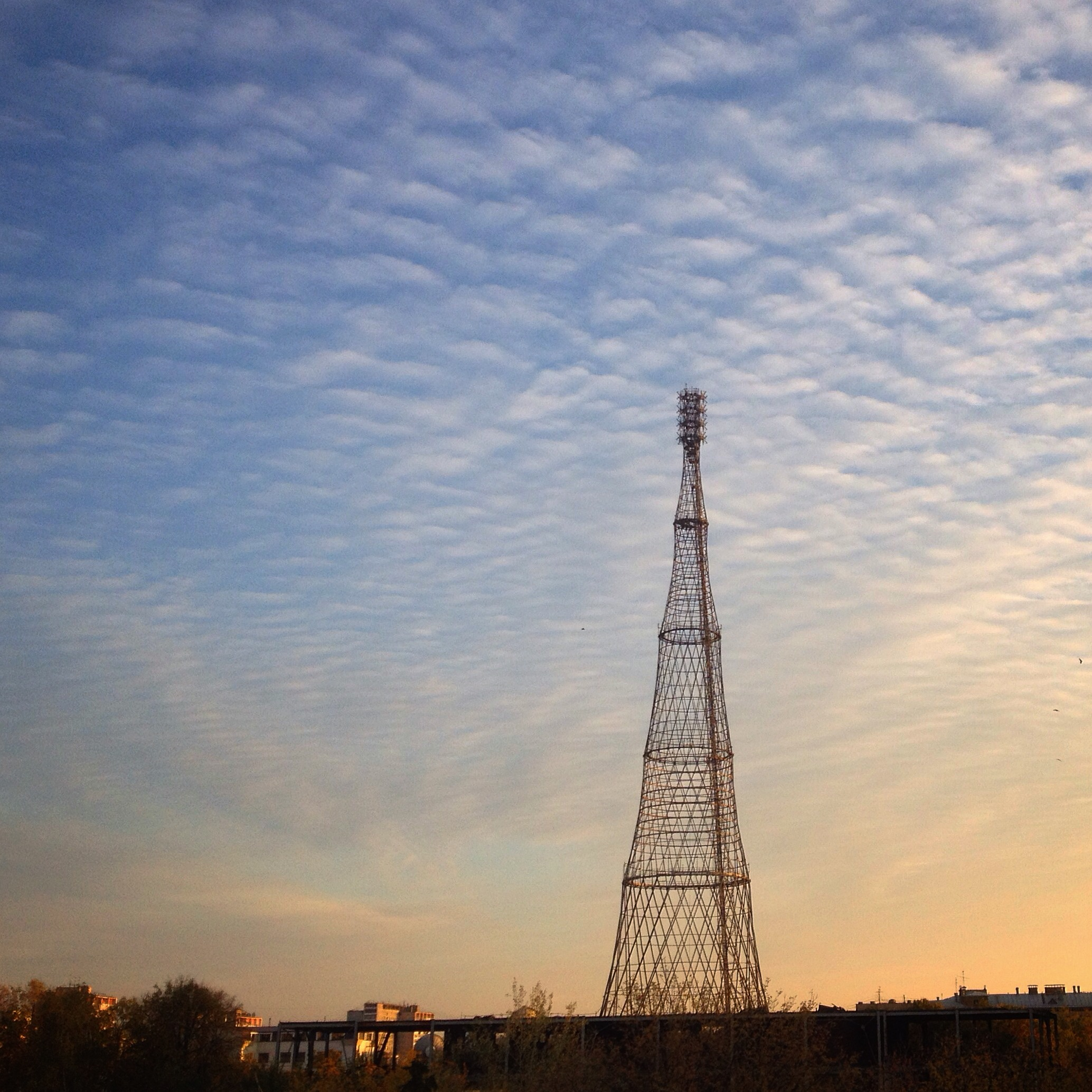
Torre de Shújov (1920-1922) en Moscú

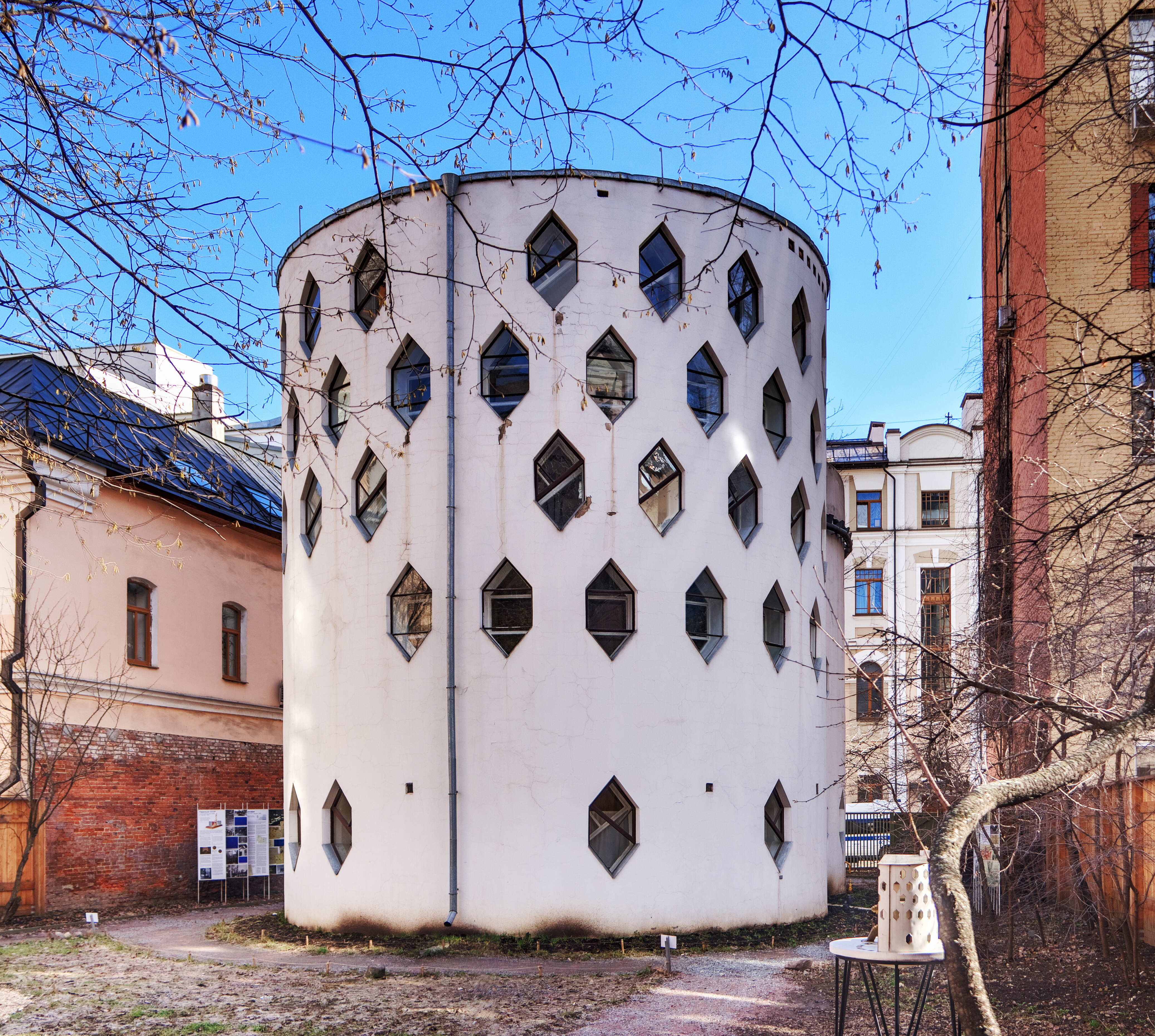
Casa Mélnikov (1927-1929)

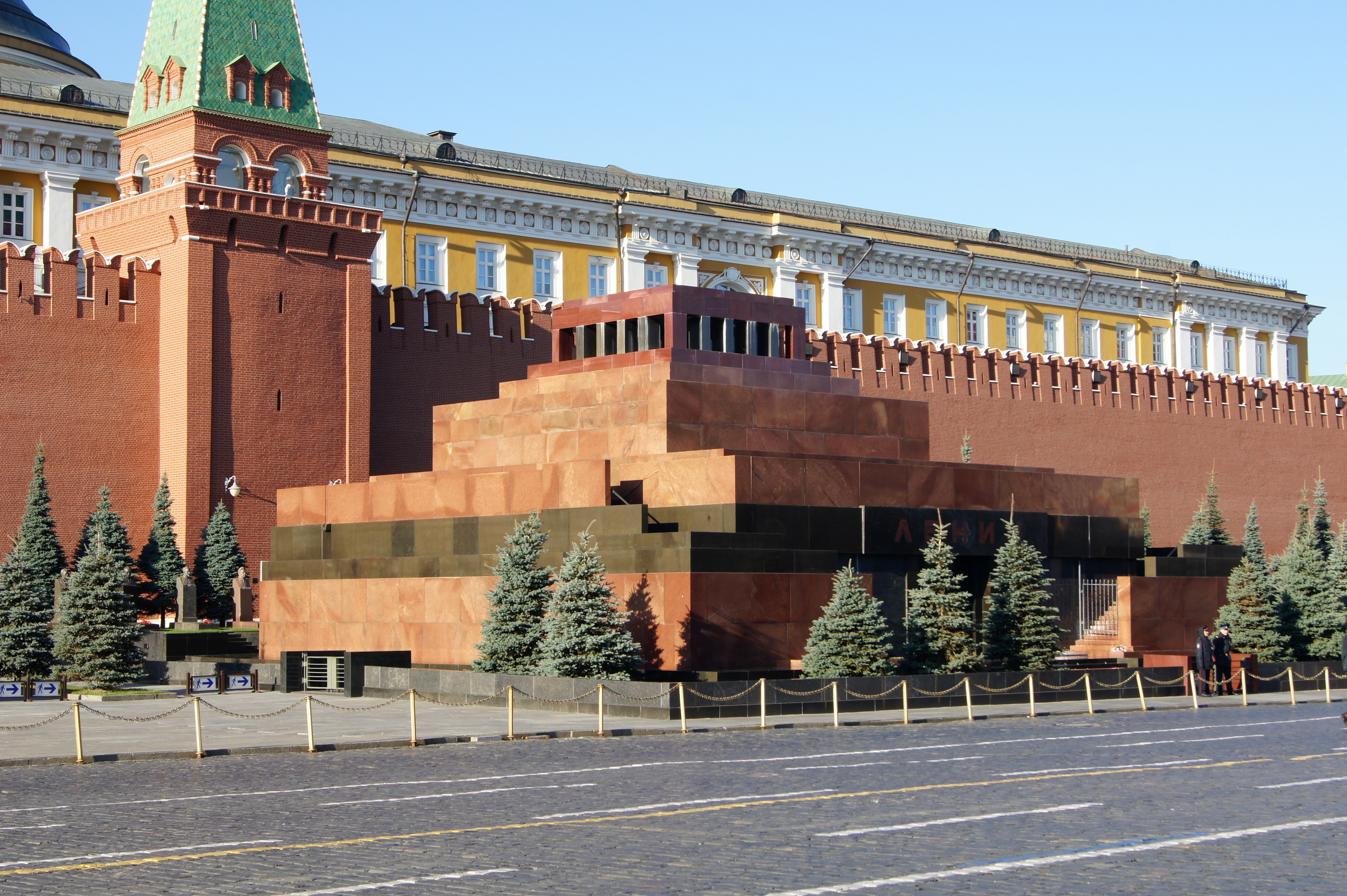
Mausoleo de Lenin (1929-1930) de Alekséi Shchúsev, en Moscú

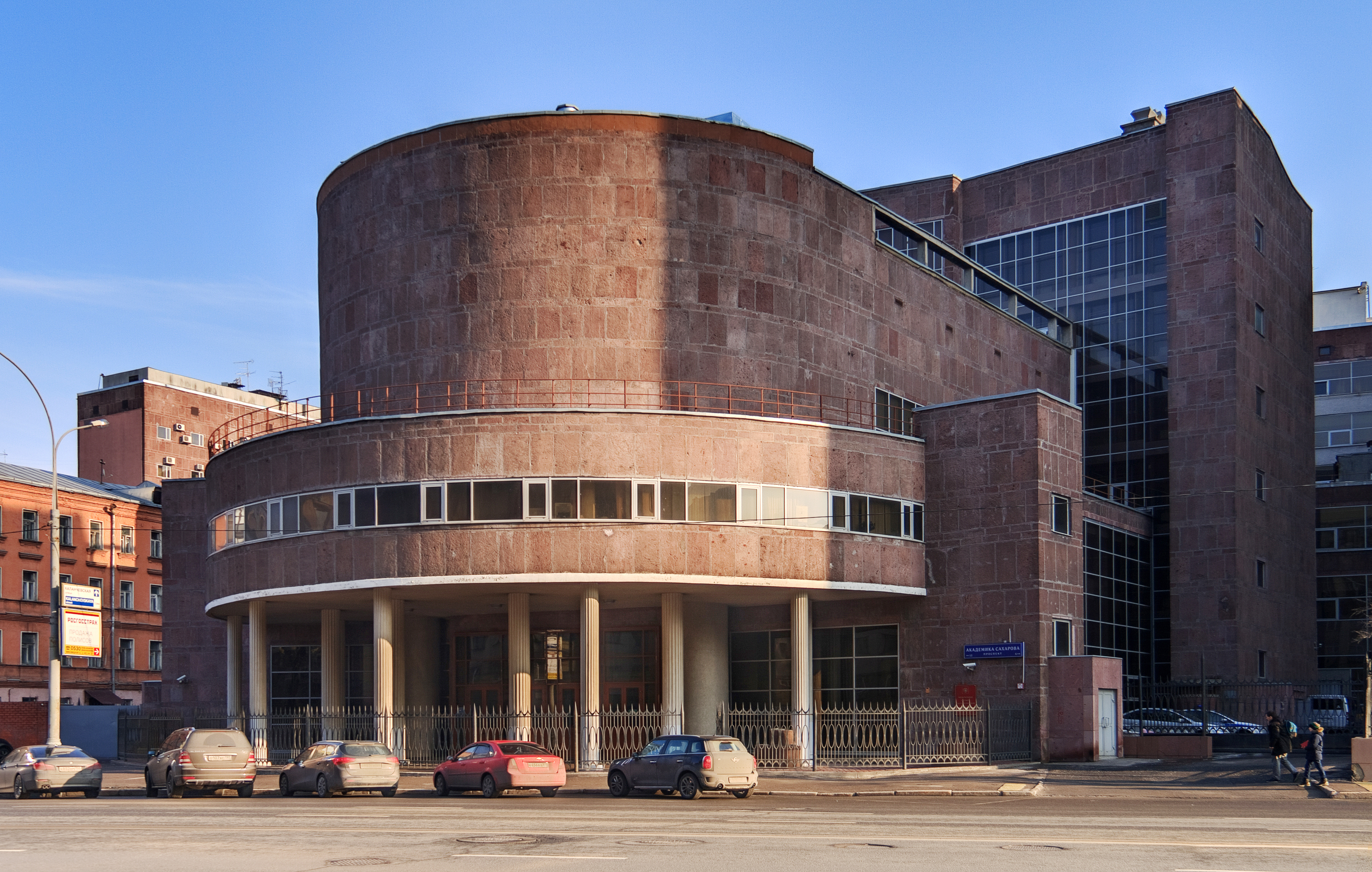
Edificio Centrosoyuz (1933), de Le Corbusier y Nikolai Kolli

En los años posteriores a la Revolución de Octubre, los arquitectos que se negaron a emigrar, junto con los de la nueva generación, comenzaron a denunciar la herencia burguesa y adoptaron un sesgo formalista. Se dibujaron los planes funcionales de las grandes ciudades industriales de la técnica futura. El proyecto más ambicioso de este período fue la Torre Tatlin, diseñada en 1919 por Vladímir Tatlin (1885-1953): es una espiral de 400 m, envolviendo un eje inclinado con galerías móviles translúcidas. Un proyecto en gran medida quimérico, esta Torre Tatlin inspiró a una generación de arquitectos constructivistas en Rusia y en otros lugares. La torre de Shújov (1920-1922), que domina Moscú desde la altura de sus 160 m, fue una torre de telecomunicaciones que se completó en 1922. Según los primeros planos, la estructura hiperboloide de Vladímir Shújov (de 350 m de altura) tenía una masa estimada de 2200 t, mientras que la Torre Eiffel (de 320 m de altura) pesa 7300 t.
Una de las prioridades del período soviético fue la reconstrucción de las ciudades. En 1918, Alekséi Shchúsev (1873-1949) e Iván Zholtovski crearon el Taller de Arquitectura Mossovet (Consejo municipal de Moscú), donde se elaboraron los planes para el nuevo Moscú, entonces la capital de los Soviets. Los jóvenes arquitectos de este taller más tarde se convertirían en líderes de la vanguardia rusa. Al mismo tiempo, la enseñanza de la arquitectura, exclusivamente enseñada en las Vjutemás, se debatía entre «neos» y «modernistas».
Bajo el impulso del arquitecto neoclásico Iván Fomín (1872-1936), el urbanismo y el formación arquitectónica experimentaron un giro idéntico en Petrogrado desde 1919. Las otras grandes ciudades siguieron su ejemplo, lo que tuvo la consecuencia una agitación en el urbanismo de las ciudades históricas de Rusia. Fue en Petrogrado donde nacieron los modelos urbanos (generalny plan). La ciudad ahora se veía como una red de grandes bulevares, dominada por edificios ciclópeos, y favorecía el alojamiento de los trabajadores con viviendas con calefacción y agua corriente. El primer edificio de apartamentos de este tipo fue inaugurado en 1923 y dio la señal de partida para la construcción de grandes complejos en 1925-1929.
El primer ejemplar de este nuevo estilo vio la luz en Petrogrado entre 1917 y 1919 con un monumento del Campo de Marte: «Combatientes de la Revolución», diseñado por Lev Rúdnev (1886-1956). Es un conjunto de simples monolitos de granito. Hará escuela e inspirará todos los desarrollos posteriores de la arquitectura monumental y de la escultura soviética. Pero el monumento más famoso de la época sigue siendo el Mausoleo de Lenin (1929-1930) de Alekséi Shchúsev. Originalmente concebido como un simple chalet de madera coronado por una pirámide, con dos alas (para entrada y salida), fue reconstruido en piedra en 1930. La combinación de labradorita marrón y negra subraya su esbeltez y la finura de sus líneas.
El rápido desarrollo de las tecnologías y los avances en la ciencia de los materiales jugaron un papel en la evolución del constructivismo. Si la construcción de la central hidroeléctrica de Vóljov (1918-1926, de los arquitectos O. Munts y V. Pokrovski) todavía se apoya en el modelo tradicional de las bóvedas (a pesar del uso del hormigón armado), la central hidroeléctrica del Dniéper (1927-1932), construido por un grupo de arquitectos liderado por Víktor Vesnín (1882-1950), innova con una presa de arco cuyos contrafuertes ritman el paramento aguas abajo.
Algunos grupos creativos desempeñaron un papel significativo en la expresión arquitectónica de la Rusia de los años 1920: entre ellos, la Asociación de Nuevos Arquitectos (ASNOVA), formada en 1923, que buscaba una síntesis del arte, la arquitectura convirtiéndose en una extensión de la escultura. Los edificios debían servir como puntos de orientación para los hombres. Fueron miembros de ASNOVA los que diseñaron los primeros rascacielos de Moscú, ninguno de los cuales se realizó en ese momento (1923-1926).
Pero la Rusia revolucionaria creó un nuevo tipo de institución: los Palacio de los trabajadores y los Palacio de la Cultura, que dieron a los arquitectos un nuevo campo de expresión, donde compitieron en la combinación de grandes volúmenes con motivos que evocaban la maquinaria y la producción industrial. El más famoso es probablemente el Club de Zúiev (1927-1929), construido en Moscú por Ilyá Gólosov (1883-1945), cuya composición se apoya en un contraste entre las superficies acristaladas de formas simples, paralepipédicas y cilíndricas, y los ángulos vivos de la fachada.
La expresión simbólica en la construcción fue una de las principales características de las obras de Konstantín Mélnikov (1890-1974), incluido el Club de Rusakov de Moscú (1927-1929). El edificio parece un engranaje; cada uno de los tres balcones de hormigón en voladizo del gran auditorio evoca un diente de engranaje. La precisión de esta composición (que Mélnikov describe como un «músculo vendado») y la convertibilidad del espacio interior lo convierten en uno de los ejemplos más importantes de la arquitectura soviética.

Los clubs de trabajadores
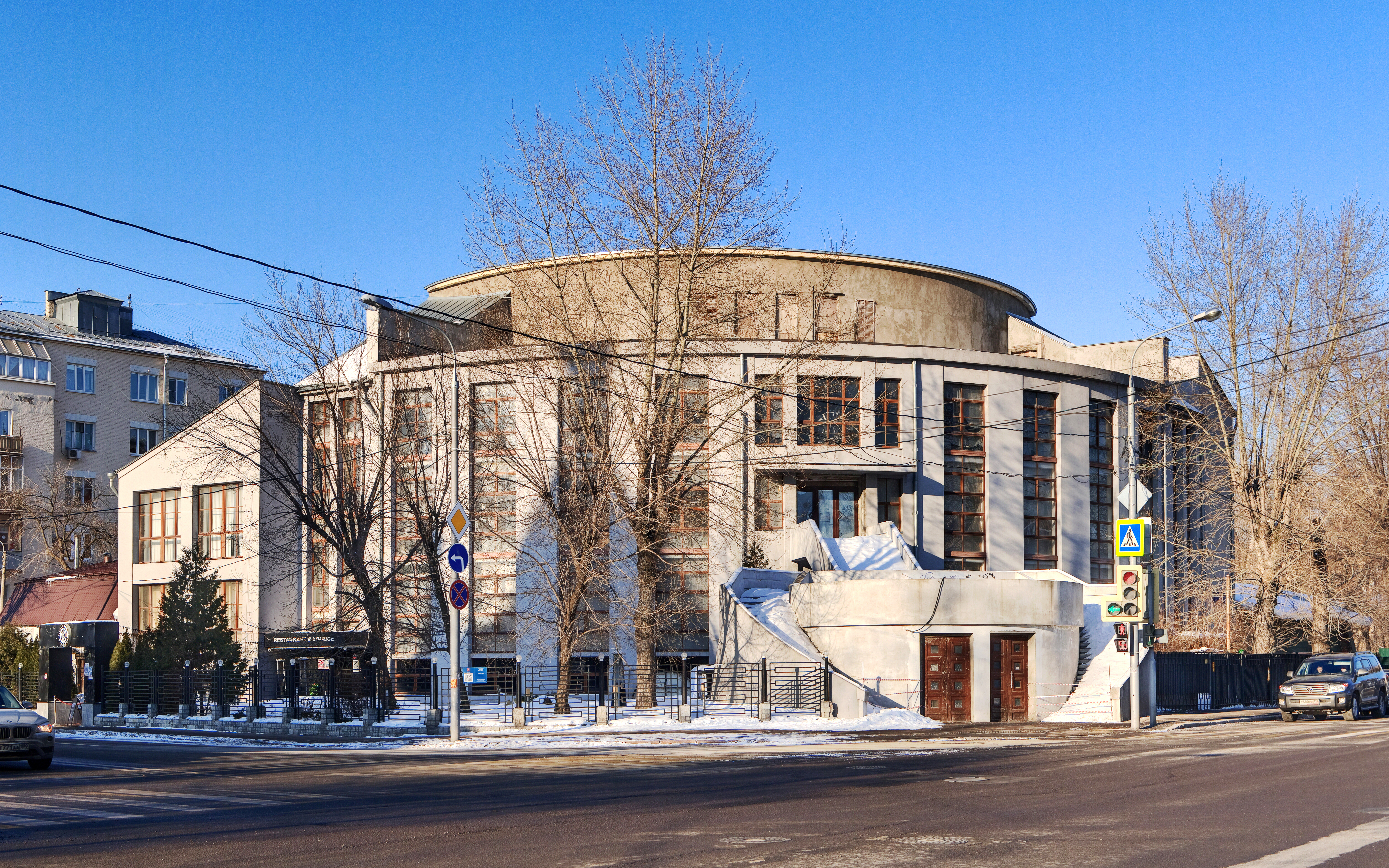
Club de la Fábrica Káuchuk (1927-1929) (Mélnikov)
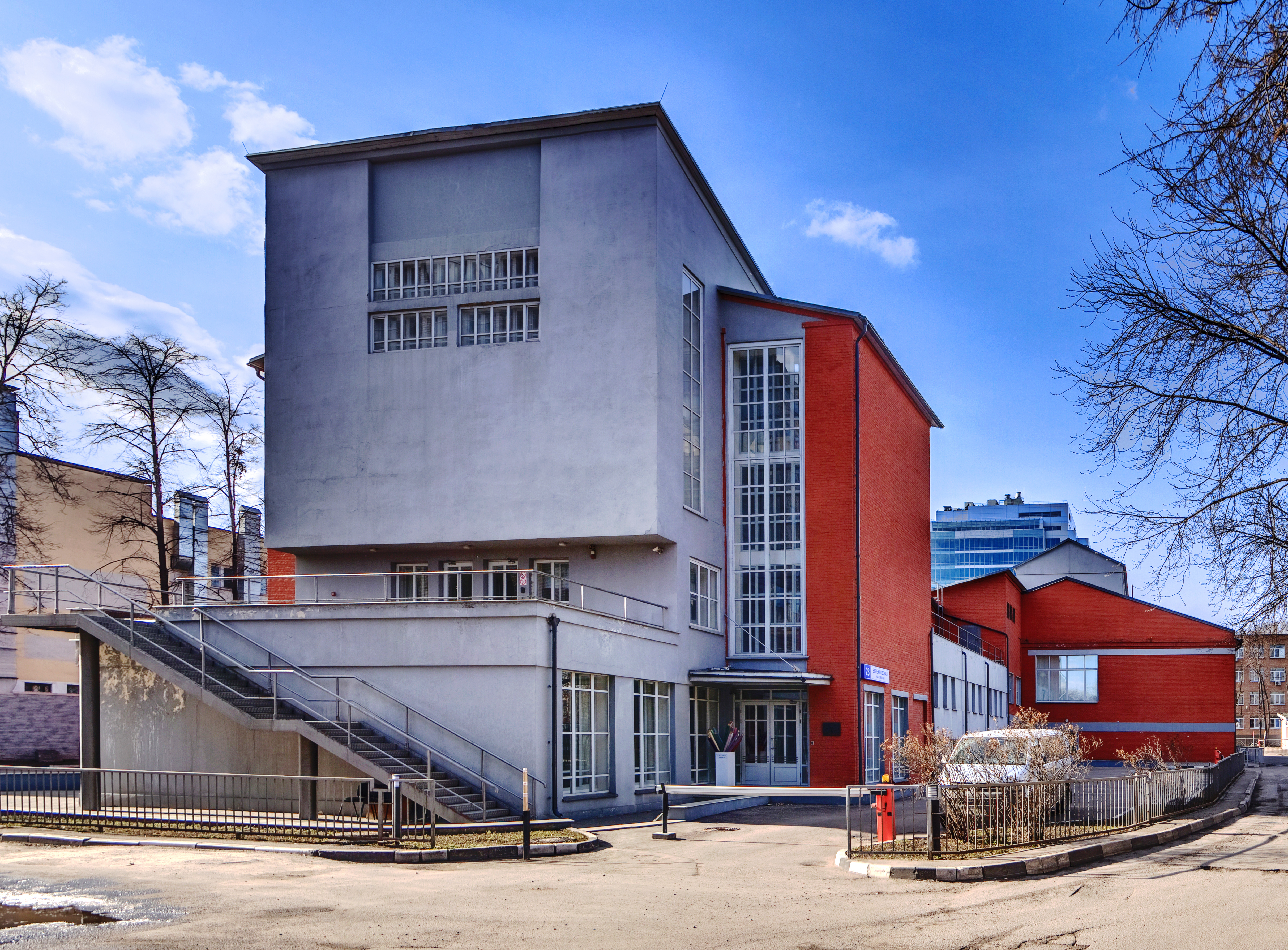
Dorkhimzavod Club (1927-1929) (Mélnikov)
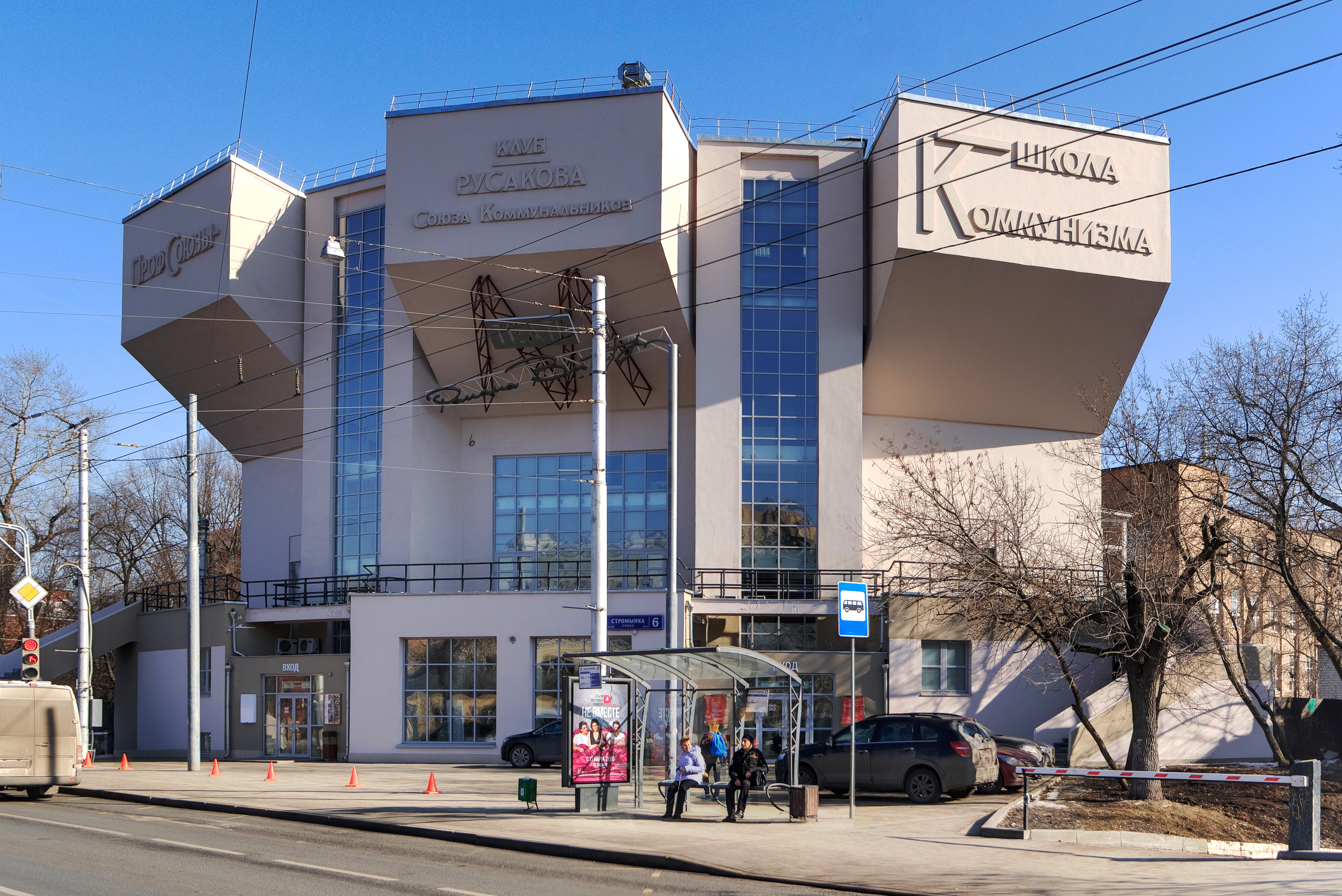
Club de Trabajadores de Rusakov (1927-1929), obra de Konstantín Mélnikov
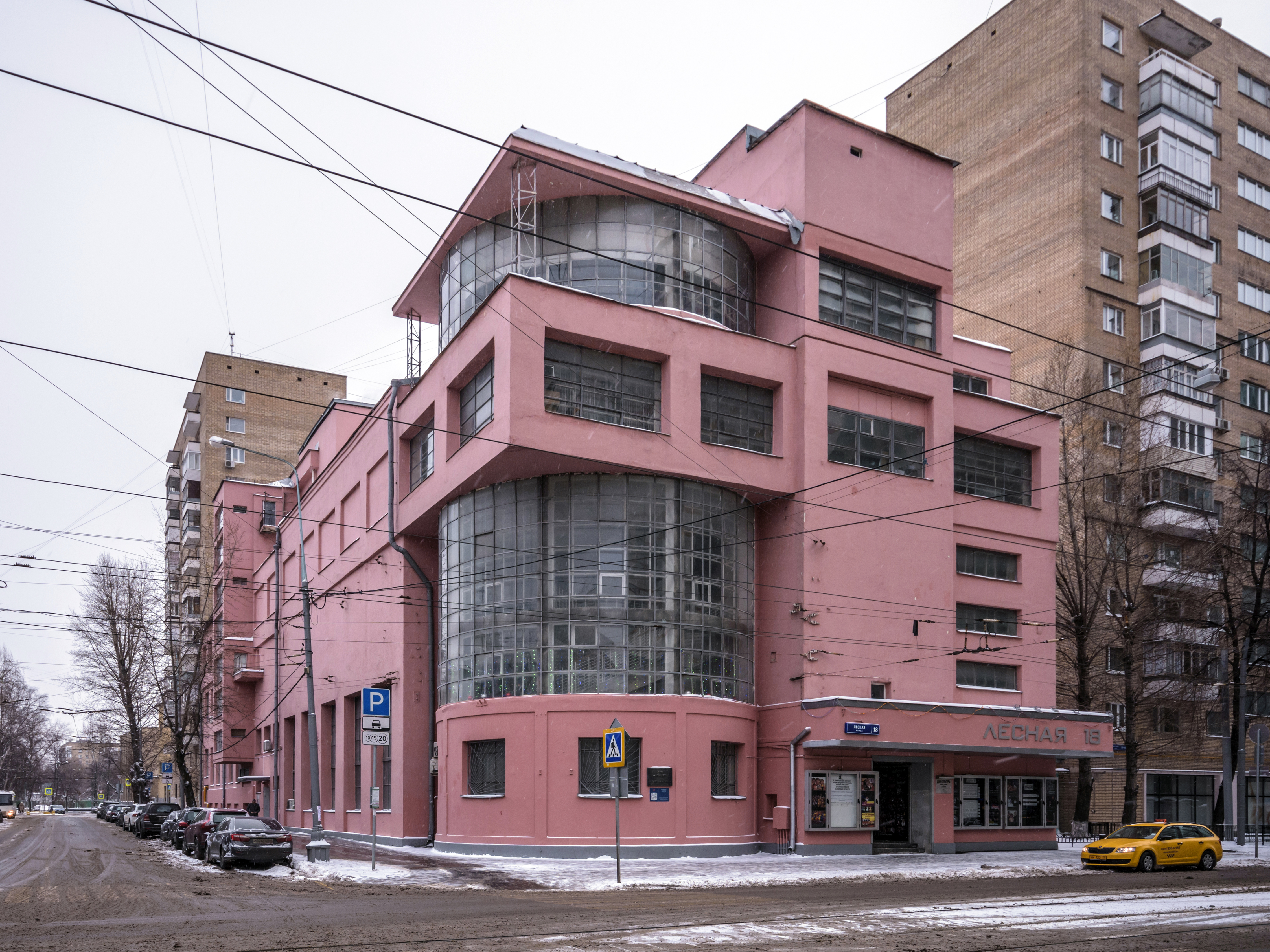
Club de Zúiev (1927-1929), construido en Moscú por Ilyá Gólosov
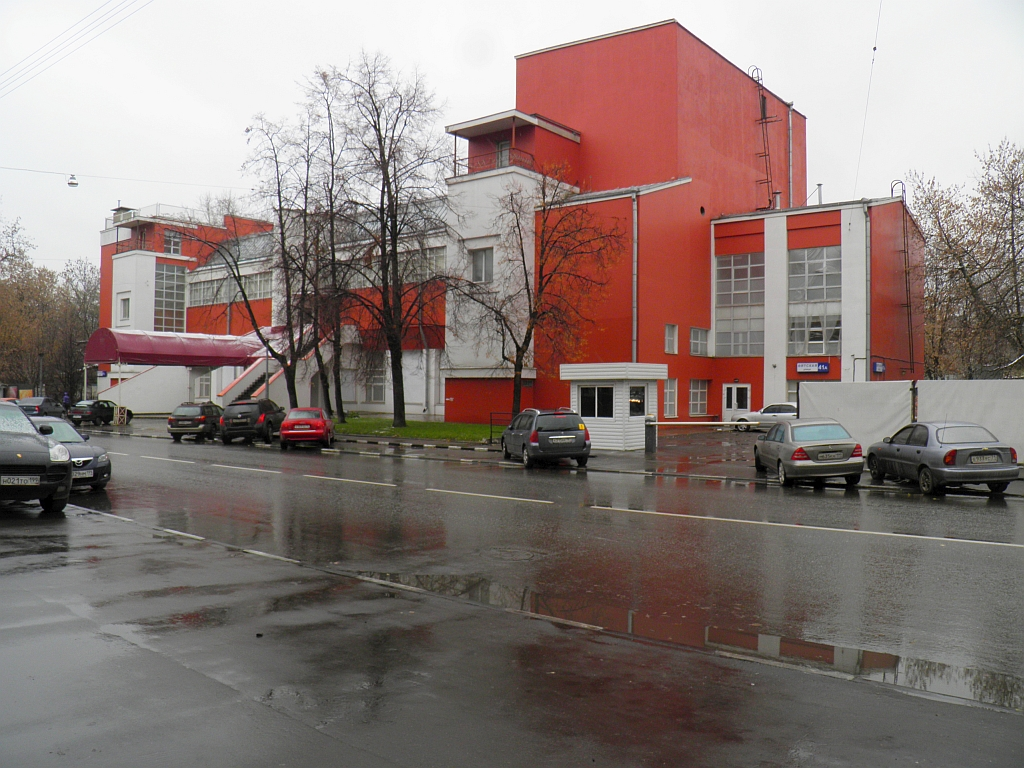
Svoboda Factory Club

Edificios fabriles y de oficinas
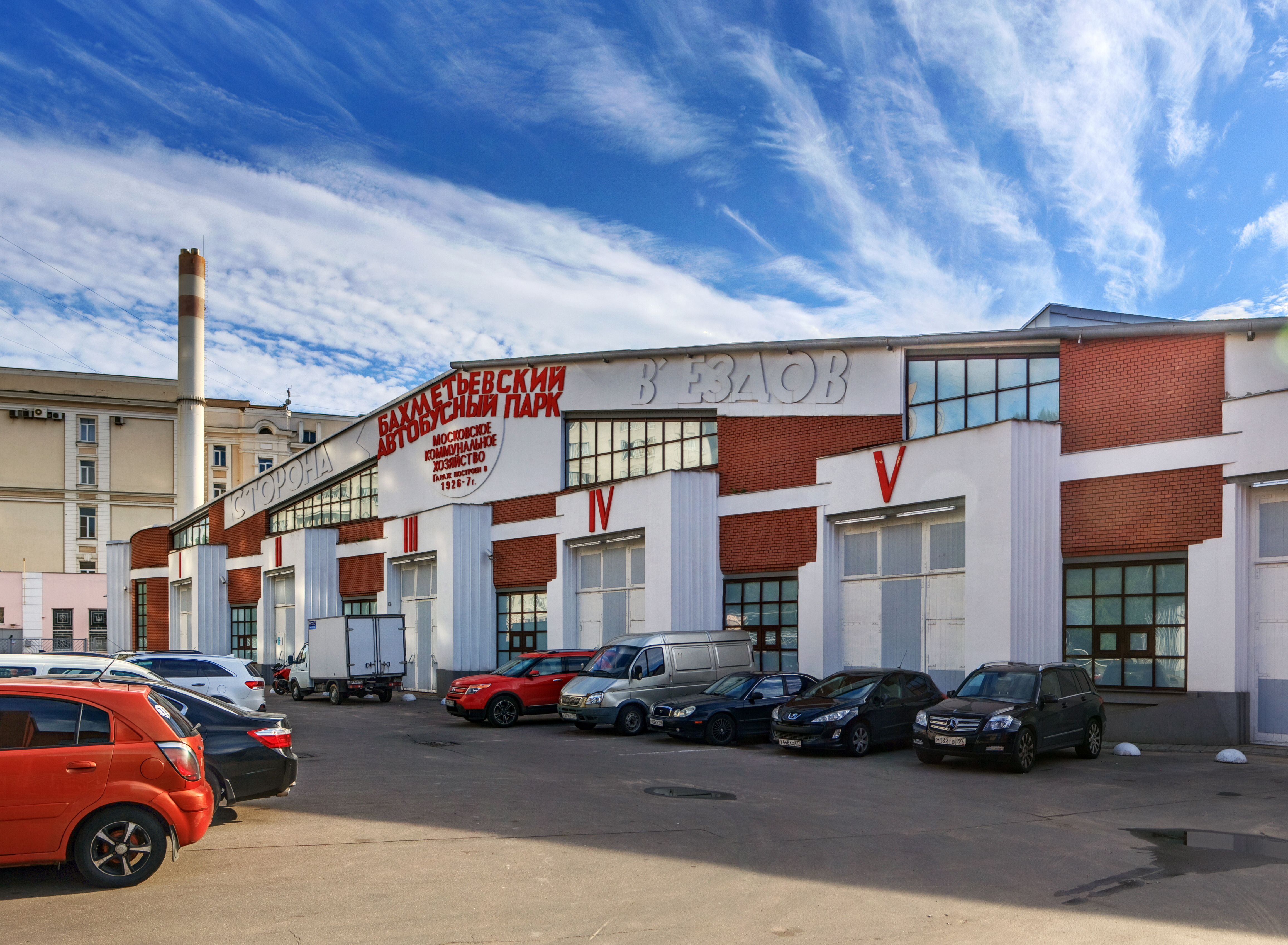
Garaje para autobús de Bajmétevski (1926-1927) (Mélnikov) y Shújov)
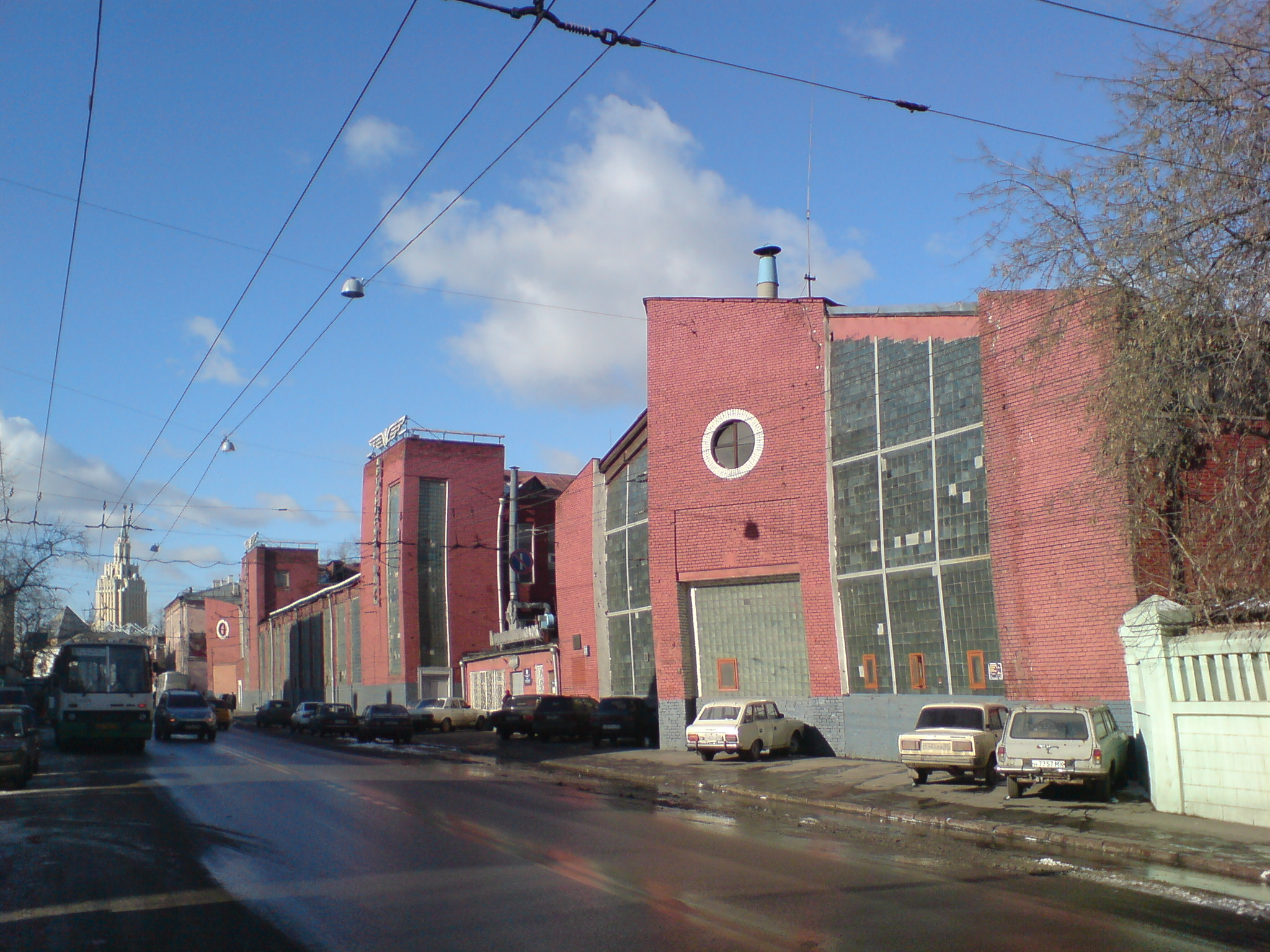
Garaje de la calle Novoryazánskaya  (1926-1929) (Mélnikov) y Shújov)
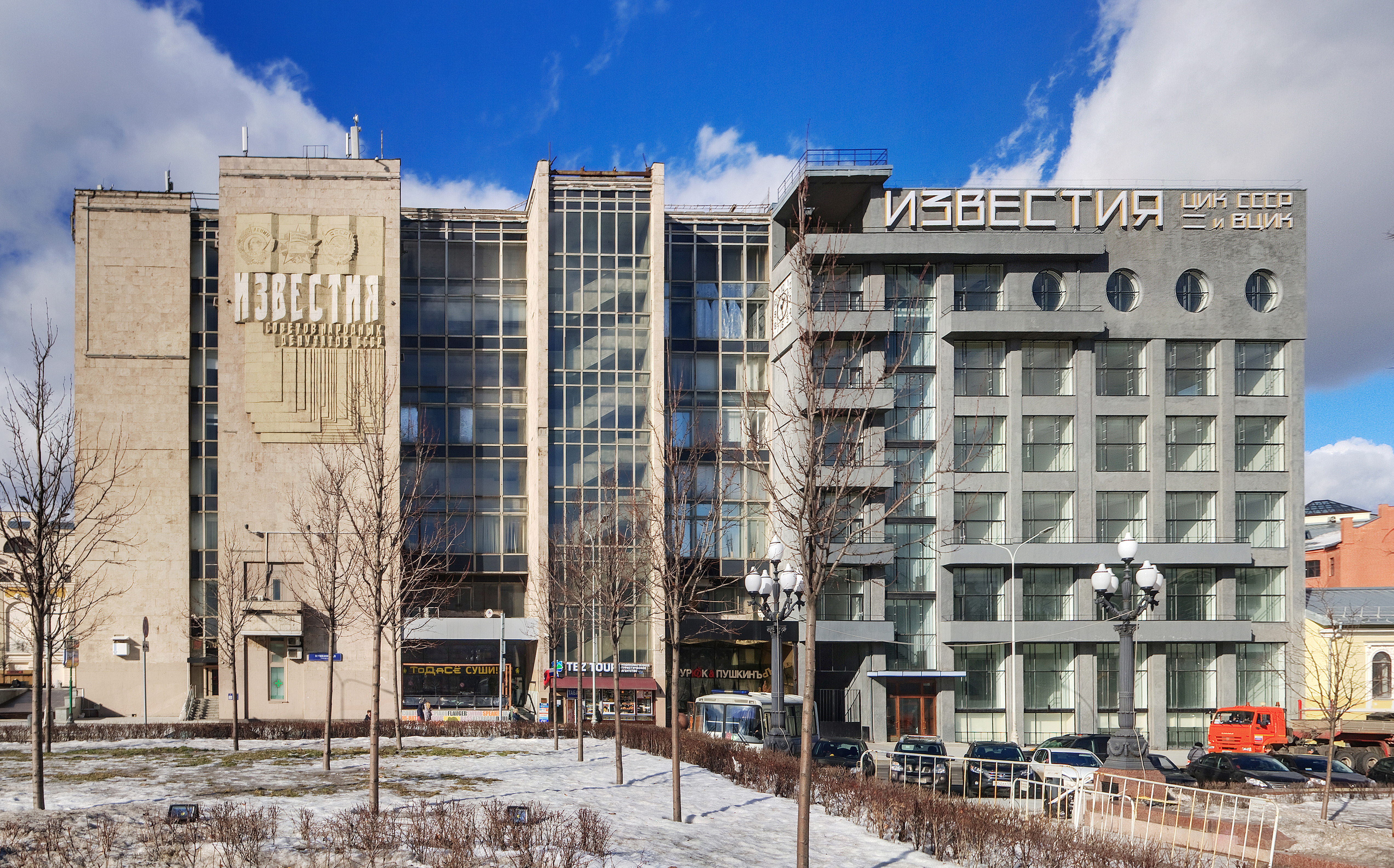
Edificio Izvestia (1925-1927)
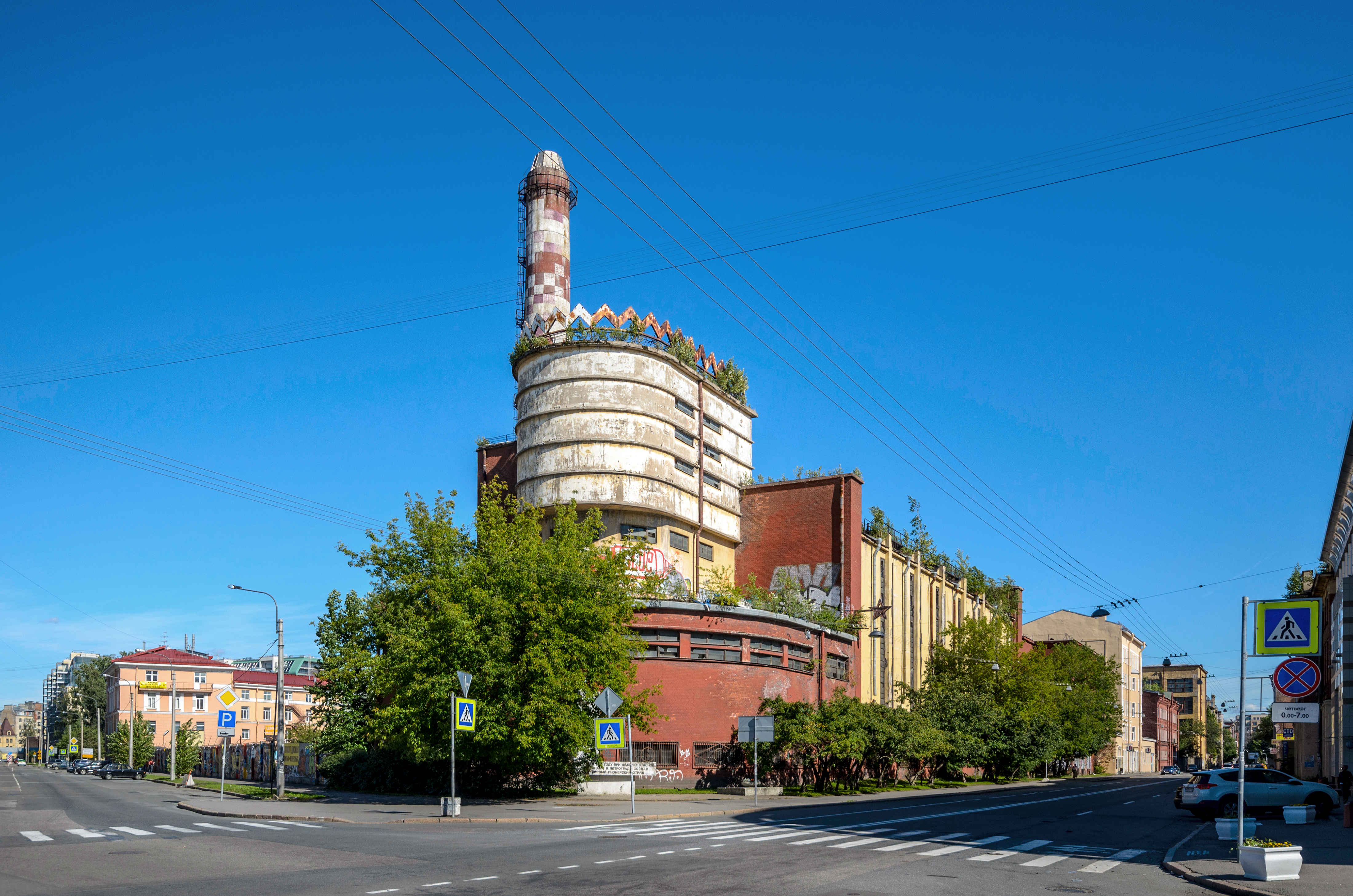
Fábrica textil Bandera Roja (1926-1937)
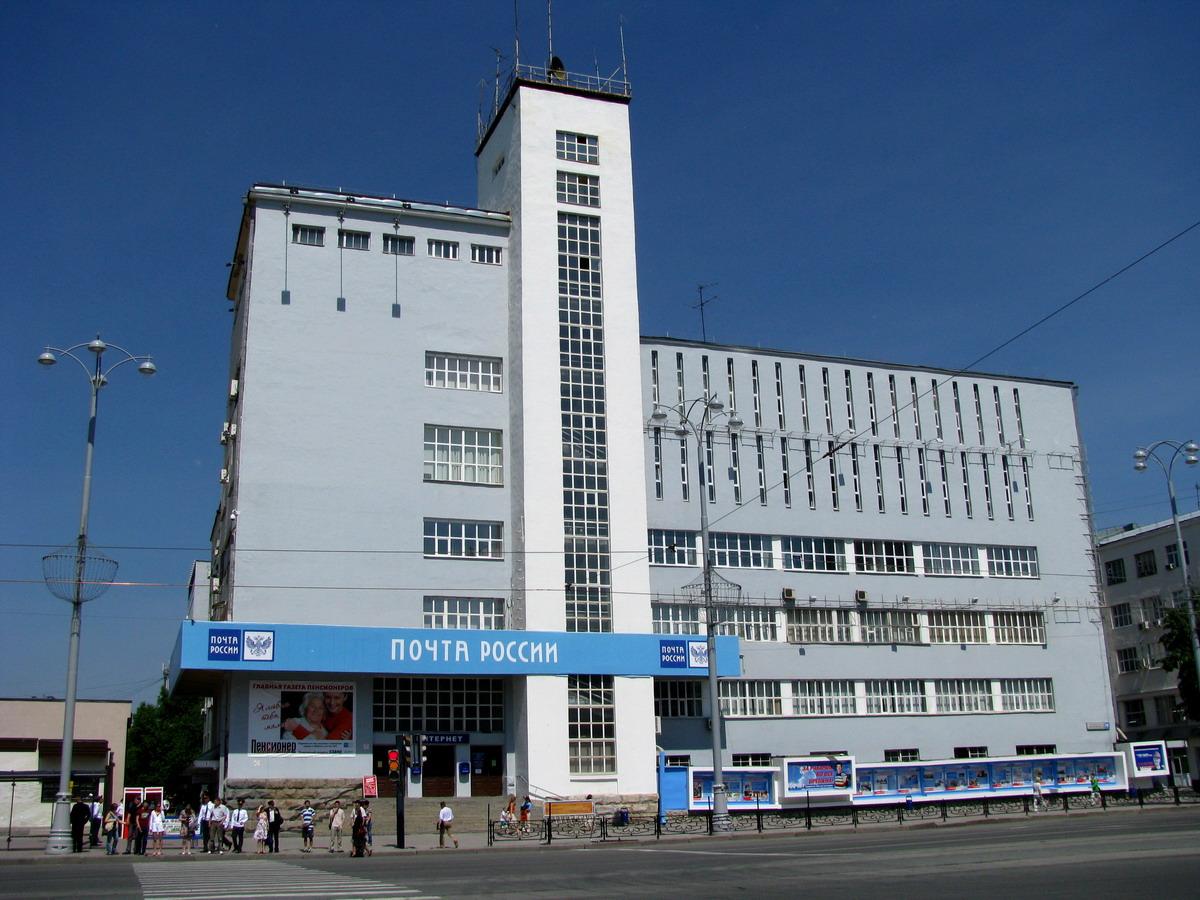
Oficina postal central, en Ekaterimburgo

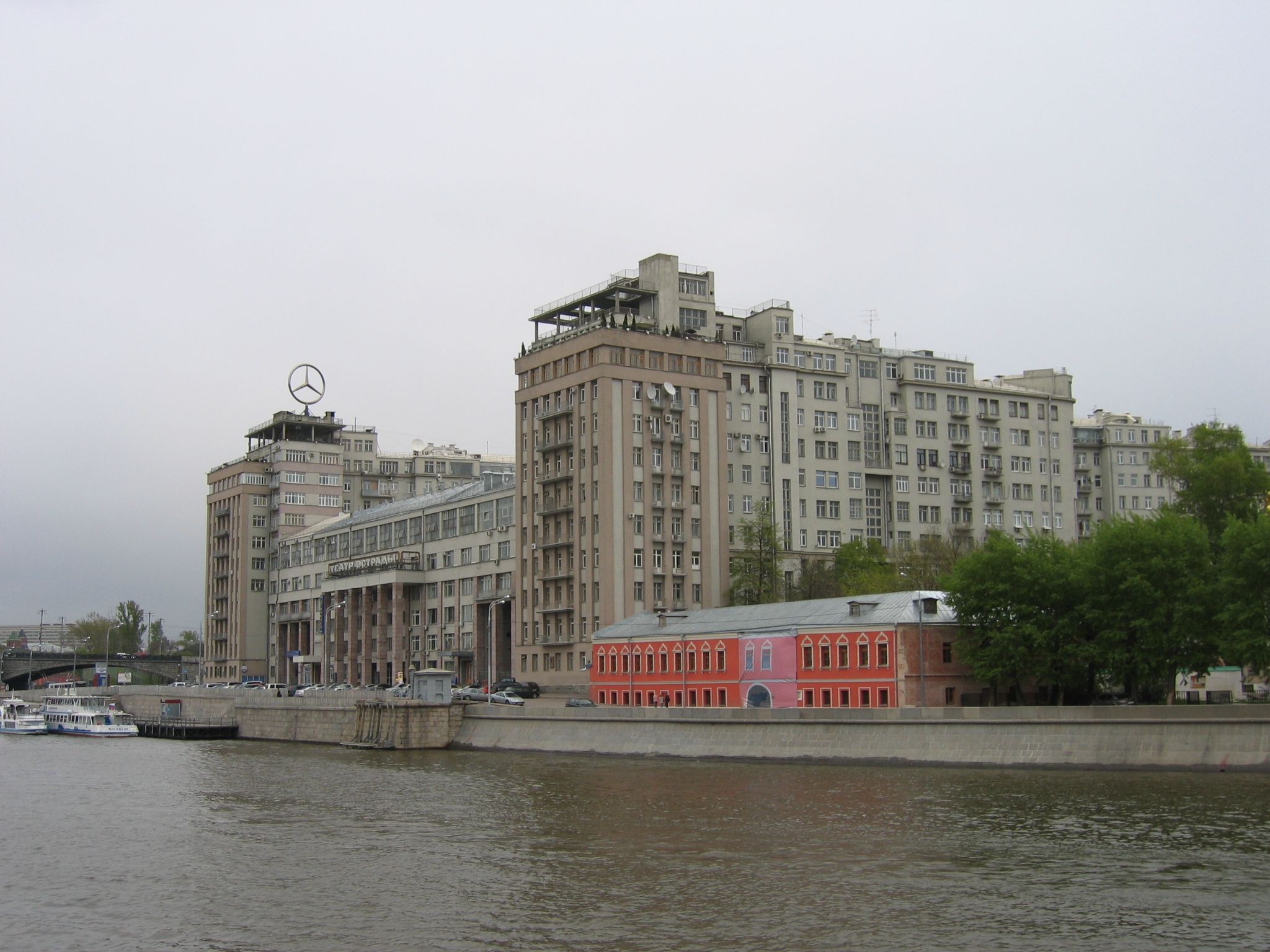
Casa del Muelle en Moscú
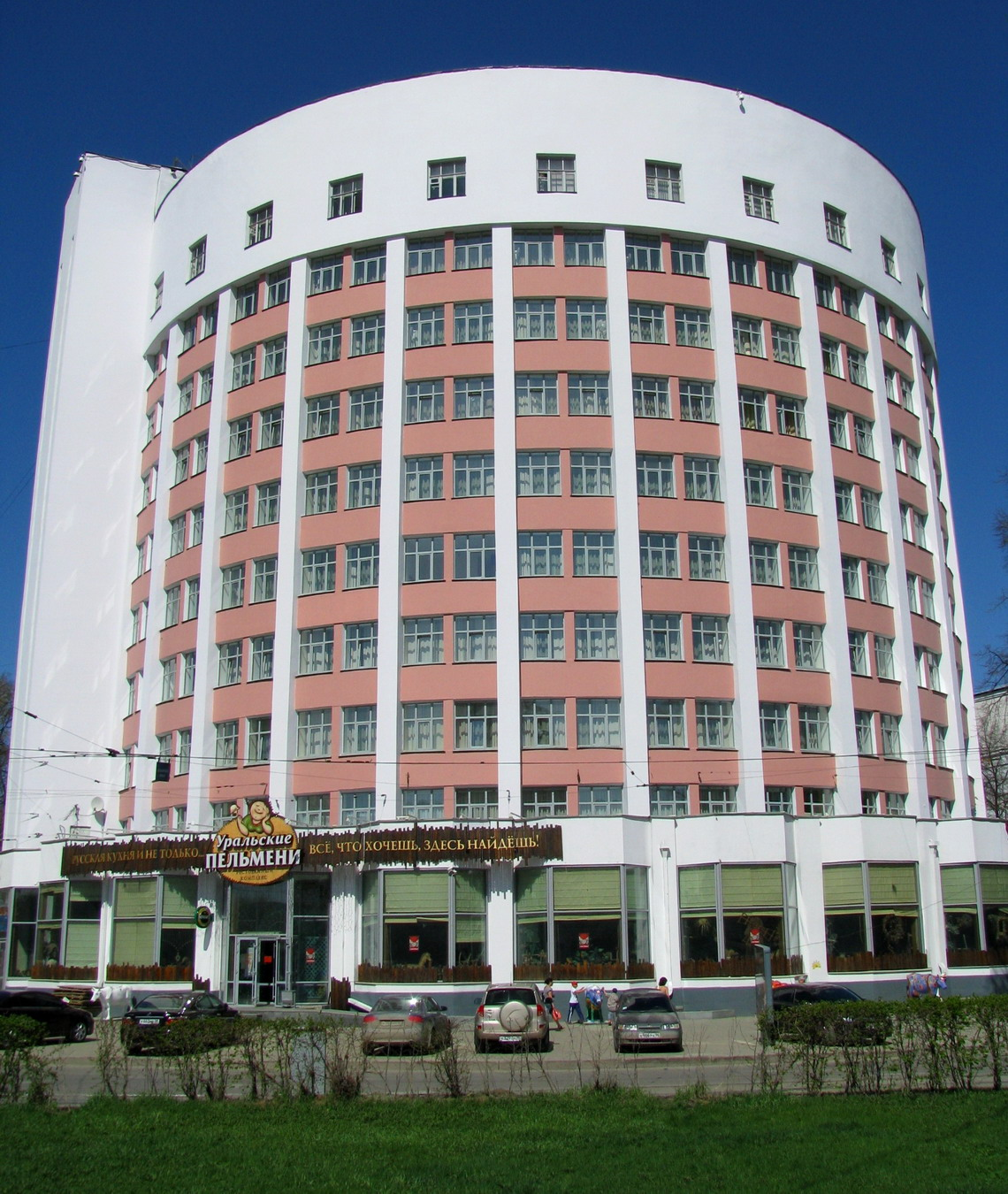
Hotel Iset en Ekaterimburgo
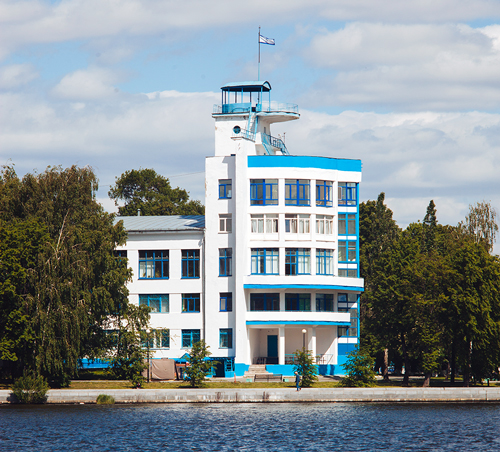
Estación deportiva del Dynamo, en Ekaterimburgo
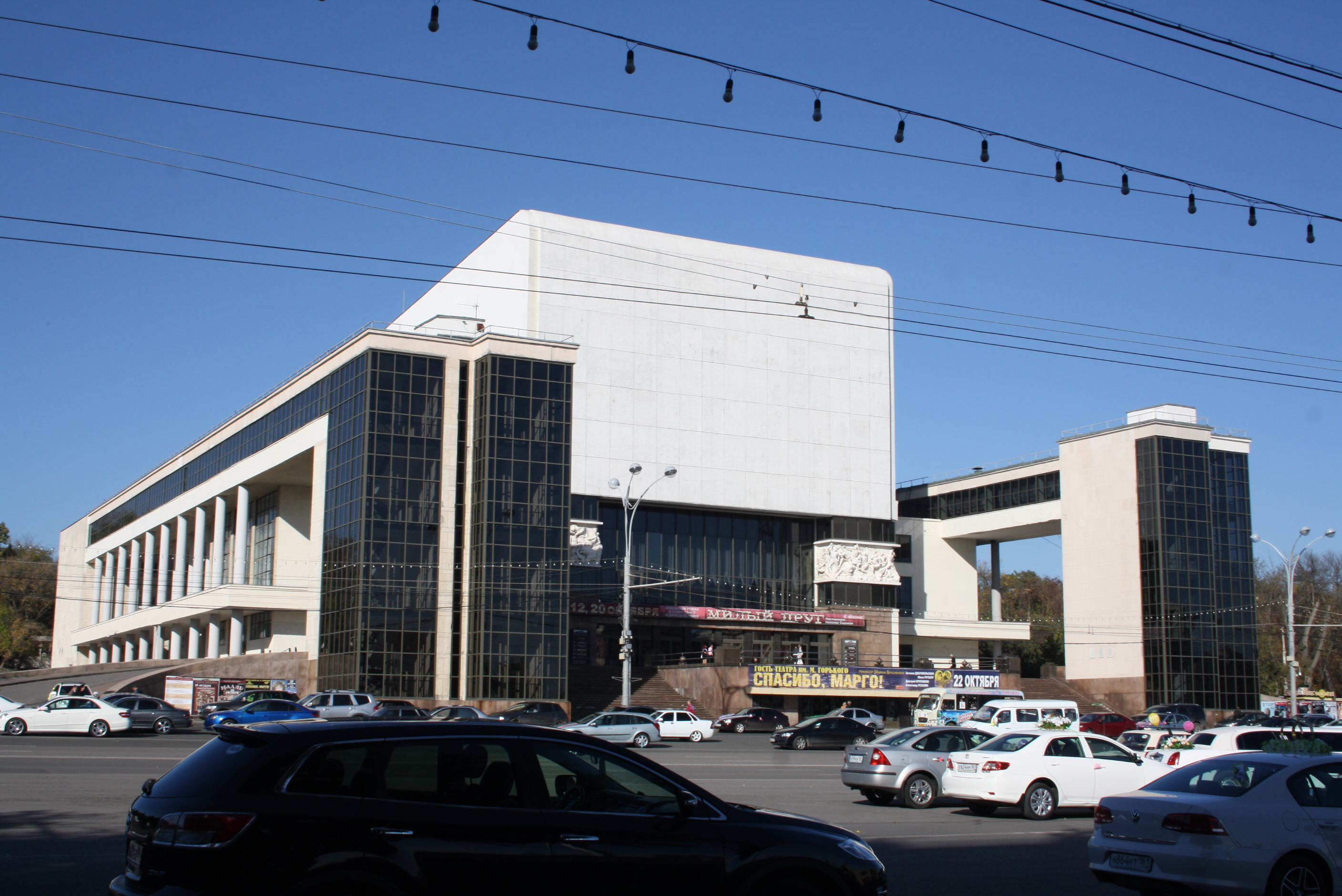
Teatro Maxim Gorky (1930-1935), en Rostov del Don
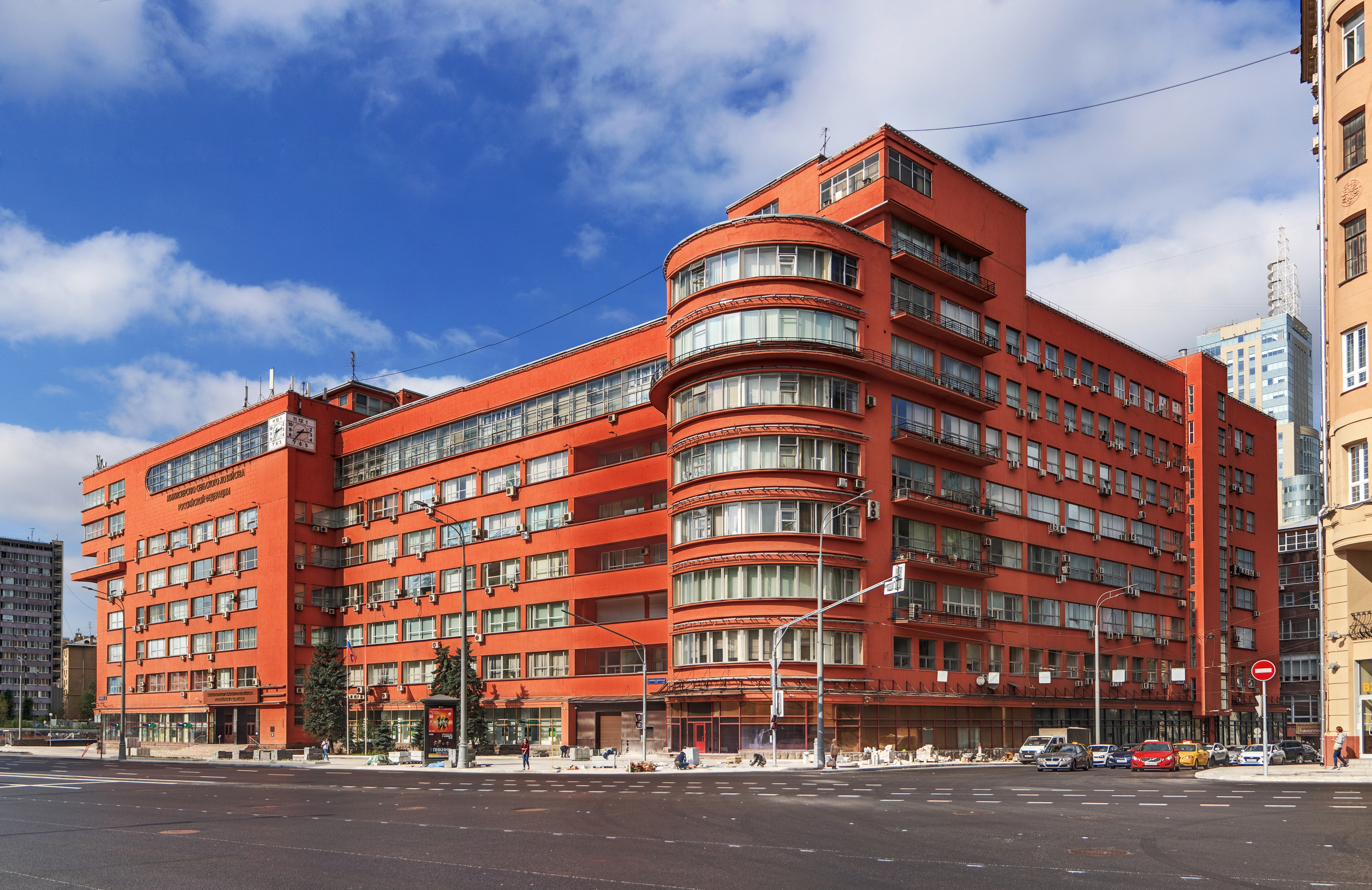
NarKomZem (1928-1933), de Alekséi Shchúsev

## La Guerra Fría

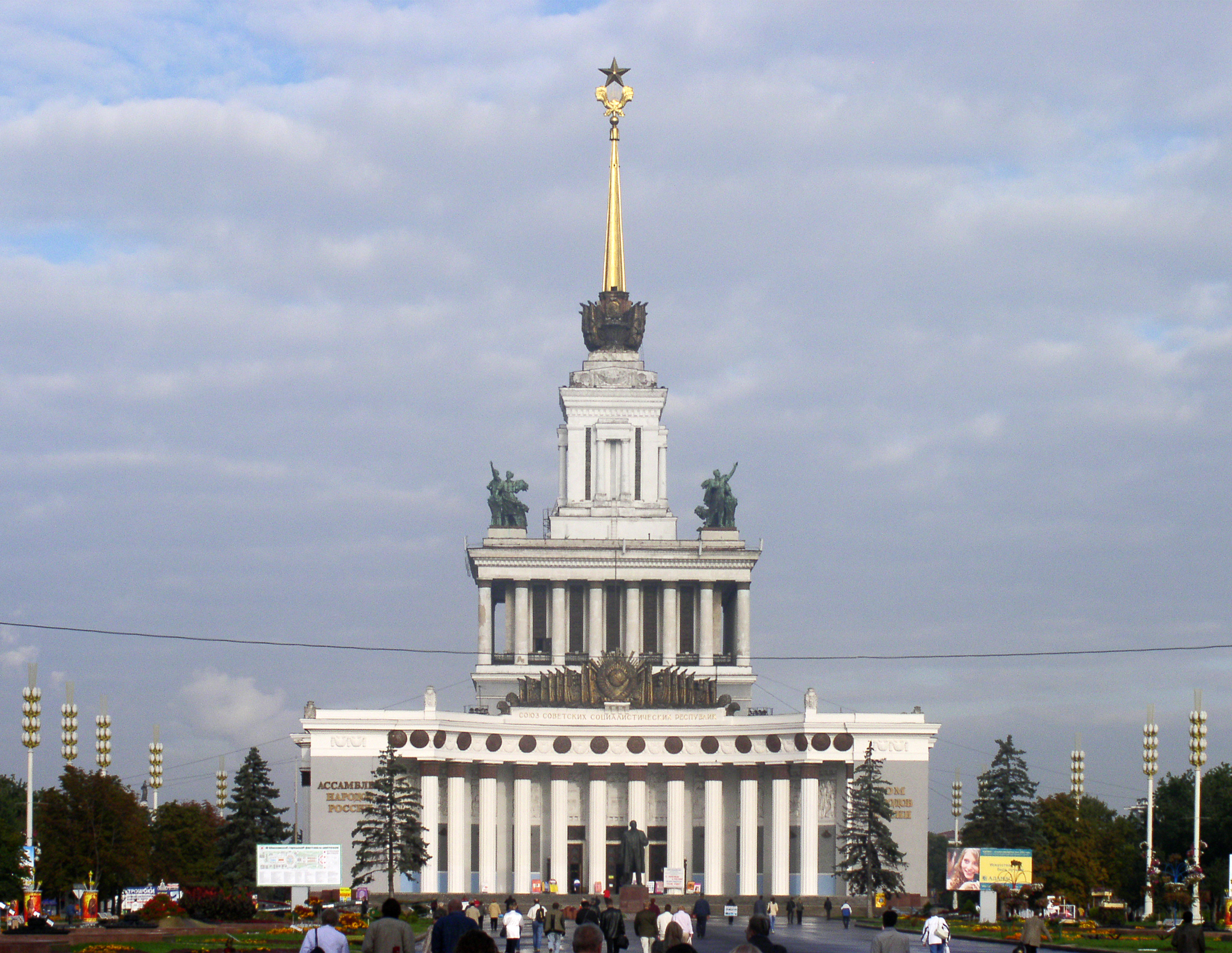
Pabellón central del Centro panruso de exposiciones (1939)

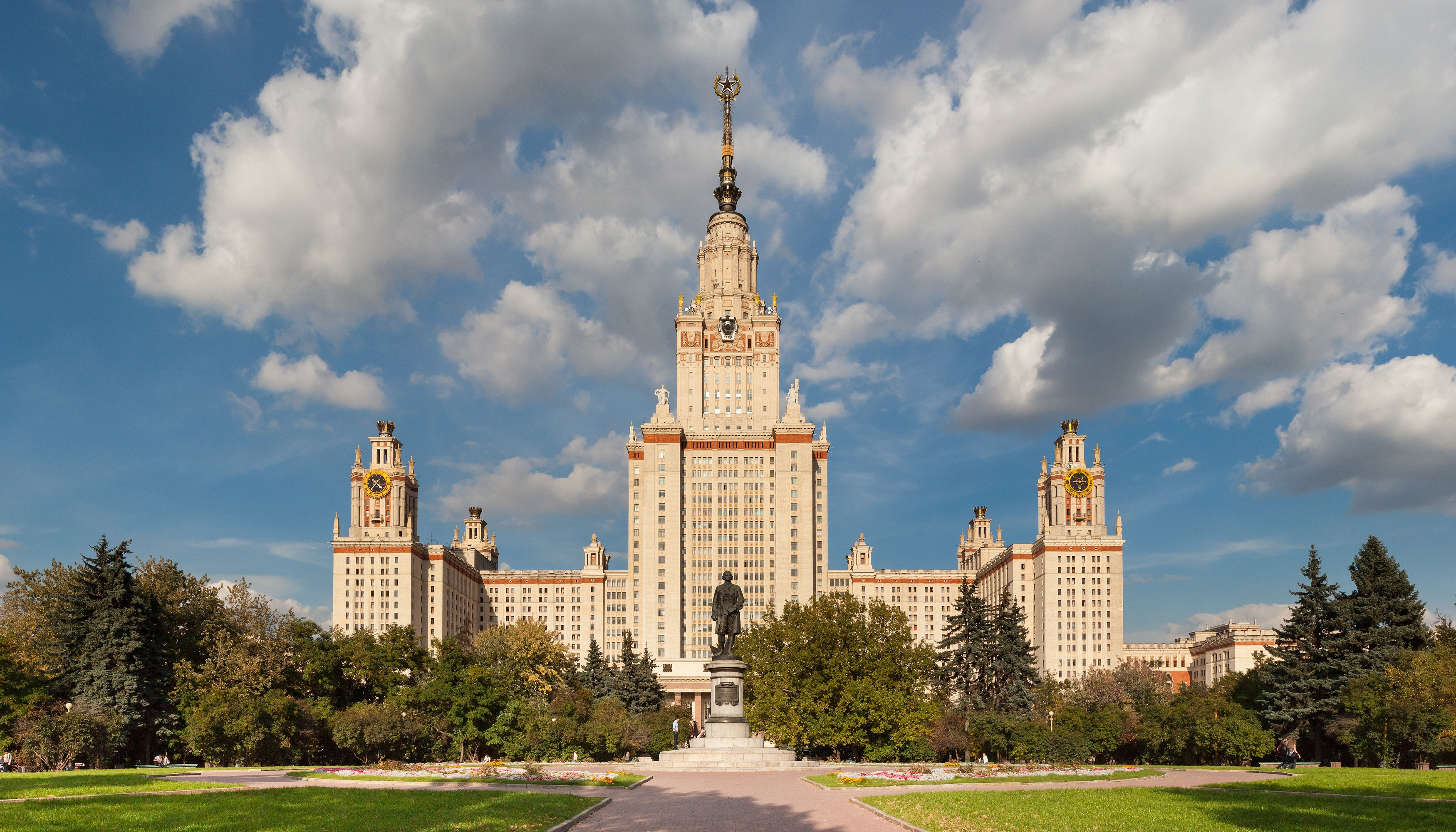
Edificio principal de la Universidad Estatal de Moscú (1949-1953)

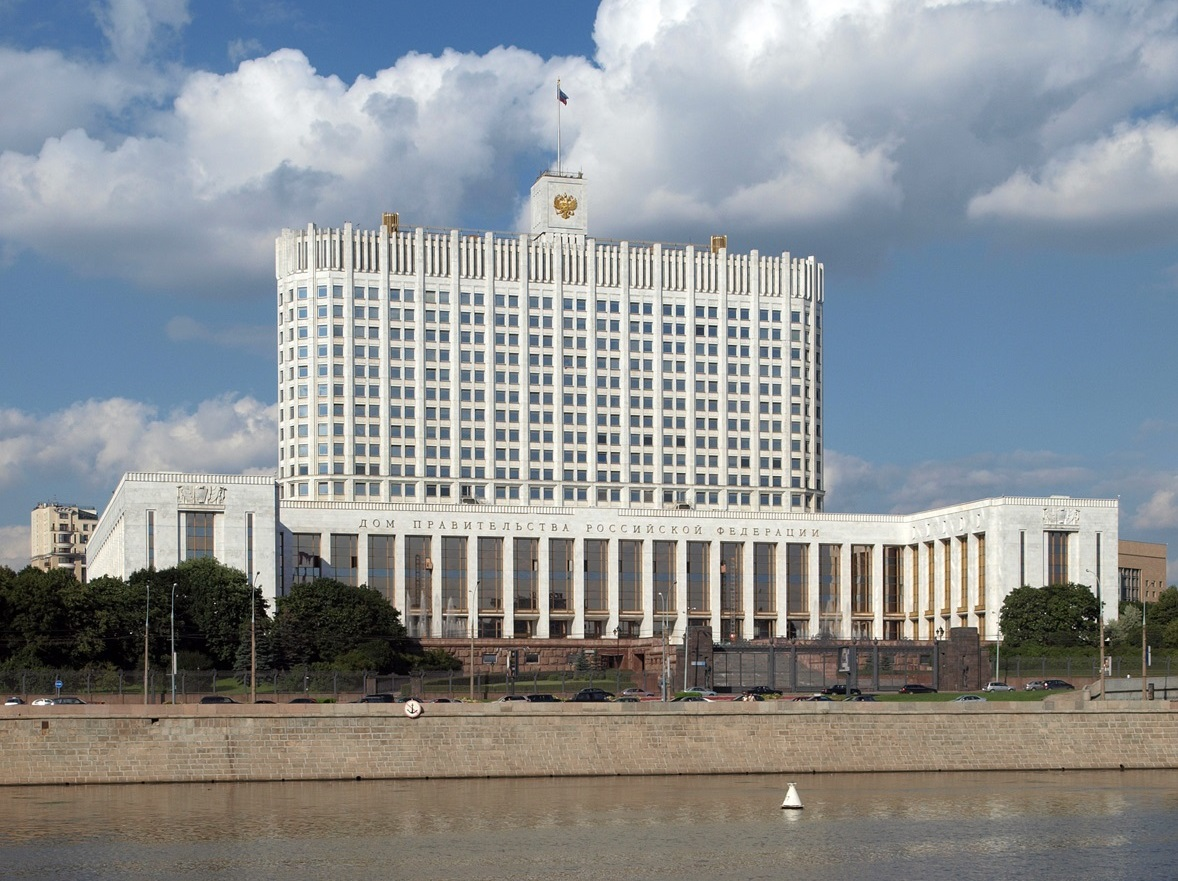
Casa Blanca de Moscú (1965-1981)

La arquitectura estalinista, como la arquitectura nazi, apreciaba la monumentalidad de inspiración conservadora. A lo largo de la década de 1930, la URSS experimentó una rápida urbanización en aplicación de las políticas estalinistas, y las autoridades promovieron un concurso internacional para el Palacio de los Soviets de Moscú.
Después de 1945, no contenta con la reconstrucción de las ciudades destruidas durante la Segunda Guerra Mundial, la Unión Soviética se embarcó en una política de prestigio y comenzó la construcción de siete rascacielos en lugares simbólicos de la región de Moscú, con el fin de para competir con las construcciones estadounidenses. La Universidad Estatal de Moscú (1948-1953), de Lev Rúdnev y asociados, es notable por el uso del espacio. Otro ejemplo es el Centro de Exposiciones de Moscú, construido con motivo de la 2.ª Feria Agrícola de la Unión (VSJV) en 1954. Es una sucesión de pabellones, cada uno de un estilo diferente. Las estaciones del Metro de Moscú y del Metro de San Petersburgo, construidas en los años 1940 y 1950, son famosas por su concepción extravagante y su decorum convenido. En general, la arquitectura estalinista alteró la apariencia de las ciudades rusas y ucranianas de la posguerra, y sigue imprimiendo su marca en Rusia con sus avenidas desmesuradas y edificios ciclópeos públicos.
Cuando Stalin murió en 1953, el viraje social y político trasformó el país, y las prioridades de la construcción y la arquitectura se vieron naturalmente afectadas. En 1955, Nikita Jruschov, confrontado con el retraso en la construcción de viviendas, pidió medidas drásticas para forzar el ritmo. Consistieron en promover la producción en masa y economizar en el decorumdel período precedente.
Estas medidas finalmente supusieron la sentencia de muerte de la arquitectura estalinista; pero la transición fue lenta. En 1955, la mayoría de los programas, tanto de pre-proyecto como de construcción, quedaron directamente involucrados; las grandes obras evolucionaron así hacia una asimetría improvisada: un ejemplo famoso es la avenida Jreschátyk y el parque en la Plaza de la Independencia, en la capital ucraniana, Kiev: tenía que ser originalmente la organización de una gran plaza rodeada de edificios estalinistas; pero a medida que los edificios se estaban terminando, los arquitectos se vieron obligados a modificar los planos y la obra fue abandonada hasta que se reanudaron los trabajos en la década de 1980. En particular, el Hotel Ucrania, supuestamente con vistas al parque con una arquitectura que evocaría los siete rascacielos de Moscú, quedó en un paralelepípedo crudo, desprovisto de ornamentación.
Sin embargo, a medida que la geometría de los edificios evolucionó hacia las formas cúbicas despojadas, su arquitectura dio origen a un nuevo estilo, inspirado en la conquista del espacio: la funcionalidad. El Palacio Estatal del Kremlin recuerda los esfuerzos de los arquitectos para hacer evolucionar sus planes al ritmo de los cambios en la política estatista. La Torre Ostánkino, obra de Nikolái Nikitin, simbolizaba el progreso.
Además de los edificios desnudos, la década de 1960 estuvo marcada por la política de alojamiento. Los arquitectos imaginaron un edificio-tipo de cinco pisos, que se podría construirse a partir de paneles de hormigón prefabricados. Estos Pyatietazhki (edificios de cinco plantas) se convirtieron en el módulo habitable de las ciudades urbanas rusas. Construidos a toda prisa, eran de una calidad muy inferior a los edificios del período estalinista; su aspecto gris y repetitivo dio a las ciudades de la Unión Soviética su apariencia aburrida y deprimente.
A principios de la década de 1970, Leonid Brézhnev dio a los arquitectos más libertad y pronto se vio afectada la variedad de edificios: los bloques de edificios con cubiertas planas ganaron altura y fueron adornados con colores variados; el recurso a los mosaicos en los silencios se convirtió en el sello distintivo de la época. En casi todos los casos, estos fueron construidos no como una construcción independiente, sino como parte de grandes complejos de viviendas) que pronto se convirtió en una característica central de las ciudades socialistas. En contraste con las casas construidas en los años 1950-60, que tenían hasta 5 pisos, los nuevos edificios residenciales eran más altos y podían tener hasta 9 o más pisos, aunque siguieron edificándose bloques de menos pisos. Cada complejo incluía un área extensa con un patio para caminar, un parque infantil con columpios, un cajón de arena para los juegos y sitios para estacionamiento de vehículos, que a menudo se complementan con garajes para automóviles, alineados por separado de los edificios residenciales.En la mayoría de los casos, estos edificios formaban parte de grandes complejos. La arquitectura de los edificios públicos se inspiró en múltiples temas. Algunos de ellos (como la «Casa Blanca de Moscú» (1965-1981) fueron guiños a la arquitectura de la década de 1950, con sus fachadas de mármol blanco y los bajorrelieves que cubrían las paredes laterales.

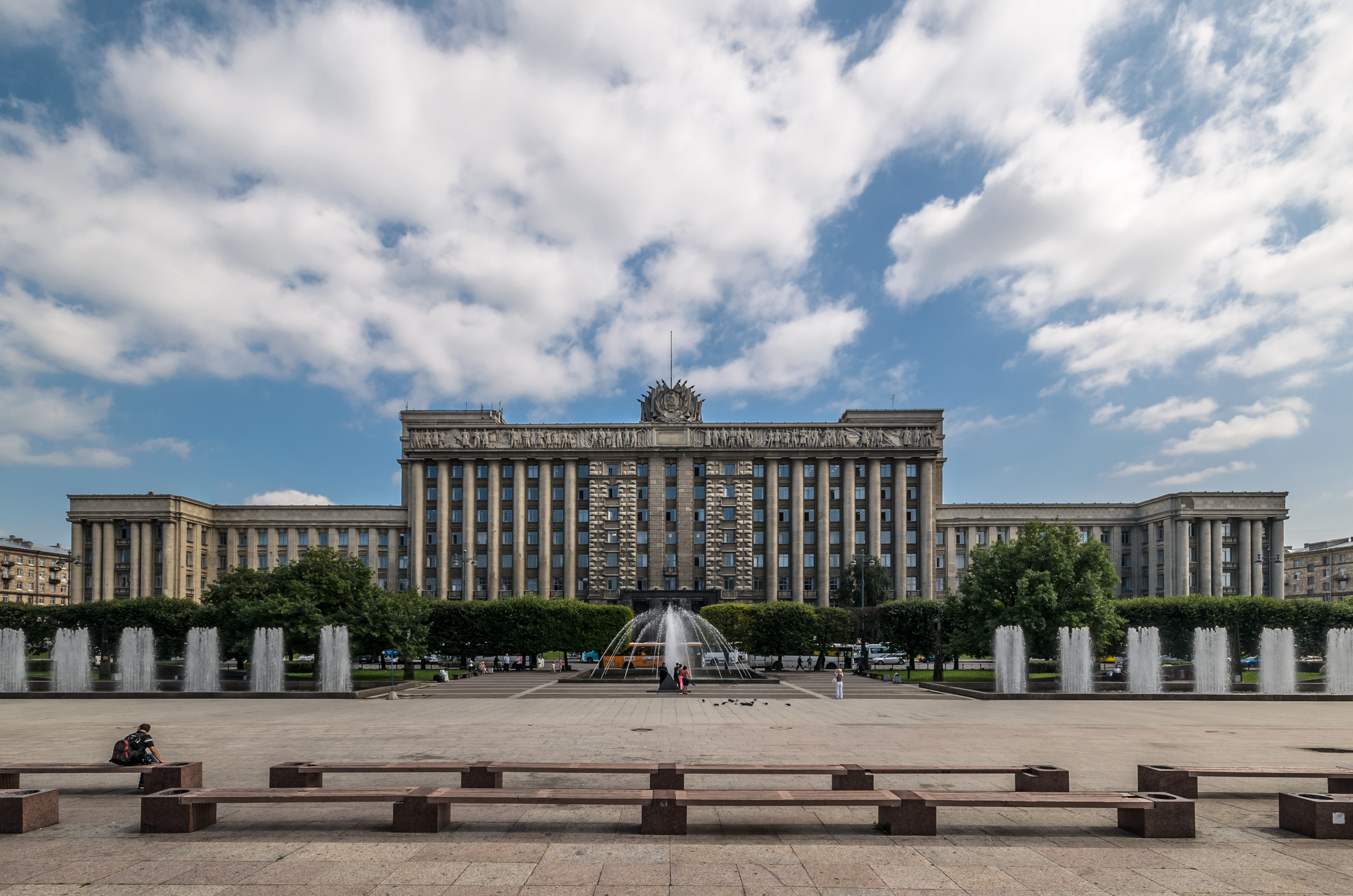
Casa de los Sóviets de San Petersburgo (1936-1941)
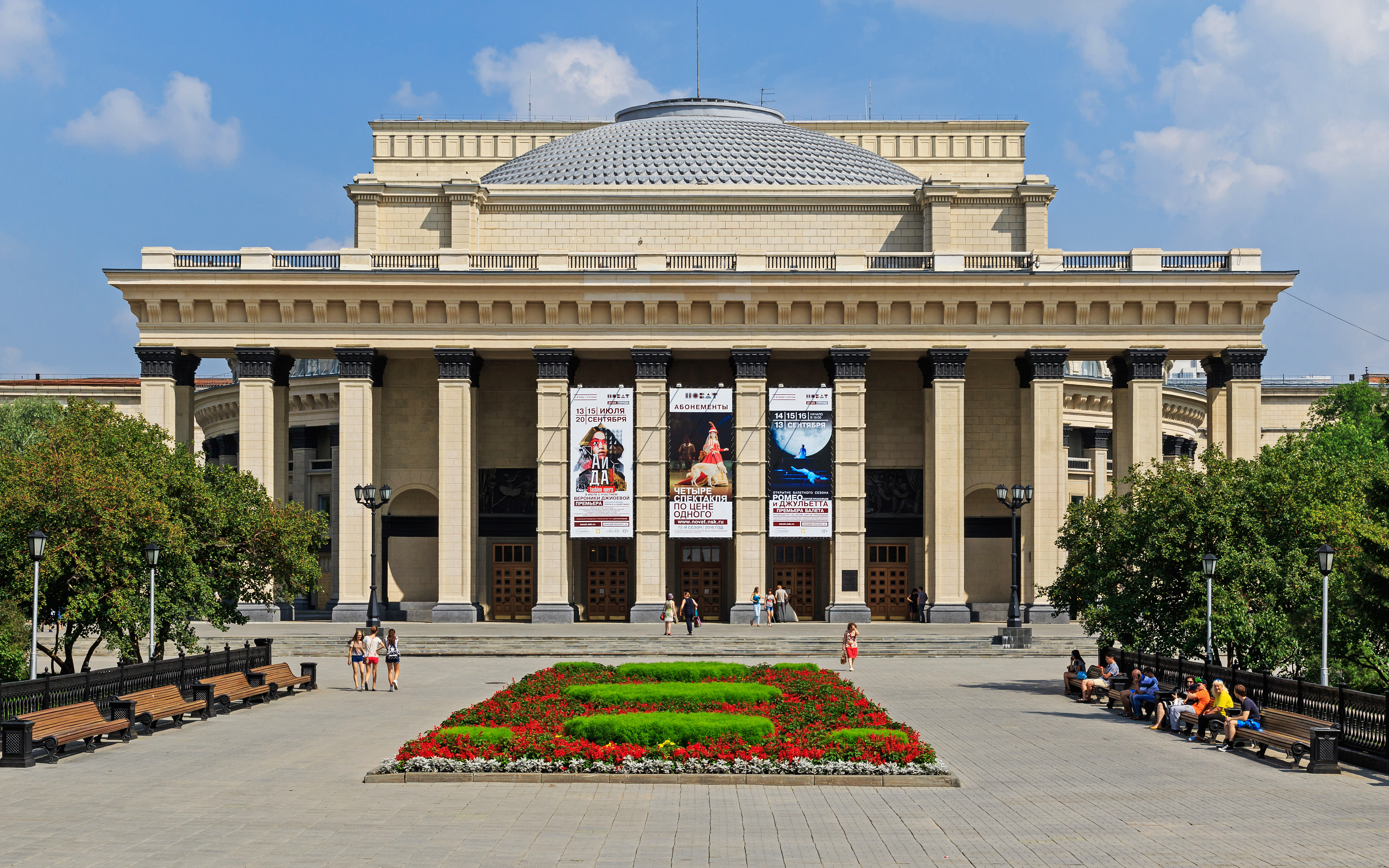
Teatro Académico Estatal de Ópera y Ballet de Novosibirsk (1931-1944)
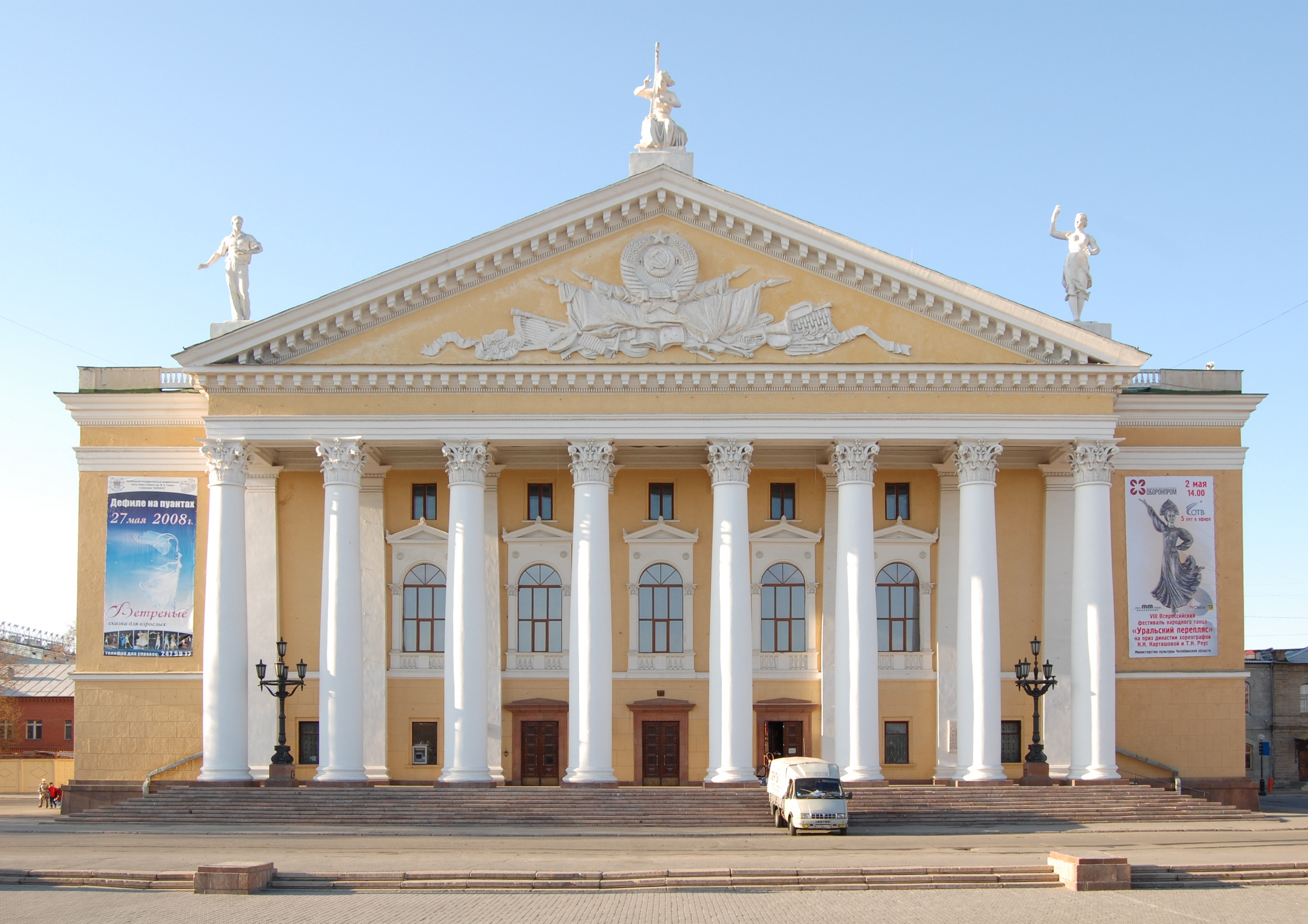
Main Building of the Ministry of Defense de Moscú (1940-1951)
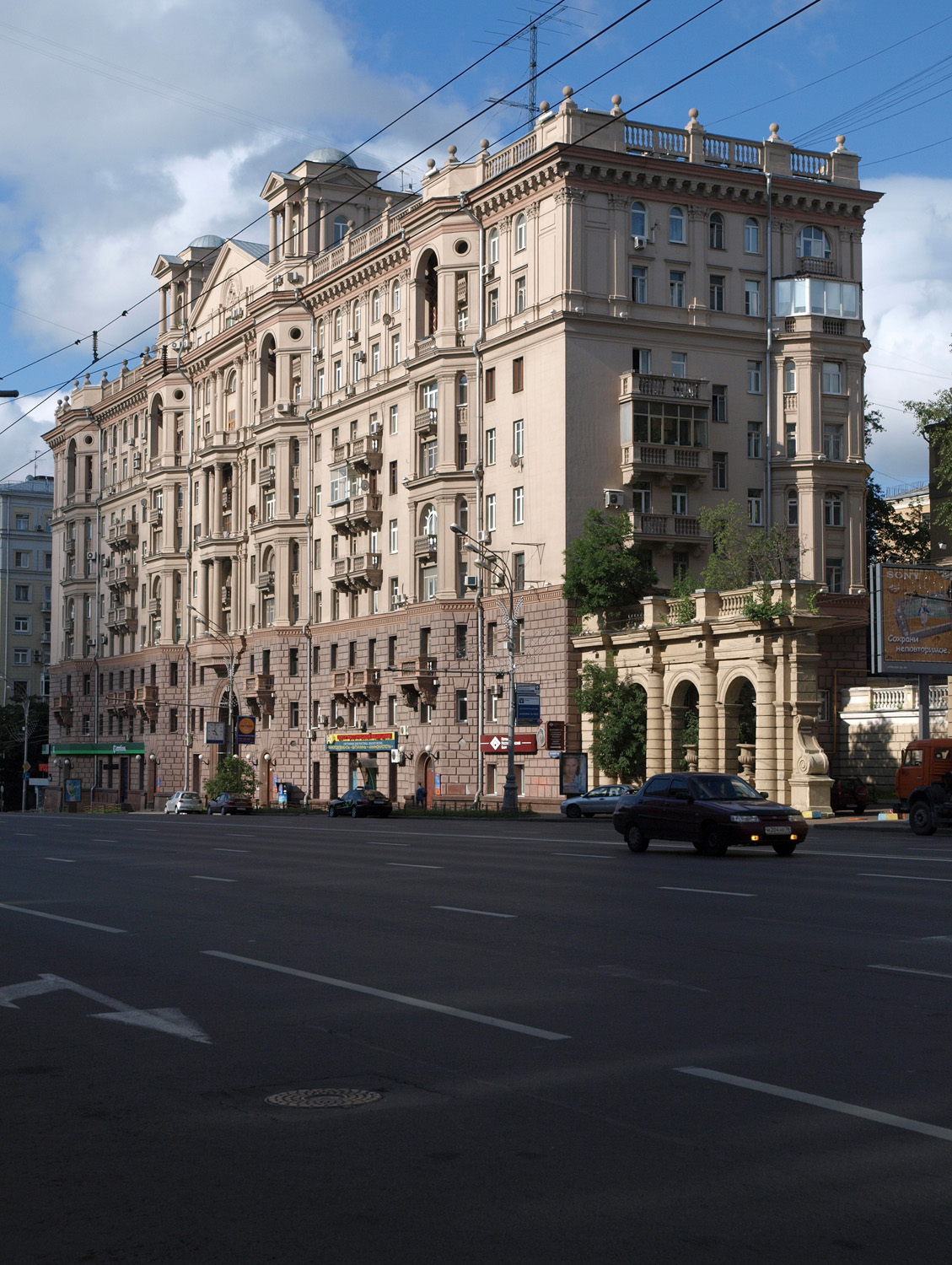
Casa de los trabajadores de la MGB (1946-1949), obra de Yevgueni Rybitski
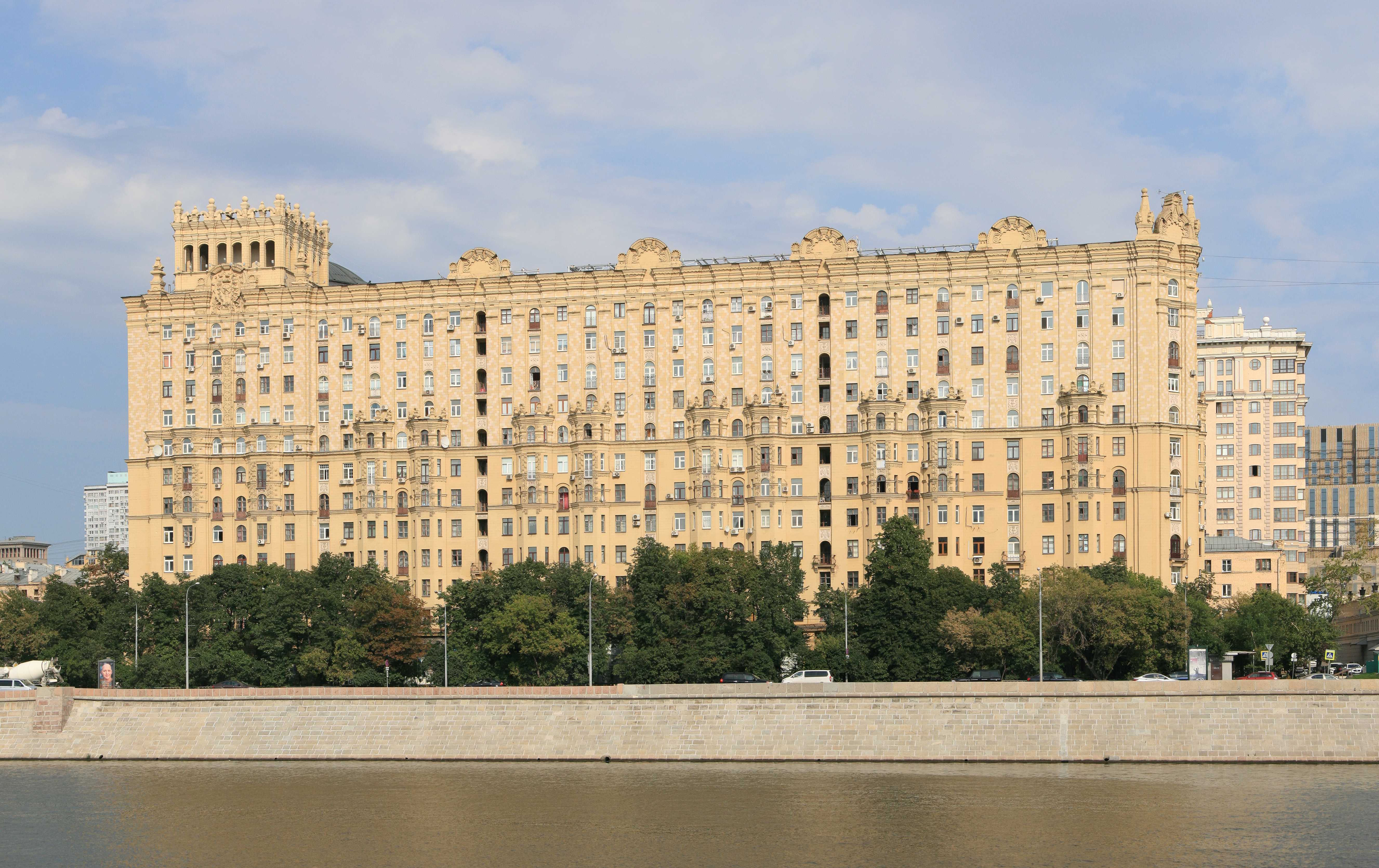
General's House at Muelle Smolénskaya, Moscu (1955)
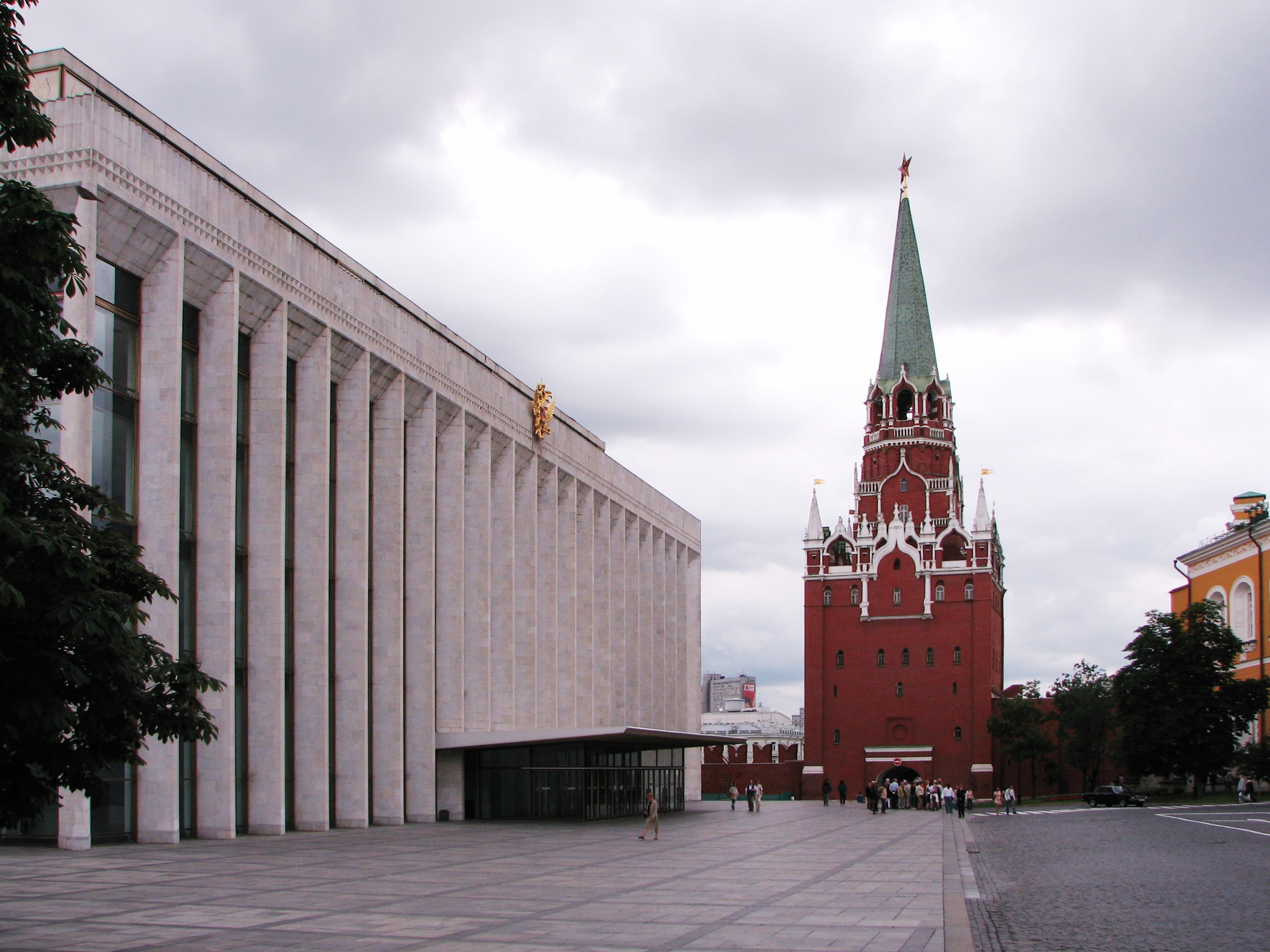
Palacio Estatal del Kremlin (1960-1961)
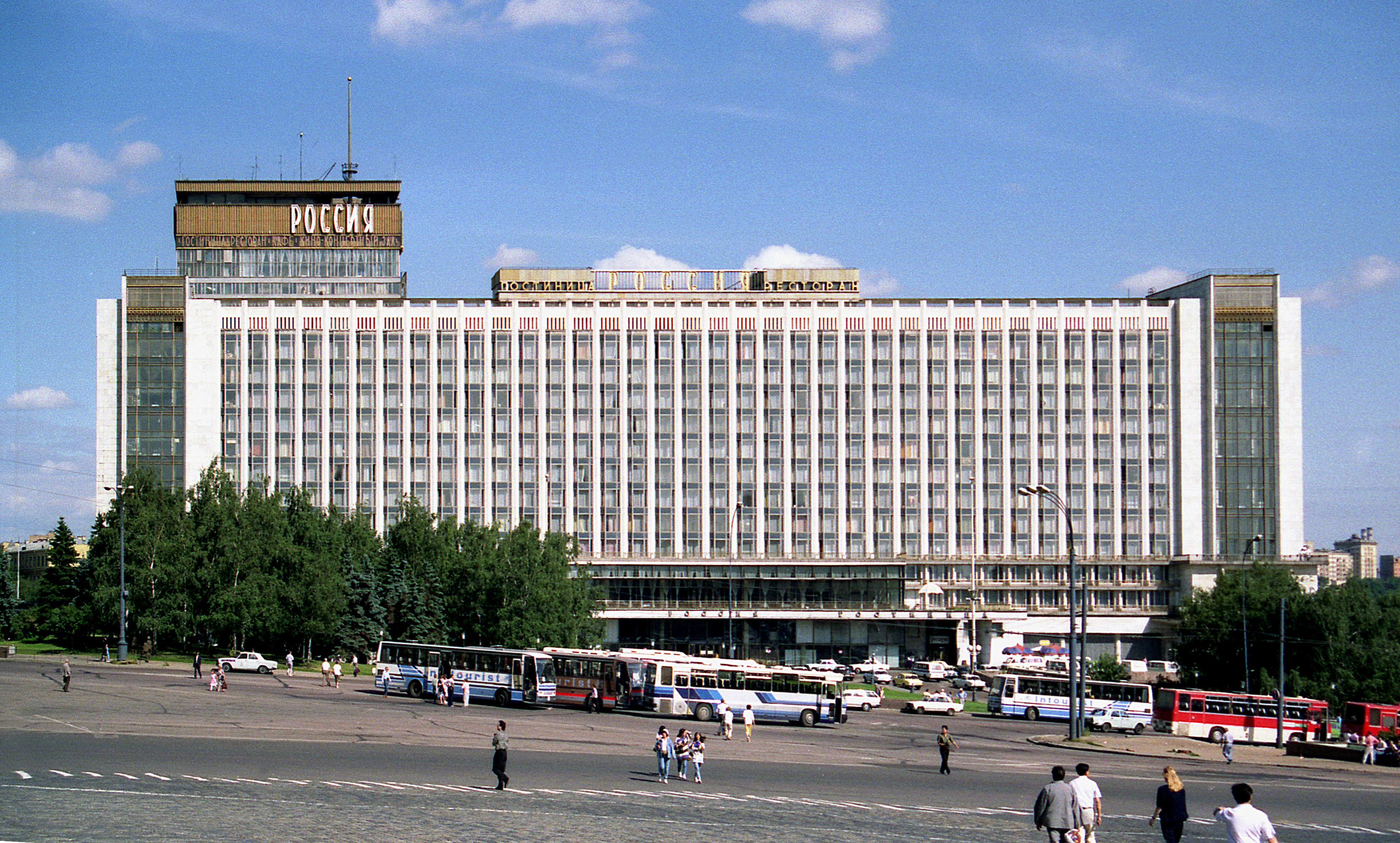
Hotel Rossiya de Moscú (1964-1967)
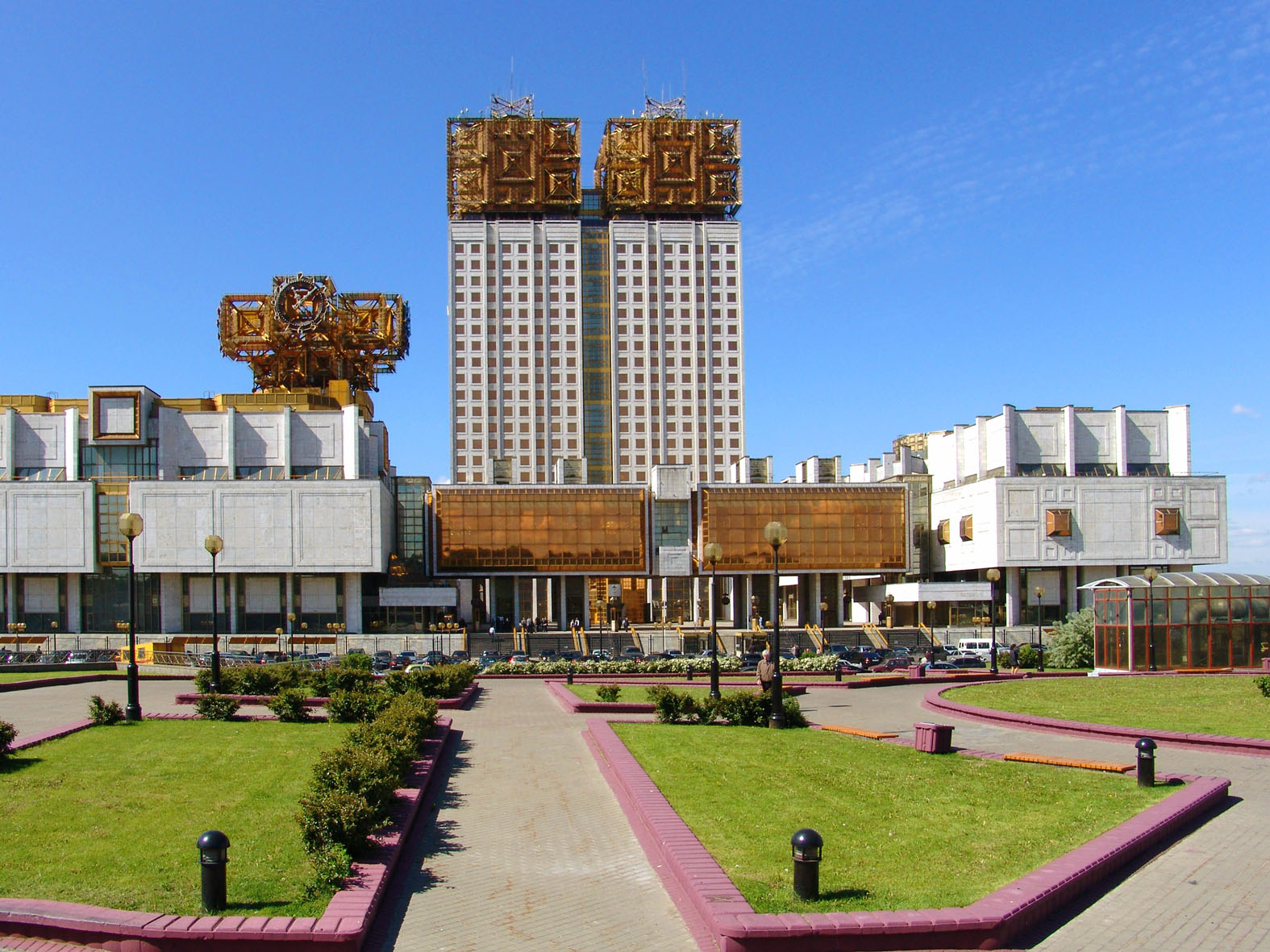
Presidium Building of Russian Academy of Science (1973-1990)
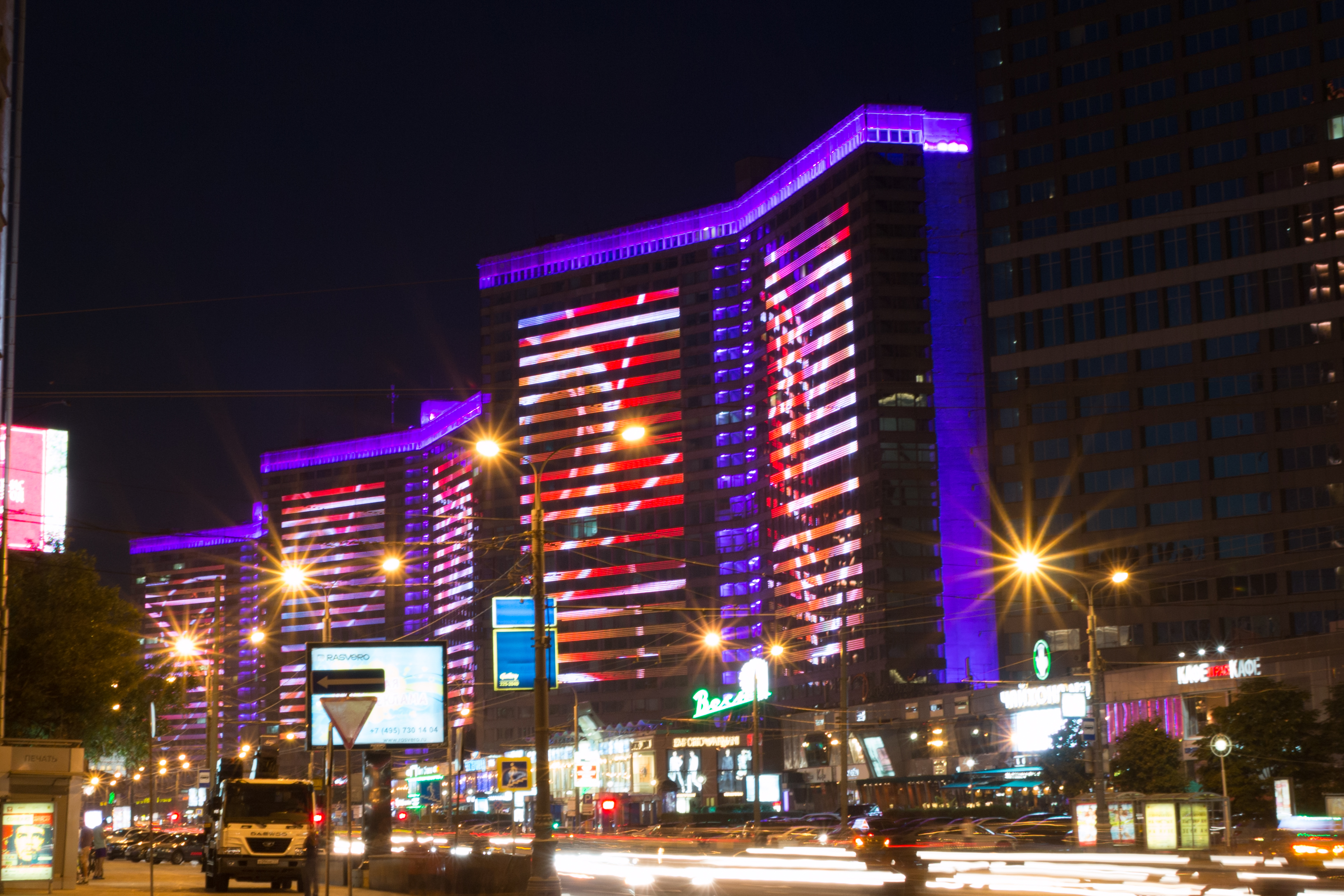
Book houses at New Arbat
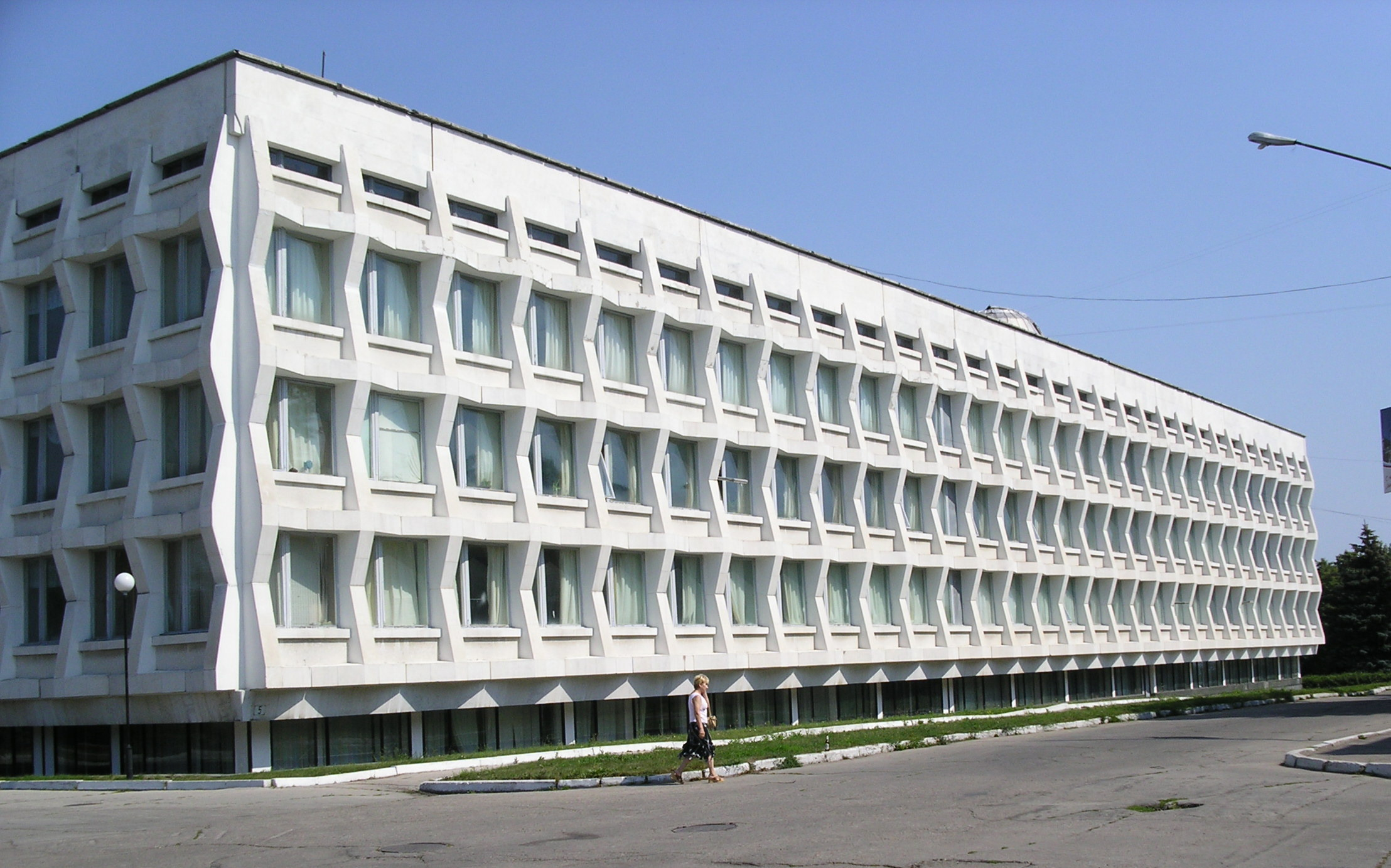
Housing the university, built in the early 1970s, in Ulyanovsk (Ulyanovsk State Pedagogical University)
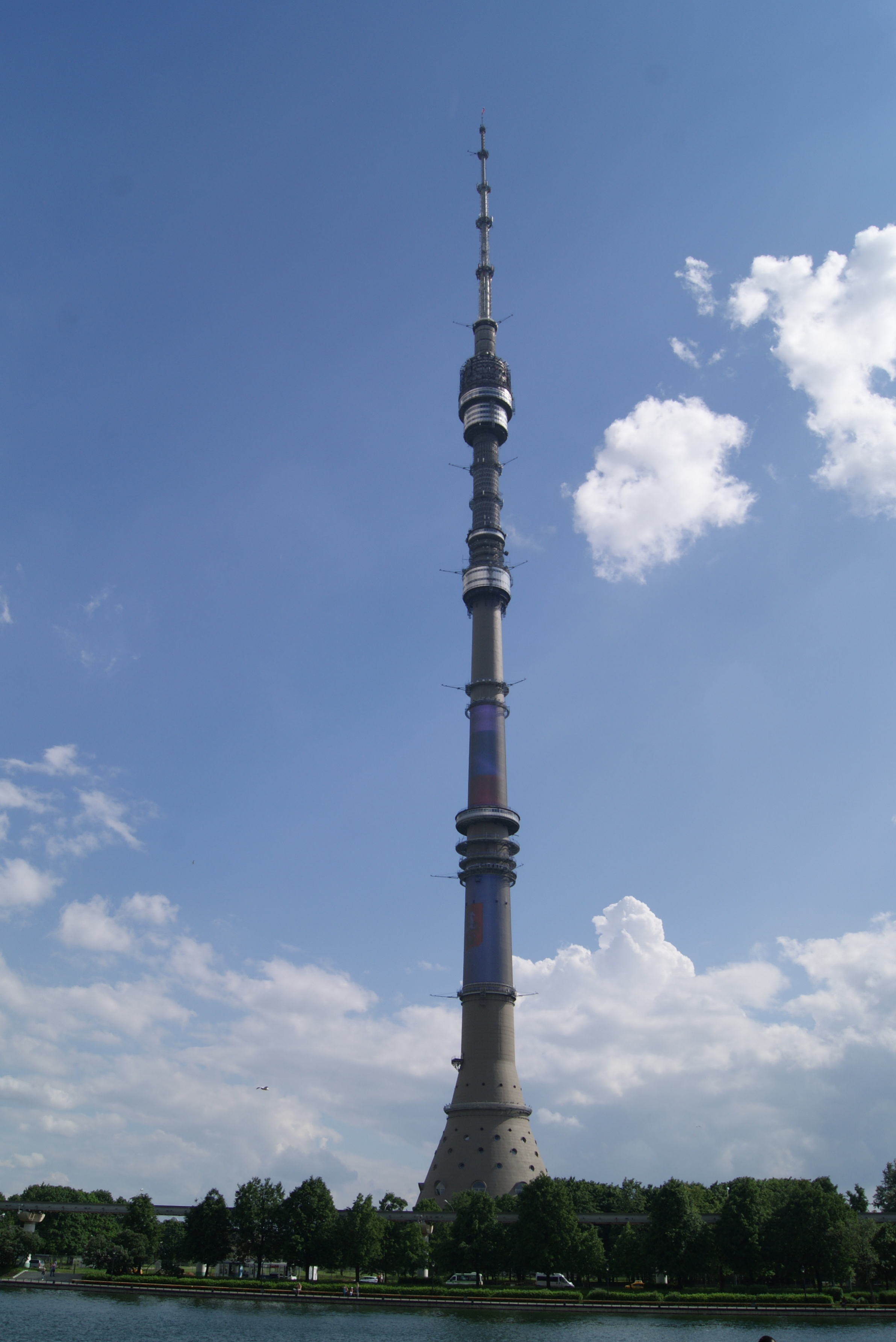
Torre Ostankino
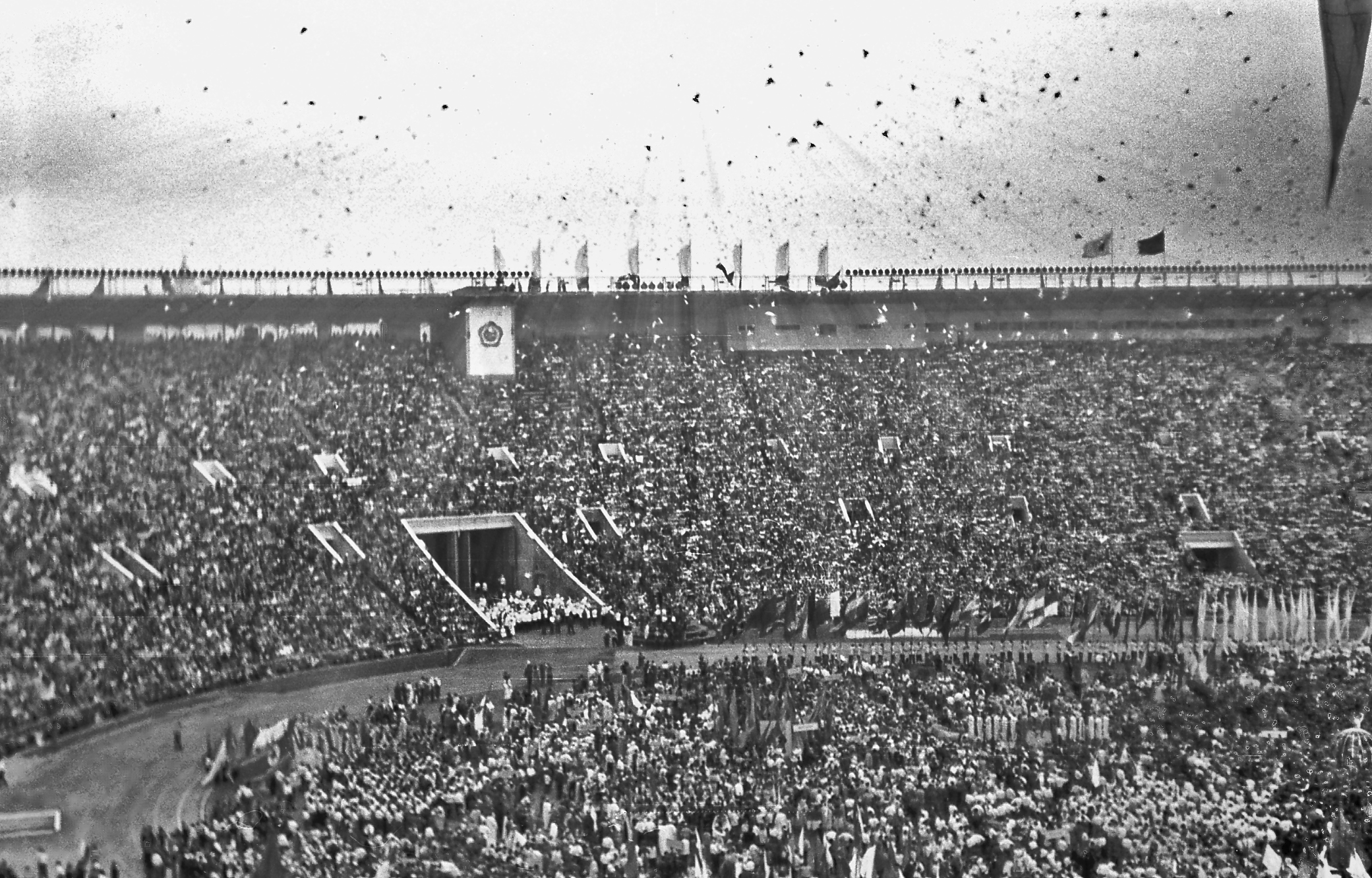
Estadio Olímpico Luzhnikí (1955-1956). VI Festival Mundial de la Juventud y los Estudiantes (1957). Inauguración en el estadio de Lenin, el comienzo del sexto festival: 25.000 palomas de la paz ascienden en el cielo.

Edificios residenciales soviéticos
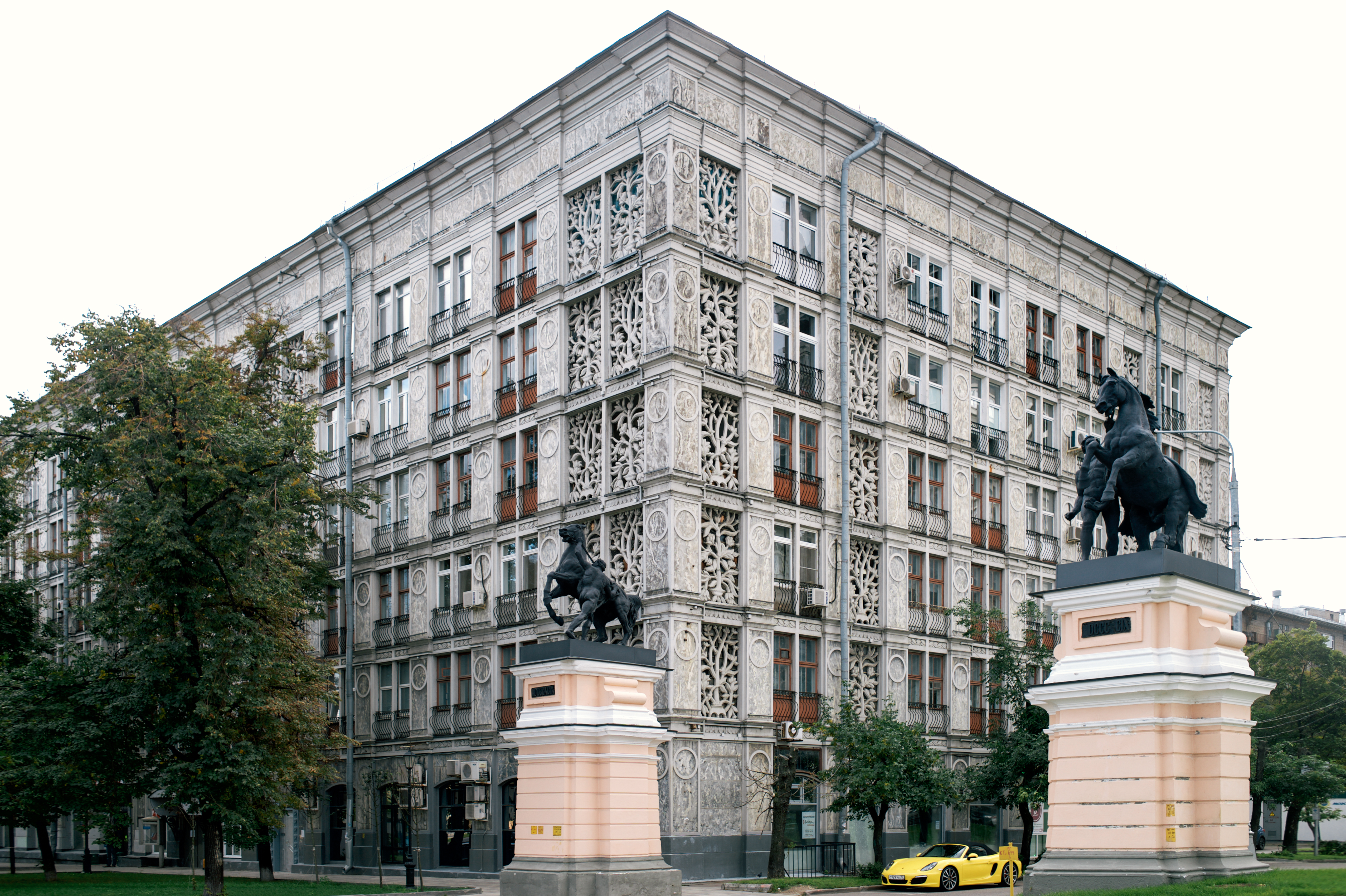
Openwork house (1936-1940), obra de Andréi Búrov
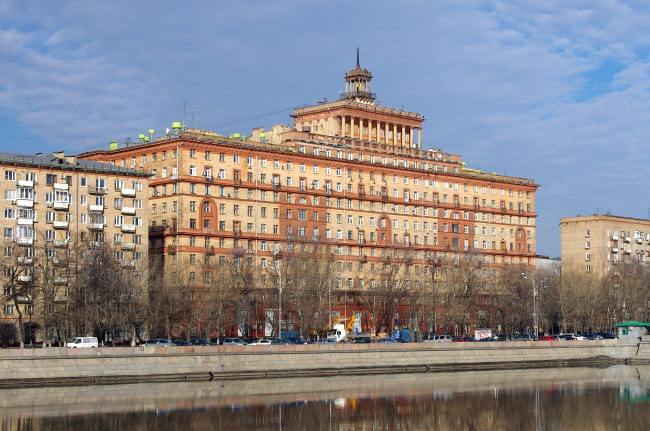
Edificio residencial moscovita en Kosmodamiánskaya Náberezhnaya (1953-1954)
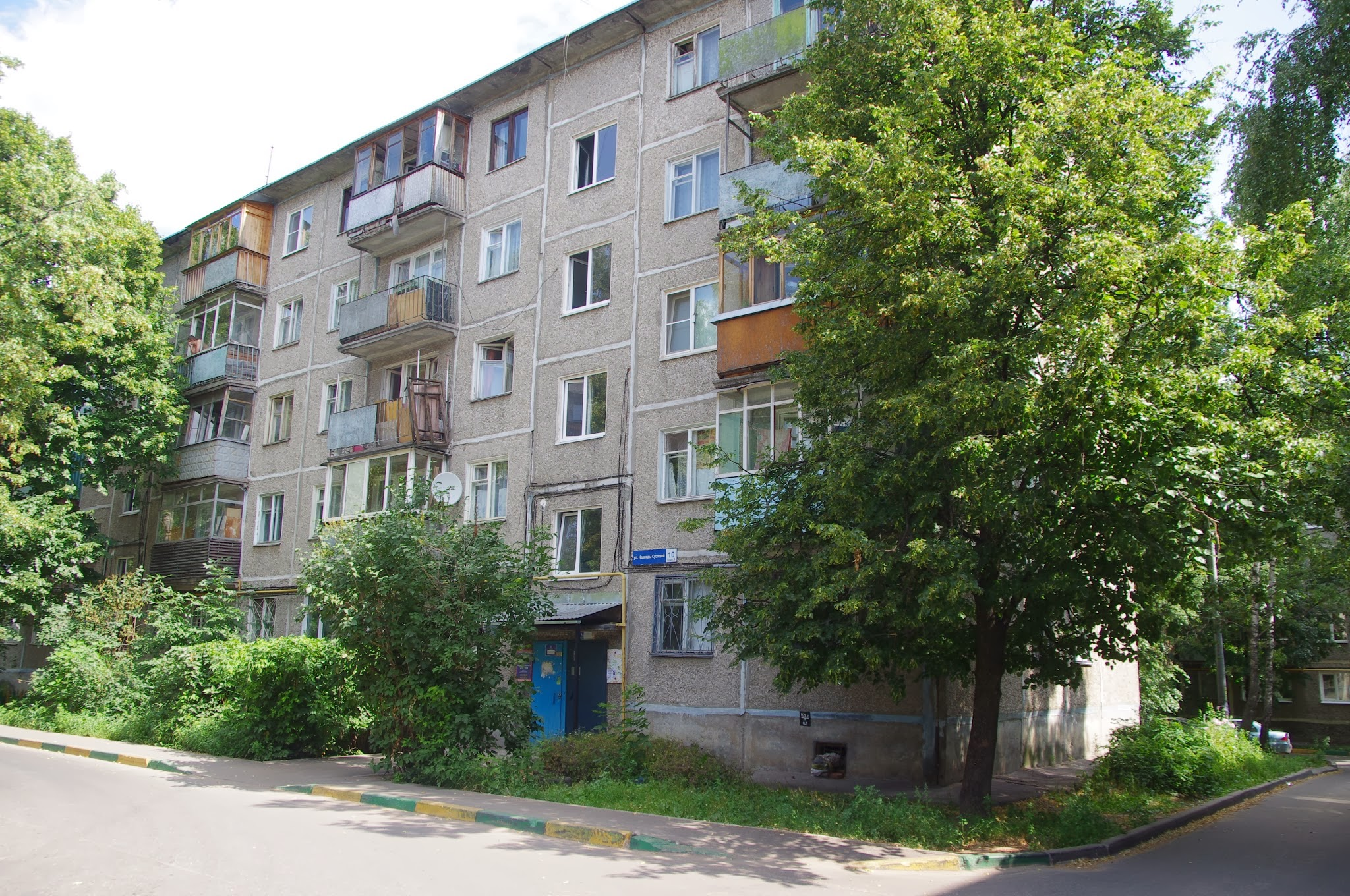
Una jrushchovka típica en Nizhni Nóvgorod
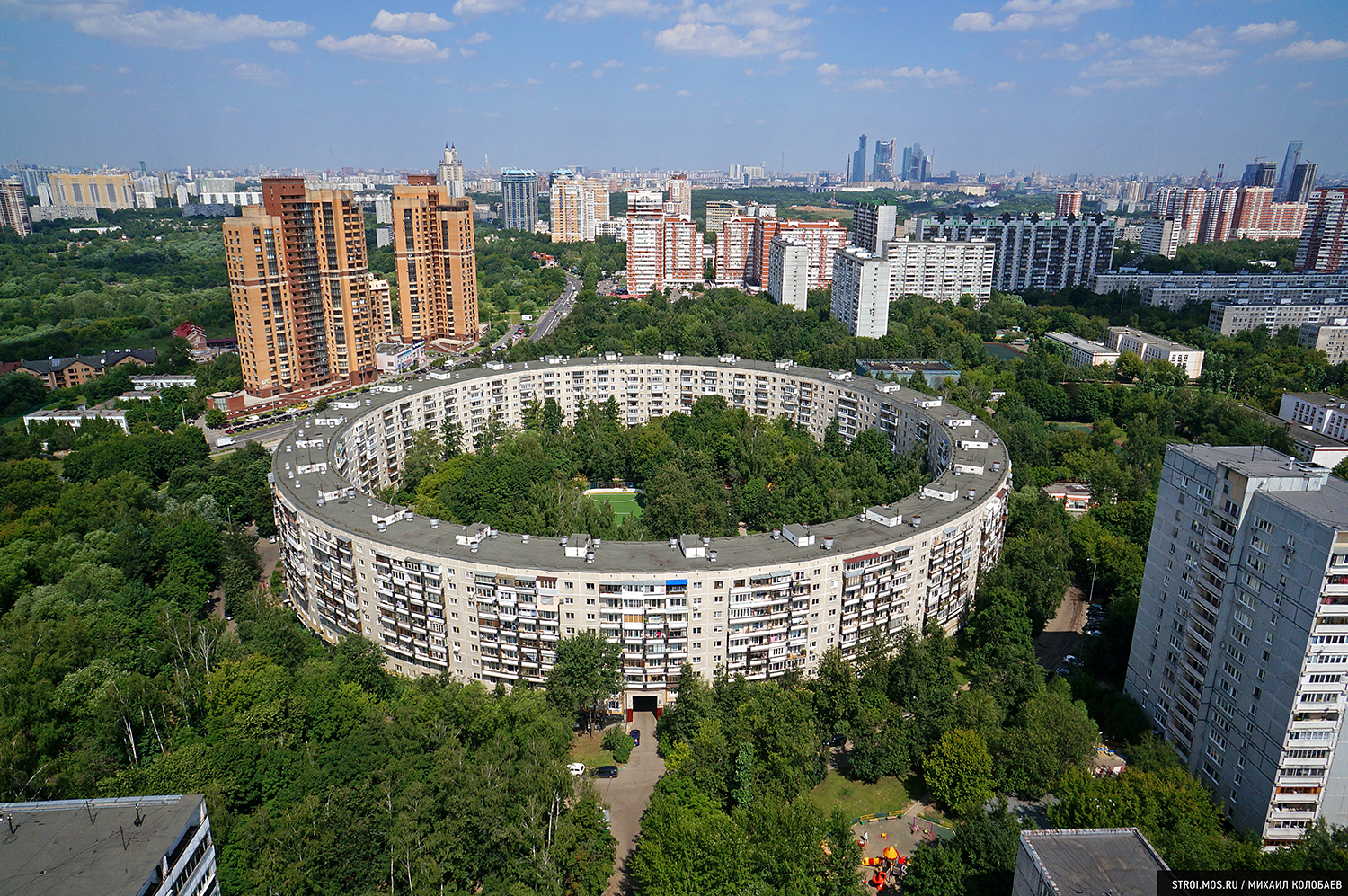
Unusual round-shaped plattenbau in Moscow (1972-1974)

## Después de la Perestroïka: la Rusia moderna

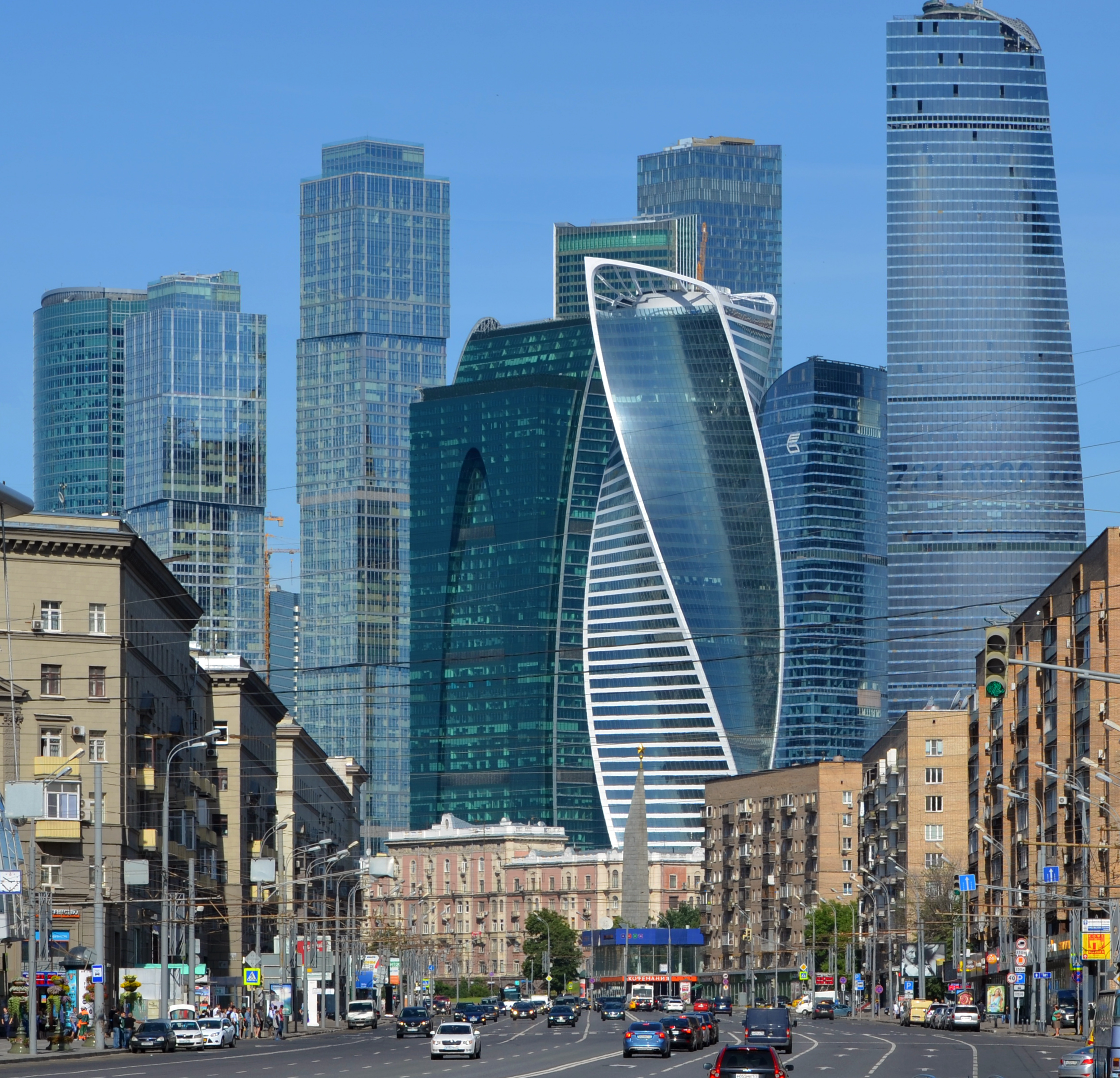
El aumento de los rascacielos en el Centro Internacional de Negocios de Moscú

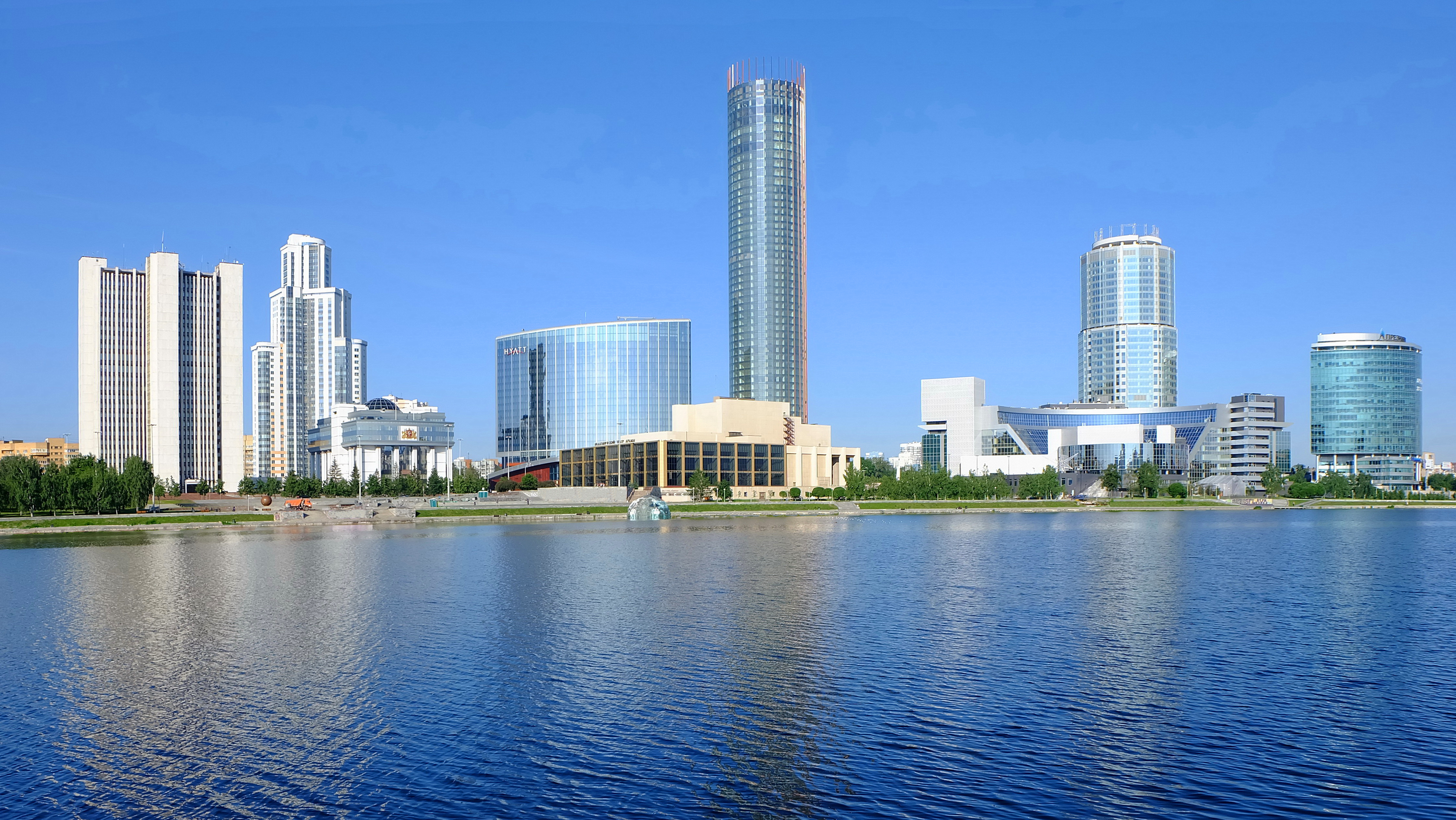
Yekaterinburg-City

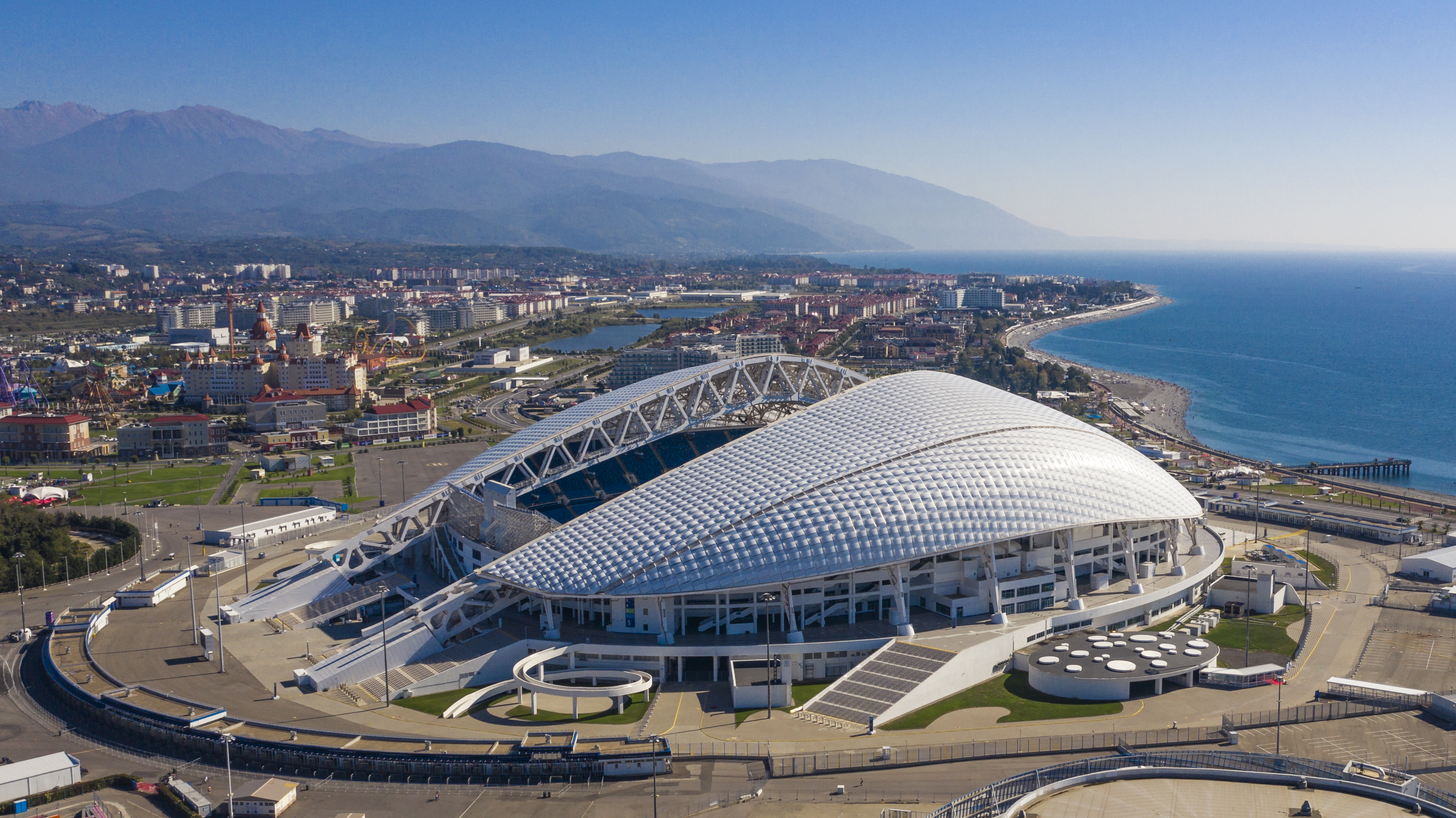
Fisht Olympic Stadium (2010-2013), Sochi

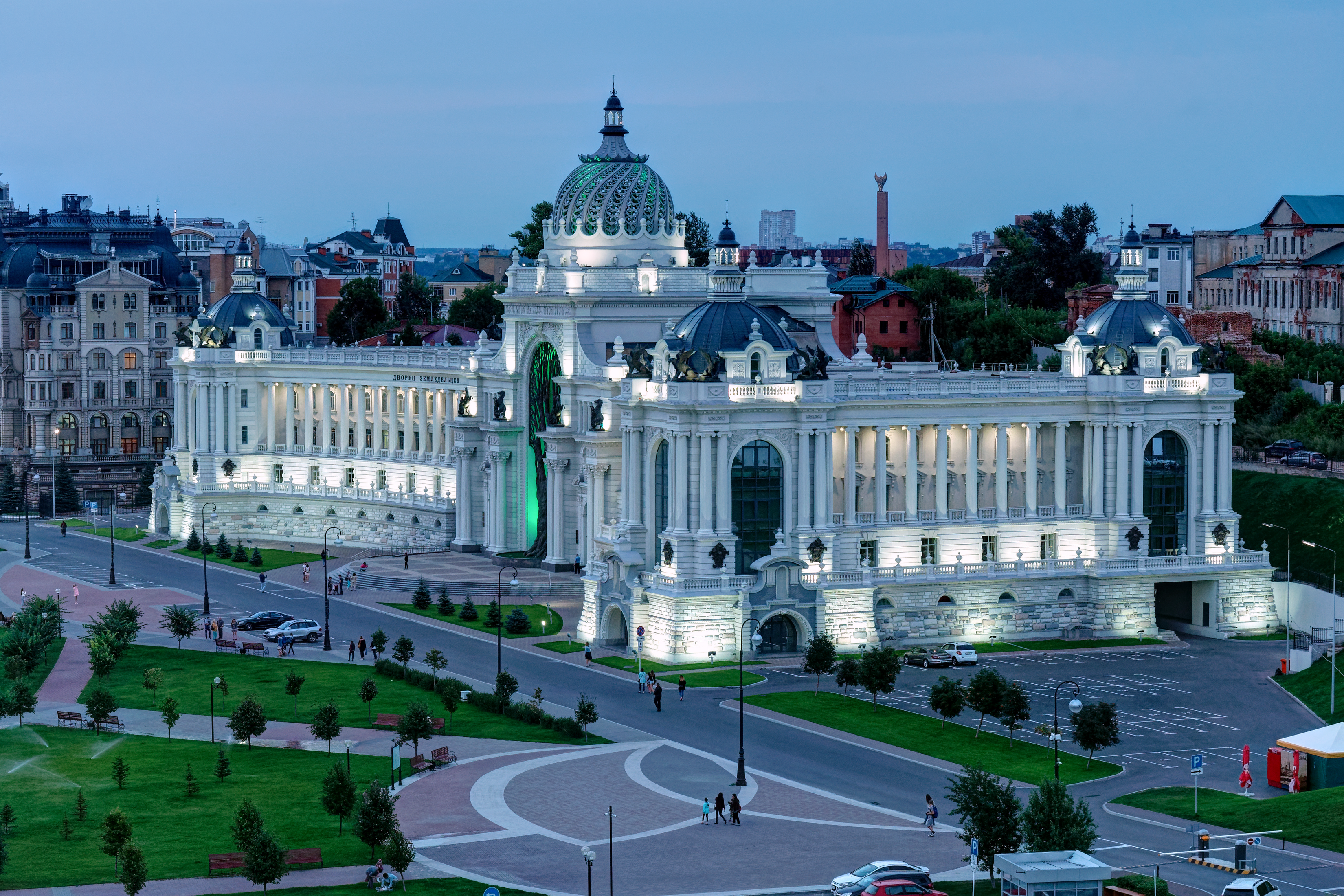
Agricultural palace (2008-2010), Kazan

Después de la desintegración de la Unión Soviética, muchos de sus proyectos quedaron en suspenso, y algunos fueron cancelados por completo. Sin embargo, por primera vez, el Estado ya no ejercía ningún control sobre qué tema o qué altura podía alcanzar un edificio. Como resultado de ello, con la mejora general de las condiciones financieras, la creciente concentración de capital y el retorno de las inversiones internacionales en Rusia, causaron un boom arquitectónico. Los inversores trajeron consigo los métodos modernos de construcción de rascacielos, como ejemplifica el ambicioso centro de negocios que se está construyendo en Moscú, el Centro Internacional de Negocios de Moscú. En otros casos, los arquitectos se volvieron a los diseños más exitosos de la arquitectura estalinista, que dio lugar a edificios como el Palacio del Triunfo en Moscú.

Nuevos edificios en Moscú
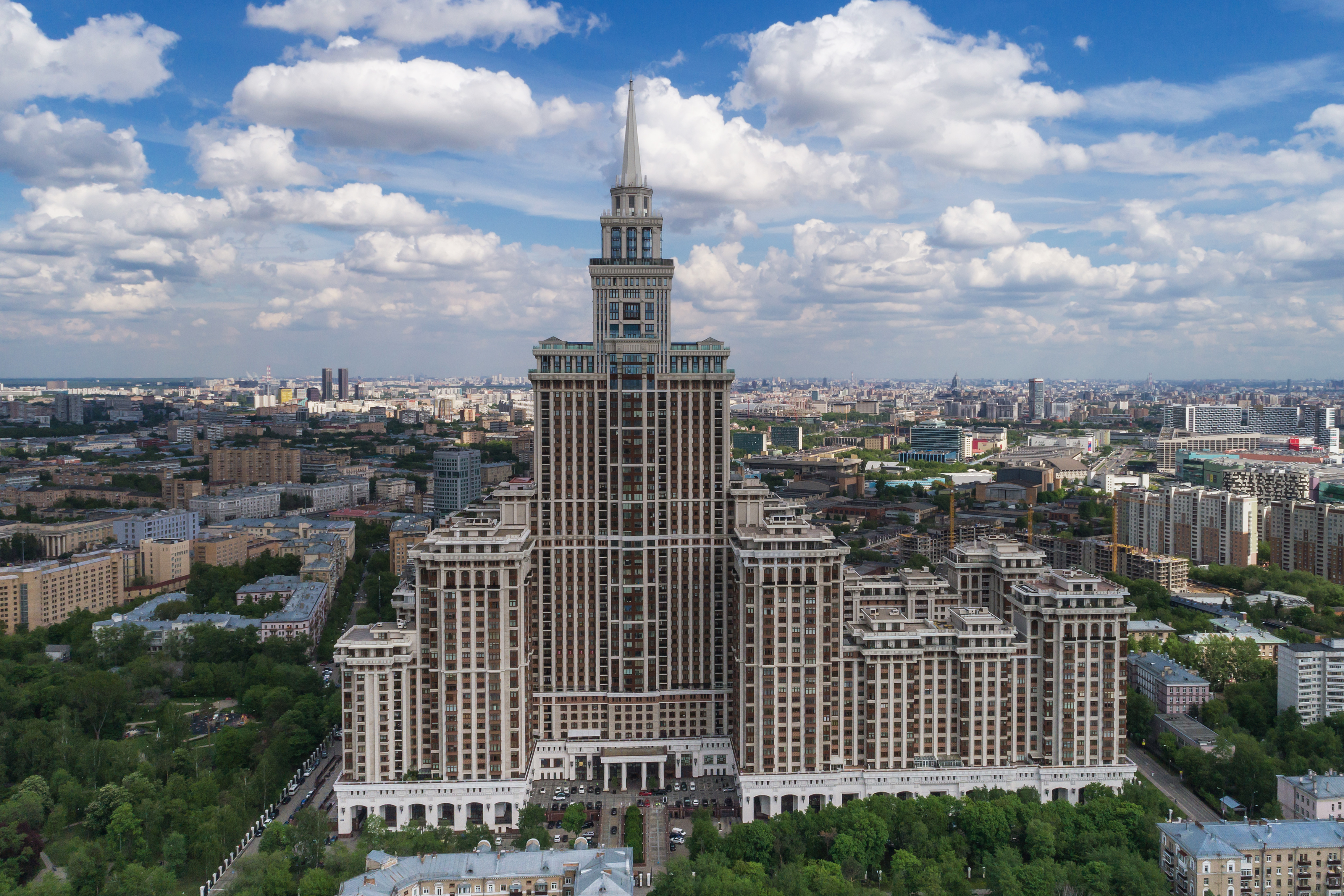
Triumph Palace (2001-2006), la Octava torre
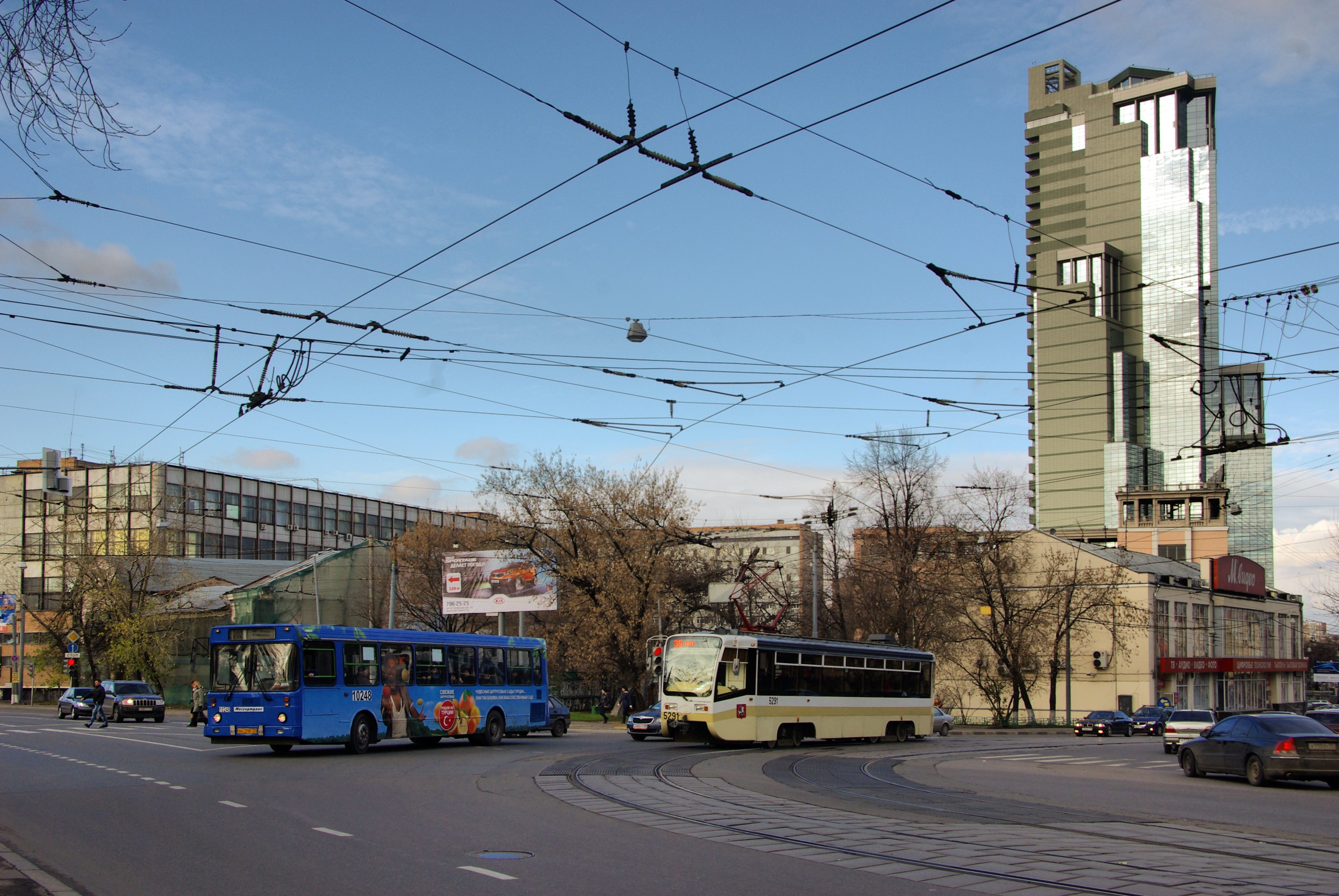
Sokolínaya Gorá
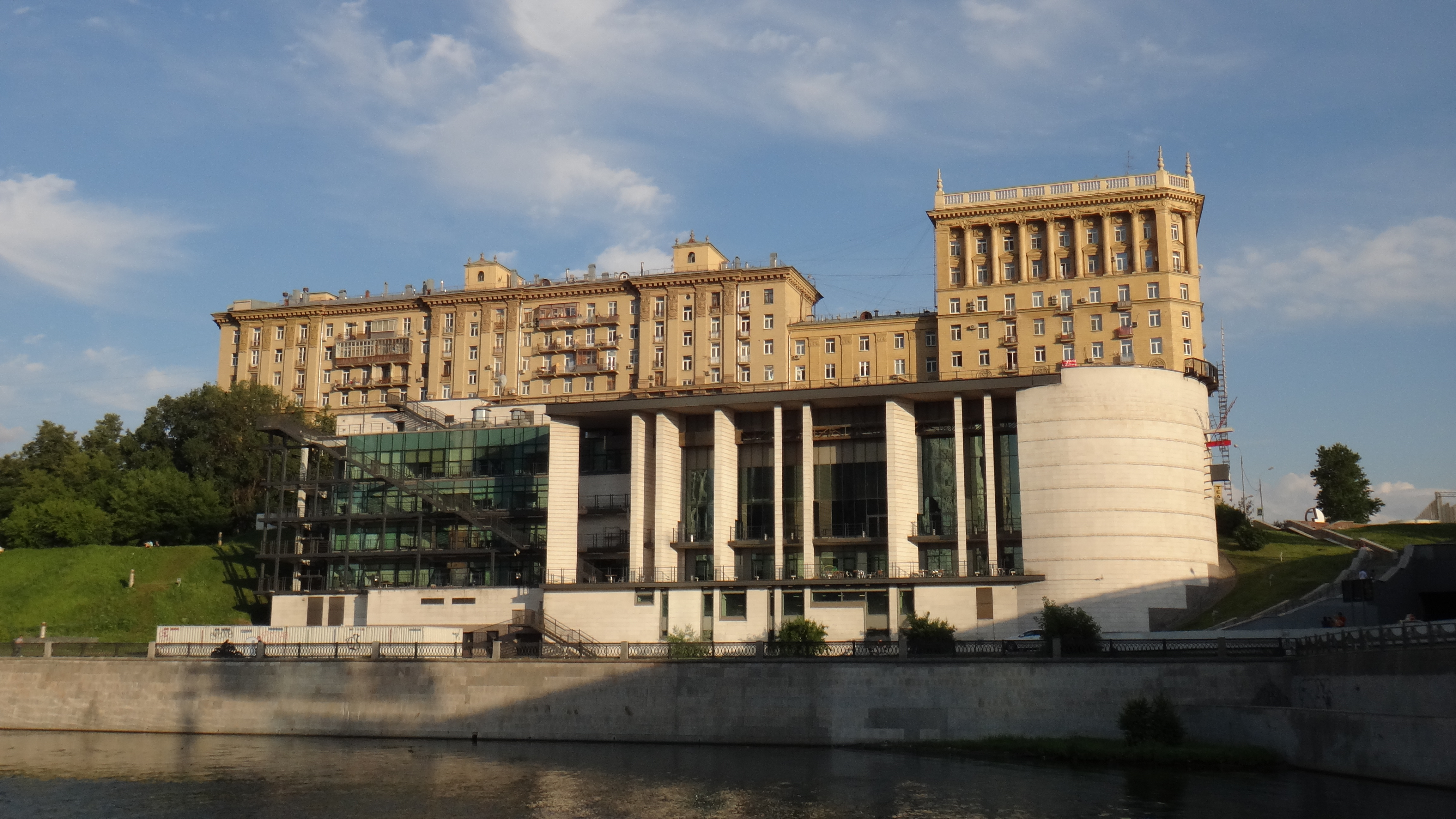
Teatro Fomenko (2005-2008)
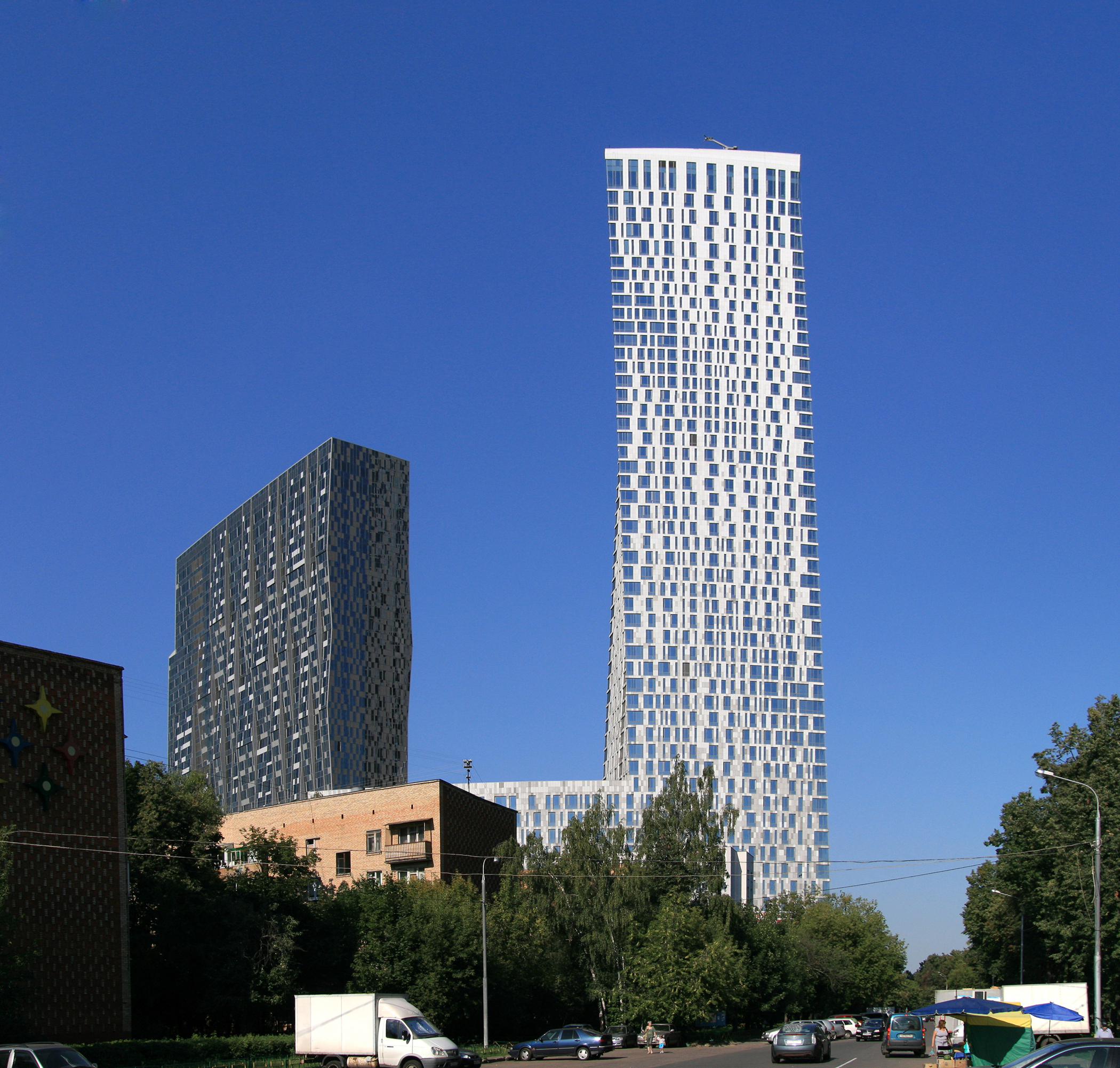
Casa en Mosfilmovskaya (2004-2011)
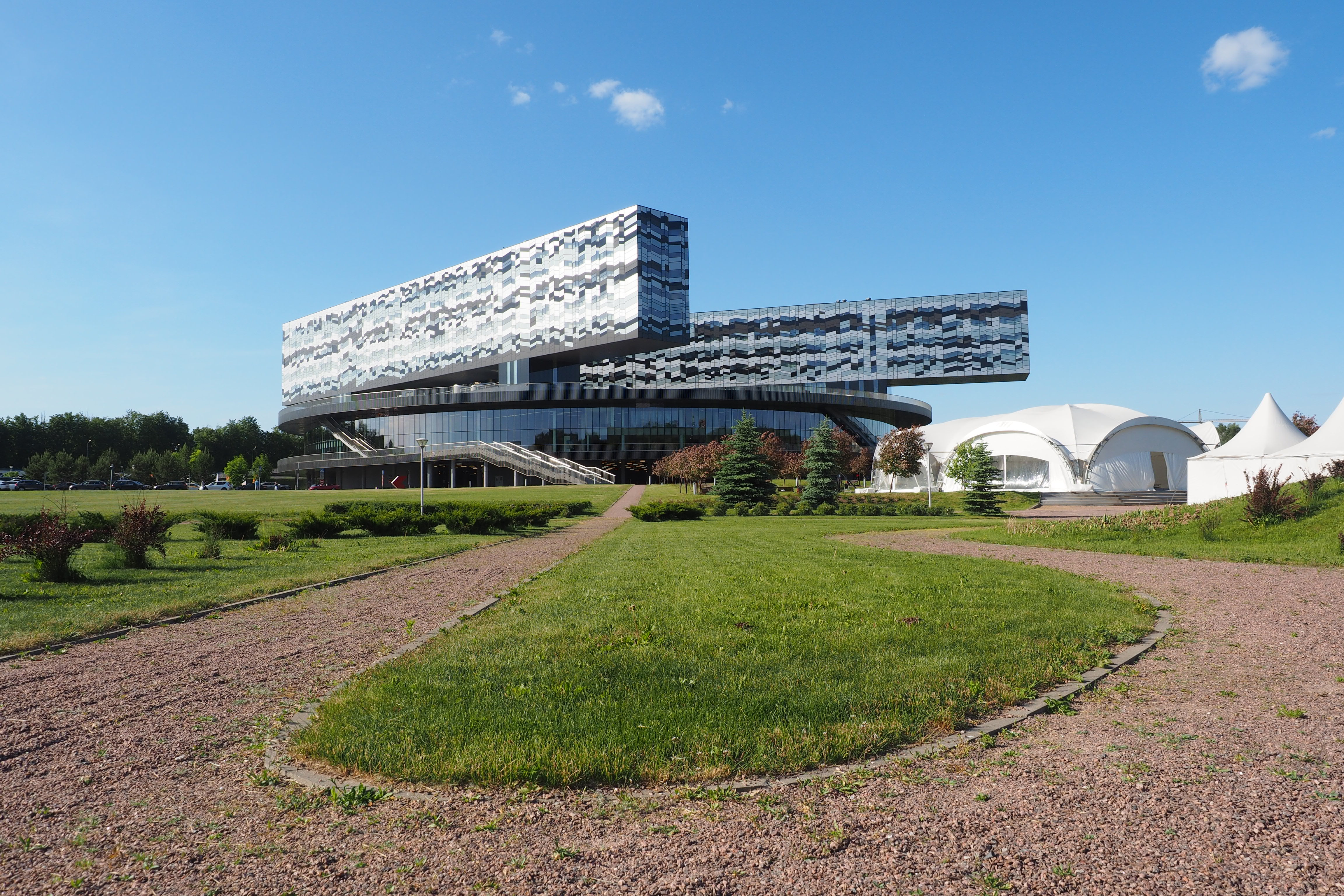
Skolkovo Innovation Center (2006-2011)
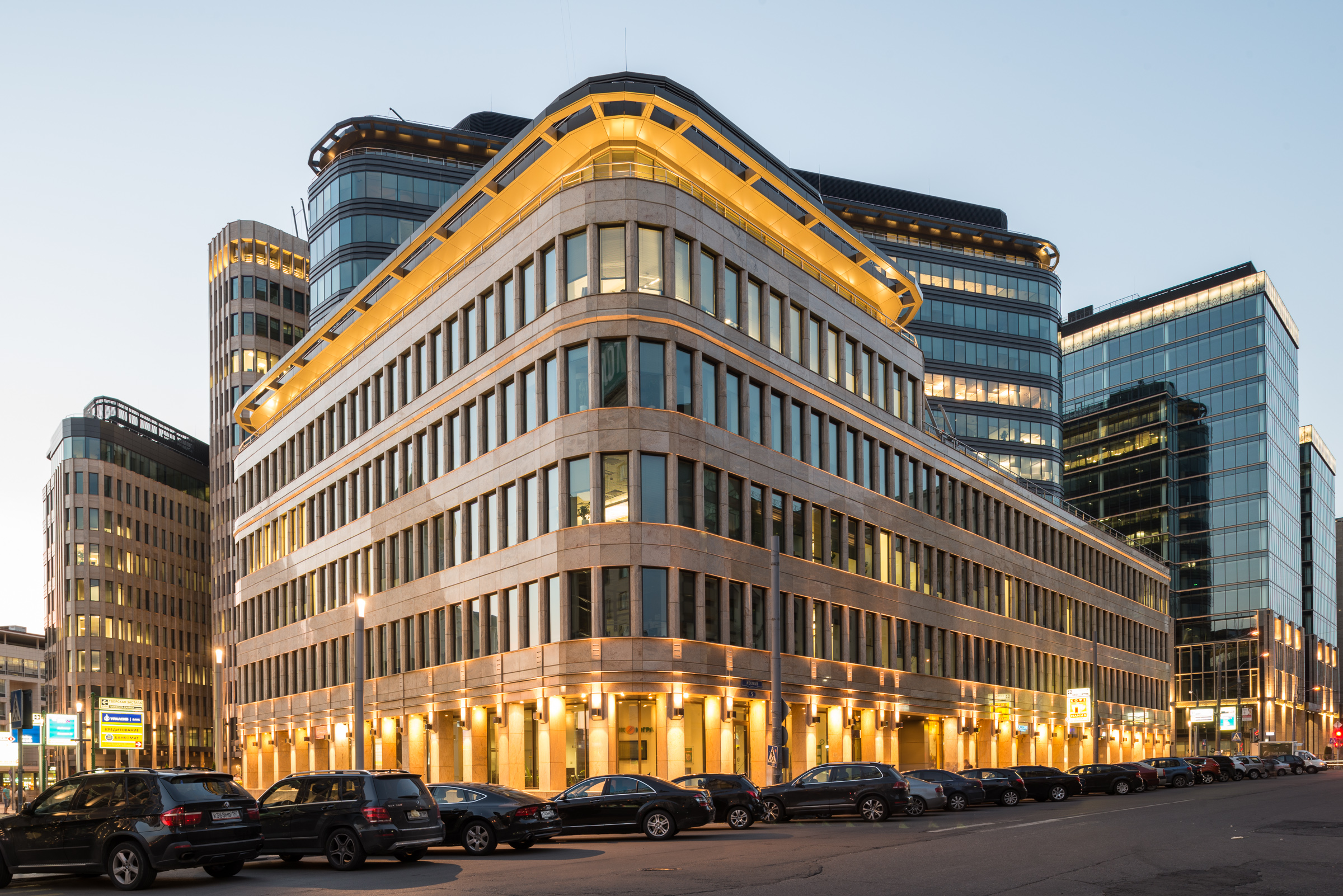
White Square (2004-2013)
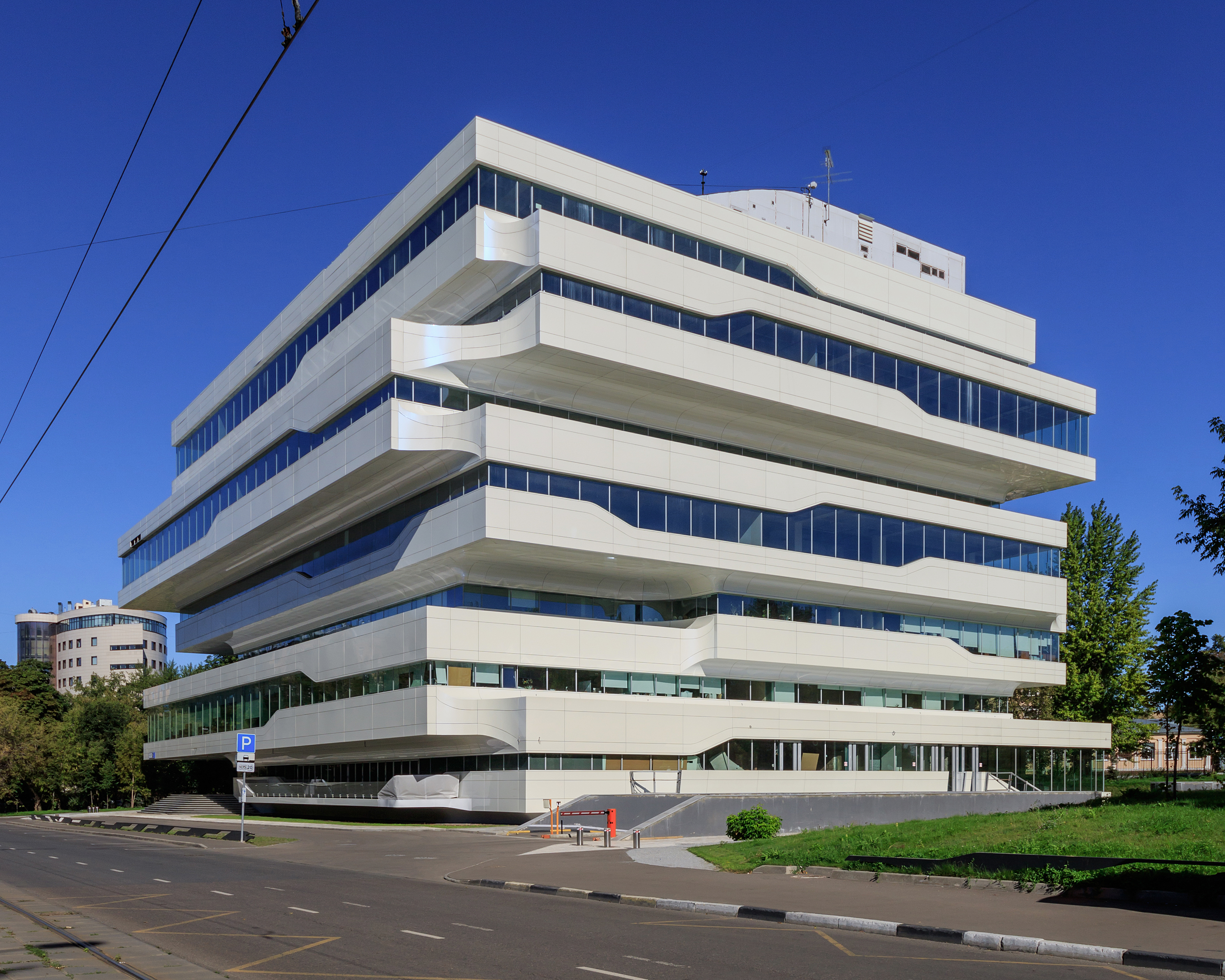
Dominion Tower (2008-2015), obra de Zaha Hadid
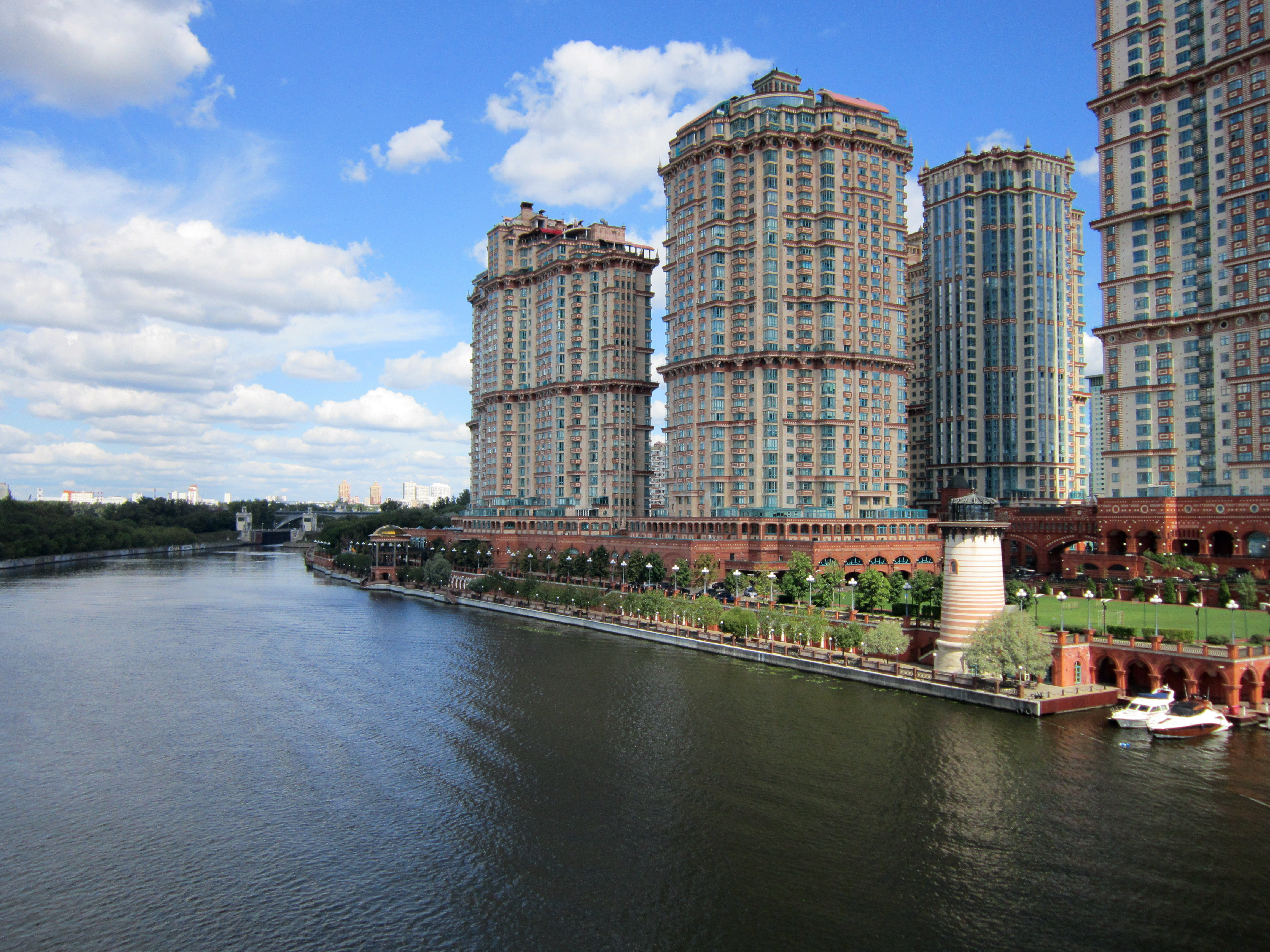
Scarlet Sails (2001-2016)
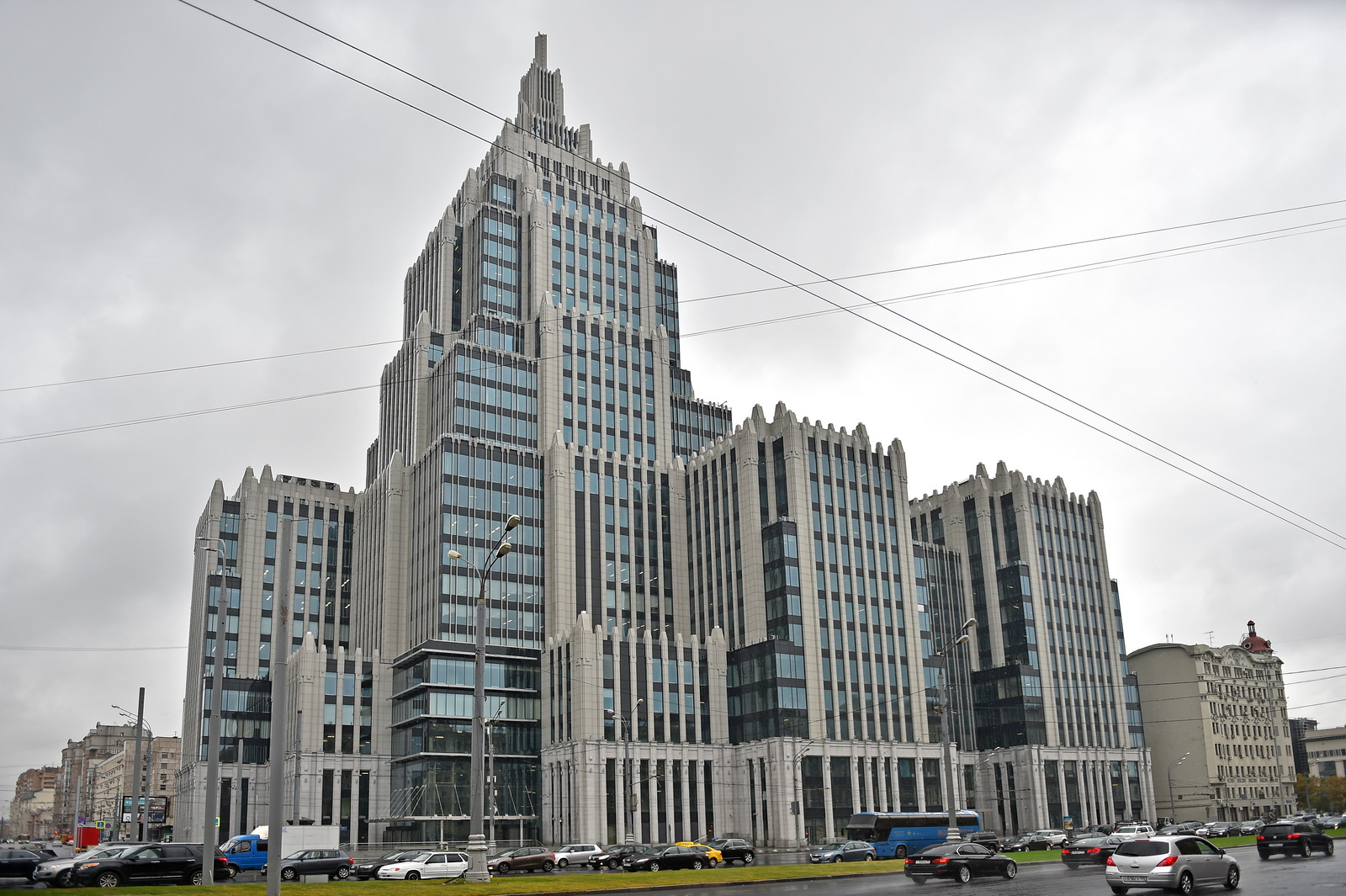
Complejo Oruzheiny  (2006-2016)
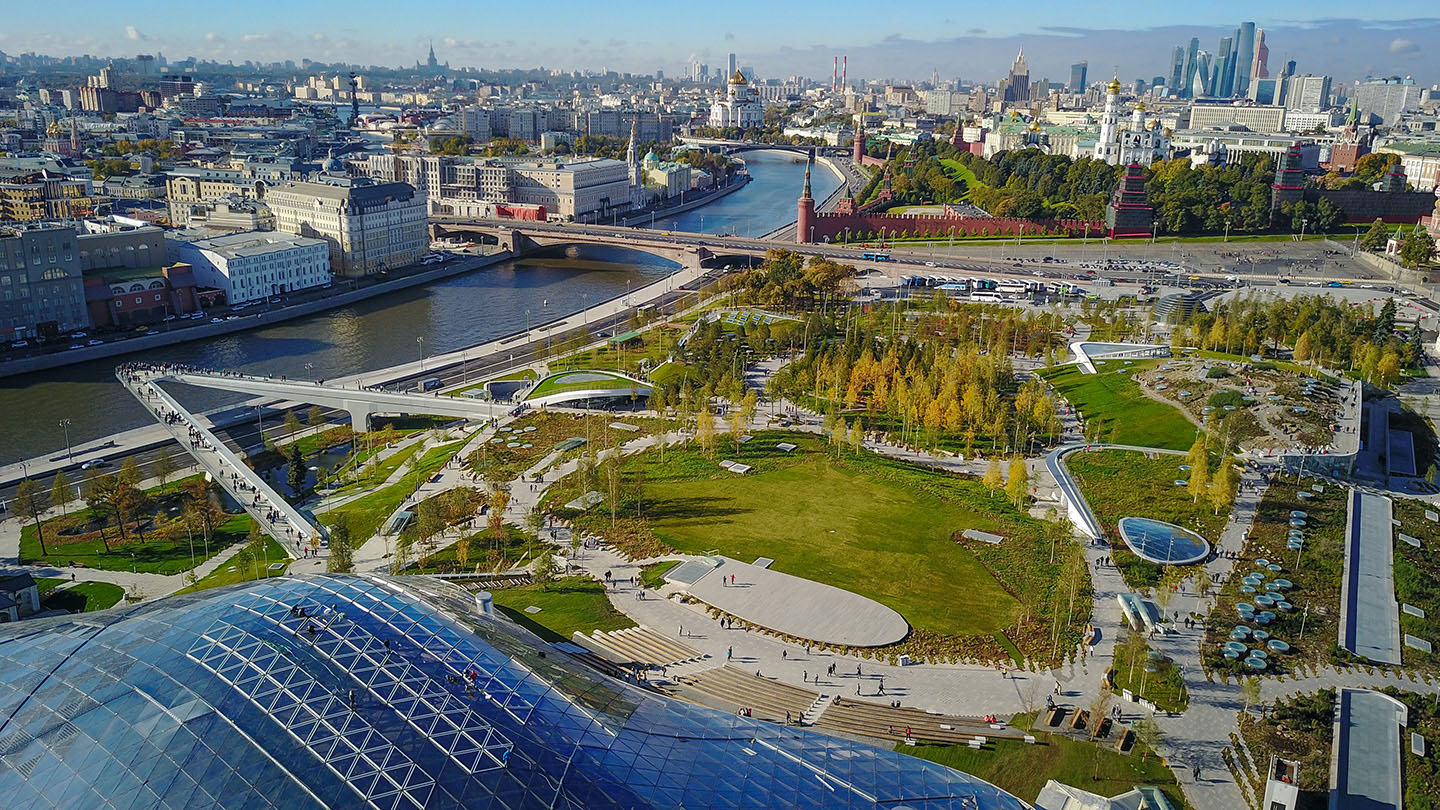
Parque Zaryadye (2014-2017)

Nuevos edificios en San Petersburgo
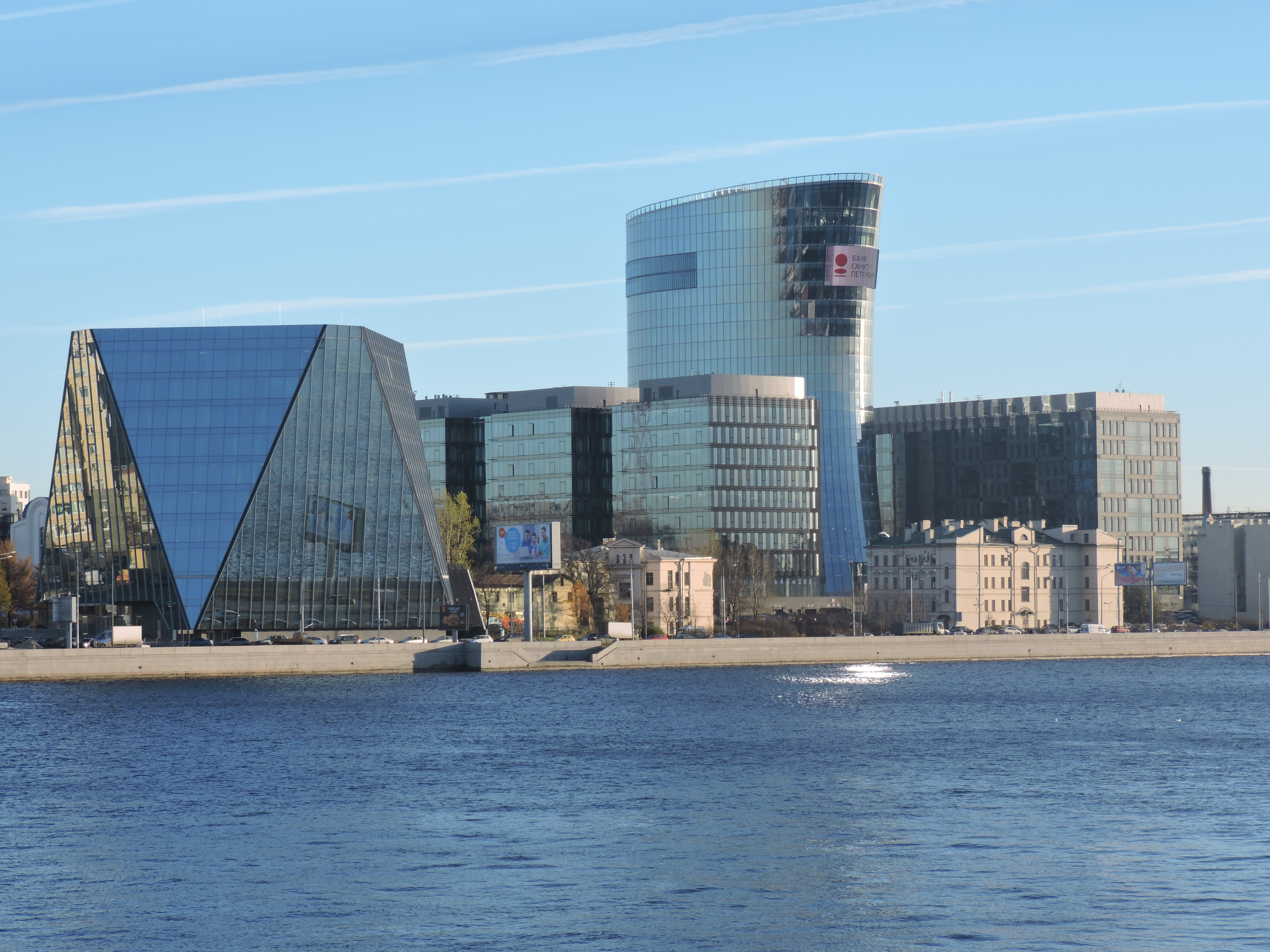
San Petersburgo Plaza
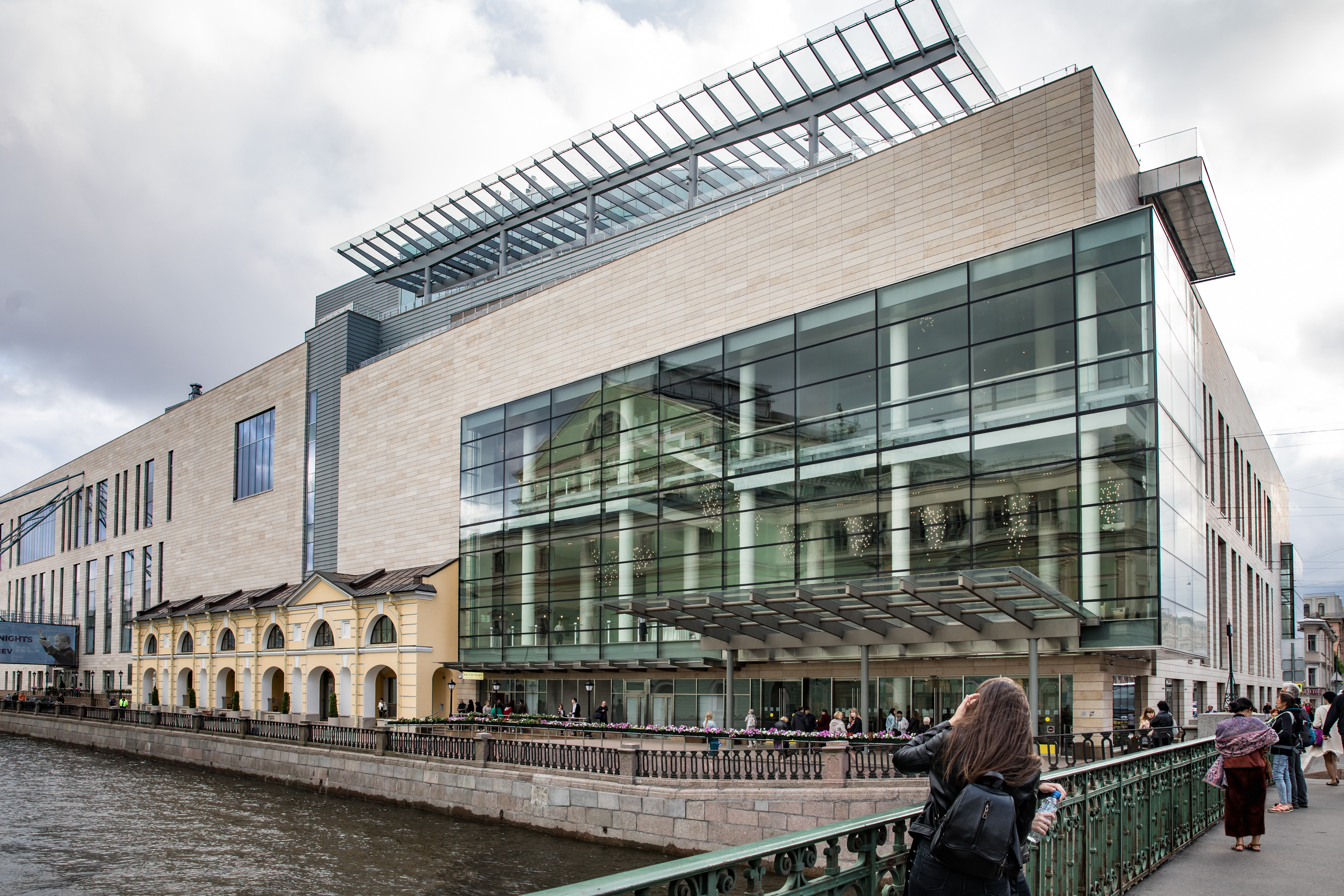
Mariinsky Theatre Second Stage (2008-2013), San Petersburgo
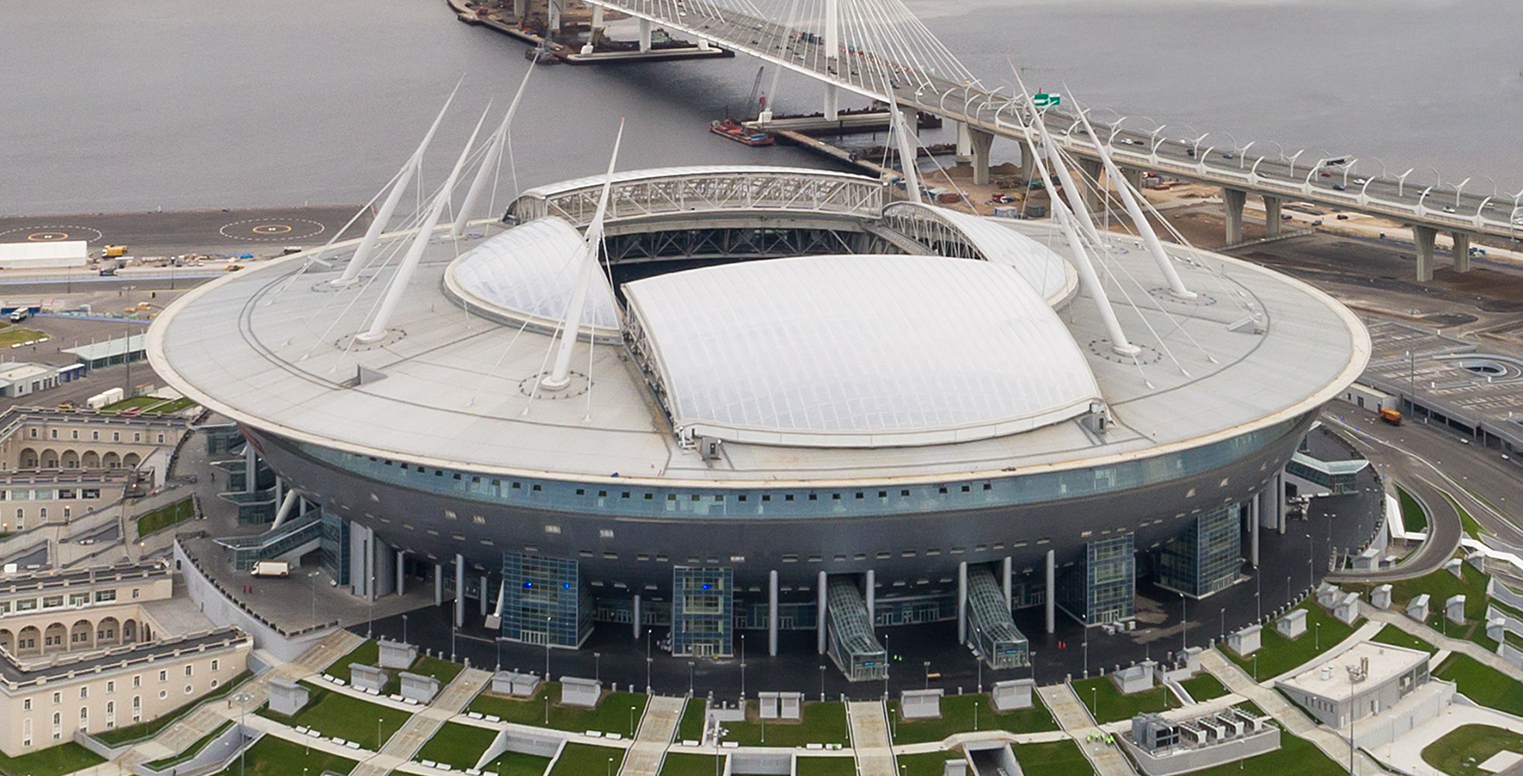
Gazprom Arena (UFO) (2007-2017), San Petersburgo
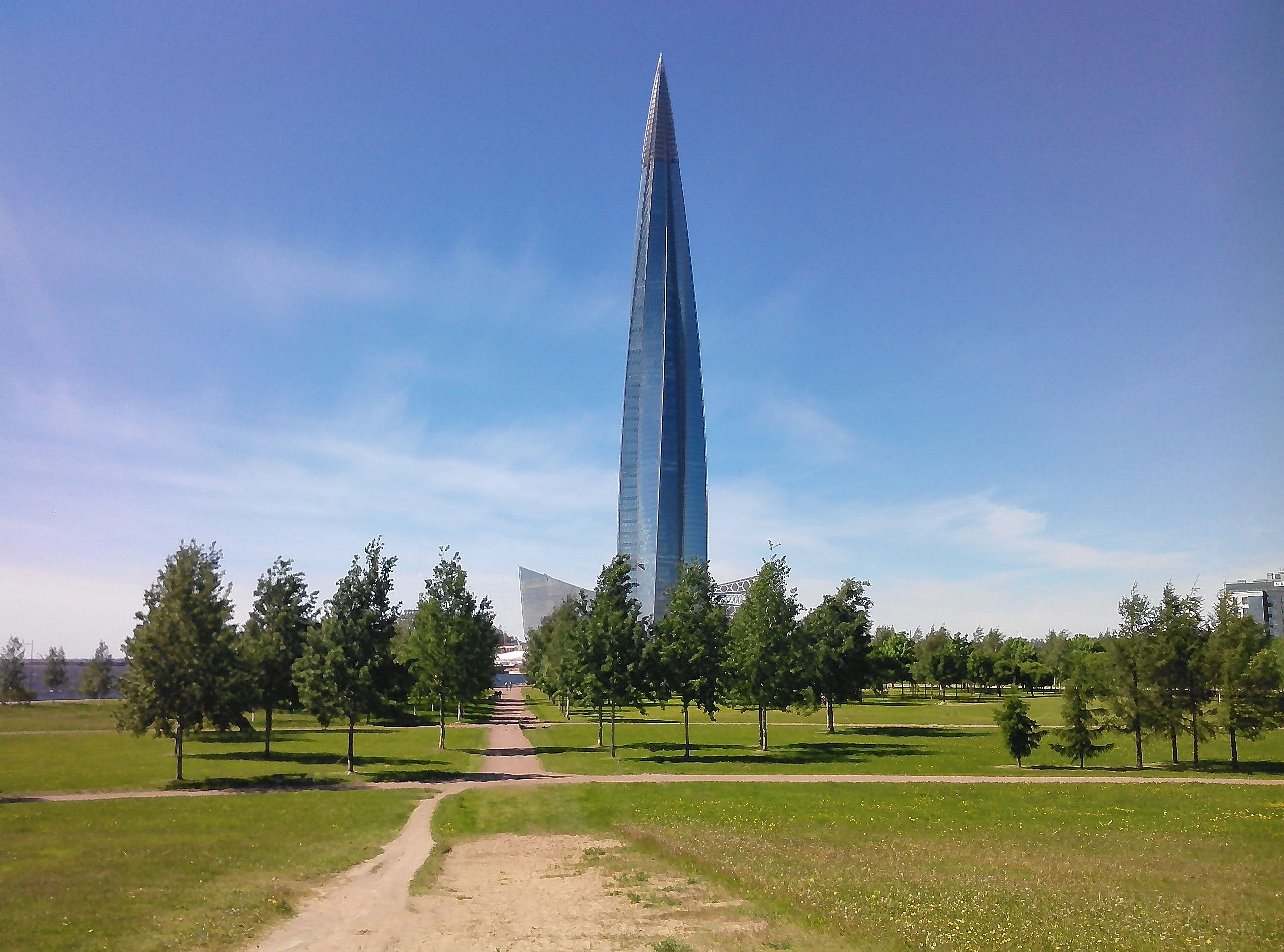
Lakhta Center (2012-2018), San Petersburgo

## Cúpulas ortodoxas

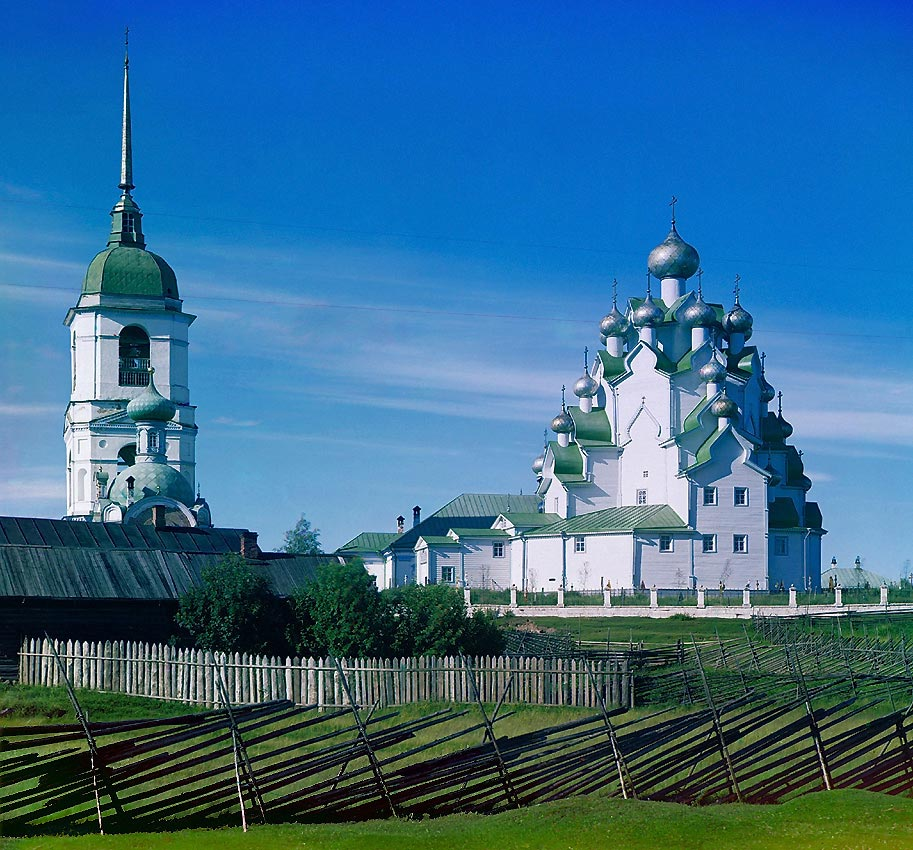
Iglesia en Výtegra. Ejemplos de la arquitectura rusa en madera en Kizhi y Kondopoga.

Iglesia del Salvador sobre la sangre derramada en San Petersburgo

Según el historiador ruso Borís Rybakov, la típica cúpula acebollada de las iglesias ortodoxas rusas tiene un origen nativo a partir de influencias pre-mongoles, con ejemplos constructivos a partir del siglo XII, en tanto la arquitectura mogol y el estilo difundido en Asia por el Islam presenta sus primeros ejemplos recién en el siglo XV.
Mientras que en las iglesias rusas primitivas, especialmente en Kiev la primera capital, las cúpulas seguían el modelo esférico del estilo bizantino, los edificios posteriores comenzaron a utilizar las cúpulas acebolladas, una forma especialmente útil para evitar la acumulación de nieve en el clima nórdico.
La influencia ortodoxa se trasmitió a la arquitectura persa y regiones más orientales, como lo demuestran las cúpulas icónicas del Taj Mahal, construido en 1630.
El ejemplo más conocido lo constituye la Catedral de San Basilio, construida entre 1555 y 1561 en Moscú por orden de Iván el Terrible en conmemoración de la captura del Janato de Kazán. Coronada por un total de diez torres con cúpulas acebolladas, la catedral ha sido desde su creación un símbolo de Moscú como centro de síntesis entre oriente y occidente.